# Église Saint-Samson de Clermont
Pour les articles homonymes, voir église Saint-Samson.
L'église Saint-Samson est une église catholique paroissiale des XVe et XVIe siècles de style gothique et Renaissance située à Clermont chef-lieu d'arrondissement au centre du département de l'Oise, en région Hauts-de-France en France.
L'édifice est plus précisément situé à l'angle des rues de l'église et de la Porte Nointel. Édifiée à la fin du XIIe siècle ou XIIIe siècle selon les historiens, elle remplace la collégiale du donjon de Clermont, qui servait d'église à la ville jusqu'à la décision de la construction du monument. Incendiée pendant la guerre de Cent Ans, il ne resta qu'une chapelle autour de la nef. Elle a été restaurée en 1495 puis en 1762, on retourna les pierres tombales pour en faire un nouveau dallage. En 1785, le clocher est détruit par un incendie dû à la foudre, il fut reconstruit en 1812. L'église fait l’objet d’un classement au titre des monuments historiques depuis le 4 janvier 1921. Située dans le diocèse de Beauvais, elle possède des proportions inégales (6 travées au nord de la nef pour 3 au sud) et des parties qui n'ont pas été construites comme le transept nord à cause des fortifications de l'époque. Elle possède quelques richesses architecturales : le Saint-Sépulcre du XVIe siècle, des vitraux du XVIe siècle et des tableaux du XVIIIe siècle. Elle est au centre de la paroisse Cœur du Christ de Clermont.

## Histoire

### Historique général

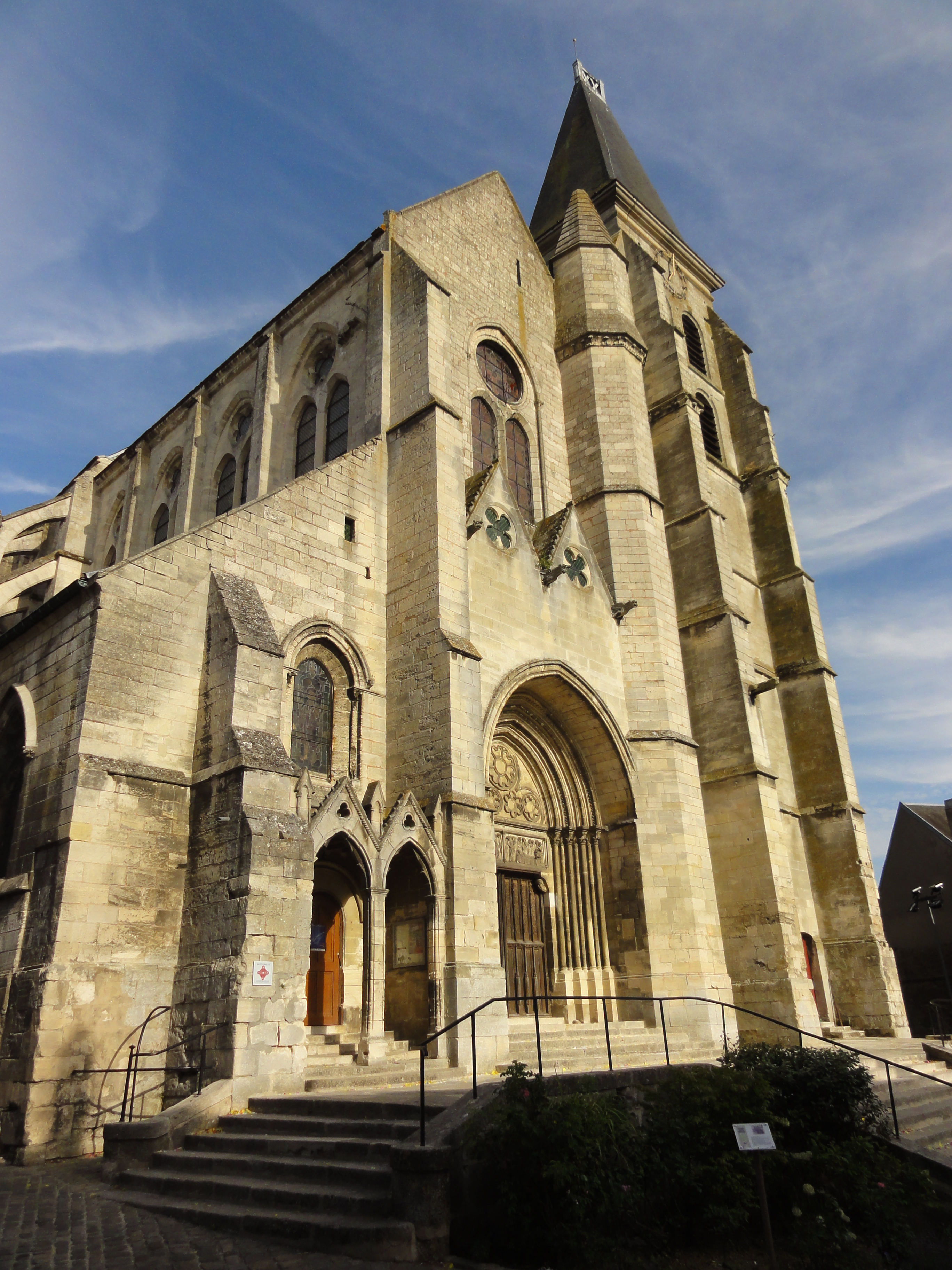
Façade occidentale.

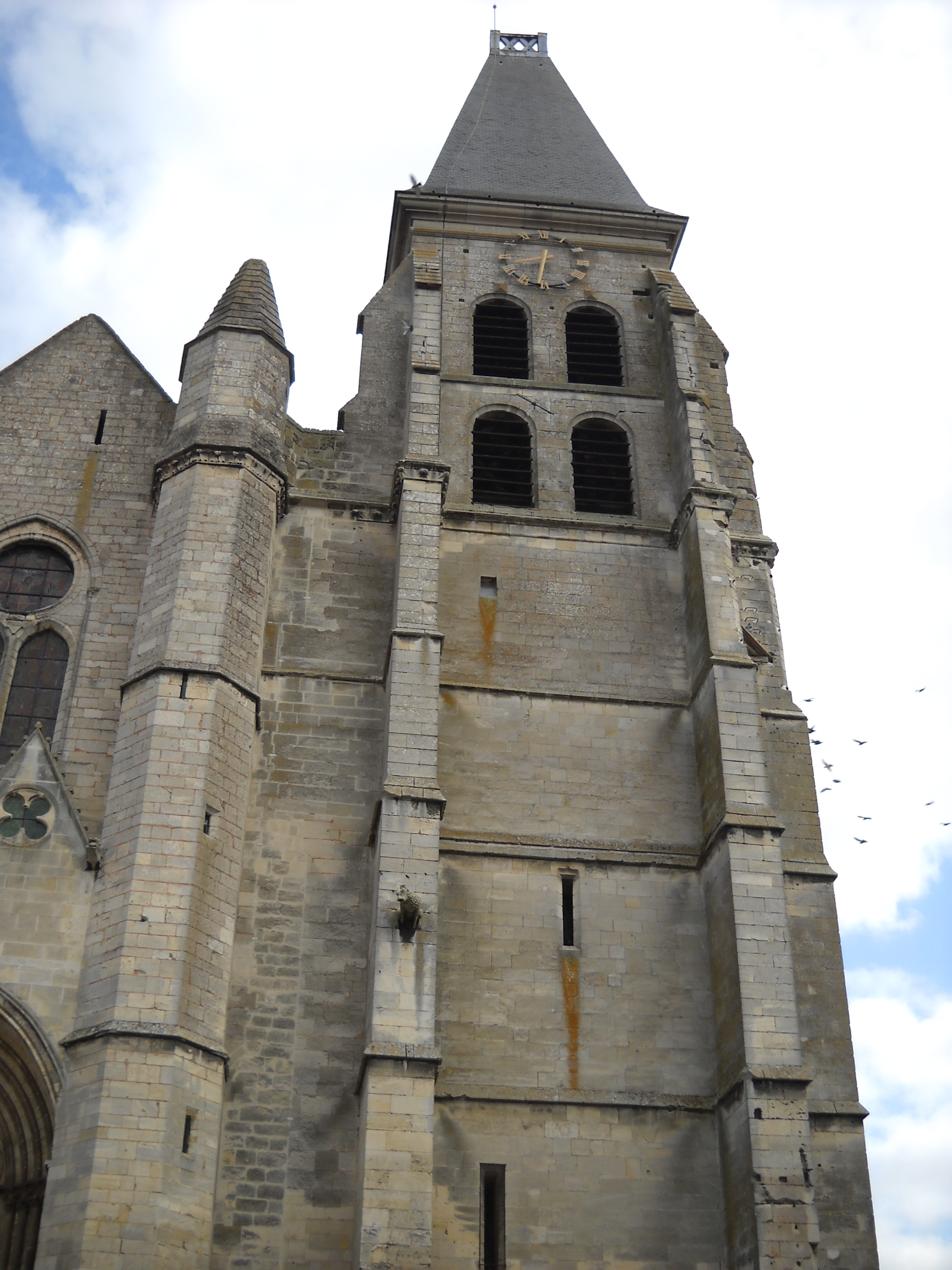
Le clocher.

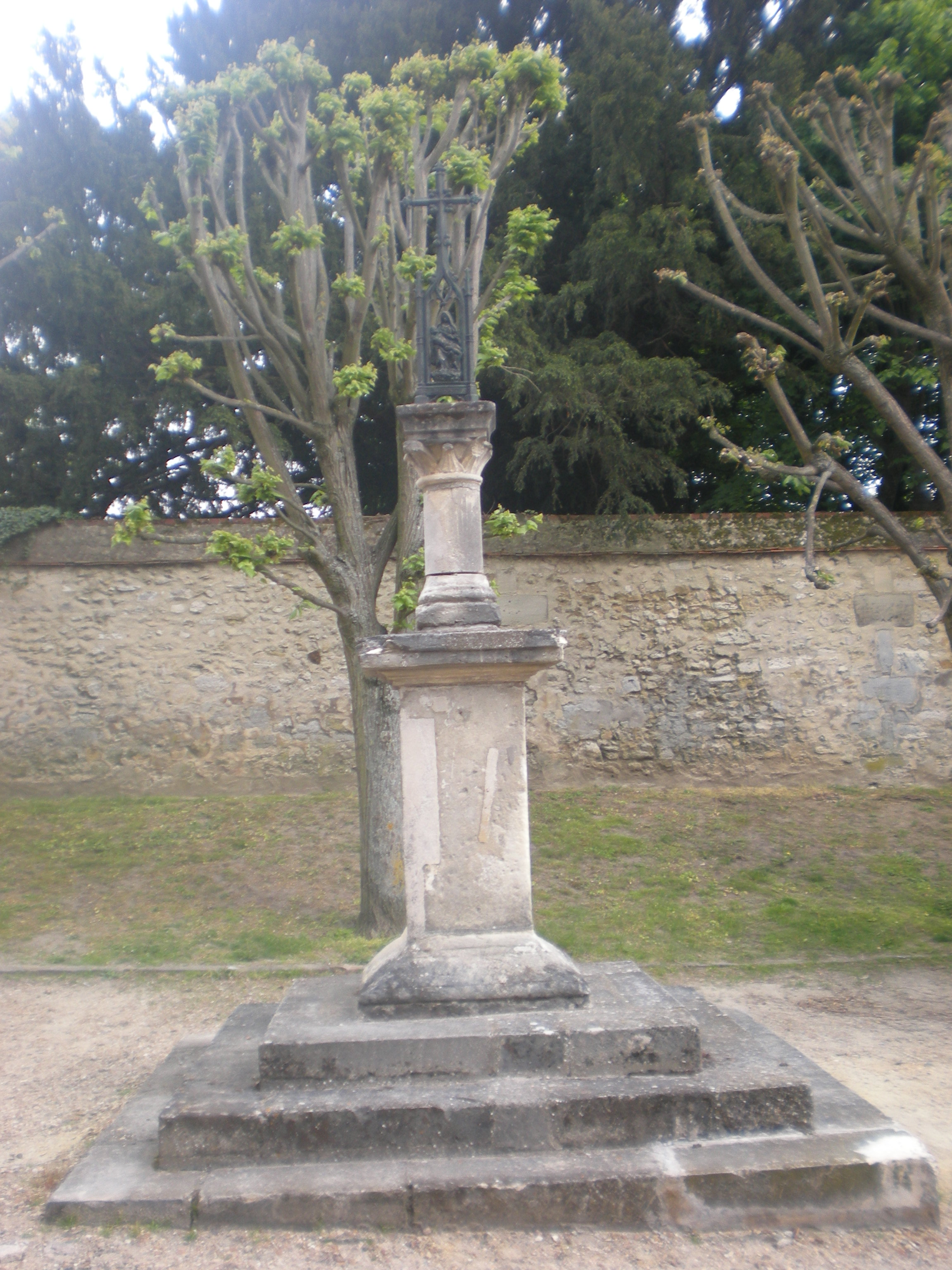
La croix marquant l'emplacement de l'ancien cimetière.

Les époques de construction de l'église s'étendent du XIIe siècle au XVIe siècle :
- Début XIIe : la façade et les bas-côtés nord de la nef
- Vers 1220 : les deux dernières travées nord de la nef, contre-butées par des arcs-boutants et le grand-arc limitant le chœur actuel
- Fin XIIIe : les voûtes du chœur et l'étage intermédiaire et supérieur de la nef, côté nord
- Fin XVe : le clocher, repris en sous-œuvre et le chœur entouré du déambulatoire et des chapelles rayonnantes
- XVIe : le croisillon sud du transept, l'élévation sud de la nef, la sacristie.

Les trois chapelles (fonts baptismaux, Saint-Joseph et Saint-Samson) ont été ajoutées au XVIe siècle.
Pendant longtemps, il n'y eut pas d'autre église que celle de la collégiale, à l'intérieur du château. La nouvelle église paroissiale, dont la date de construction reste incertaine, a été consacrée en 1327 par Jean de Marigny sous le vocable de  saint Samson, évêque de Dol-de-Bretagne. Le chapitre fondateur assura le service. Les chanoines avaient la charge à tour de rôle, puis ils élurent comme curé l'un d'entre eux et obtinrent, en 1489, une bulle du pape Innocent VIII qui consacra l'union de la cure à la mense. L'église est fondée. Le docteur Parmentier situe la date de sa construction au premier quart du XIIIe siècle, peut-être même à la fin du XIIe siècle. Incendiée pendant la guerre de Cent Ans, il ne resta sur pied autour de la nef que la chapelle Saint-Nicolas. Elle avait été fondée par Jean Lecaron, boucher, qui la dota d'une rente de 60 livres, le 3 août 1412, et on y célébra les offices jusqu'à la reconstruction du monument central. Saint Nicolas était considéré comme le second patron de l'église. Restaurée en 1495, il en résulta une 2e dédicace, en 1506, par Louis-Villers de l'Isle-Adam, évêque de Beauvais qui fixa la célébration de la fête Saint Samson le 28 juillet. On y célébrait la fête de translation des reliques du saint patron, obtenues en 1652 par Mgr Choart de Buzenval, évêque de Beauvais, qui les avait obtenues du supérieur de l'église Sainte-Malgoire de Paris.
En 1762, les pierres tombales qui se trouvaient dans l'église (1317 inhumations) sont retournées et déplacées pour refaire un nouveau dallage. Depuis longtemps, Sainte Barbe a été considérée comme la troisième patronne de l'église. Une importante confrérie avait été fondée par les dames de la ville qui portaient une grande dévotion à la sainte. Cette confrérie passait pour être la plus ancienne de la paroisse. La circonscription de la paroisse ne comprenait pas toute l'étendue des faubourgs. La partie où se trouvait le couvent des Ursulines appartenait à la paroisse de Breuil-le-Vert. Un autre incendie détruisit toute la partie supérieure du clocher, le 4 août 1785. L'ancien clocher renfermait 7 cloches. Elles furent brisées au moment de l'incendie. Pour y suppléer, on installa devant le portail une autre petite cloche qui est restée en place jusqu'en 1789. À cette même époque, les débris des 7 cloches furent portés en place de Grève, à l'entrée du Châtellier, où ils furent refondus pour en faire quatre. Le clergé en procession alla solennellement bénir les cloches, puis elles furent transportées dans la nef de l'église. Au moment de la Révolution (1793), elles furent de nouveau enlevées et réquisitionnées excepté une, qui resta sous la charpente.
La reconstruction du clocher et du toit couvert d'ardoises n'a été achevée qu'en 1812. De nouvelles cloches arrivèrent bien plus tard à Clermont, le 2 octobre 1840. Une grande partie des habitants de la ville se sont rendus à leur rencontre, à l'acclamation générale, depuis l'entrée de la ville jusqu'à la demeure de M. Duvivier, adjoint, où elles furent déposées. Les pierres de construction de l'église proviennent de la carrière Lagache, près d'Agnetz (en haut de la rue Pierre-Viénot). Enfin, au même siècle, le monument a subi plusieurs restaurations. Le chœur a été complètement transformé en 1842. Les stalles qui s'y trouvaient ont été dégagées. Les deux grilles ont été installées à cette époque, ce qui donne beaucoup plus de légèreté. C'est également à ce moment que fut enlevé le toit de tuiles qui servait de porche, à l'entre du sanctuaire. Cette entrée a été reconstruite dans le style néogothique telle qu'on le voit actuellement. La voûte de la nef a été entièrement restaurée en 1870-1871. Le cimetière, situé au chevet de l'église, fut supprimé en 1788. On y planta une croix sur l'emplacement en 1828. Le nouveau terrain destiné au cimetière, situé derrière le Châtellier, en contrebas, a été donné par le prince de Condé. M. Cuvellier, bourgeois de Clermont, fut le premier à être enterré. Agrandi en 1833, le nouveau cimetière était clôturé par des haies vives. Depuis 1838, il est entouré d'un mur de pierre.

### Les curés de Clermont
| Denis Gayand                           | 1489-1500 | Aucun (supprimé)             | 1793-1802   |
| Pierre d'Argillière                    | 1500-1511 | Cosme Thomas Thierry         | 1802-1813   |
| Gilbert de Blois                       | 1511-1532 | Louis François Paul Griselle | 1813-1840   |
| Guy de Bloyes                          | 1532-1535 | François Isidore Deblois     | 1840-1868   |
| Jean de Lèvremont                      | 1535-1564 | Louis Félix Boufflet         | 1868-1892   |
| Jean Aubry                             | 1564-1589 | Henri Gabriel Dubois         | 1892-1896   |
| Pierre de Facq                         | 1589-1593 | André Toullet                | 1896-1920   |
| Jean Aubry                             | 1593-1598 | Gustave Victor Dhivert       | 1920-1922   |
| Jean Berthault                         | 1598-1603 | Octave Ferdinand Cartier     | 1922-1948   |
| Jacques de Facq                        | 1603-1641 | Marcel Jolibois              | 1949-1965   |
| Pierre de la Vennes                    | 1641-1660 | Jean Schryve                 | 1965-1980   |
| Nicolas de Savary                      | 1660-1687 | Jean Grebouval               | 1980-1981   |
| Jean-Jacques Boileau                   | 1687-1688 | Paul Étienne Bruneau         | 1981-1987   |
| Antoine de Rogy                        | 1688-1712 | Georges de Broglie           | 1987-1996   |
| Claude Alexis Fontaine de Saintreville | 1712-1751 | Bruno Daniel                 | 1996-2002   |
| Conrad Alexandre Petit                 | 1751-1755 | François Goldenberg          | 2002-2008   |
| Jean-Louis Hauduroy                    | 1755-1791 | Jean Ayad                    | 2008-2015   |
| Lucien Warée                           | 1791-1793 | Bernard Grenier              | depuis 2015 |

## Description

### Aperçu général

Plan de l'église.

Régulièrement orientée, l'église répond à un plan particulièrement irrégulier et dissymétrique le long de l'axe de l'édifice. Dans la moitié sud, le développement en largeur est plus important, ce qui vaut pour le croisillon sud, qui n'a pas d'homologue au nord, pour le déambulatoire et pour les chapelles qui le flanquent. L'église se compose d'une nef de six travées au nord, mais de seulement quatre travées au sud ; d'un bas-côté nord de six travées, dont une sur deux est flanquée d'une petite chapelle carrée ; d'un collatéral sud d'une courte travée et de deux travées plus profondes qui correspondent à trois travées du bas-côté nord ; de la base du clocher au sud de la première travée du collatéral sud ; de la chapelle Saint-Louis au sud des deux autres travées du collatéral sud ; du croisillon sud qui comporte deux travées successives du nord au sud ; d'une première travée carrée du chœur flanquée d'un collatéral et d'une chapelle au nord et au sud ; d'une abside à cinq pans ; d'un déambulatoire, flanquée d'une chapelle rectangulaire au nord et au sud ainsi que de trois chapelles rayonnantes, toutes différentes ; de l'ancienne salle de réunion du conseil de fabrique ; et de la sacristie, ces deux dernières parties se situant au sud des chapelles du chœur et du déambulatoire. La nef est à trois niveaux d'élévation du côté nord seulement, à savoir grandes arcades, faux triforium et fenêtres hautes. Le chœur et le croisillon sud sont voûtés à la même hauteur que la nef, qui est assez importante. L'on n'y compte toutefois pas de faux triforium, et les grandes arcades du chœur sont plus élevées que celles au nord de la nef. Le collatéral sud et la chapelle Saint-Louis ont la hauteur de la nef moins l'étage des fenêtres hautes. L'ensemble de l'église est voûté d'ogives, mais dans la nef, ce ne sont que de fausses voûtes en matériaux légers datant de 1870 / 1871. De nombreuses voûtes sont à liernes et tiercerons. Des portails existent à l'ouest, dans la façade du bas-côté nord et de la nef ; à la fin du bas-côté nord ; et dans le croisillon sud.

### Extérieur
On accède au grand portail par un large perron ou parvis construit sous le règne de Louis XV (restauré en 1765 et récemment). À droite, une tour hexagonale donne l'accès au clocher. À gauche du portail, un culot où se mêlent têtes et feuillage est supporté par une chimère. Le portail lui-même forme une grande ogive présentant, sous son arcature, une archivolte où alternent les boudins et les cordons d'étoiles sculptées dans des moulures creuses. Les colonnes sont surmontées par des chapiteaux de feuillage, rappelant le XIIIe siècle. En dessous du tympan, un linteau sculpté est divisé en deux compartiments. Celui de gauche représente l'Assomption, et celui de droite la mort de la Sainte-Vierge. Ces sculptures ont été réalisées en 1878 par Adolphe Braun. La porte a été entièrement refaite en 1878 également, sur le modèle de la précédente qui datait du règne du Henri II. Les étages intermédiaires du clocher (cordons et feuillages) sont du XIIIe siècle, repris au XVe siècle et XVIe siècle. Les deux étages supérieurs (incendiés en 1765) datent de 1812. L'ensemble des deux vantaux du portail ouest fait l’objet d’un classement au titre objet des monuments historiques depuis le 4 janvier 1921. Sur la façade gauche, un petit porche, donnant sur la rue de la Porte Nointel, a été refait au XIXe siècle, sous la direction du docteur Woillez, sur le modèle de l'une des portes latérales de l'église Saint-Léger d'Agnetz. Les contreforts ne commencent qu'après la chapelle Saint-Samson. Les piliers, le long des fenêtres, continuent en s'élargissant jusqu'au chœur. Ils sont reliés entre eux par des arcs-boutants. L'abside à triple chevet est coiffée par une galerie ajourée, très légère, surmontée de pinacles (restaurée au XIXe siècle). Un système de rigoles récupère les eaux pluviales qui dévalent d'étage en étage, jusqu'à des gargouilles, autour de l'abside, dont la couverture a été réparée en 1925. Sur la façade sud du transept (XVIe siècle), 3 niches à dais fleuronnés, dans lesquelles sont disposées 3 statues de pierre : au centre, Saint-Samson; à gauche, Sainte Barbe, tenant dans une main la palme du martyre et de l'autre l'épée de son supplice, on voit à sa droite la tourelle de sa prison; à droite Saint Nicolas. Ces statues remplacent celles disparues en 1793 et son l'œuvre de Désiré Froc-Robert, en 1878. Sur le pignon de ce même transept, une niche dans laquelle est placée une statue en pierre cuite à l'effigie de la Vierge. Elle tient l'enfant-Jésus qu'elle présente à la ville. Cette Vierge à l'Enfant a été inaugurée comme ex-voto en mémoire de la préservation de la ville à la suite de la guerre de 1870.

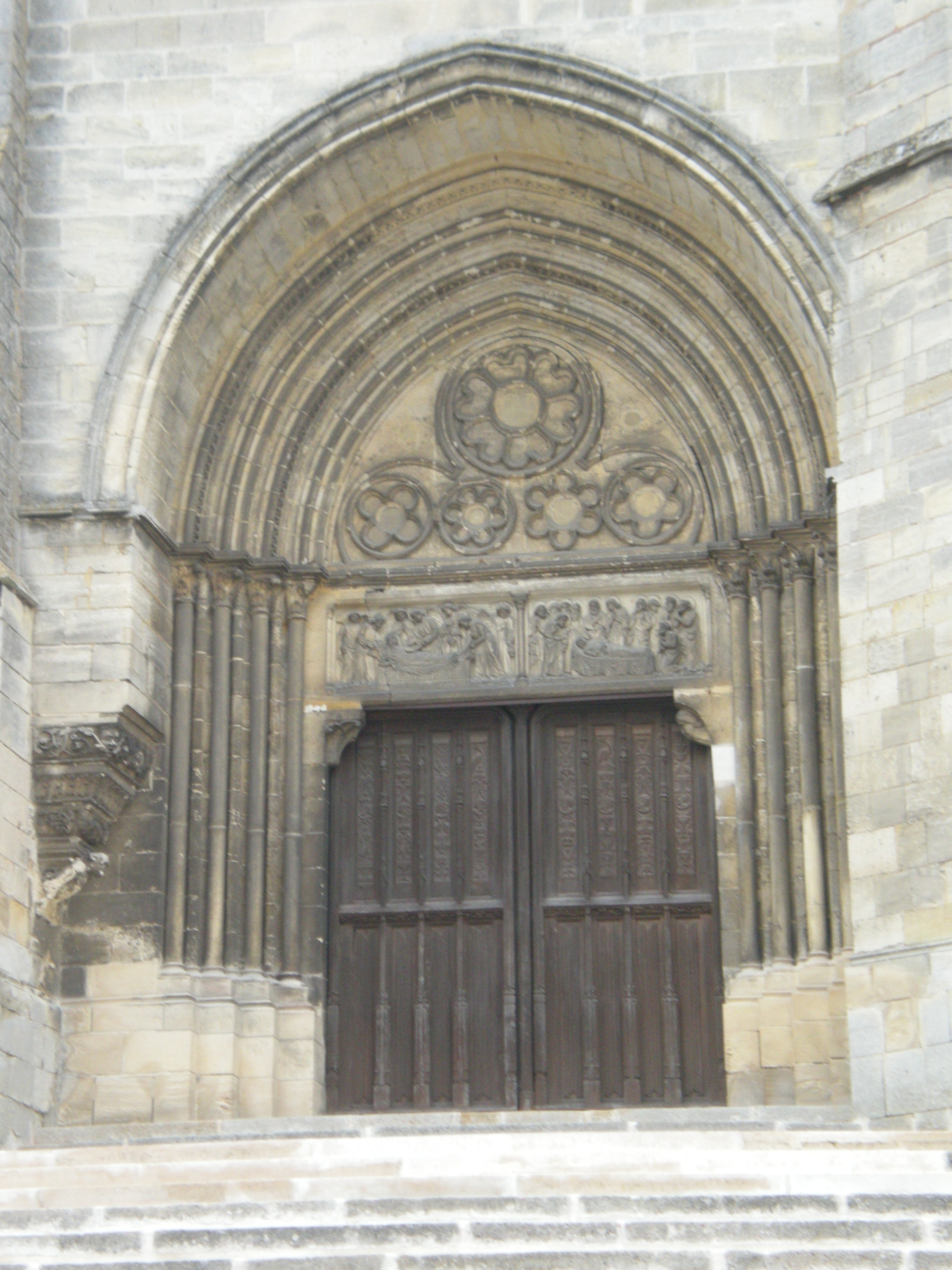
Le portail vu du parvis
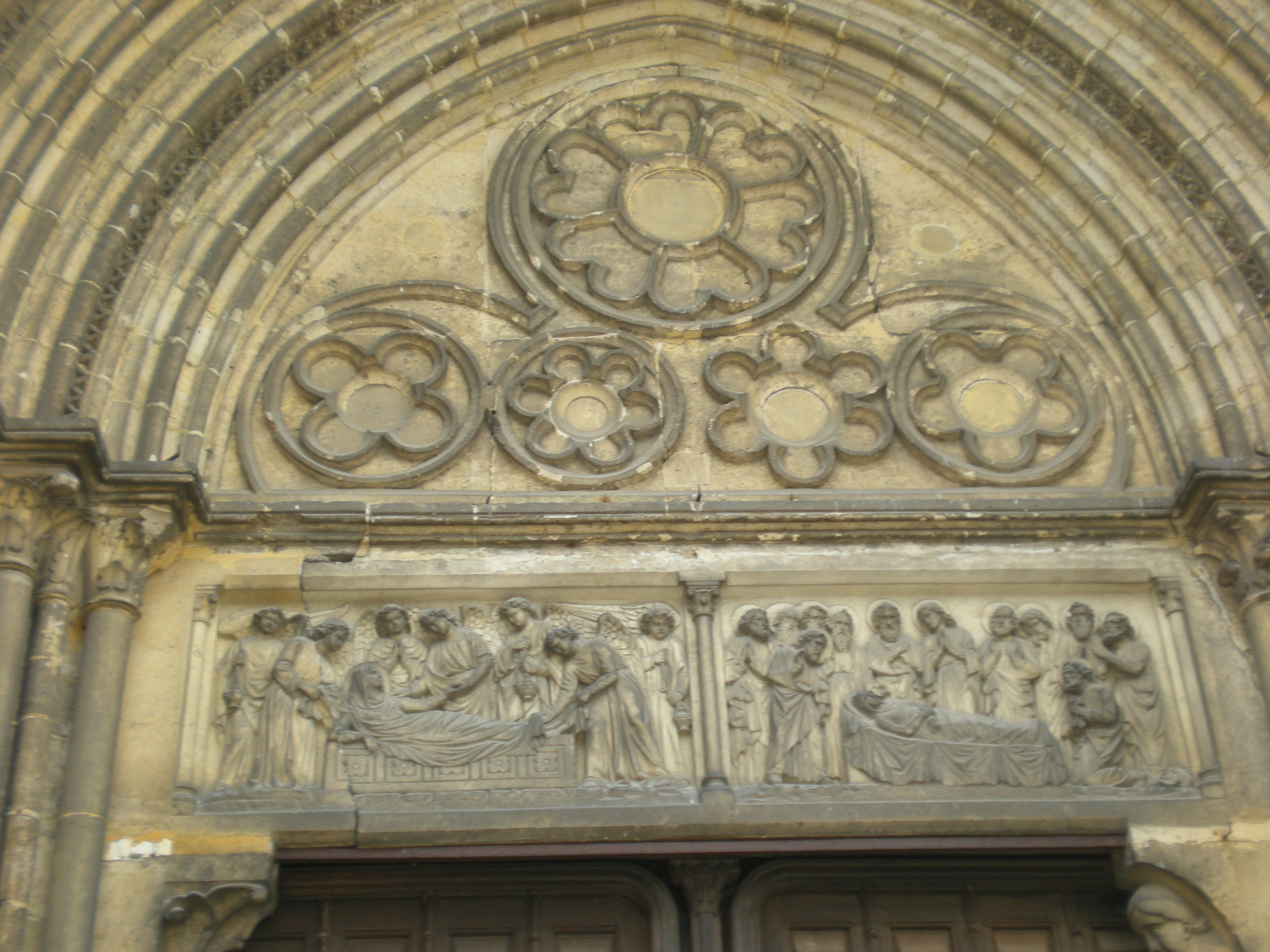
Détail du portail
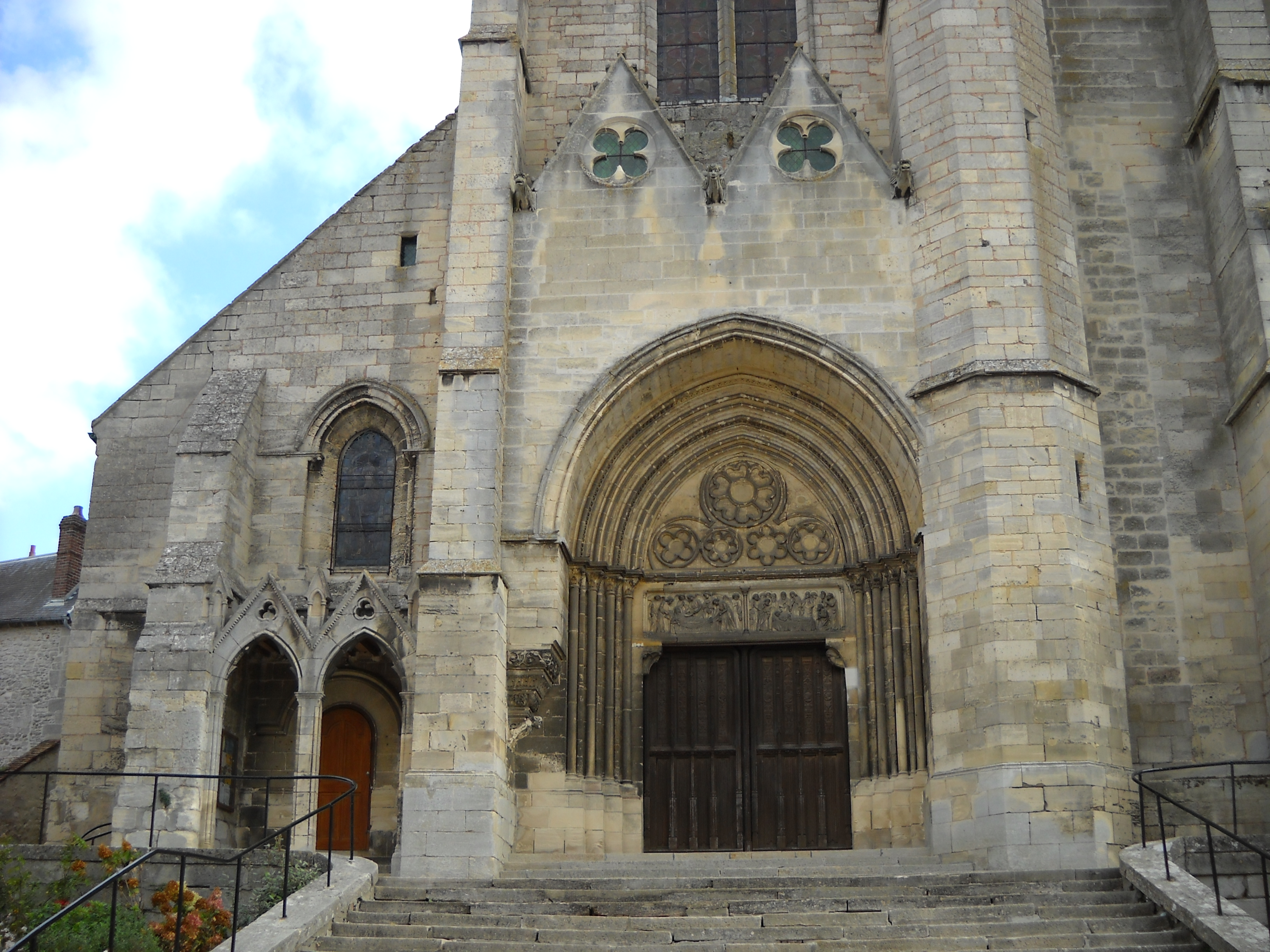
Portail vu du bas du parvis
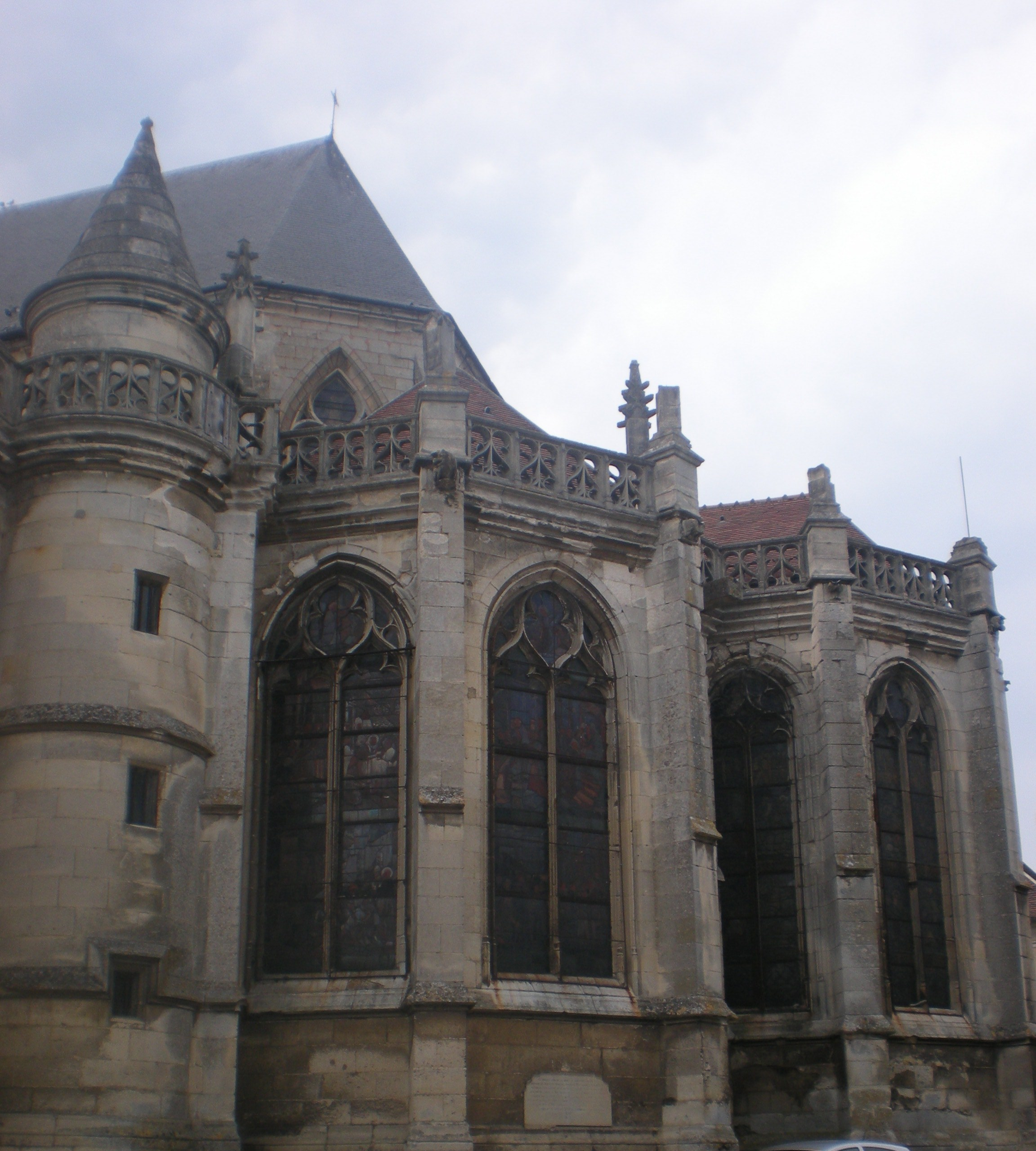
le chevet de l'église
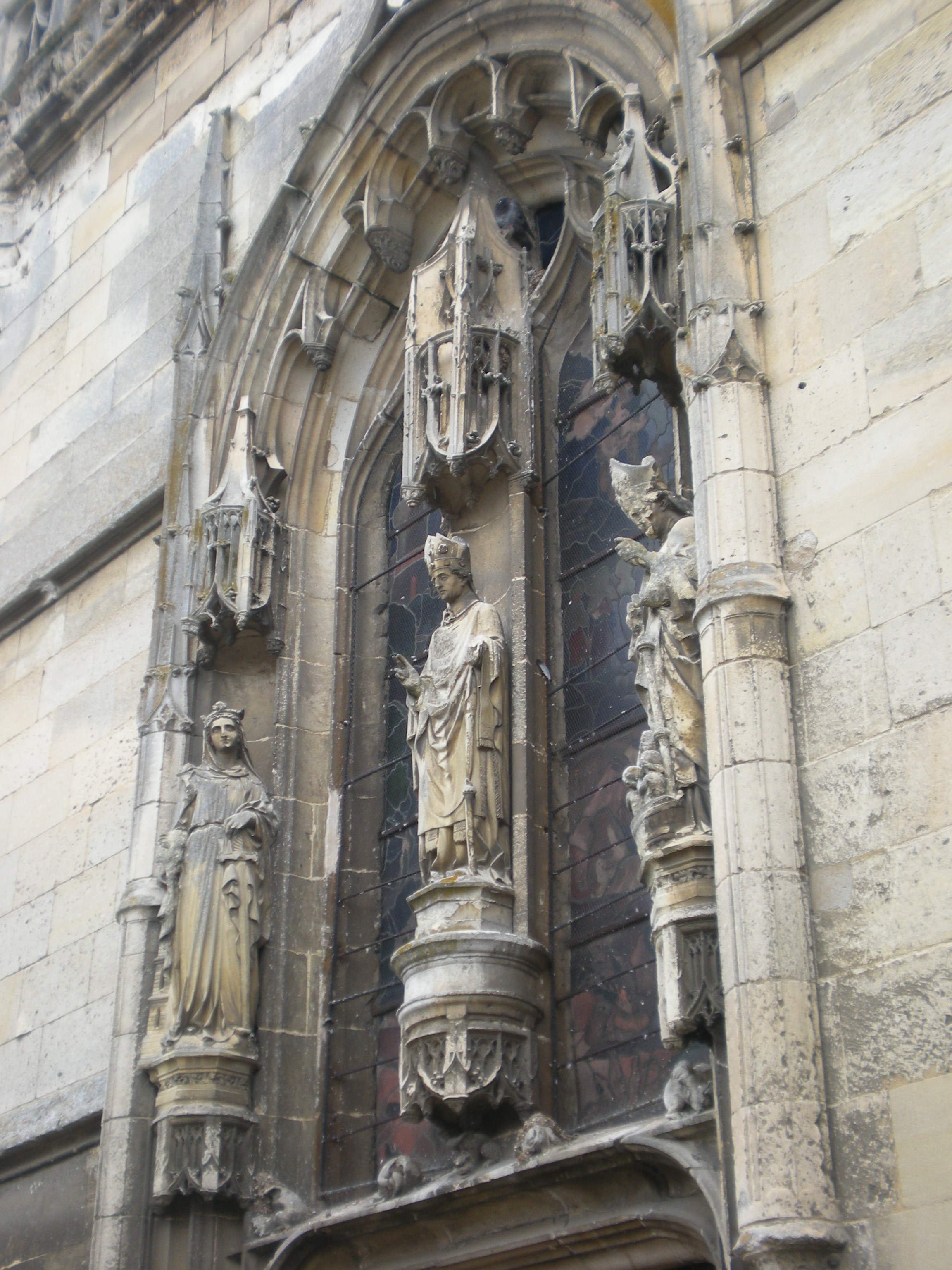
la façade sud du transept

### Intérieur

#### Nef

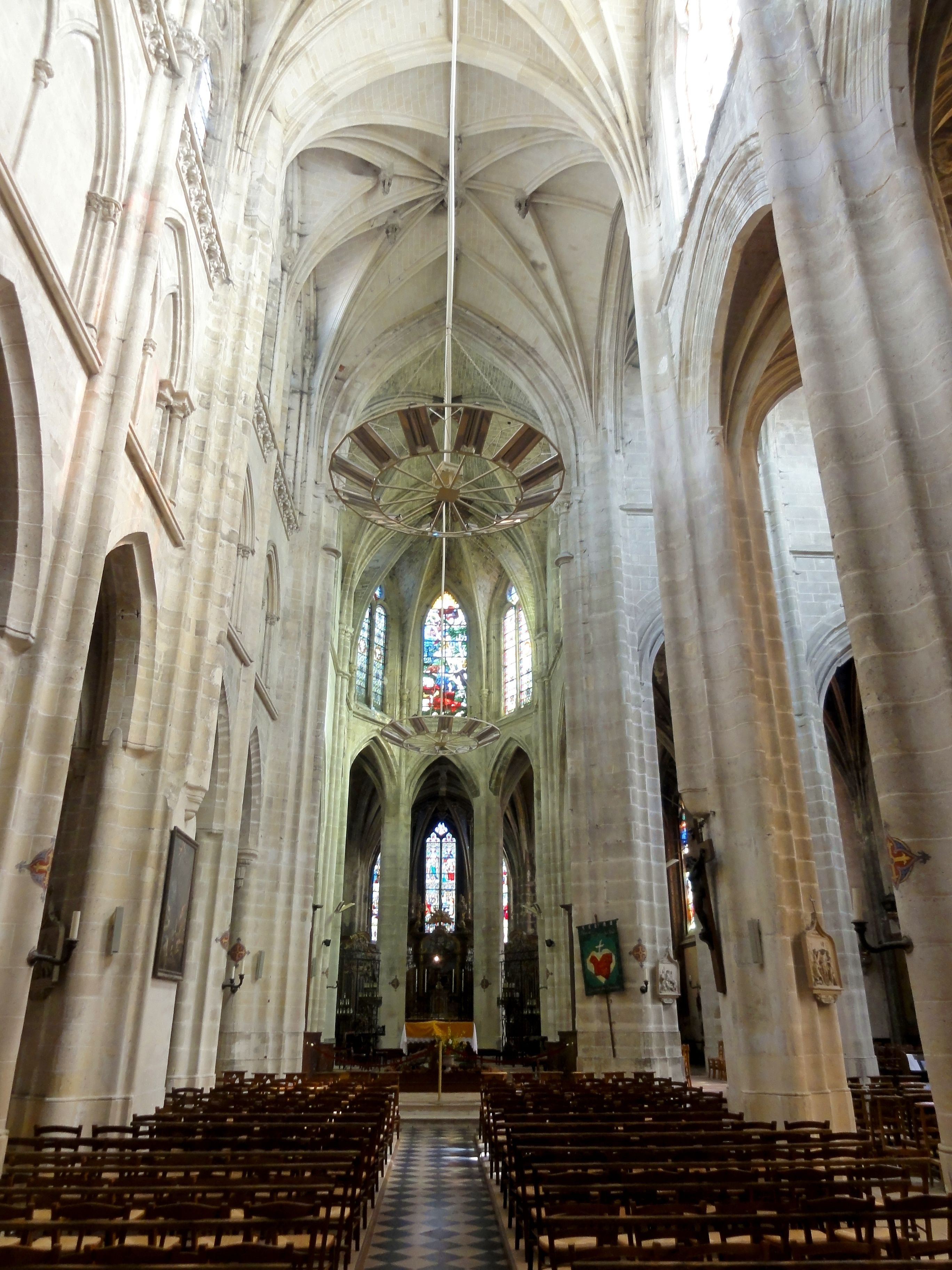
Nef, vue vers l'est.

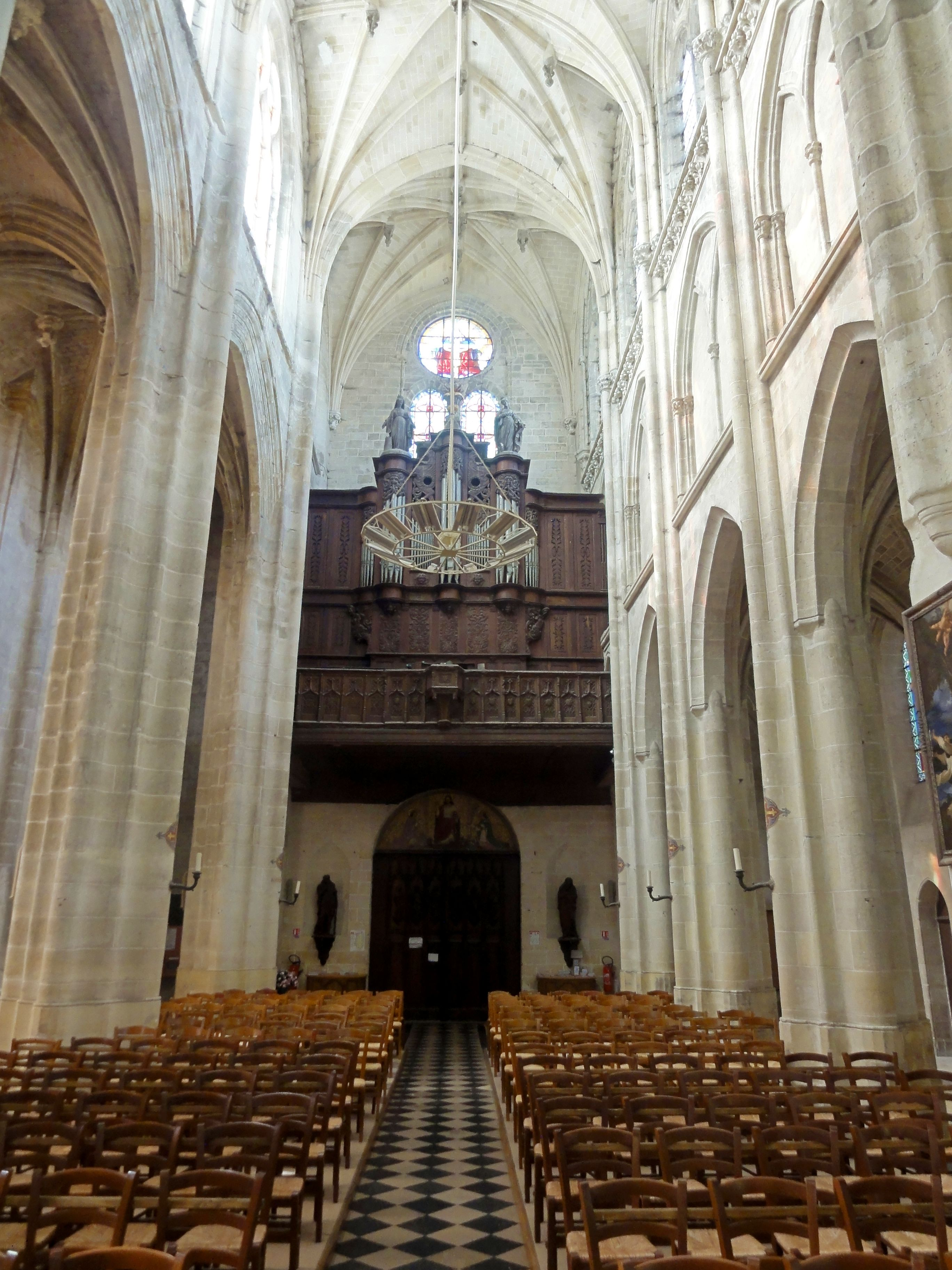
Nef, vue vers l'ouest.

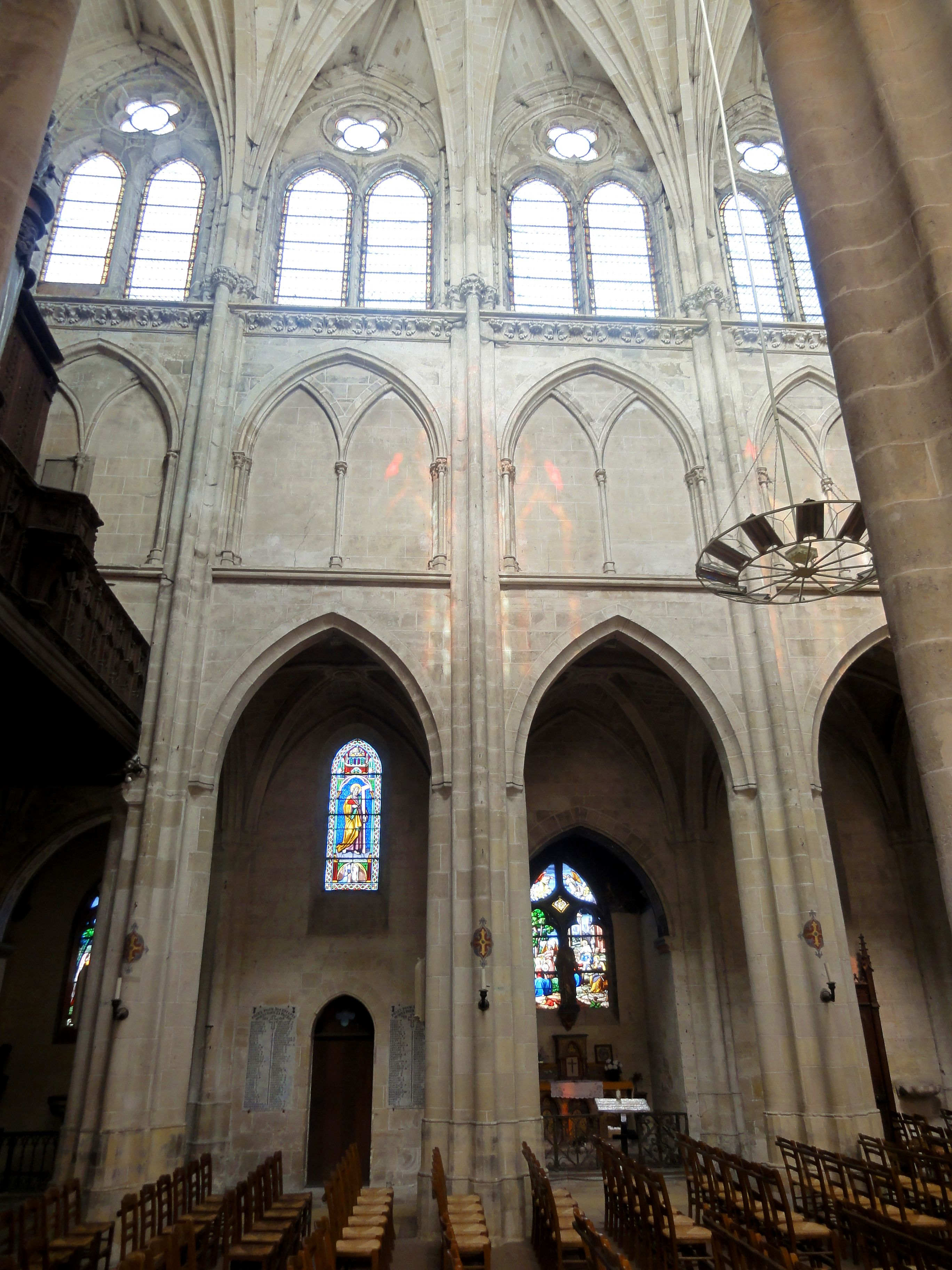
2e-3e travée, côté nord.

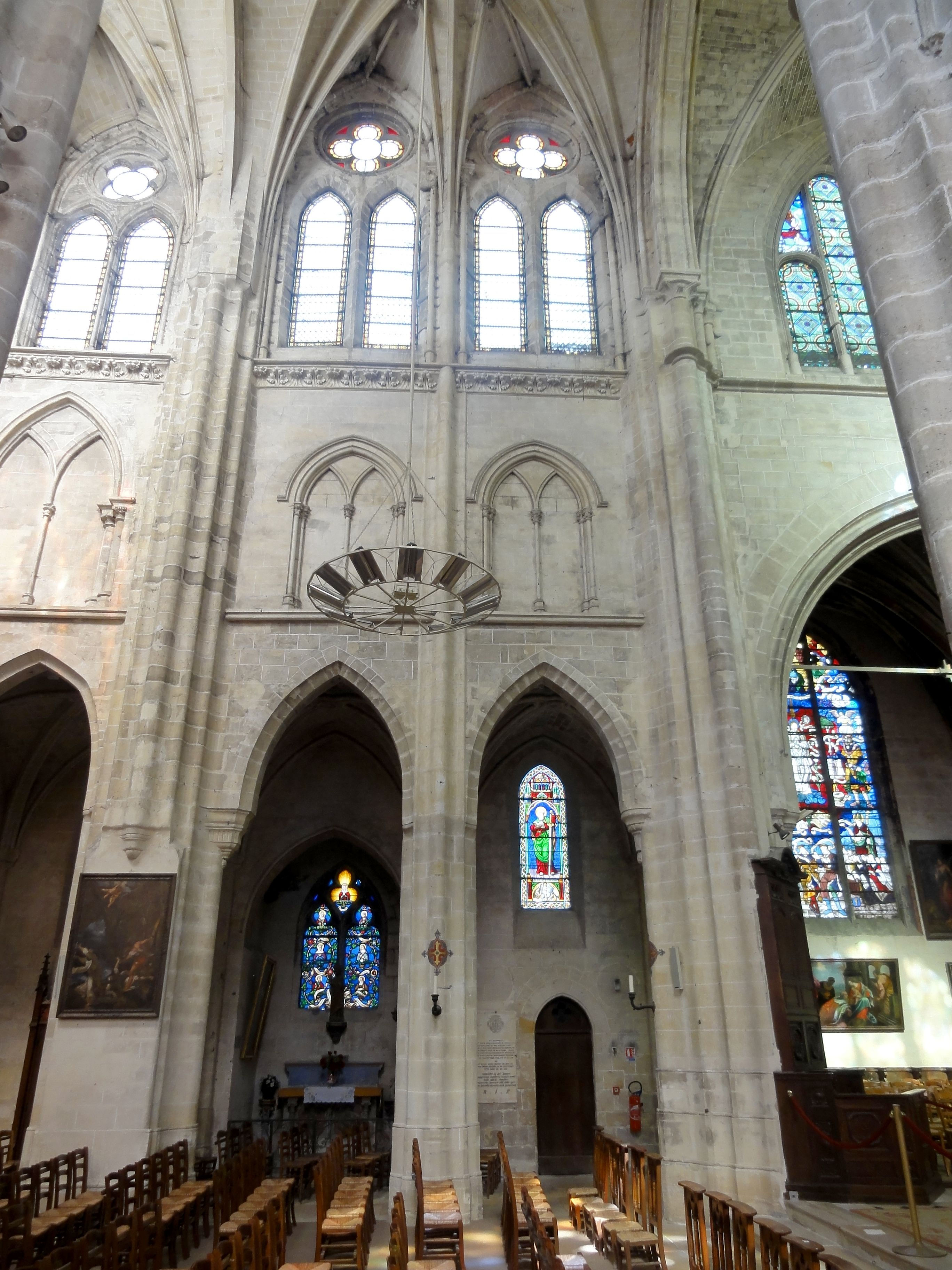
5e-6e travée, côté nord.

La nef est d'une grande complexité. Jean Vallery-Radot a identifié cinq campagnes de construction distinctes, dont trois au XIIIe siècle, auxquelles il convient d'ajouter la restauration et le revoûtement entre 1870 et 1876, sous l'impulsion de l'abbé Boufflet. Ce n'est qu'au nord que la nef révèle son histoire, car l'élévation sud a été entièrement rebâtie au second quart du XIIIe siècle. L'élévation nord est donc à étudier en premier lieu. Elle comporte six travées, qui ne sont pas toutes identiques. Au début de la première travée, les colonnettes au début du faux triforium sont plus épaisses qu'ailleurs, et l'on y relève un départ de construction qui ne correspond pas au parti finalement retenu. À la fin de la quatrième travée, les colonnettes du faux triforium sont plus épaisses du côté est, puis les supports à la limite avec la cinquième travée sont renforcées, et le tracé de l'arc de la grande arcade est tronqué côté est, ce que l'on peut mettre sur le compte de la place supplémentaire occupée par les supports. Ensuite, la cinquième et la sixième travée sont légèrement plus étroites, et présentent un faux triforium un peu différent. Partout, les fenêtres hautes évoquent le style gothique primitif et le premier quart du XIIIe siècle, quand les fenêtres à remplage étaient encore inusitées : l'on trouve, dans chaque travée, deux lancettes simples surmontées d'un oculus, comme dans le croisillon nord de Belloy-en-France, dans la nef de Saint-Leu-d'Esserent, dans le chœur-halle de Villers-Saint-Paul, ou dans les chevets de Livilliers et Méry-sur-Oise. L'on voulait apparemment construire une nef analogue à celle de Saint-Leu-d'Esserent, qui a été terminée vers 1210 (selon Maryse Bideault et Claudine Lautier). Comme dans le chœur de Saint-Leu-d'Esserent, un voûtement sexpartite était apparemment prévu. Mais les arcs-boutants n'ont été construits qu'au niveau de la cinquième et de la sixième travée. Sinon, le style ne correspond pas au premier quart du XIIIe siècle, mais plutôt au premier tiers du XIVe siècle, époque que l'on a considérée comme période de construction de la nef jusqu'à la rectification par Eugène Müller à la fin du XIXe siècle. Or, les arcades et fûts de colonnes ne correspondent pas non plus au premier tiers du XIVe siècle et au style gothique rayonnant : ils ont été effectivement retaillés au XVIe siècle, afin de se conformer aux arcades prismatiques et aux piliers ondulés du style gothique flamboyant,.
Les irrégularités de l'élévation nord, que devait partager l'élévation sud avant sa reconstruction, résultent principalement d'une progression discontinue de la construction. Contrairement à l'usage, l'on ne commença pas à bâtir l'église par le chevet, mais par la façade occidentale, au début du XIIIe siècle. La première travée n'a été qu'ébauchée. Comme l'a montré l'examen des combles, un triforium véritable avec passage dallé et mur de réfend était alors prévu. Au lieu de poursuivre le chantier d'ouest en est, l'on édifia d'abord la cinquième et la sixième travée, qui ont toujours été dépourvues de triforium. La voûte sexpartite qui devait recouvrir les deux travées n'a apparemment pas été commencée. L'arc triomphal à la limite qui marque la limite entre nef et chœur date de la même époque que les deux dernières travées de la nef. Les grandes arcades de la première à la quatrième travée n'ont été construites qu'en dernier lieu, au second quart du XIIIe siècle, en même temps que le chœur. Une erreur du maître d'œuvre explique que les trois premières travées ont été rendues un peu trop larges, de sorte que la place pour la quatrième travée s'avéra insuffisante. En ce qui concerne les parties hautes, l'on ignore si leur construction a été ajournée au XIIIe siècle, ou si elles ont été remaniées avant la consécration de la nef vers 1327. En tout cas, l'on avait renoncé au voûtement, ce qui traduit un manque de moyens peu compatible avec l'idée d'un remaniement précoce. Les quatre premières travées de la nef ont donc toujours été dépourvues d'arc-boutant. Pour autant, les parties du XIVe siècle sont très soignées, et l'on a même prolongé le faux triforium jusqu'à la cinquième et sixième travée, qui devaient initialement avoir des murs lisses à ce niveau. Il est également remarquable que l'ordonnancement des fenêtres des années 1220 fut conservée, alors que le style rayonnant aurait exigé un remplage plus abouti. Ce compromis a été favorable à l'harmonie entre les parties du XIIIe siècle et celles du XIVe siècle,.
Les deux fenêtres du XIIIe siècle ont deux lancettes non décorées, un oculus entouré d'un tore, et sont flanquées de deux colonnettes à chapiteaux qui supportent un arc formeret torique. Les quatre fenêtres du XIVe siècle ont deux lancettes bordées d'un tore, séparées par une colonnette à chapiteau, et un oculus quatre-feuilles bordé d'un tore. Entre les quatre travées achevées au XIVe siècle, les ogives et doubleaux retombent sur un faisceau de trois colonnettes, dont celle correspondant au doubleau est proéminente. Les chapiteaux sont situés un peu au-dessus du bandeau horizontal qui court au niveau du seuil des fenêtres, et qui est transpercé par les colonnettes correspondant aux ogives. C'est une disposition assez originale. Les chapiteaux ont un tailloir hexagonal et sont sculptés de deux rangs de feuilles frisées très fouillées. Les formerets sont dépourvus de chapiteaux et retombent sur le bandeau. Entre la quatrième et la cinquième travée, l'actuel pilier ondulé devait initialement être un faisceau de cinq colonnettes. Tous les chapiteaux ont été sacrifiés au XVIe siècle. Entre la cinquième et la sixième travée, la branche d'ogive supplémentaire de la voûte sexpartite retombait sur une colonnette unique. Elle a également été privée de son chapiteau. Enfin, au nord de l'arc triomphal, l'on voit un faisceau d'une colonne et de deux colonnettes conservant leurs chapiteaux du XIIIIe siècle, au tailloir carré, et avec un décor de crochets. Quant à l'étage du faux triforium, il se termine par une frise où alternent deux types de feuillages, qui est homogène sur toute la longueur de la nef. Le faux triforium se compose, dans chaque travée, de deux baies factices gémelées en tiers-point, qui s'ouvrent entre trois grêles colonnettes à chapiteaux, et sont surmontées d'un arc de décharge également en tiers-point, qui retombe sur deux colonnettes à chapiteaux légèrement plus fortes. Dans les deux dernières travées, le faux triforium n'occupe pas toute la largeur, et est surmonté par un bandeau. Les baies gémelées ne sont pas centrées, mais regroupées près de la colonnette séparant les travées. Un bandeau horizontal, différent de celui en haut, marque la limite avec l'étage des grandes arcades. La configuration initiale des grandes arcades n'est plus identifiable, et l'on peut seulement affirmer qu'elles ne devaient pas avoir comme supports des piliers monocylindriques. Des gorges entourent les arcades et butent sur ce que semblent des vestiges de tailloirs.
L'élévation sud de la nef correspond à la longueur des quatre premières travées de l'élévation nord. Les deux dernières travées ont été remplacées par le croisillon sud vers 1540, date qui pourrait correspondre à l'achèvement des grands travaux de transformation. Il ne s'agit pas d'une reconstruction faisant suite aux destructions de la guerre de Cent Ans, car la nef a tout d'abord été restaurée en 1457, et retrouvée approximativement son état après la consécration en 1327. Les grandes arcades sont particulièrement élancées, car l'étage du faux triforium y a été annexé. La première grande arcade n'est pas plus large que son homologue au nord, et puisque les deux autres arcades, moitié plus larges, retombent à la même hauteur, elles affectent un tracé en arc brisé surbaissé. Le profil est réellement prismatique, contrairement au nord, et les piliers ont huit ondulations, dont celles correspondant aux arcades et doubleaux sont plus prononcées. La première travée n'a pas de fenêtre méridionale, en raison de la proximité du clocher. Le réseau des deux autres fenêtres présente un dessin que Jean Vallery-Radot qualifie de mou, et qui indique le déclin du style rayonnant à l'approche de la Renaissance. Le voûtement est assez curieux, car le nombre impair de travées au sud exige un doubleau oblique, et le regroupement de la seconde et de la troisième travée au nord, comme s'il s'agissait d'une voûte sexpartite. Cette voûte et la voûte suivante sont de plan trapézoïdal. La cinquième et la sixième travée, en même temps croisée du transept, sont également voûtées ensemble. Les quatre voûtes sont à liernes et tiercerons, et ont été réalisées en matériaux légers, avec une ossature de bois, et un remplissage par des briques creuses. Ces voûtes, d'un style médiocre, remplacent des fausses voûtes entièrement réalisées en bois au XVIe siècle. Elles étaient d'une grande valeur historique, et affichaient un dessin plus complexes, avec des cercles ou octogones se superposant aux liernes et tiercerons. Les voûtes étaient également au nombre de quatre, mais il n'y avait pas de doubleau oblique : la seconde et la troisième voûte ne tenaient pas compte de la position des supports du côté nord.

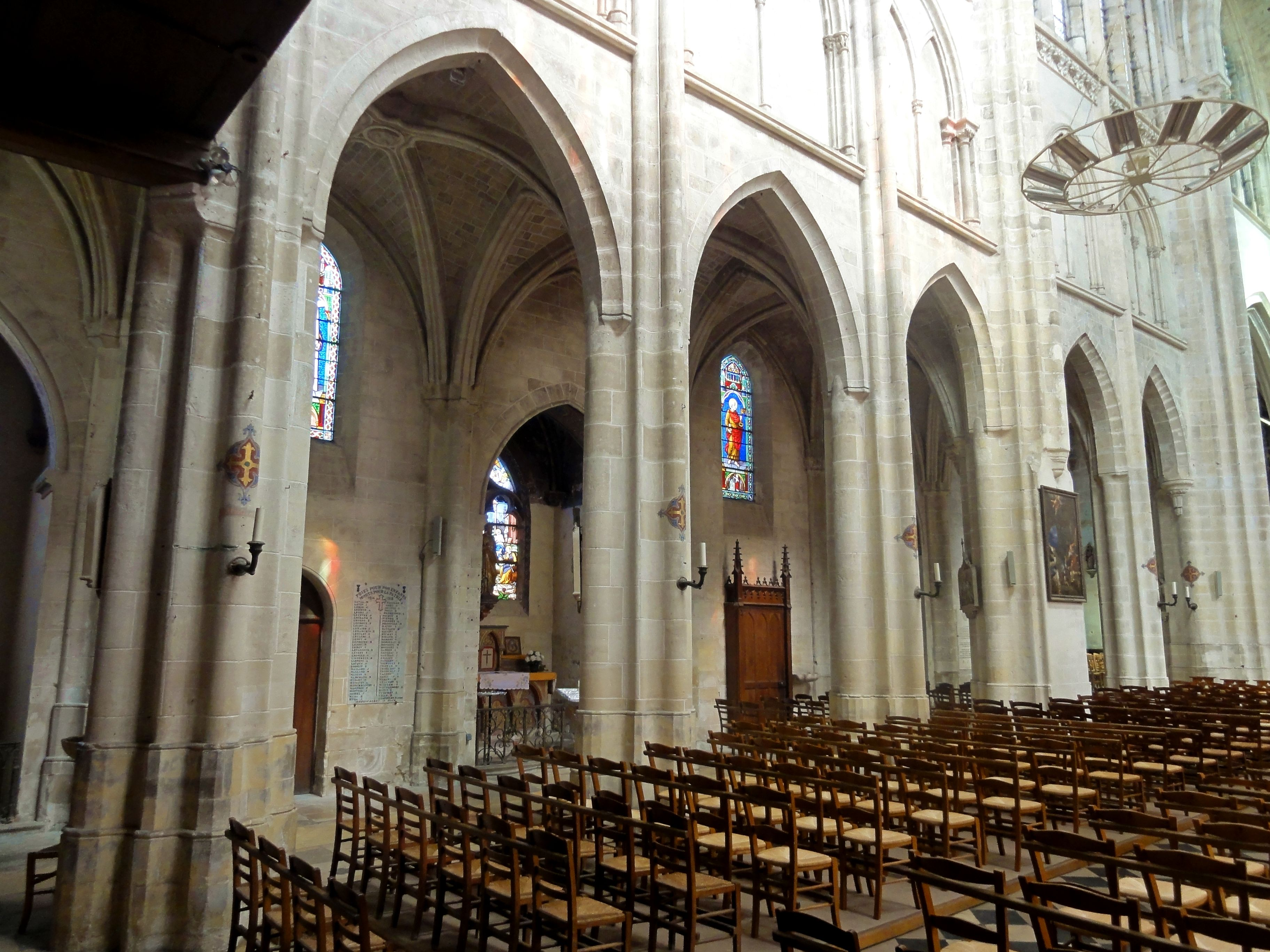
Grandes arcades du nord.
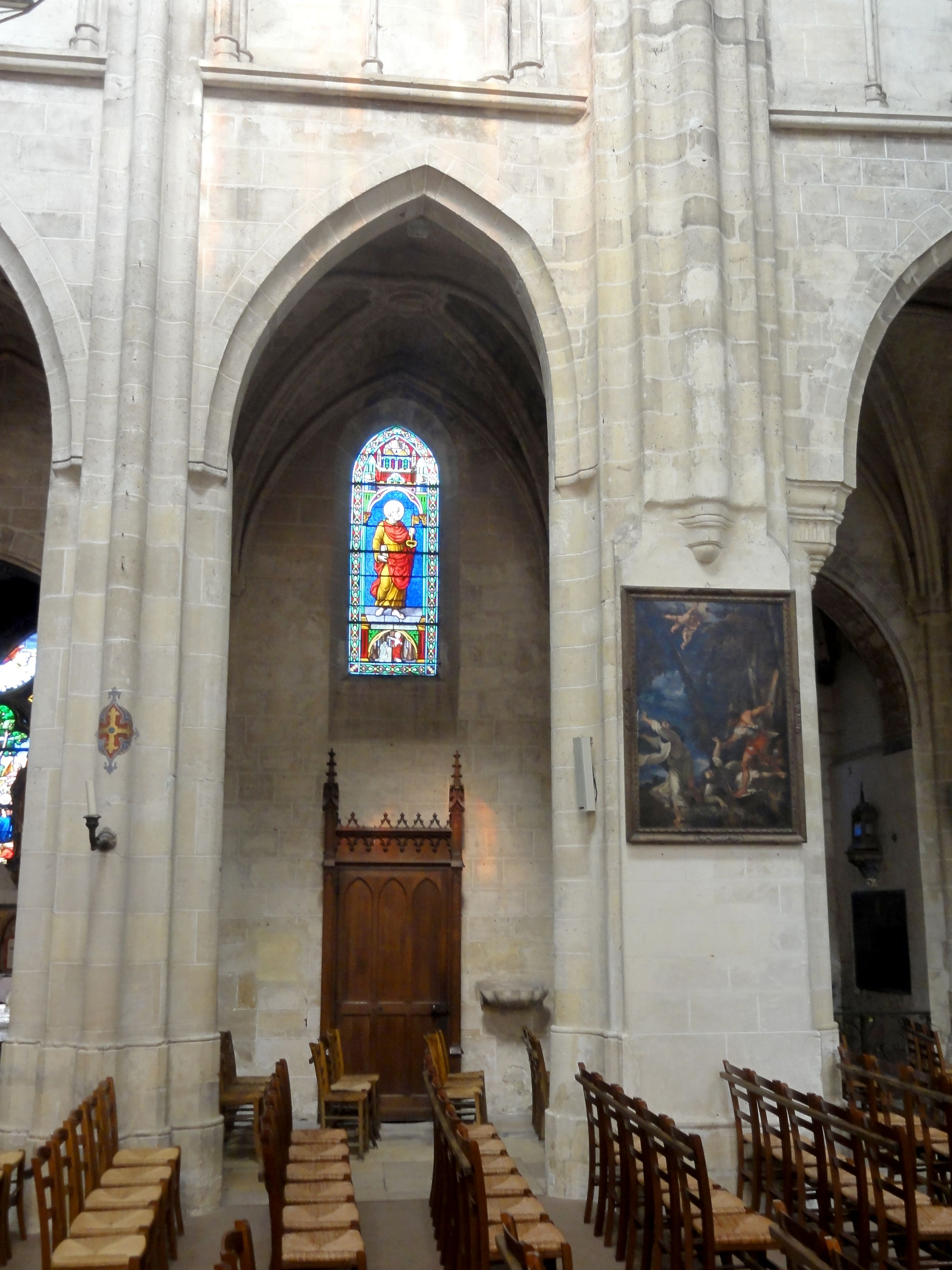
4e grande arcade du nord.
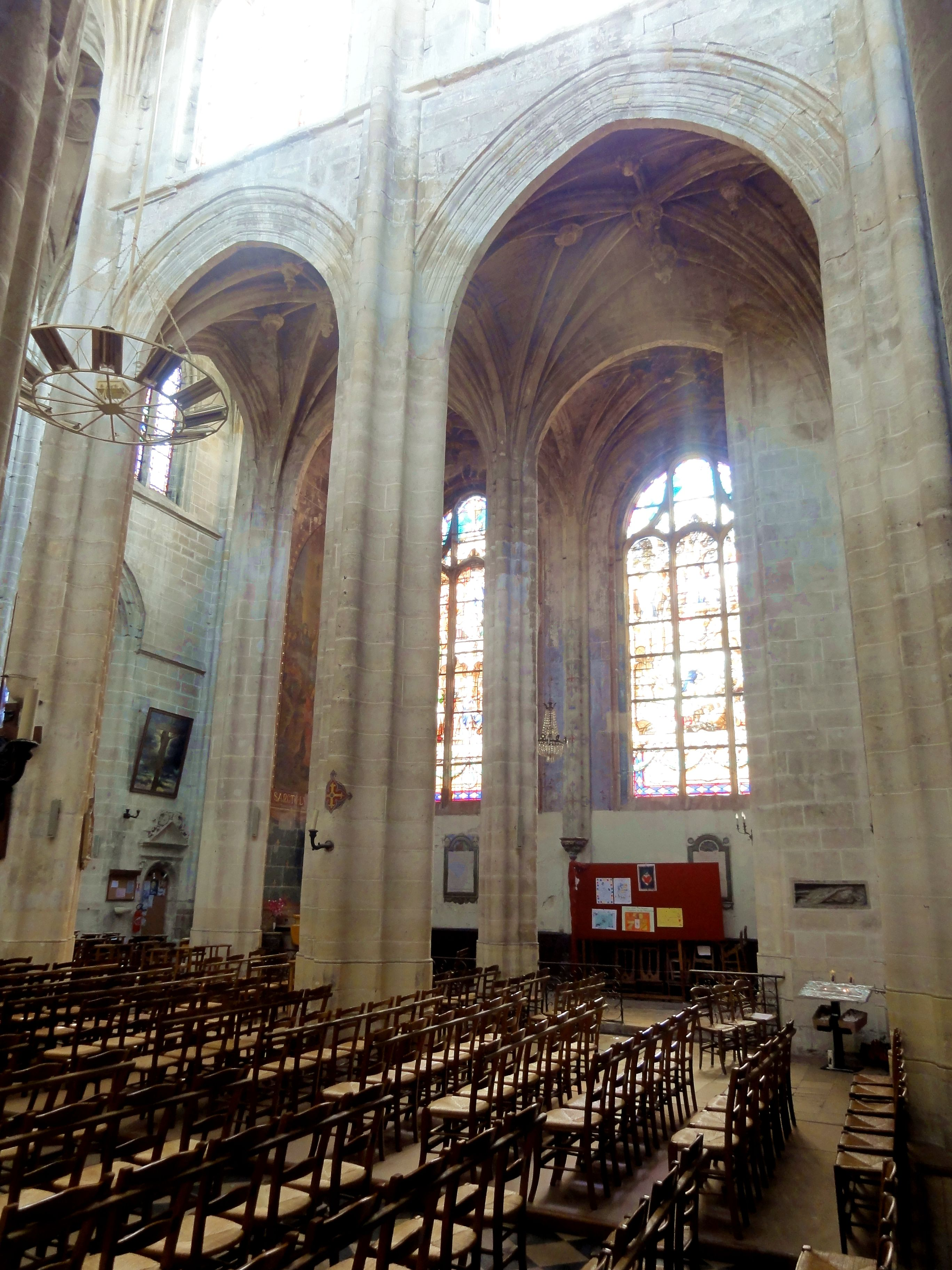
Grandes arcades du sud.
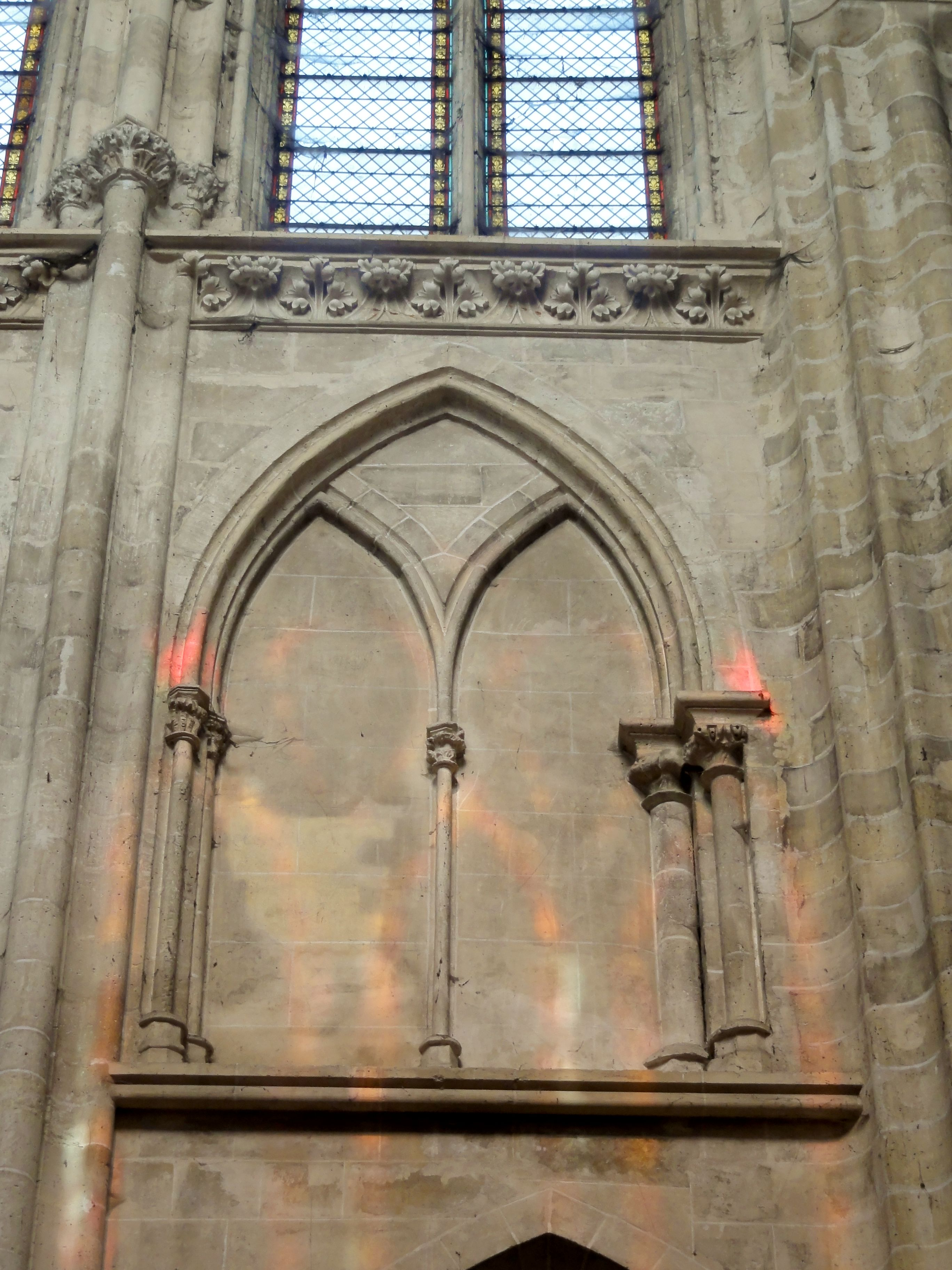
4e travée nord, triforium.
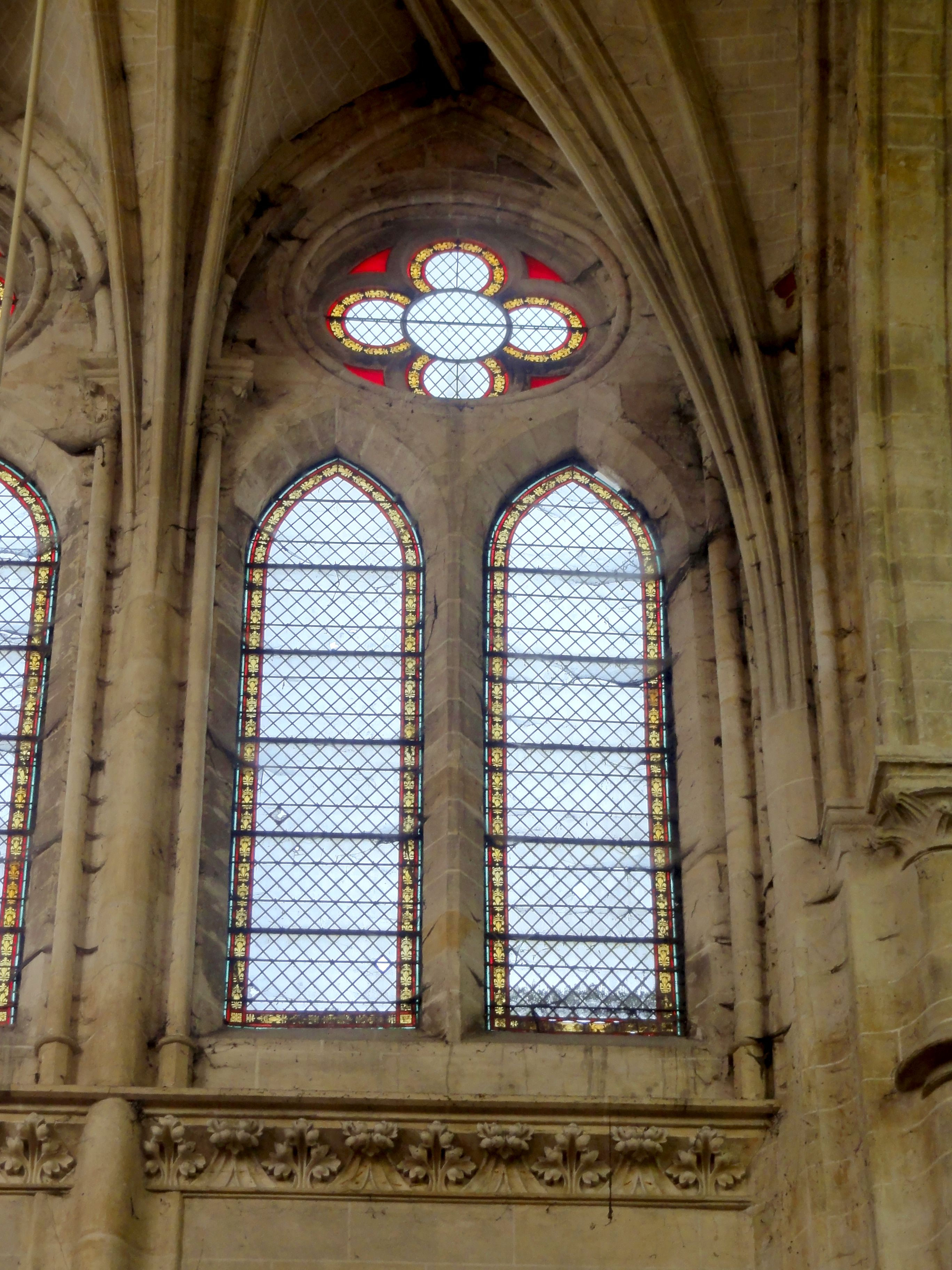
6e travée nord, fenêtre.
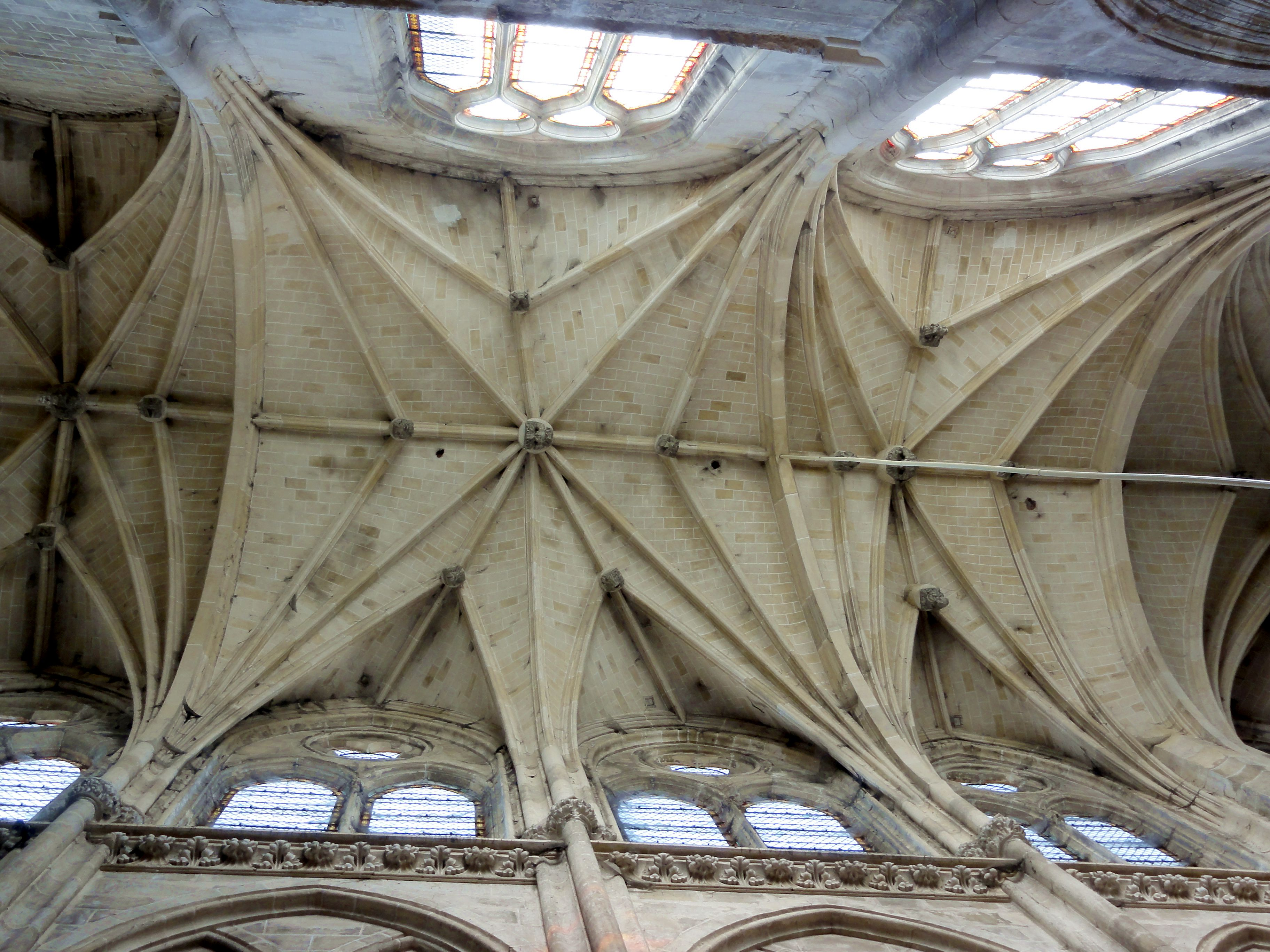
Nef, 2e et 3e voûte.

#### Bas-côté nord et chapelles

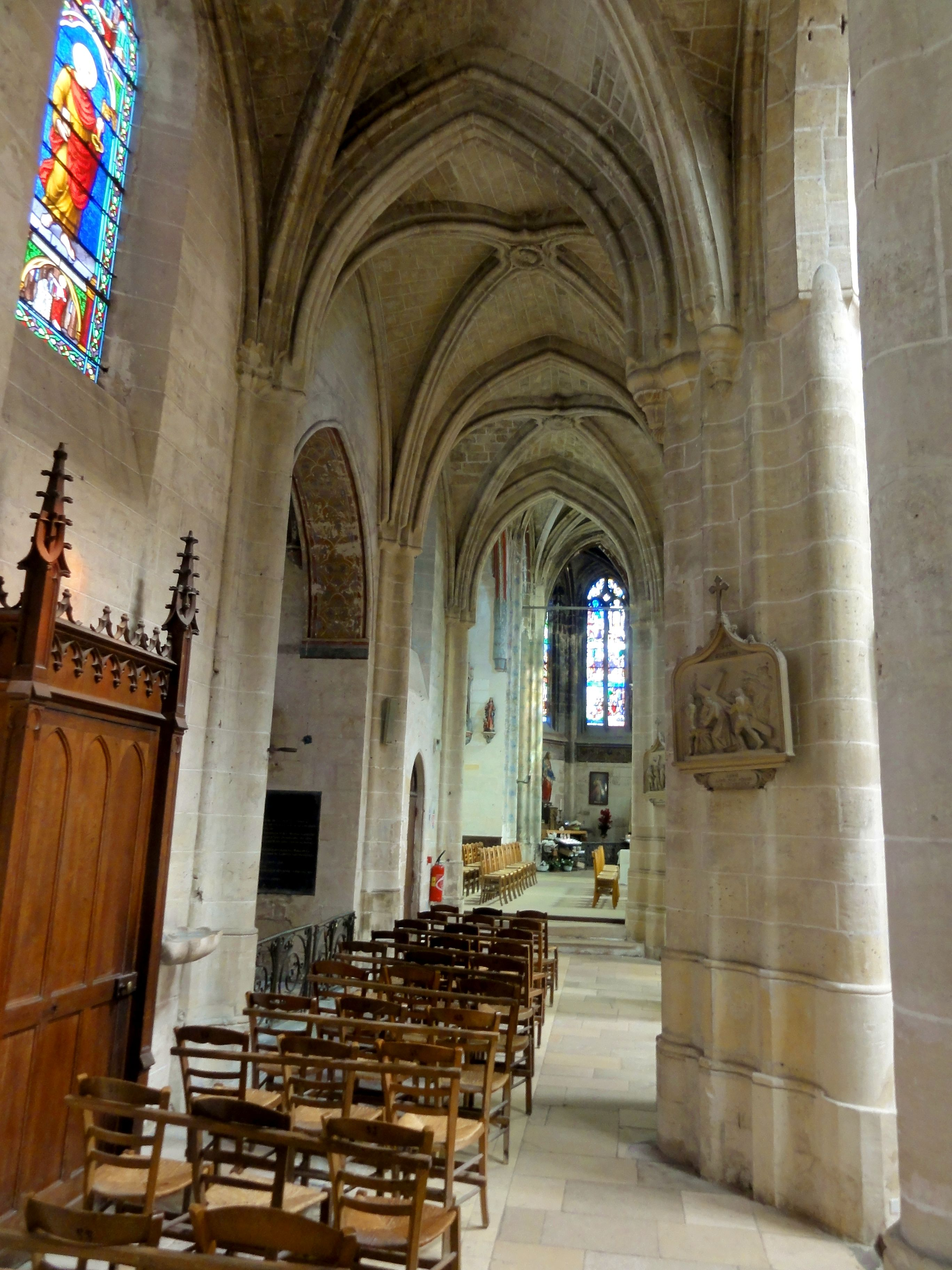
Bas-côté nord, 4e travée, vue vers l'est.

Le bas-côté nord ne montre pas de différences entre les quatre premières et les deux dernières travées, et fait donc preuve d'une certaine homogénéité, mais les supports ont été retaillés au XVIe siècle, et des chapelles ont été ajoutées à cette époque devant la première, la troisième et la cinquième travée, alors que les trois autres travées conservent leur fenêtre donnant sur l'extérieur, ou, dans le cas de la sixième travée, une porte. Les six voûtes d'ogives quadripartites des années 1220 sont les plus anciennes de l'église, avec celles du vaisseau central du chœur. Les ogives sont au profil d'une arête entre deux tores, et les doubleaux sont moulurés d'un méplat entre deux tores dégagés, ce qui devait aussi être le profil des grandes arcades (avec un méplat plus large). Ce sont des profils caractéristiques du style gothique primitif, qui apparaissent dès le milieu du XIIe siècle. Les ogives ne se croisent pas au sommet de la voûte, mais se divisent en deux branches à son approche, et sont ainsi reliées aux ogives voisines. Deux lobes sont formés dans l'angle de chaque voûtain. Les clés de voûte sont diversement décorées : une composition végétale, deux fois un écusson avec trois fleurs de lys, un écusson avec une tour crénelée, un masque mortuaire sur une couronne de feuillages, et une fleur de lys au milieu d'une maigre couronne de feuillages. D'après le Dr Parmentier, toutes les clés seraient modernes. Le long des murs, les ogives et doubleaux retombent sur des faisceaux de trois colonnettes, dont les chapiteaux ont été supprimés, et les fûts retaillés. Les formerets sont reçus par des cul-de-lampe non décorés, ce qui n'exclut pas qu'ils se partageaient initialement les tailloirs avec les ogives. Au revers du mur occidental, où l'on trouve le petit portail par où l'on entre habituellement dans l'église, les ogives retombent elles aussi sur des culs-de-lampe. Des culs-de-lampe existent aussi autour du pilier des grandes arcades entre la quatrième et la cinquième travée. En ce qui concerne les chapelles, elles s'intègrent bien dans le style du XIIIe siècle, et malgré leur date (vraisemblablement le troisième quart du XVe siècle), les arcades s'ouvrant dans les chapelles ne sont pas prismatiques. Elles sont bordées par deux fines baguettes, et retombent sur de simples impostes. Les voûtes ne sont pas non plus flamboyantes, mais présentent un profil rayonnant tardif d'un tore aigu en forme d'amande, bordé de chaque côté par une gorge et un tore. Les ogives retombent sur des cul-de-lampe, et il n'y a pas de formerets. Les murs latéraux des chapelles ne sont autres que les contreforts du XIIIe siècle. Les fenêtres sont déjà flamboyantes, et possèdent un remplage de deux lancettes trilobées surmontées d'un soufflet et de deux mouchettes.

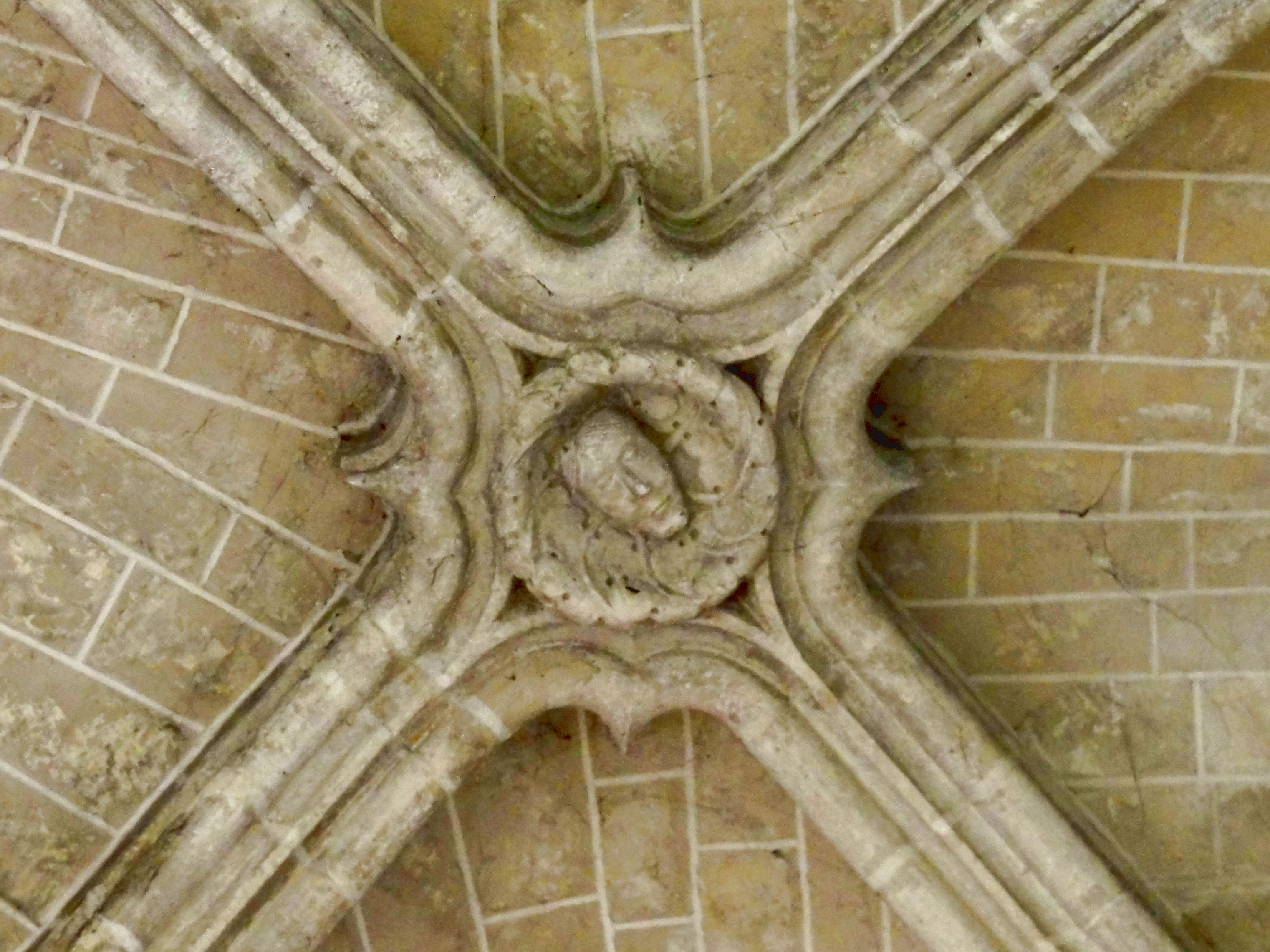
Clé de voûte de la 5e travée.
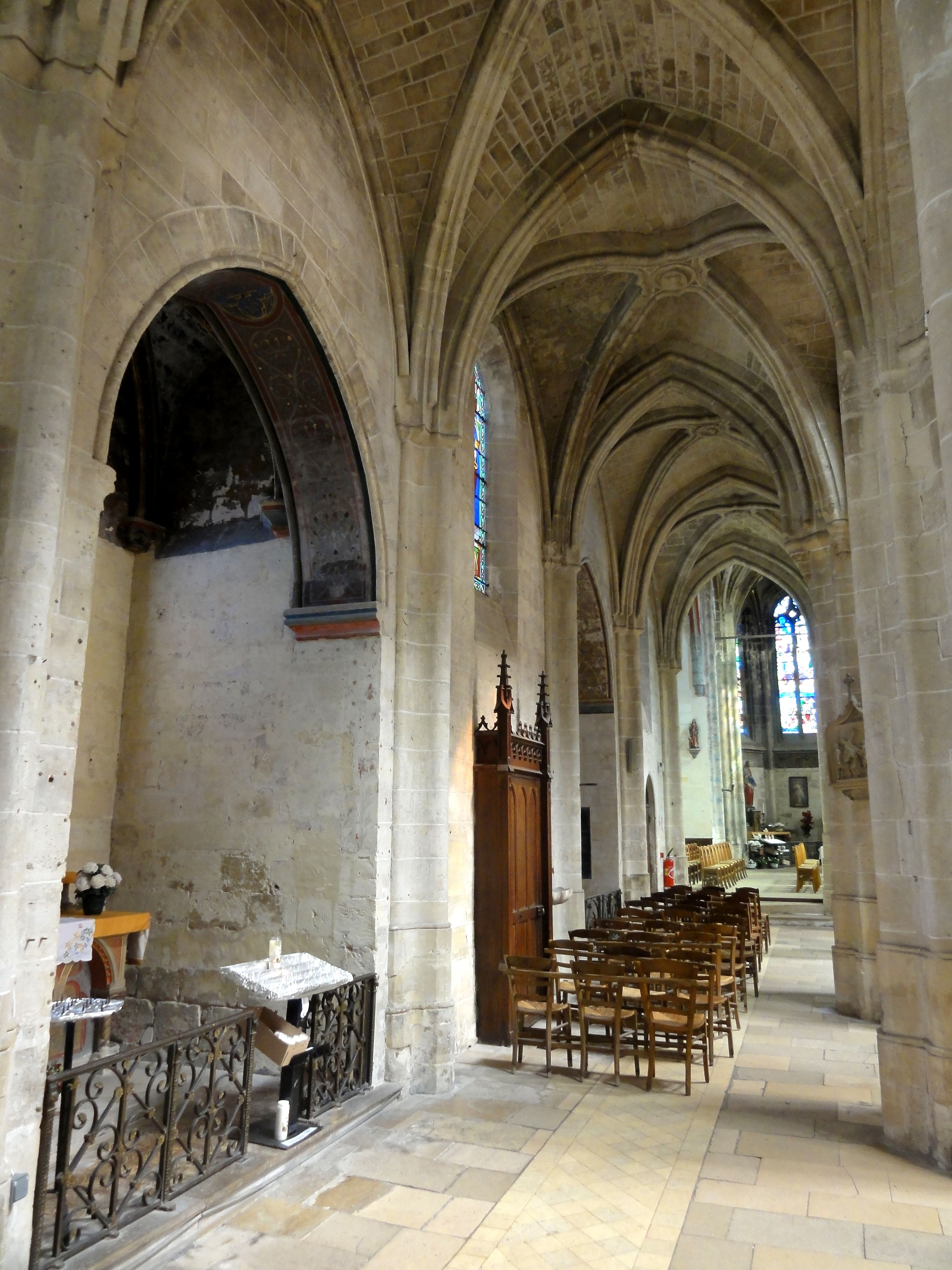
Bas-côté nord, vue vers l'est.
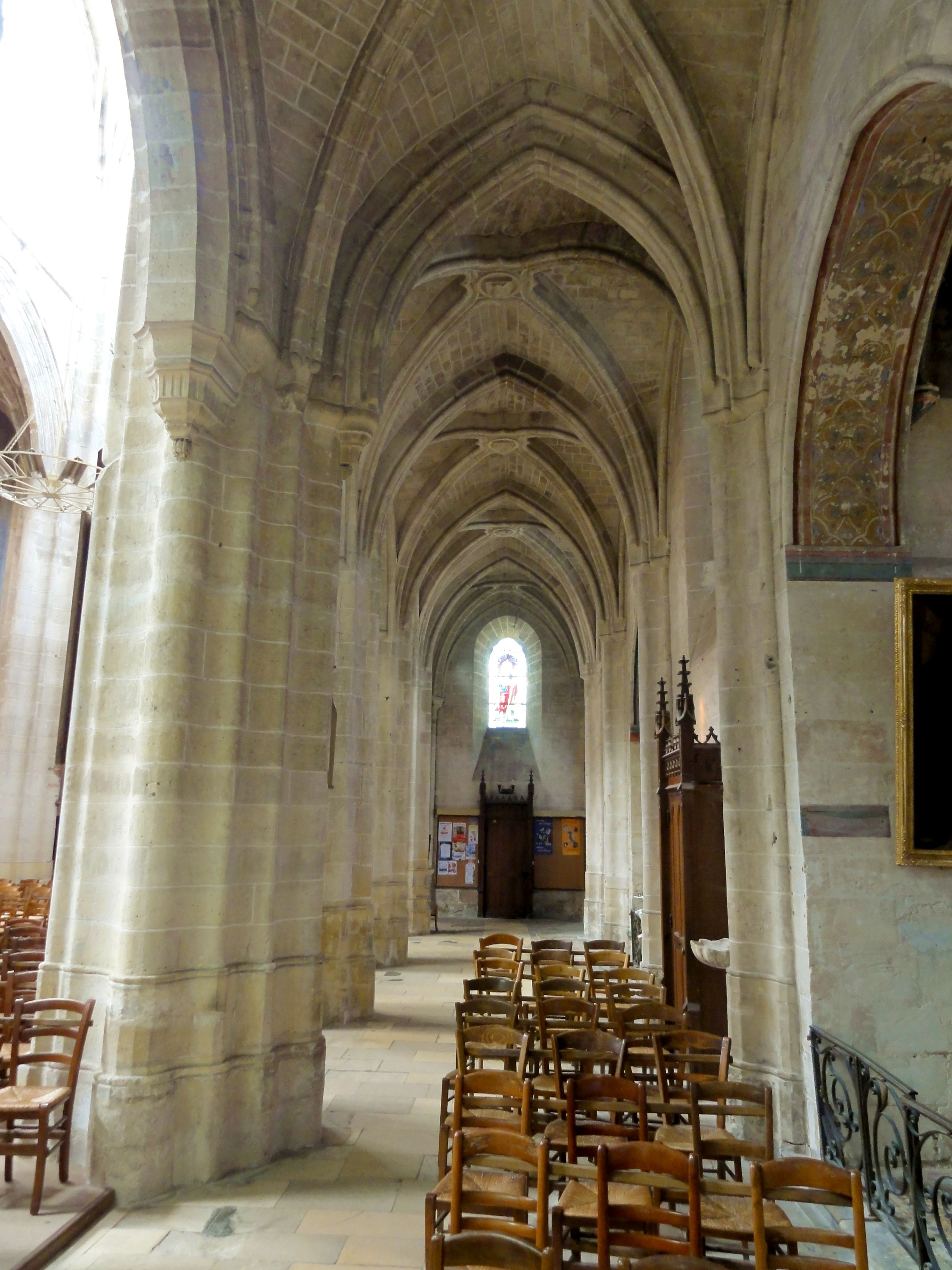
Bas-côté nord, vue vers l'ouest.
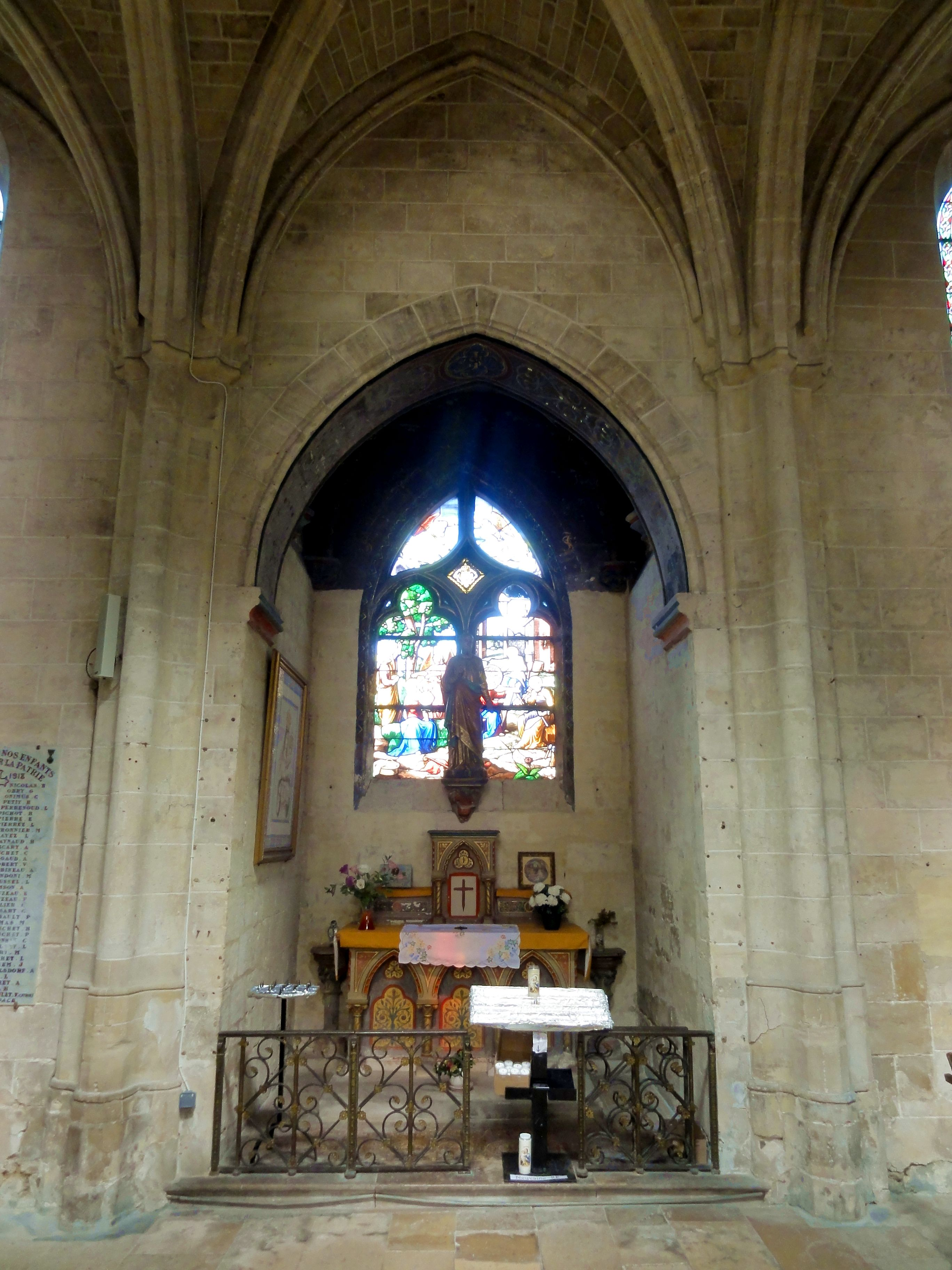
Chapelle Saint-Joseph (3e travée).
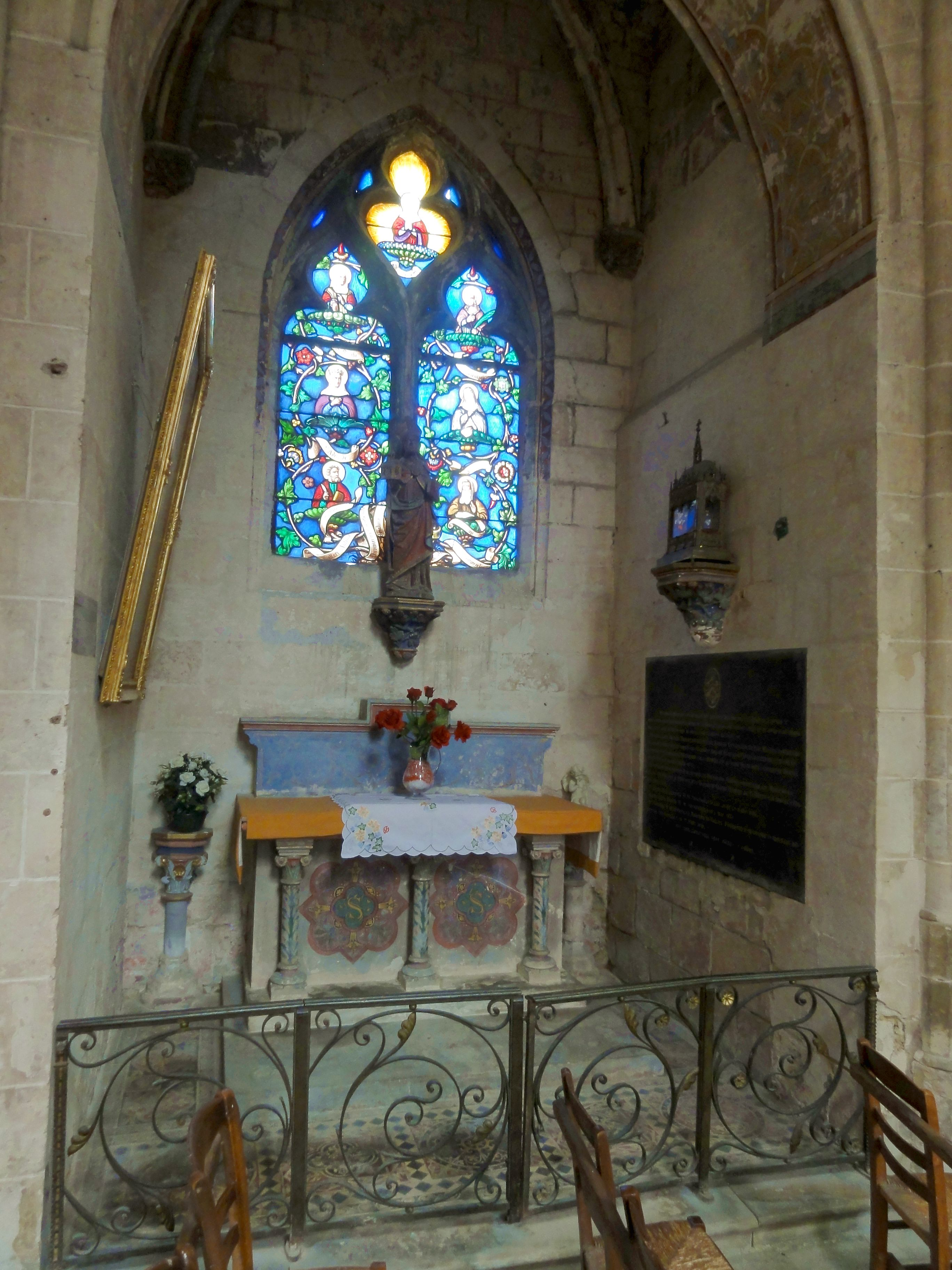
Chapelle Saint-Samson (5e travée).
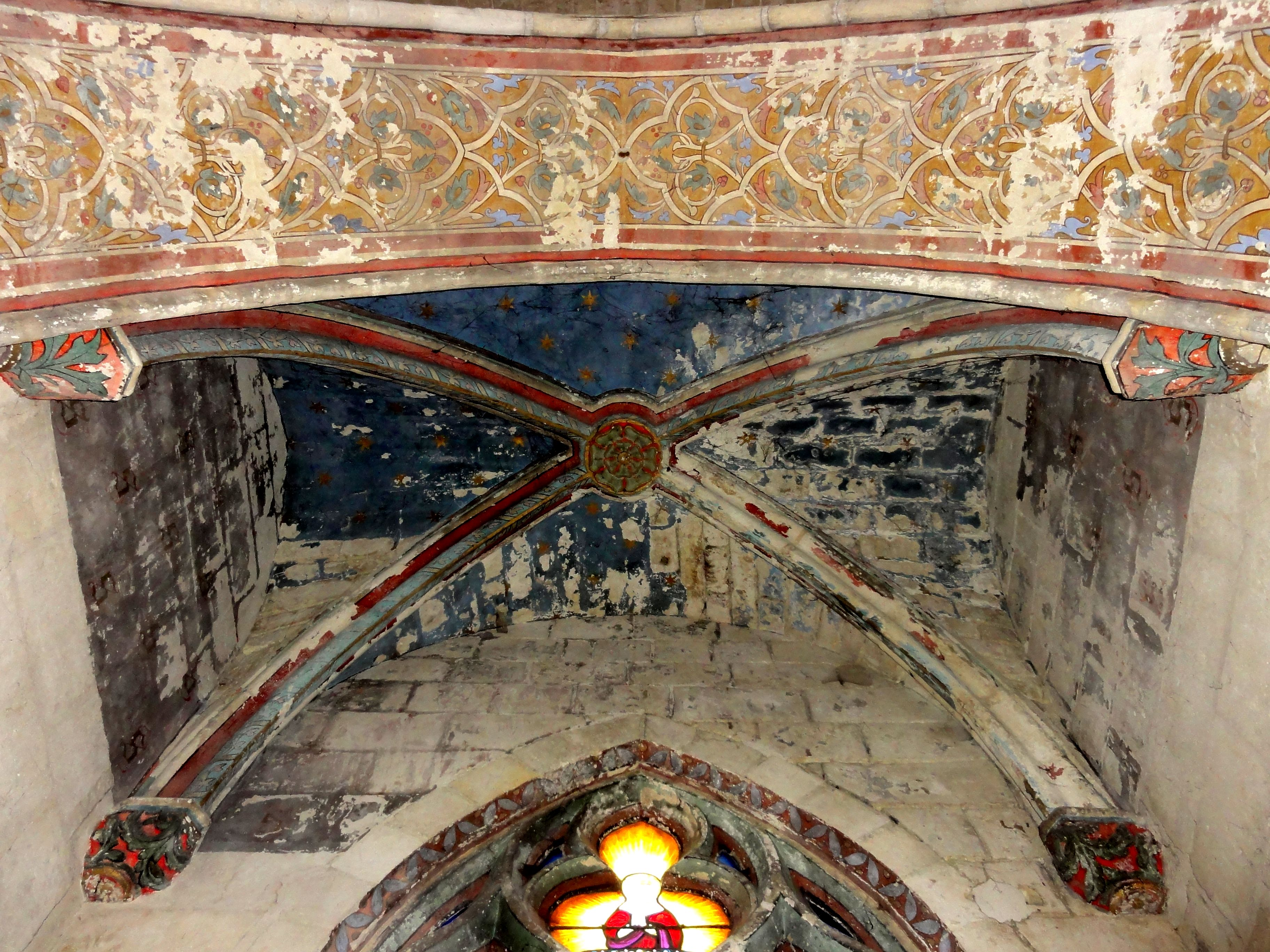
Chapelle Saint-Joseph, voûte.

#### Collatéral sud, base du clocher et chapelle Saint-Louis

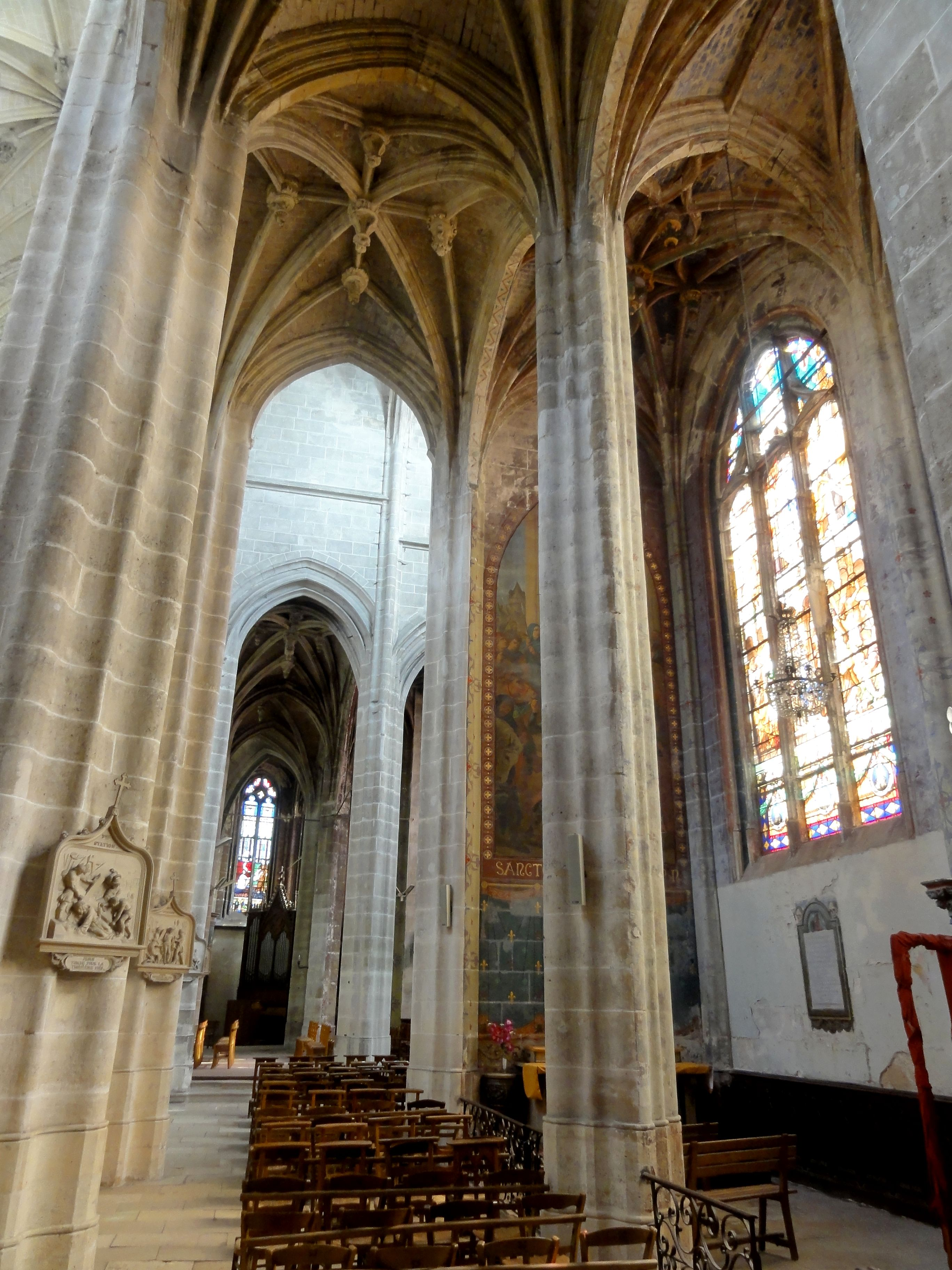
Collatéral sud et chapelle St-Louis, vue vers l'est.

La première travée du collatéral sud est de dimensions réduites, et coincé entre le clocher au sud et la tribune d'orgue au nord, paraît comme un petit vestibule au collatéral proprement dit. Il n'y a aucune fenêtre, et un contrefort à l'angle nord-est du clocher réduit d'un tiers l'ouverture du doubleau vers la seconde travée. Une petite arcade en tiers-point est percée dans le mur du clocher. Elle est cantonnée de deux colonnes engagées, moins épaisses que le mur, et dans lesquelles se fondent les listels de l'arcade. La vue s'ouvre dans un petit local voûté très bas, et qui abrite, depuis les années 1840, le groupe sculpté de la Mise au tombeau (voir le chapitre Mobilier). Il y a été transféré depuis la chapelle conçue pour l'abriter, à l'est du croisillon sud, et qui a été sacrifiée pour permettre l'agrandissement de la sacristie. Marcel Mermet estime que le local dans la base du clocher n'a été aménagé qu'au milieu du XIXe siècle. Les parties basses du clocher datent néanmoins du XIIIe siècle et ont été reprises de la fin du XVe siècle, sachant que le clocher a été construit vers 1500 (seuls les étages de beffroi ont été détruits le 4 août 1785 et reconstruits en 1812). — Les deux autres travées du collatéral sud sont plus profondes, et par ailleurs nettement plus profondes que larges, et flanquées au sud par une chapelle double des mêmes dimensions. C'est la chapelle Saint-Louis. Avec le collatéral, elle forme un espace unique de deux fois deux travées, aux proportions élancées, et généreusement éclairée par deux vastes baies qui occupent toute la largeur des murs. Le remplage est formé par trois lancettes en cintre surbaissé, dont la première et la dernière sont surmontées d'une demi-accolade qui forme une mouchette. Ce réseau fortement simplifié appartient déjà au style de la Renaissance. En effet, le collatéral sud, la chapelle Saint-Louis et le croisillon sud sont les parties les plus récentes de l'église Saint-Samson, et n'ont été achevées que vers 1540, à l'extrême fin de la période gothique. On peut faire le rapprochement avec les chapelles doubles au début des collatéraux nord et sud du chœur de l'église Saint-Étienne de Beauvais, où les piliers ondulés sont par ailleurs semblables. Le pilier au milieu des quatre voûtes est plus fin que les piliers des grandes arcades. Comme à Saint-Étienne de Beauvais, il n'y a pas de chapiteaux, et les voûtes sont à liernes et tiercerons et à clés pendantes. Dans la chapelle, s'y ajoutent des nervures décoratives, comme à Saint-Étienne de Beauvais ou à Pont-Sainte-Maxence. Dans la première travée, elles forment un losange, et dans la seconde travée, elles décrivent quatre courbes en forme de cœur,.

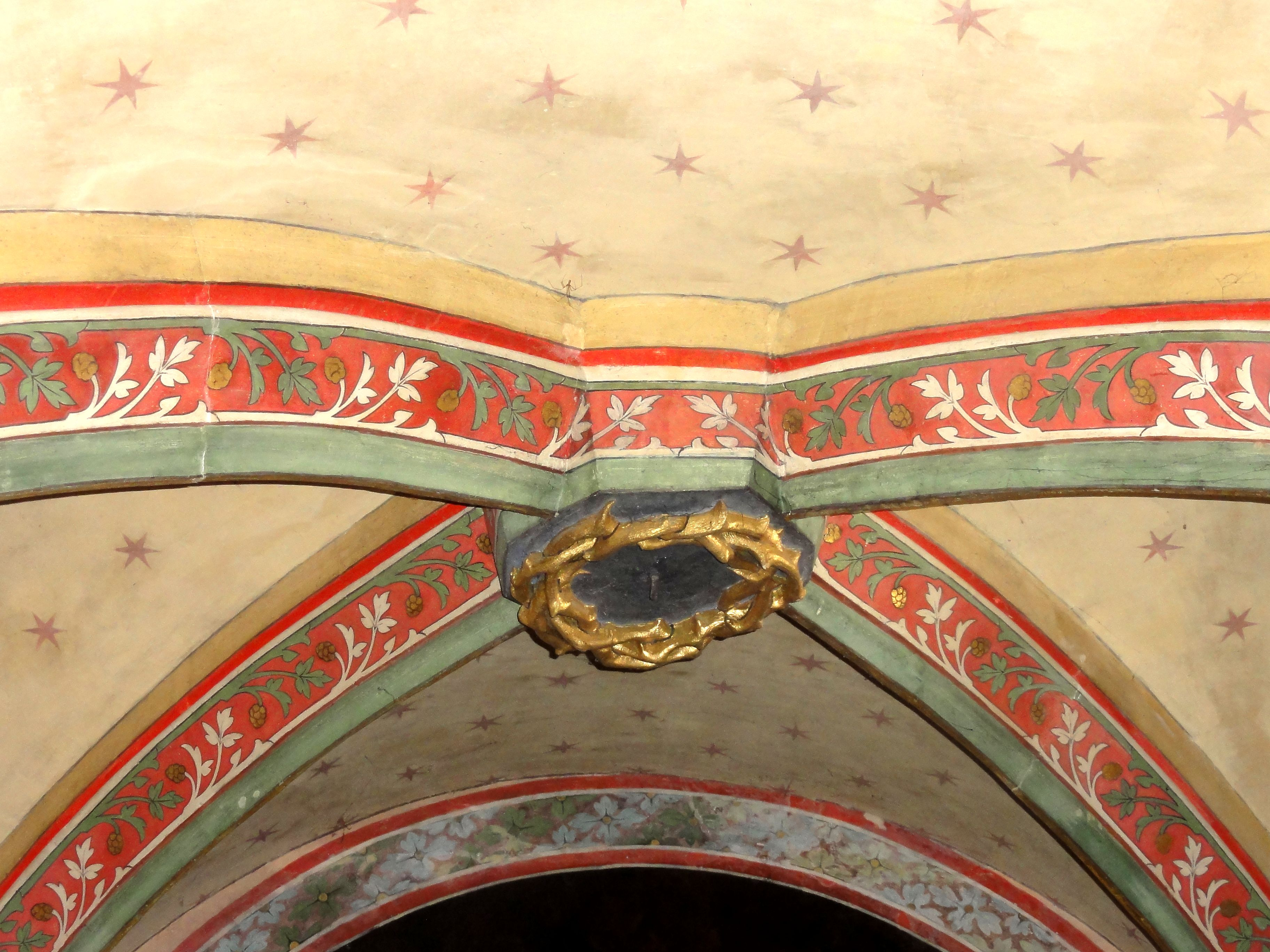
Voûte de la base du clocher.
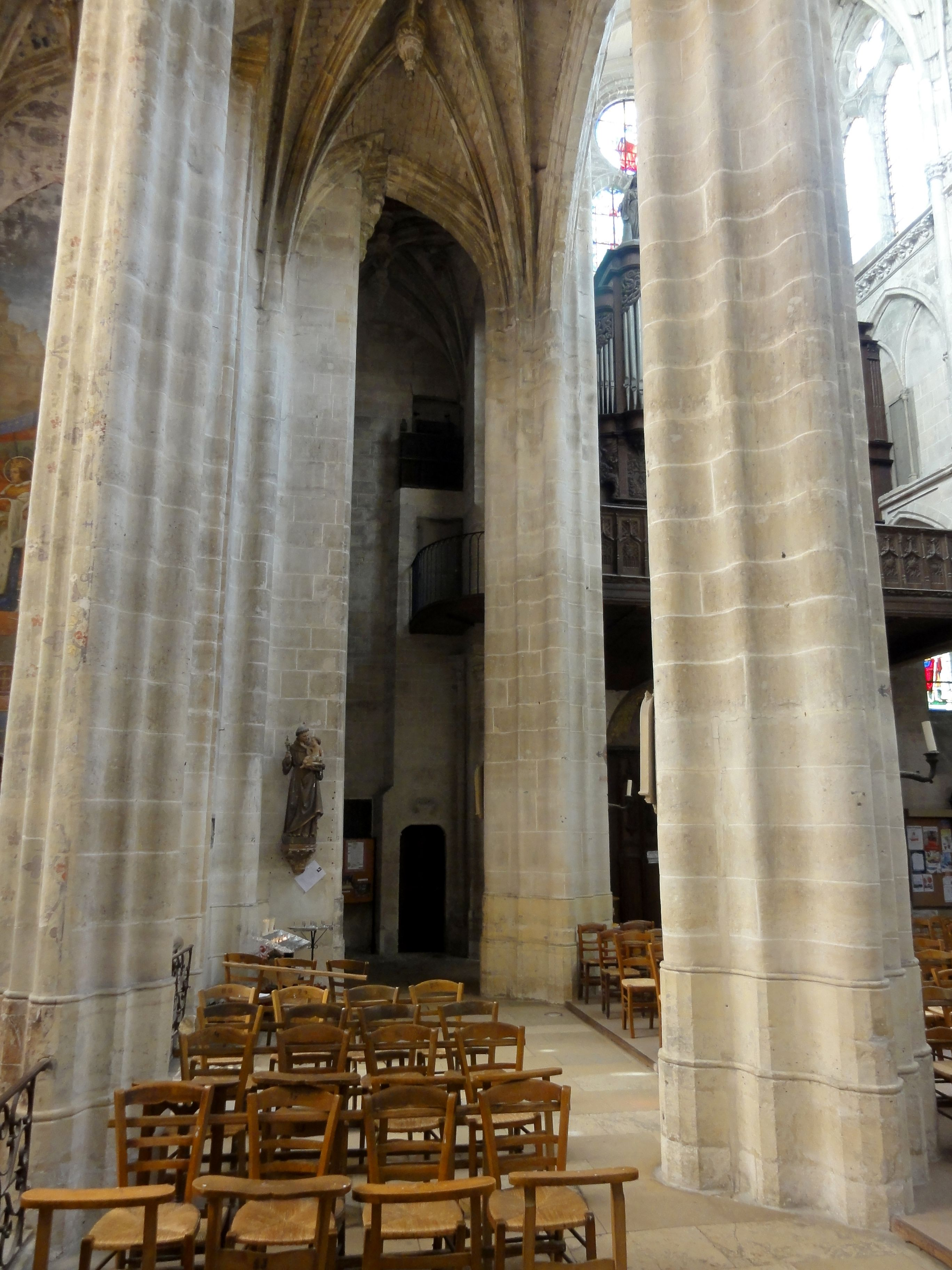
Collatéral sud, vue vers l'ouest.
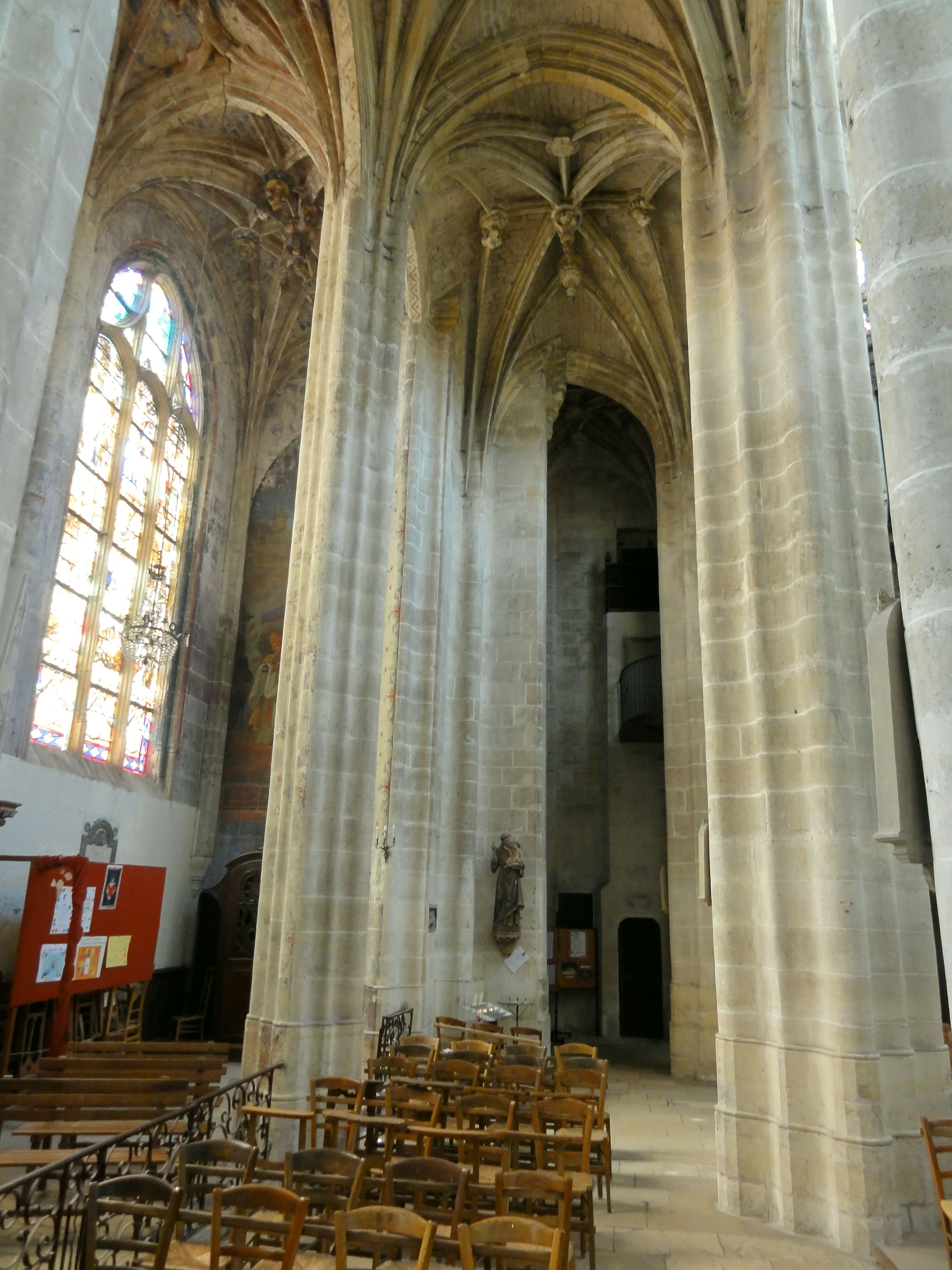
Chapelle et collatéral sud, vue vers l'ouest.
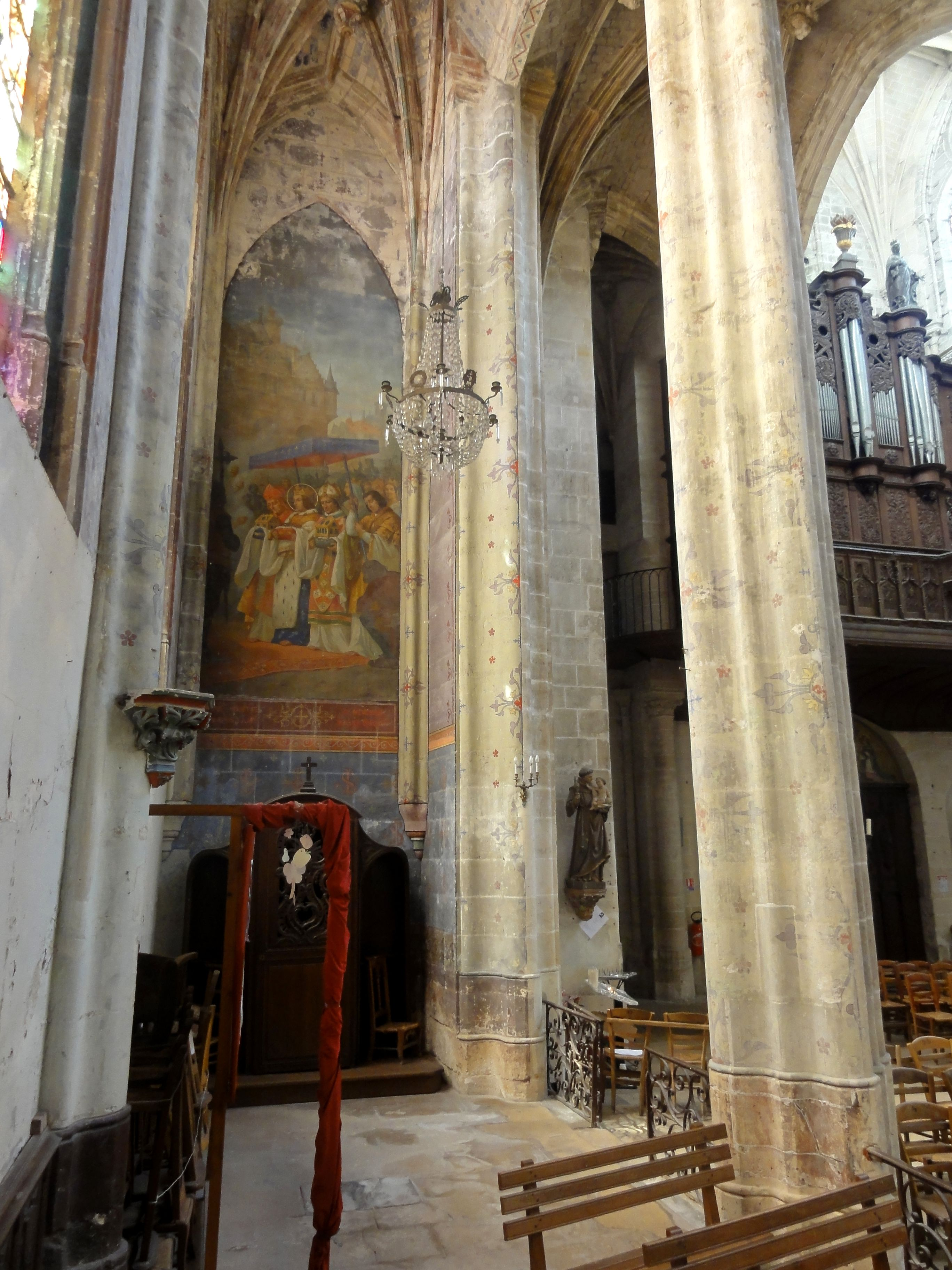
Chapelle Saint-Louis, vue vers l'ouest.
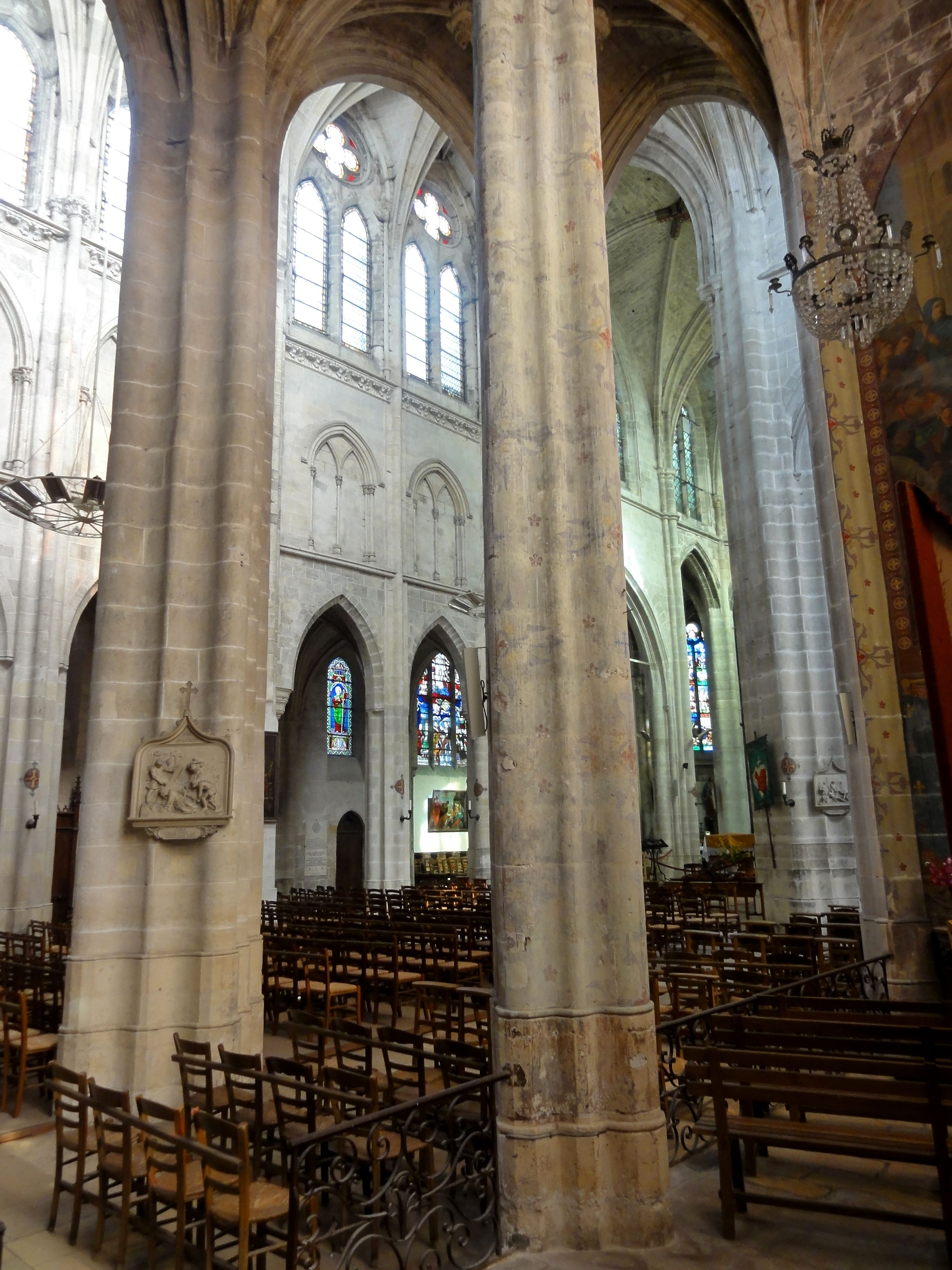
Chapelle Saint-Louis, vue vers le nord-est.
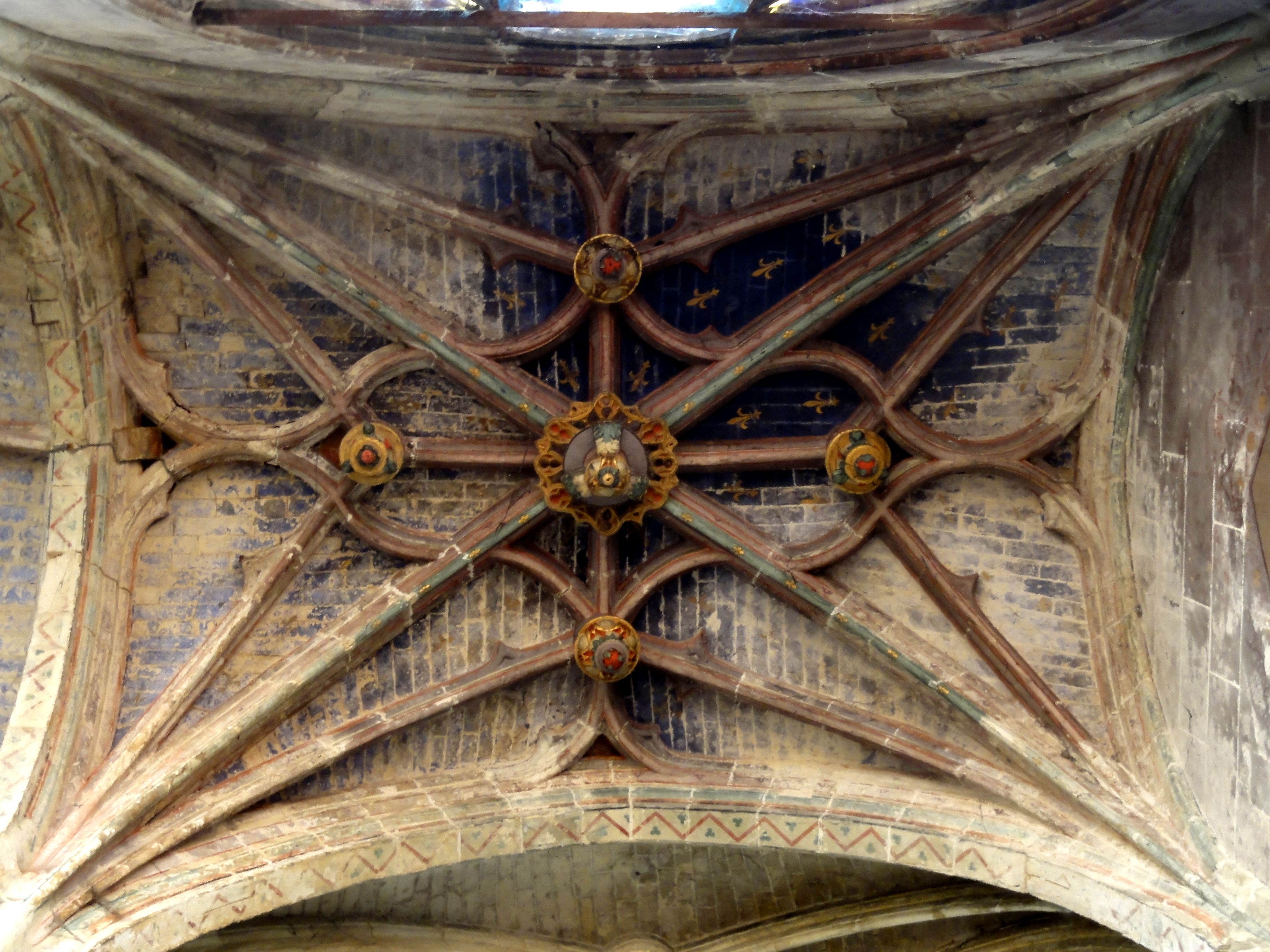
Chapelle Saint-Louis, voûte de la 2e travée.

#### Croisillon sud

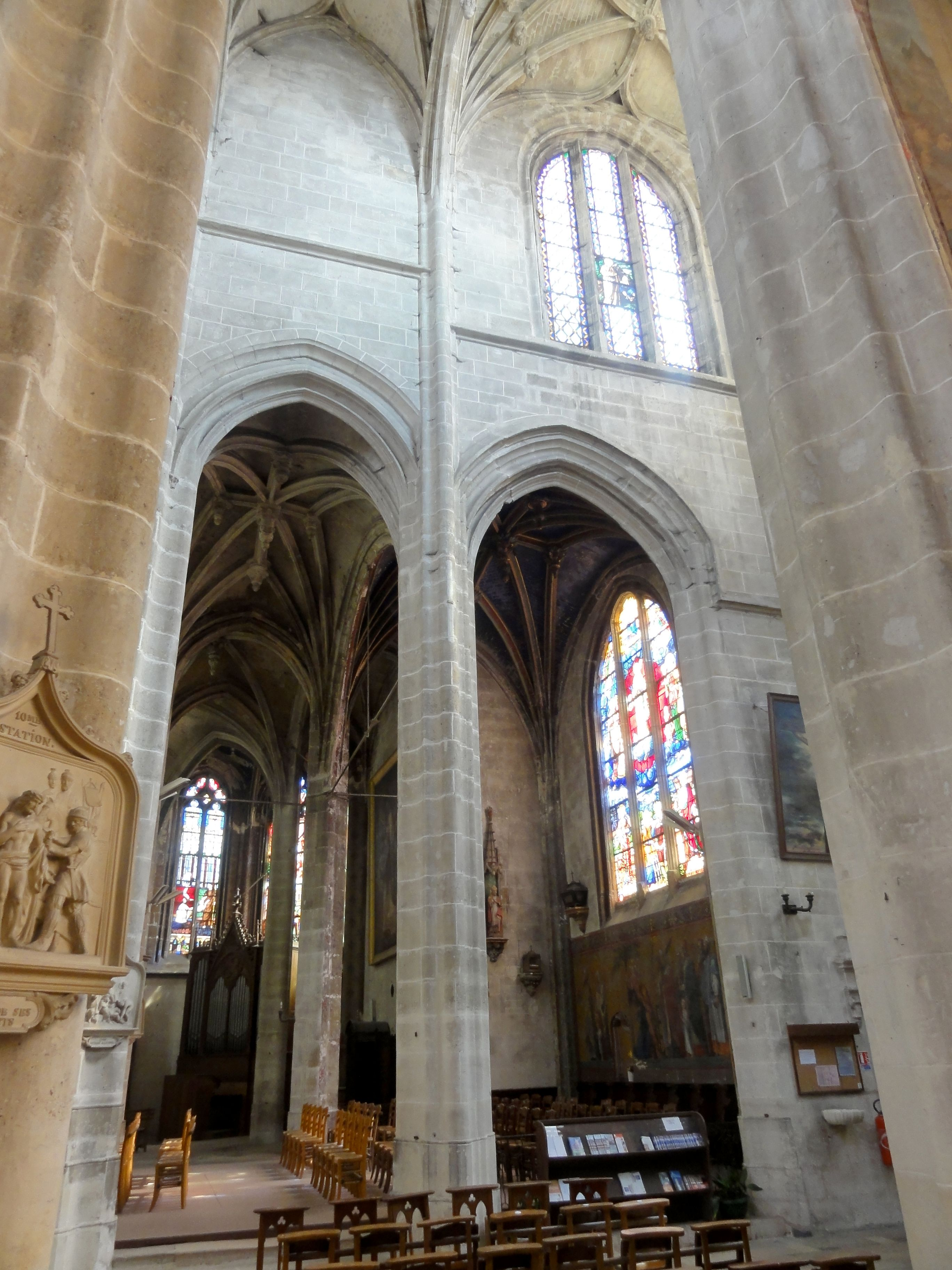
Élévation est.

Le croisillon sud est largement débordante, et donc plus profonde (dans un sens nord-sud), que la largeur du collatéral sud et de la chapelle Saint-Louis réunies. Mais contrairement à ce que prétend le plan publié par Jean Vallery-Radot (p. 45), le croisillon ne comporte pas trois, mais deux travées. La première correspond à la suite du collatéral sud, et établit le lien avec le collatéral sud du chœur et le déambulatoire. Elle n'a pas de fenêtres hautes, et les murs au-dessus des deux arcades à l'ouest et à l'est sont nus, à l'exception d'un bandeau horizontal. Celui-ci est établi immédiatement au-dessus de l'arcade côté ouest, mais nettement plus haut à l'est, puis un peu plus bas dans la seconde travée : ces irrégularités nuisent un peu à l'esthétique du croisillon, qui est globalement assez élégant. La seconde travée est plus profonde que la première, et de plan carrée. Elle a des fenêtres hautes des trois côtés. Celles à l'ouest et à l'est sont à trois formes, et celle au sud est à cinq formes, ce qui est rare. Les réseaux sont basés sur des formes en plein cintre et annoncent la Renaissance. À l'est, l'on ne trouve que deux meneaux verticaux, mais cette disposition ne doit pas dater d'origine. En dessous, une arcade s'ouvre dans la chapelle Saint-Éloi (ou chapelle du collège) qui flanque le collatéral sud du chœur. Sans que l'on voit la raison, l'arcade est à la fois plus basse et plus large que l'arcade voisine ouvrant dans le collatéral, et la clé d'arc est déportée vers la gauche, ce qui laisse une impression de maladresse. À droite de l'arcade, subsiste la porte bouchée vers l'ancienne chapelle du Saint-Sépulcre (voir le chapitre Mobilier). Le mur méridional comporte une seconde fenêtre, en dessous de la grande fenêtre haute, ainsi qu'un portail. Le remplage de la petite fenêtre surprend par l'épaisseur de son meneau central, dont la partie supérieure s'amincit comme une lance qui transperce le tympan. Le dessin des voûtes sort de l'ordinaire, tout comme dans la chapelle Saint-Louis. La voûte de la première travée ne présente pas les liernes et tiercerons habituels, mais au nord et au sud, deux courbes affrontées, et à l'est et à l'ouest, un soufflet relié aux formerets par des liernes. À l'approche des formerets, les liernes se fendent en deux contre-courbes, disposition que l'on retrouve sur la voûte de la seconde travée. Ici, un grand cercle se superpose aux liernes et tiercerons,.

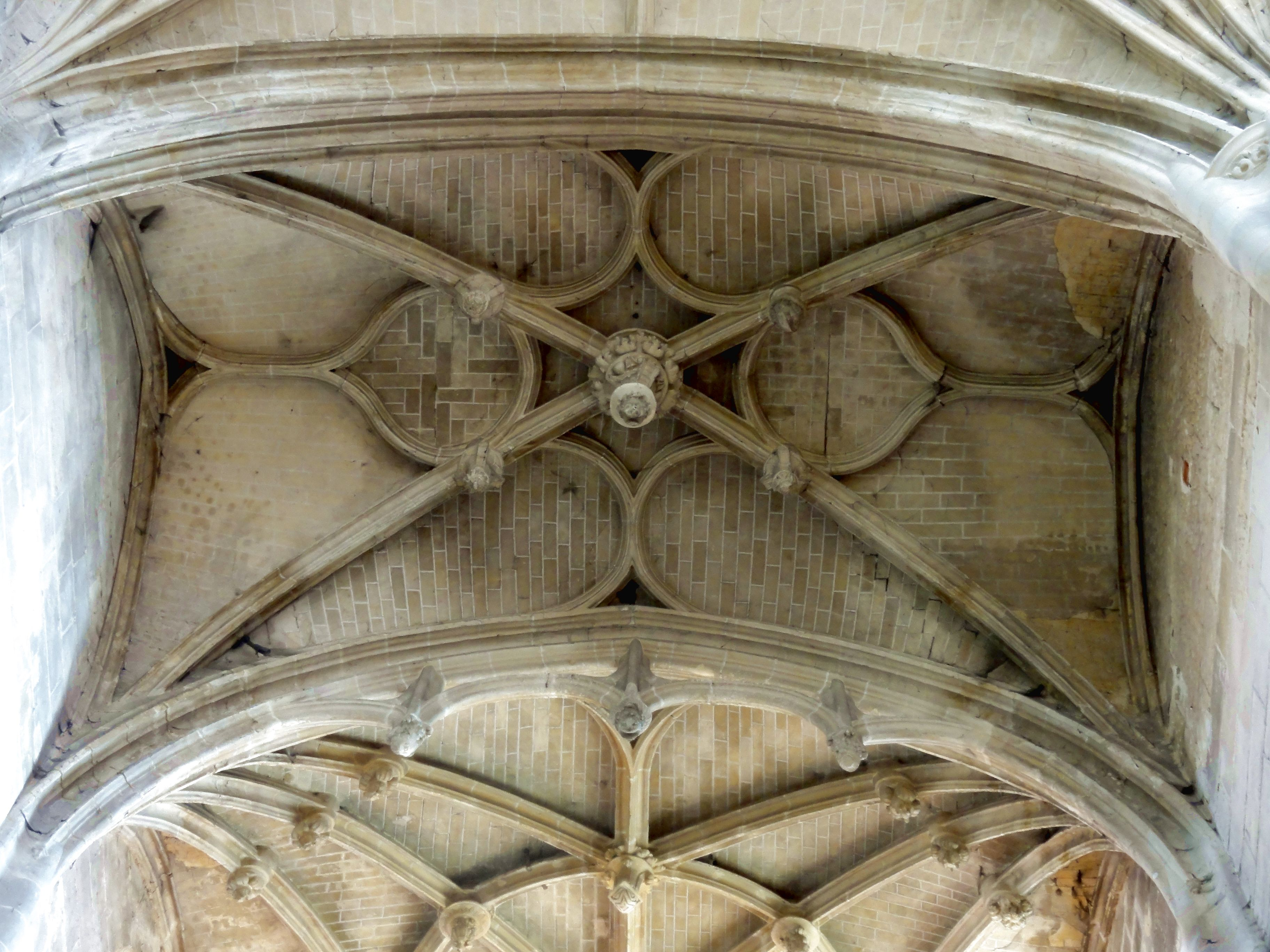
Voûte de la 1re travée.
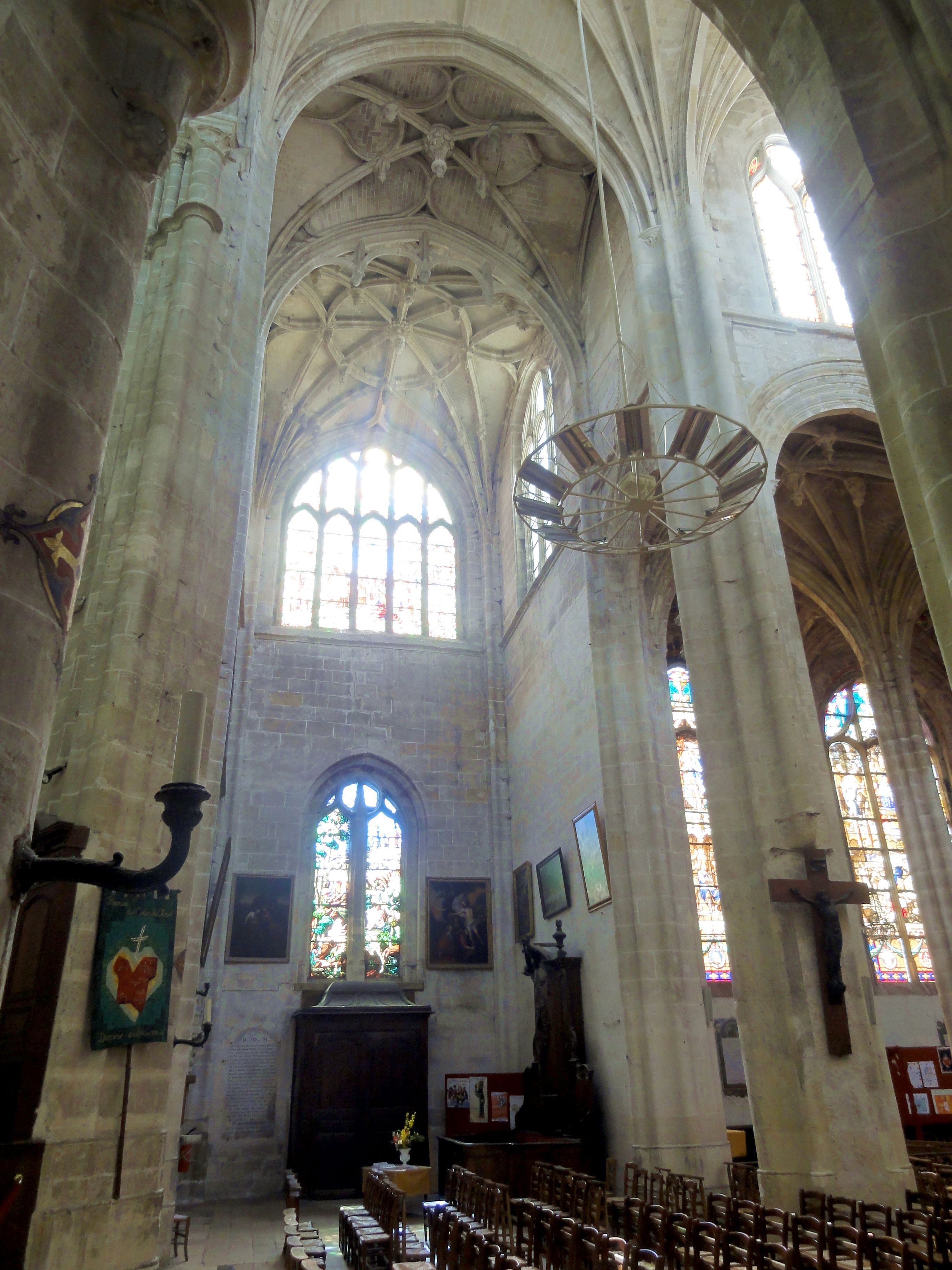
Croisée du transept, vue vers le sud.
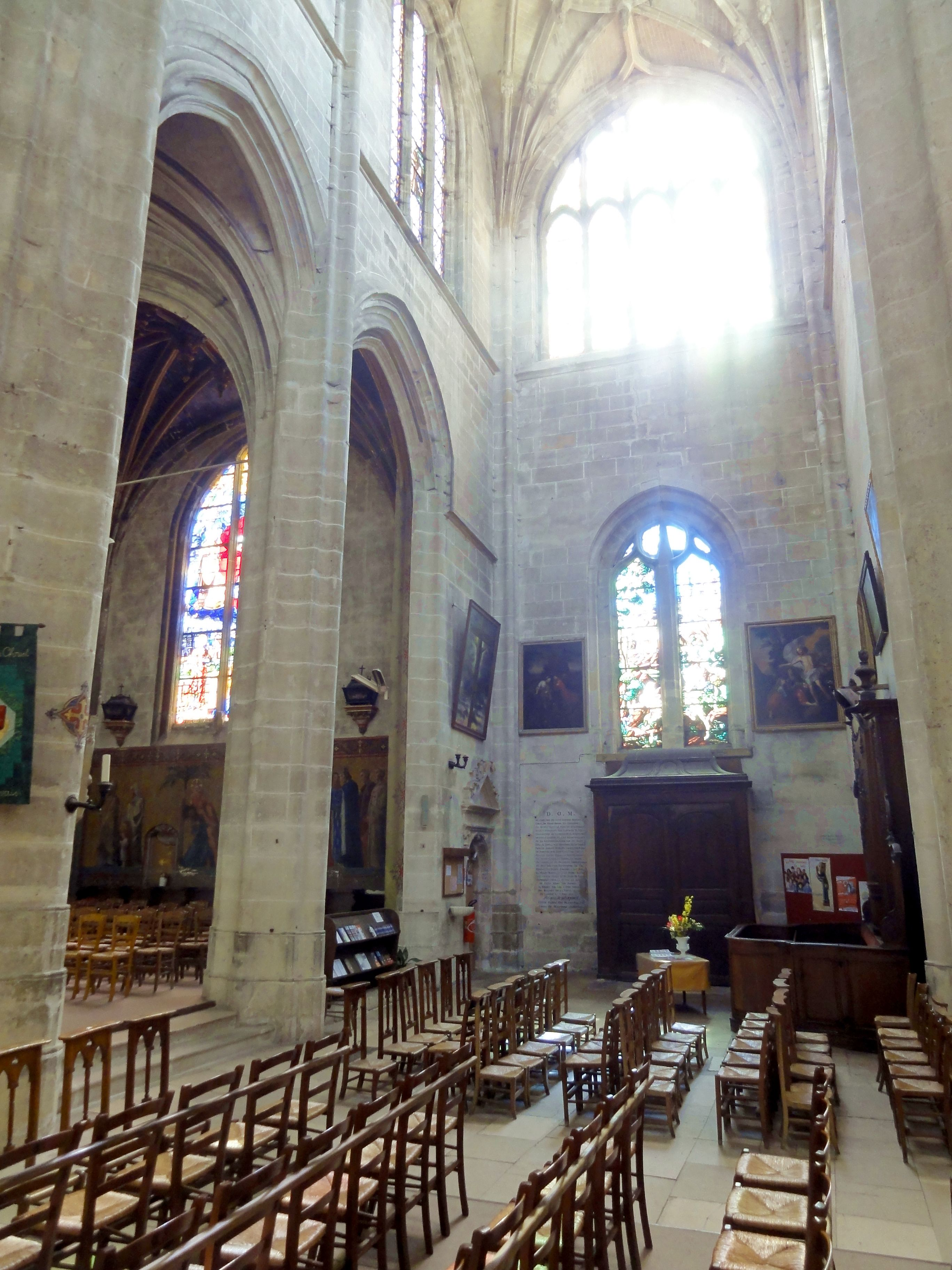
Croisillon sud, vue vers le sud.
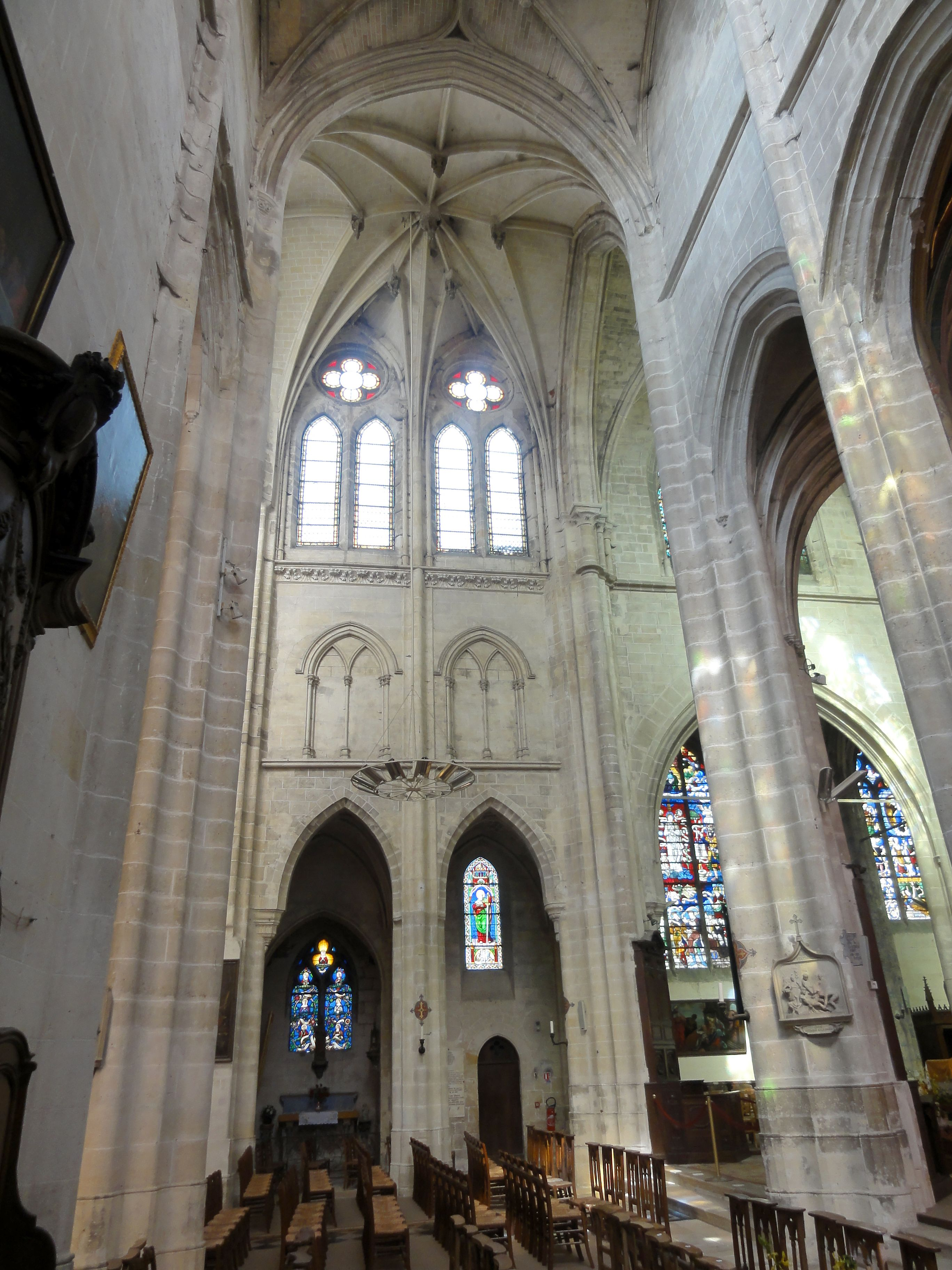
Croisillon sud, vue vers le nord.
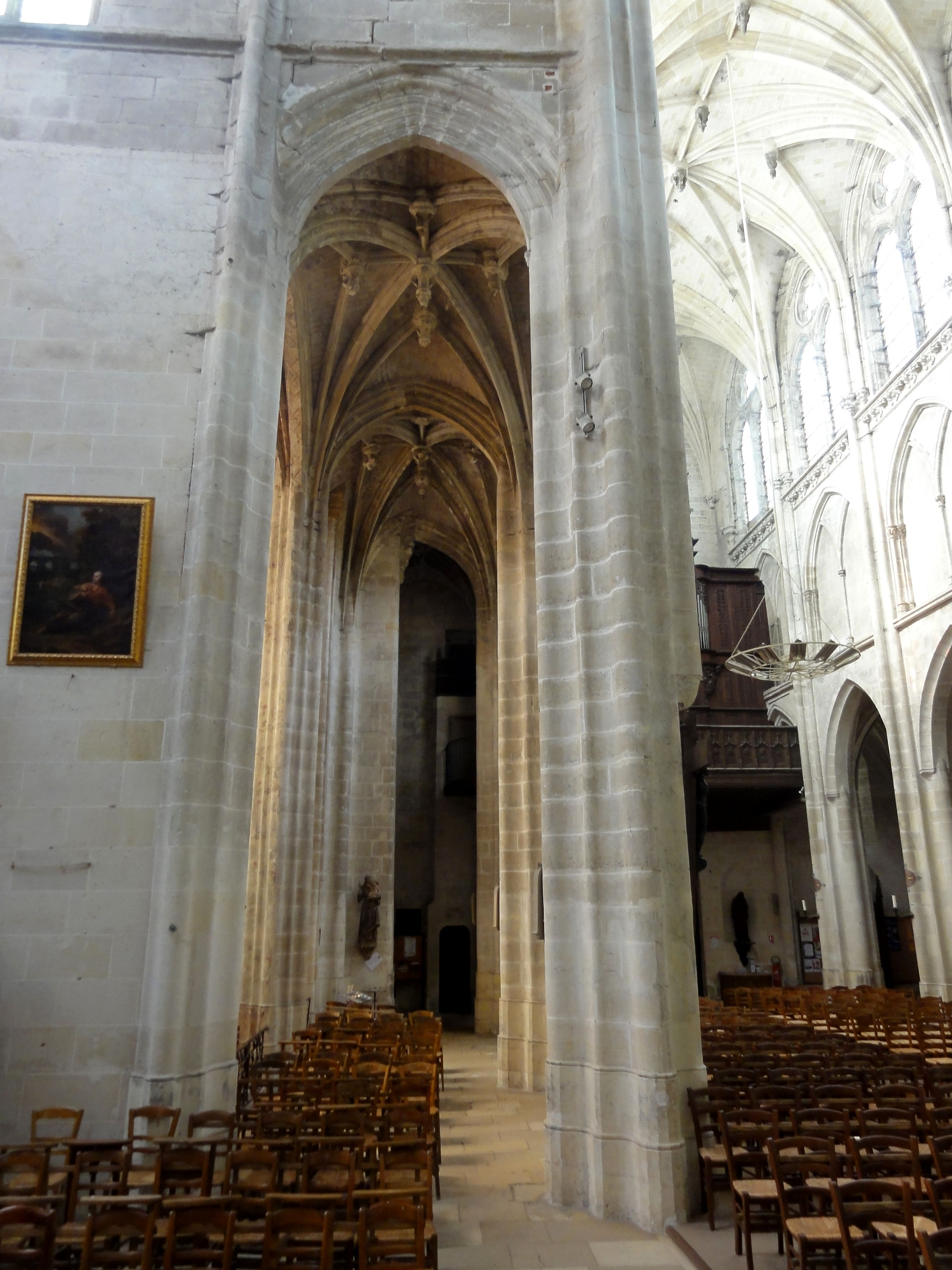
Croisillon sud, vue vers l'ouest.
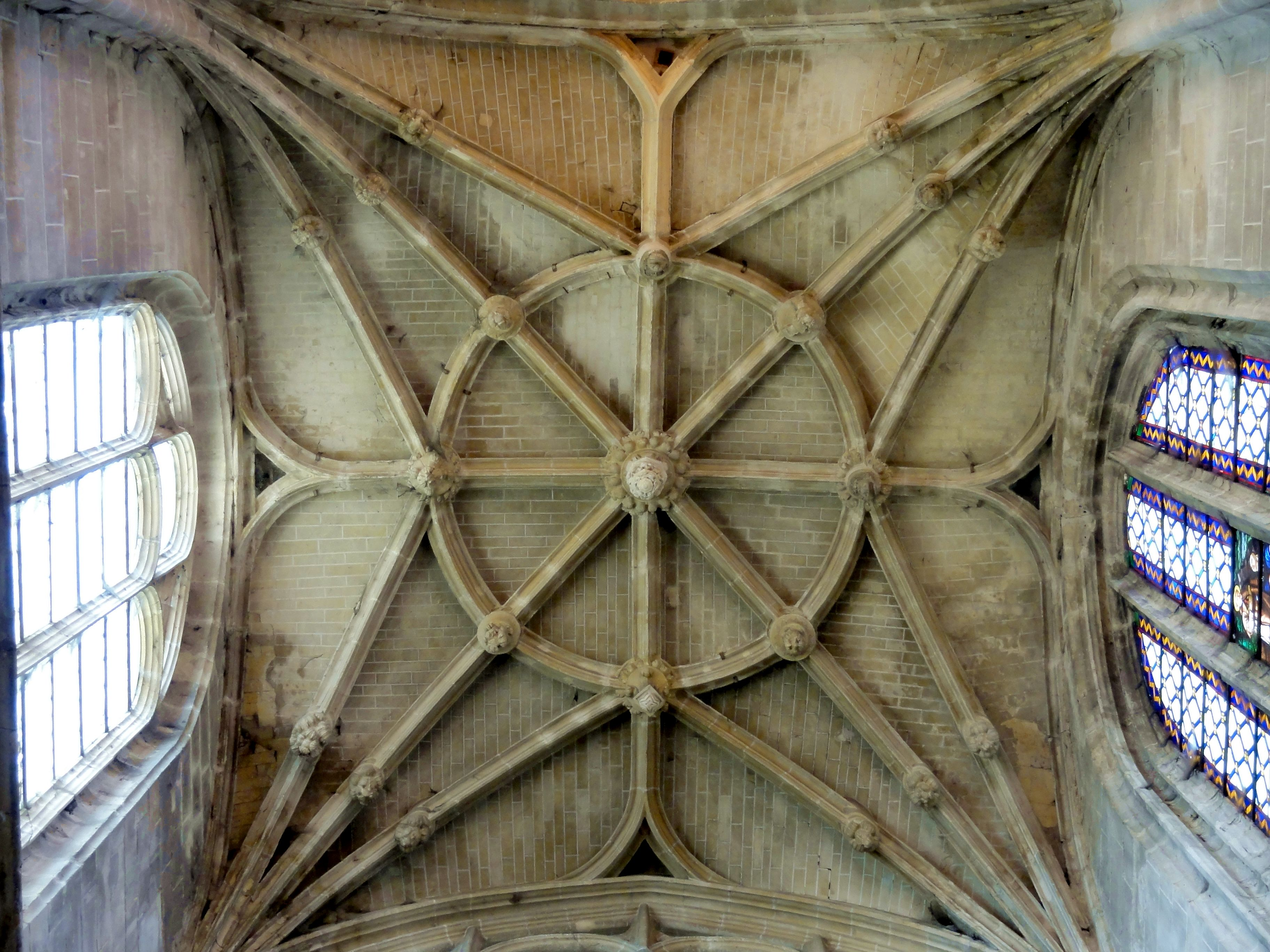
Voûte de la 2e travée.

#### Chœur

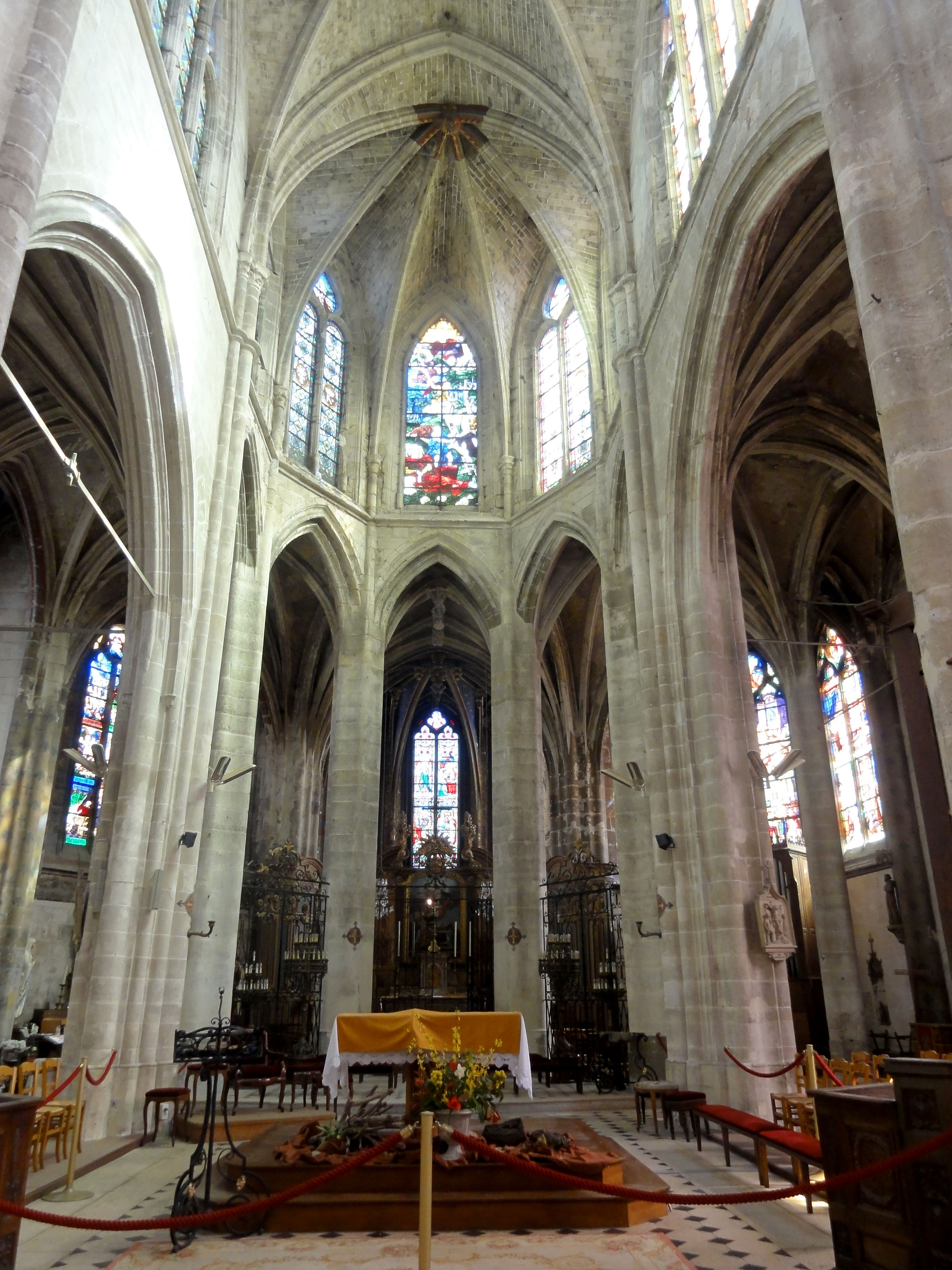
Chœur, vue vers l'est.

Le vaisseau central du chœur se compose d'une travée carrée et d'une abside à cinq pans, et est presque symétrique le long de son axe. Mais ceci ne vaut pas pour le déambulatoire et les chapelles, largement différents au nord et au sud. Le chœur prouve que le manuscrit anonyme du XVIIIe siècle qui prétend que seule une chapelle était restée debout après le ravage de l'église par les Anglais au cours des années 1420, exagère largement les faits. Si l'on peut admettre que la chapelle était la seule partie restée indemne et où l'on put célébrer les offices sans péril, les parties hautes du chœur datent néanmoins du XIIIe siècle. Du XVIe siècle, datent les grandes arcades du rond-point de l'abside, qui ont été reprises en sous-œuvre en étayant les parties hautes, ainsi que les réseaux des fenêtres. En plus, les arcades au nord et au sud de la travée droite ont été retaillées. En revanche, l'on a laissé en l'état les faisceaux de colonnettes du XIIIe siècle qui supportent le doubleau intermédiaire. Le maître d'œuvre n'a pas adopté une démarche cohérente, car comme l'a montré l'examen de l'arc triomphal, ses fûts ont été retaillés. Eugène Lefèvre-Pontalis dit clairement que les travaux du XVIe siècle sont tous postérieurs à la consécration de 1506, et Jean Vallery-Radot admet aussi qu'elle ne fut que le signal de départ pour une transformation du chœur. — L'arc triomphal et le doubleau intermédiaire n'ont pas le même profil : le premier montre un méplat entre deux tores dégagés, comme dans le bas-côté nord, et le second montre un tore aminci garni d'un filet, entre deux larges gorges et deux tores plus fins. Ce profil indique la fin du XIIIe siècle. Il a aussi été adopté pour les ogives, qui sont néanmoins plus étroites que le doubleau. Les chapiteaux font également preuve d'une évolution stylistique, et ont des tailloirs aux angles abattus. Les tailloirs des chapiteaux du doubleau et des ogives de l'abside sont placés en pointe. Il ne faut toutefois pas pousser trop loin l'analyse stylistique, car les nervures et chapiteaux ont été refaits en 1869, sans laisser de témoin en place. Les formerets font défaut. Les réseaux assez mous des fenêtres, basés sur des formes en plein cintre, contrastent fortement avec le tracé aigu des arcs de la fin du XIIIe siècle. Un bandeau mouluré court au niveau du seuil des fenêtres. À sa hauteur, les fûts des supports sont bagués. En ce qui concerne les arcades prismatiques de l'abside, l'on note qu'elles retombent à un niveau plus haut que la large arcade retaillée au nord de la première travée. Le sommet des arcades de l'abside se situe également plus haut, mais c'est aussi le cas de la large arcade remaniée au sud de la première travée. Il est remarquable à quel point les arcades se rapprochent des fenêtres : en dépit de l'absence d'un étage de galeries, l'on a su éviter les murs nus,.

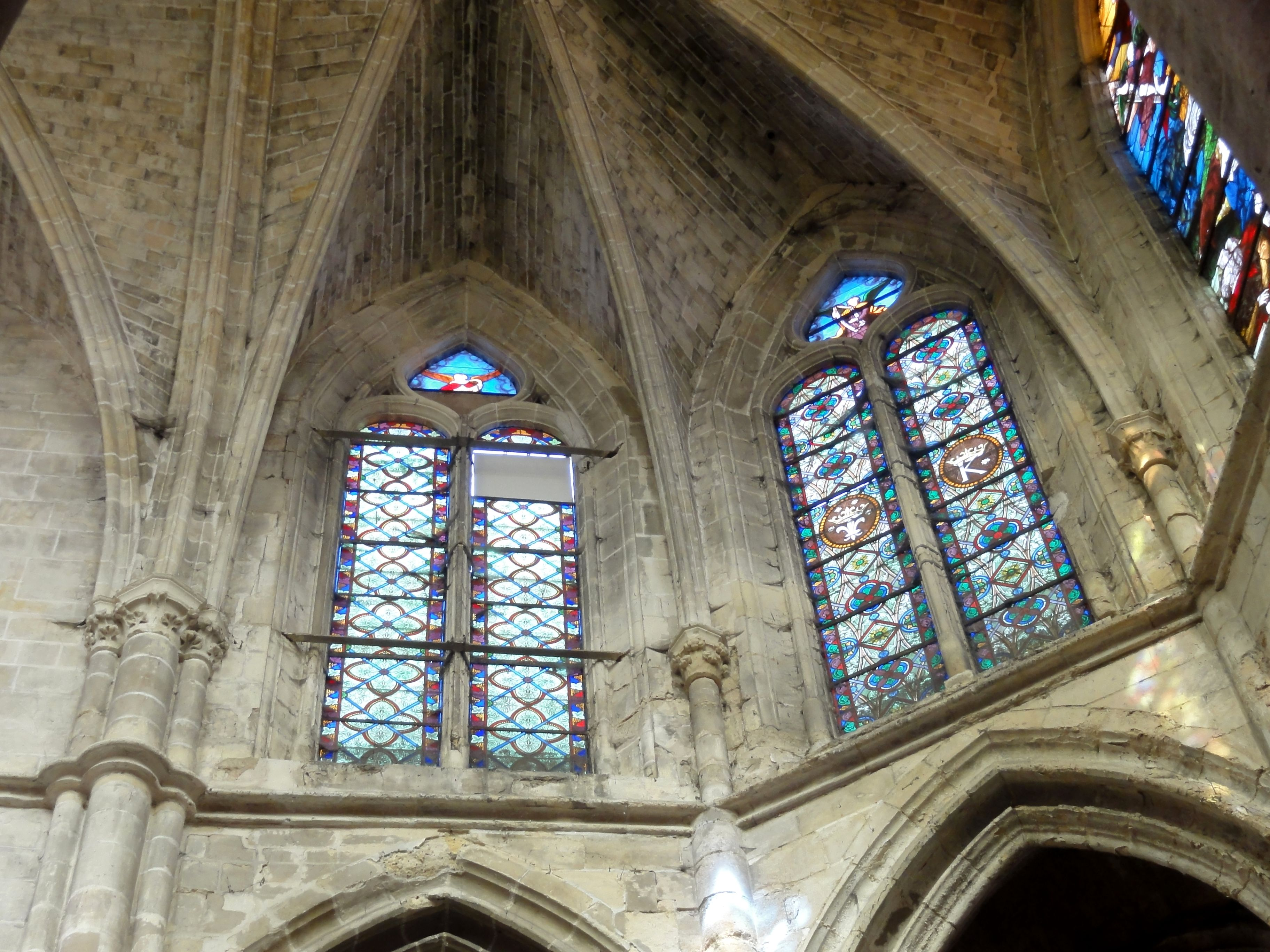
Abside, parties hautes côté nord.
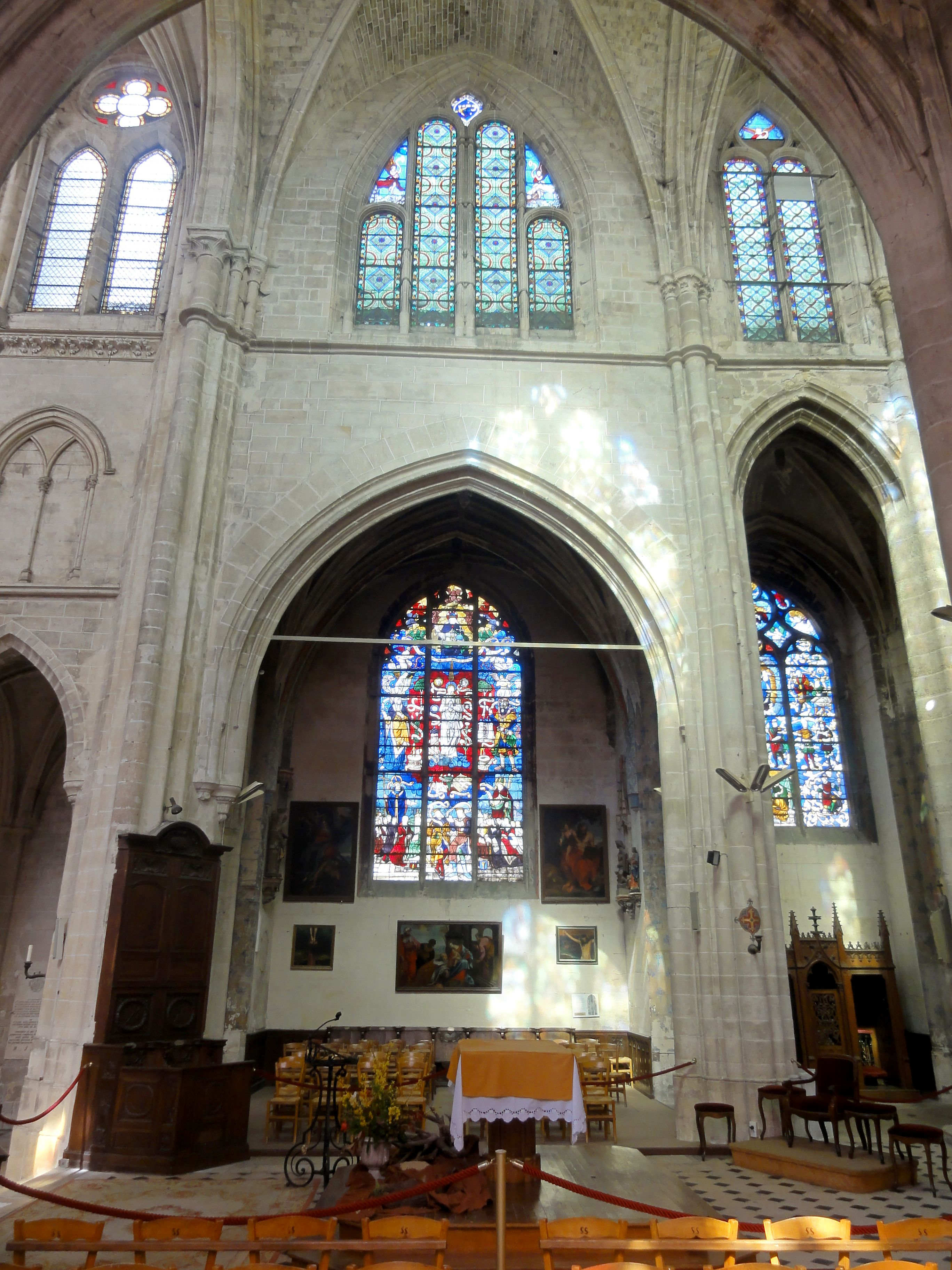
Élévation nord.
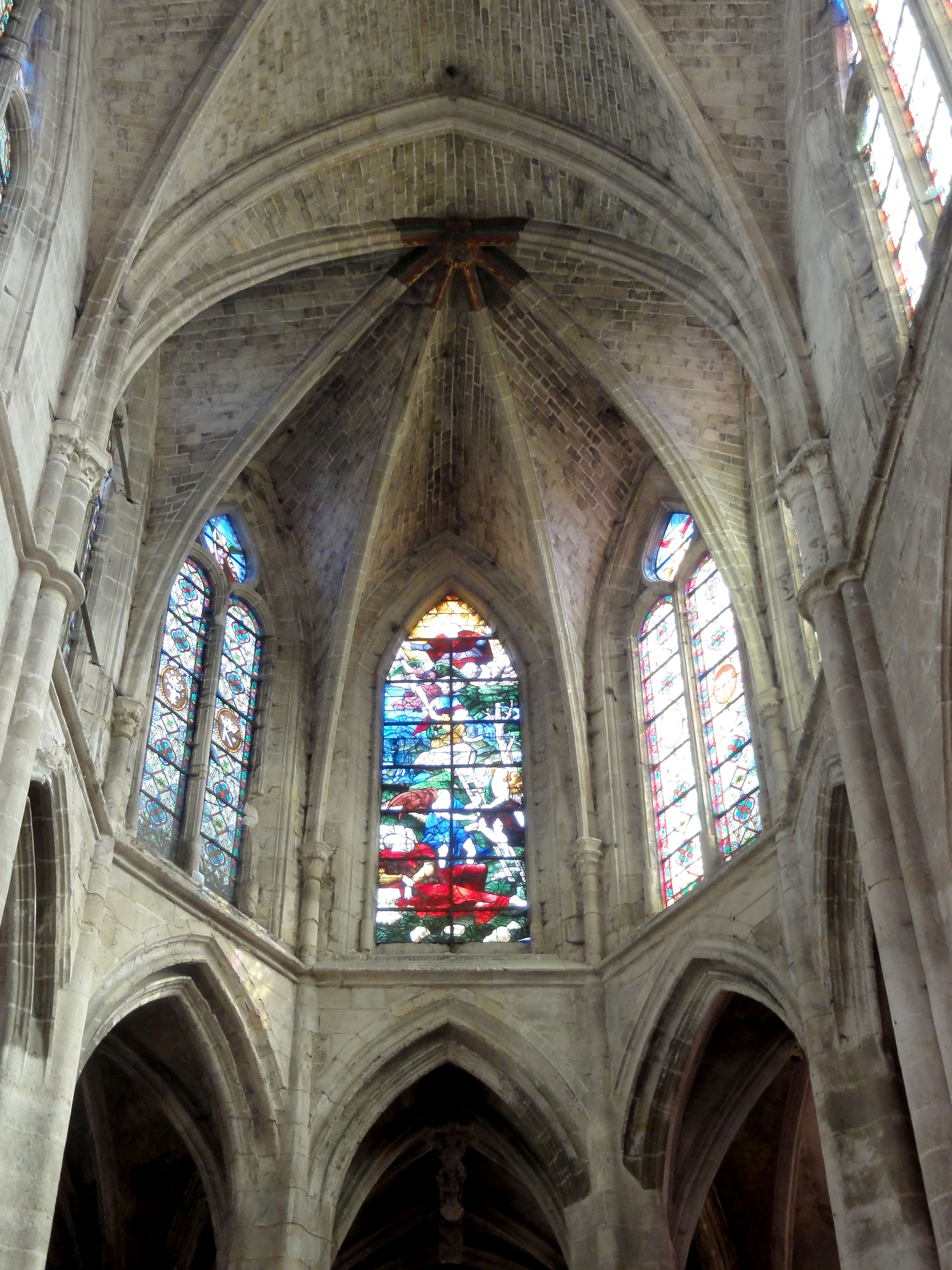
Abside, parties hautes.
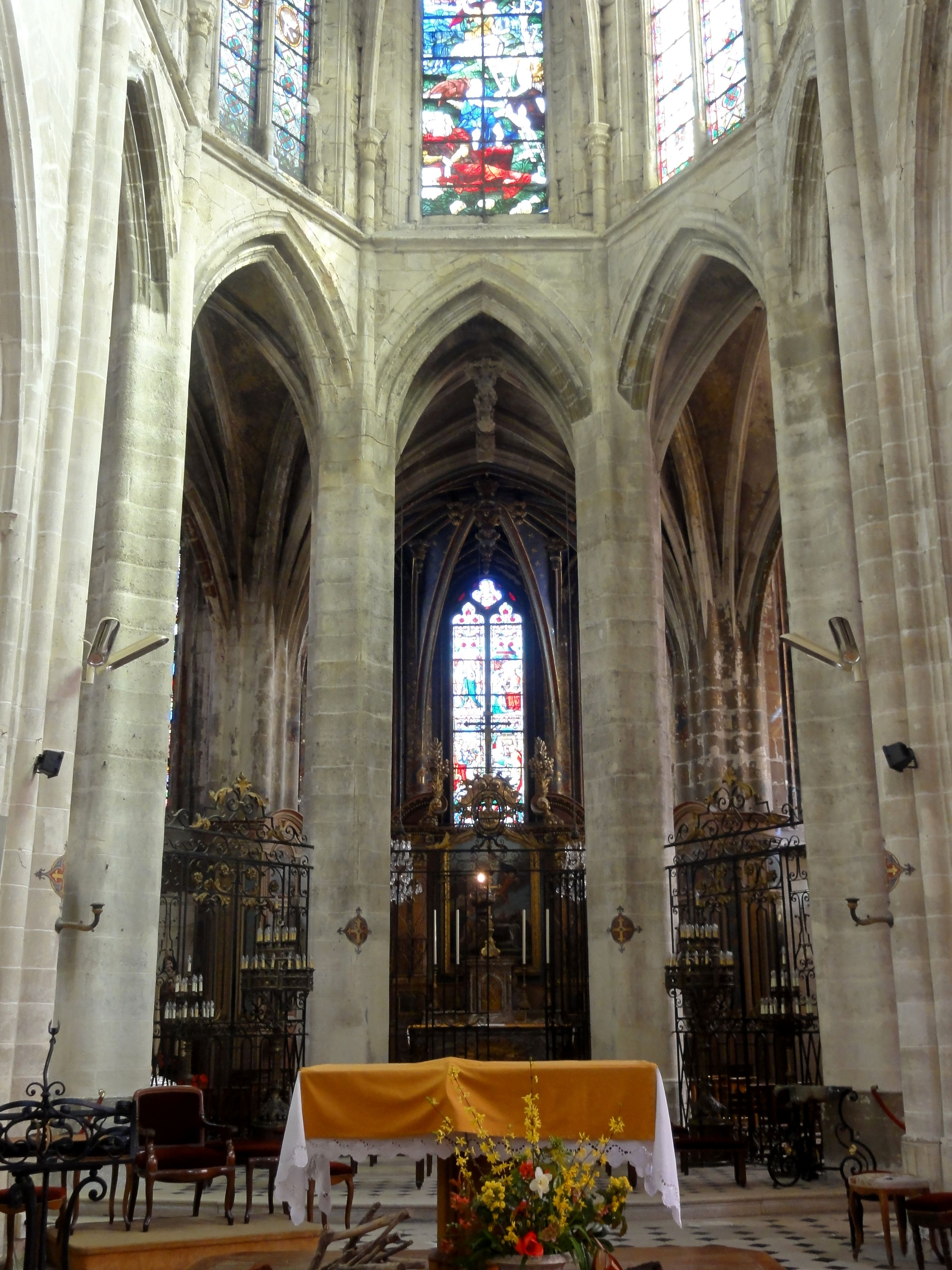
Abside, grandes arcades.
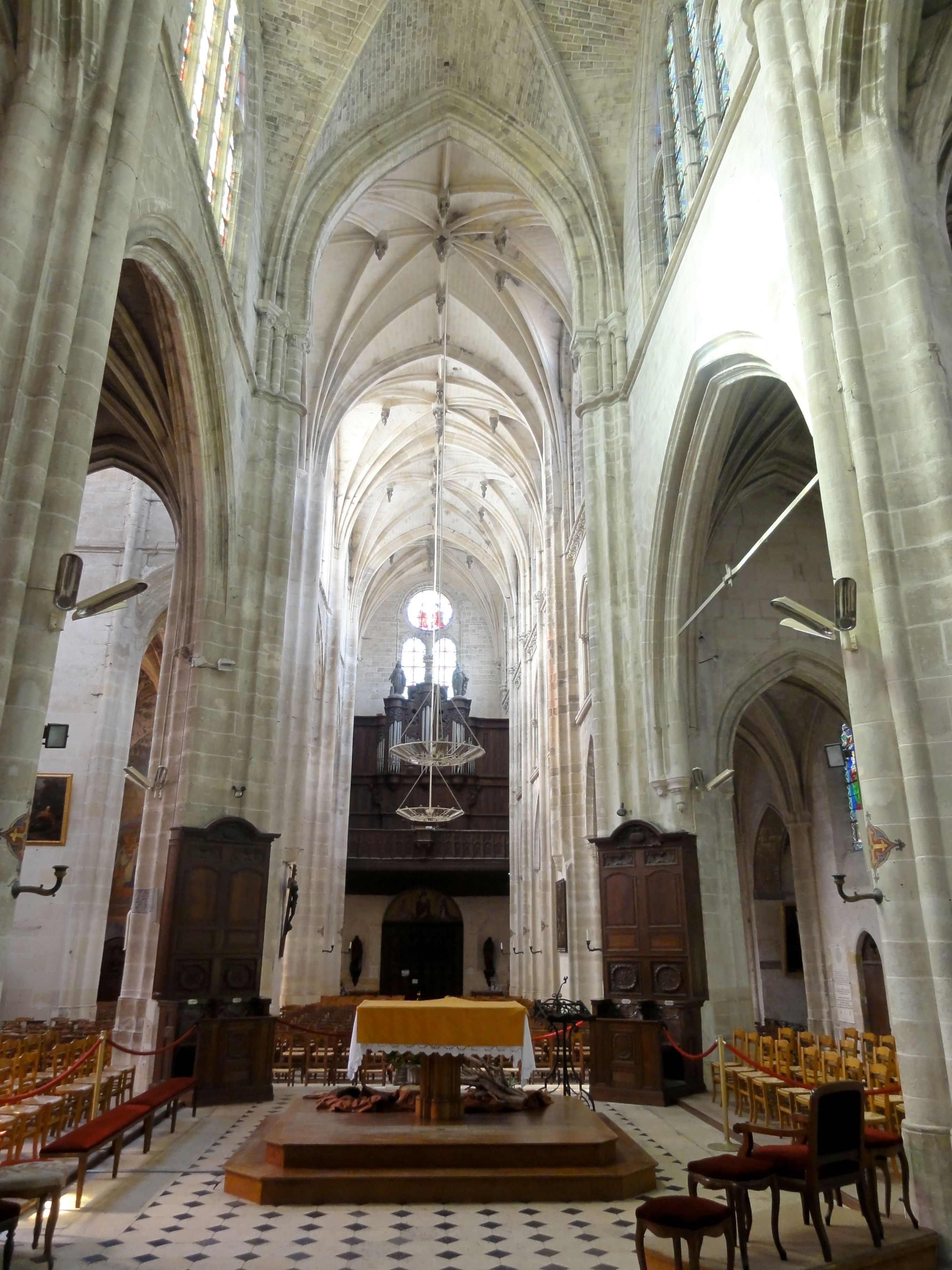
Chœur, vue vers l'ouest.
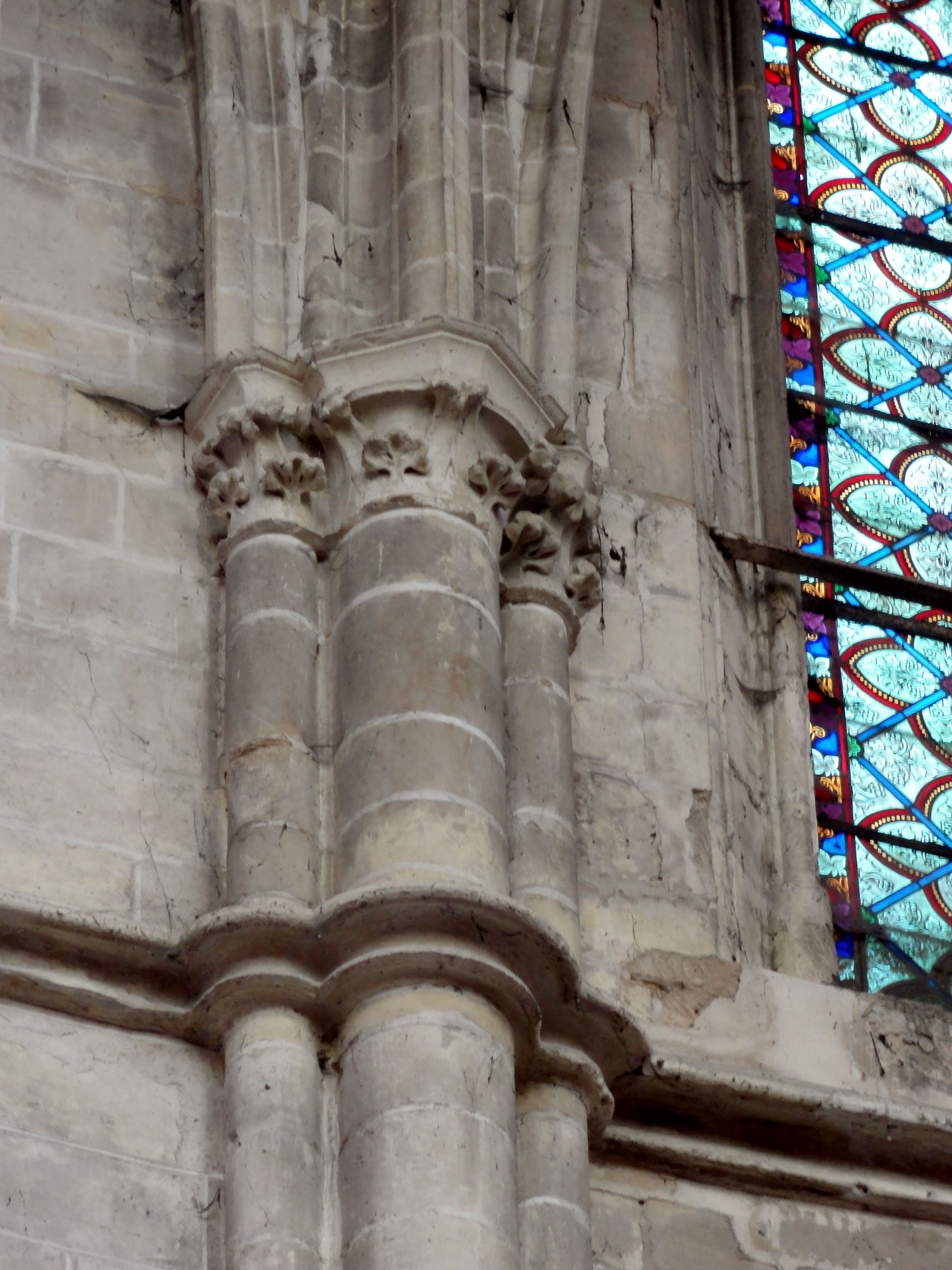
Chapiteaux du doubleau.

#### Déambulatoire et chapelles

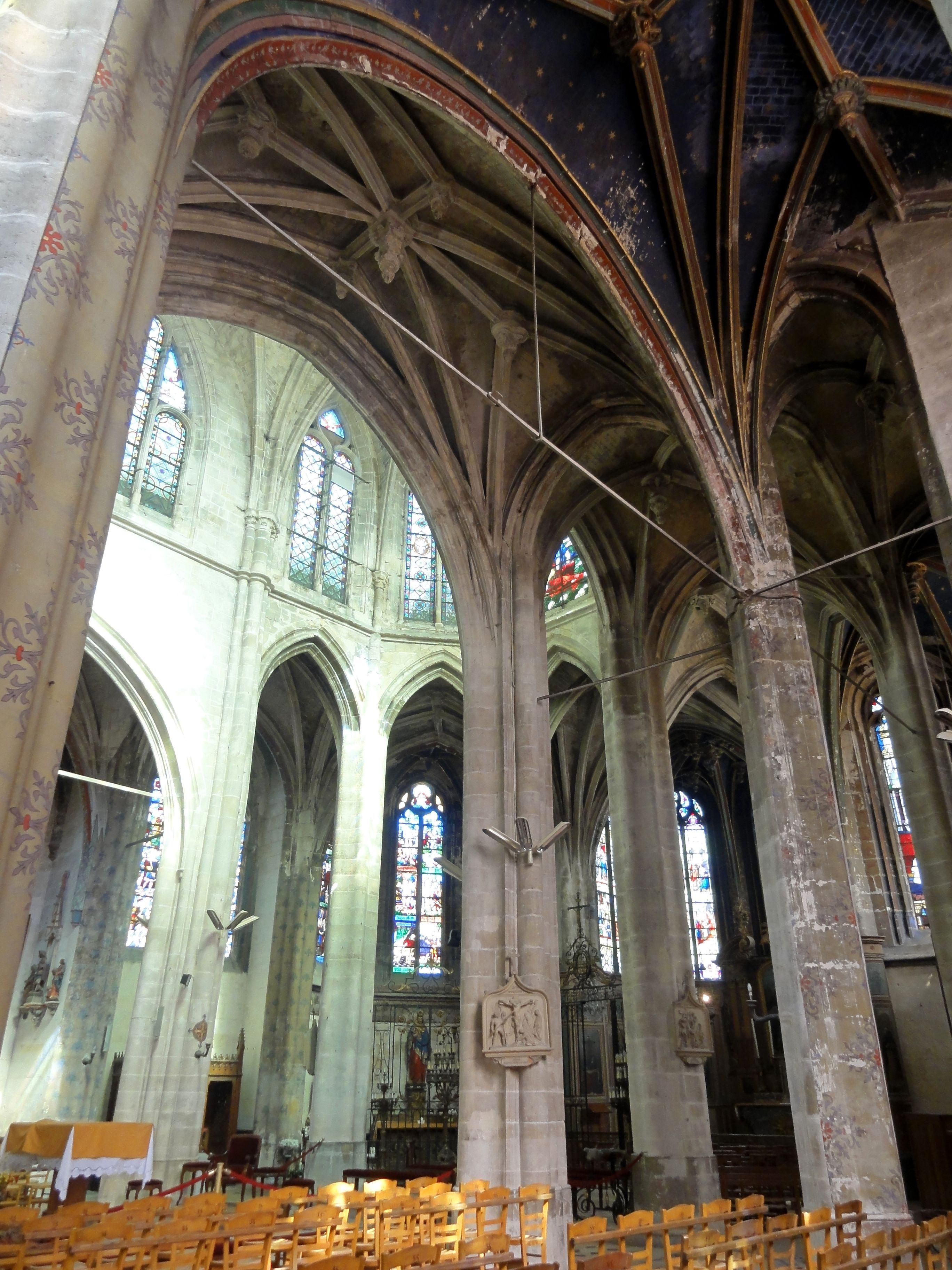
Chapelle Saint-Éloi, vue vers le nord-est.

L'on peut distinguer les collatéraux de la travée droite du chœur et le déambulatoire proprement dit, qui correspond aux parties tournantes. L'ensemble est flanqué de chapelles, sans portion de mur donnant directement sur l'extérieur. L'éclairage est donc assuré indirectement par les fenêtres des chapelles. Elles sont toutes voûtées à la même hauteur que le déambulatoire, mais les voûtes sont toujours distinctes pour une travée du collatéral et la chapelle attenante. Au sud, les chapelles ne sont pas cloisonnées, mais communiquent par des arcades, ce qui évoque un double déambulatoire. Le terme n'est toutefois pas approprié, car la profondeur des chapelles varie, et alors que les chapelles des collatéraux et des travées droites de l'abside sont rectangulaires, les trois chapelles du chevet sont à trois ou cinq pans. La chapelle la plus grande est la chapelle Saint-Éloi, qui communique avec le collatéral et le croisillon sud, ainsi qu'à l'est, avec une chapelle sans nom, car sans fenêtre en raison de la présence d'une tourelle d'escalier et de la sacristie. Collatéral et chapelle Saint-Éloi sont recouverts par deux voûtes à liernes et tiercerons, dont celle de la chapelle est presque deux fois plus grande. Les deux travées sont séparées par un doubleau qui repose sur deux piliers libres, car la chapelle possède des arcades à l'ouest et à l'est. Celle à l'est est particulièrement étroite. Comme particularité, les nervures de la voûte sont reçues par trois petits culs-de-lampe au nord-ouest, dont celui du milieu représente un homme barbu. En face au nord, la chapelle Saint-Roch est assez différente, car plus petite que la travée attenante du collatéral, et sans arcades à l'ouest et à l'est. Le doubleau intermédiaire et les ogives de la chapelle retombent sur des culs-de-lampe frustes. Seule la voûte du collatéral est pourvue de liernes et tiercerons. La faible profondeur de la chapelle n'a laissé la place qu'à une croisée d'ogives simple. Des croisées d'ogives simples recouvrent aussi la première et la dernière travée du déambulatoire au nord et au sud, et les petites chapelles attenantes, dont celle au nord est dédiée à saint Nicolas,.
Les trois travées orientales du déambulatoire s'accompagnent de chapelles rayonnantes. La chapelle d'axe, dédiée à la Vierge, est la plus développée. Elle est à cinq pans, avec une partie droite et un chevet à pans coupés, et possède cinq fenêtres munies d'un remplage encore clairement flamboyant : deux lancettes trilobées, surmontées par des soufflets et mouchettes. Ces réseaux sont très proches de ceux que l'on voit dans les chapelles du bas-côté nord, et donnent à penser que c'est par la chapelle de la Vierge que les travaux de la première moitié du XVIe siècle débutèrent. La voûte à cinq branches d'ogives est agrémentée de liernes et tiercerons, tout comme par ailleurs la voûte de la travée attenante du collatéral. Au sud-est, la chapelle Saint-Gilles est assez similaire que la chapelle d'axe, mais le premier pan à l'ouest est remplacé par une arcade, et la voûte est dépourvue de liernes et tiercerons. Au nord-est, la chapelle du Sacré-Cœur est encore plus simple, car ne possédant que trois pans. Seul l'épaisseur des supports donne un peu de profondeur à la chapelle,.

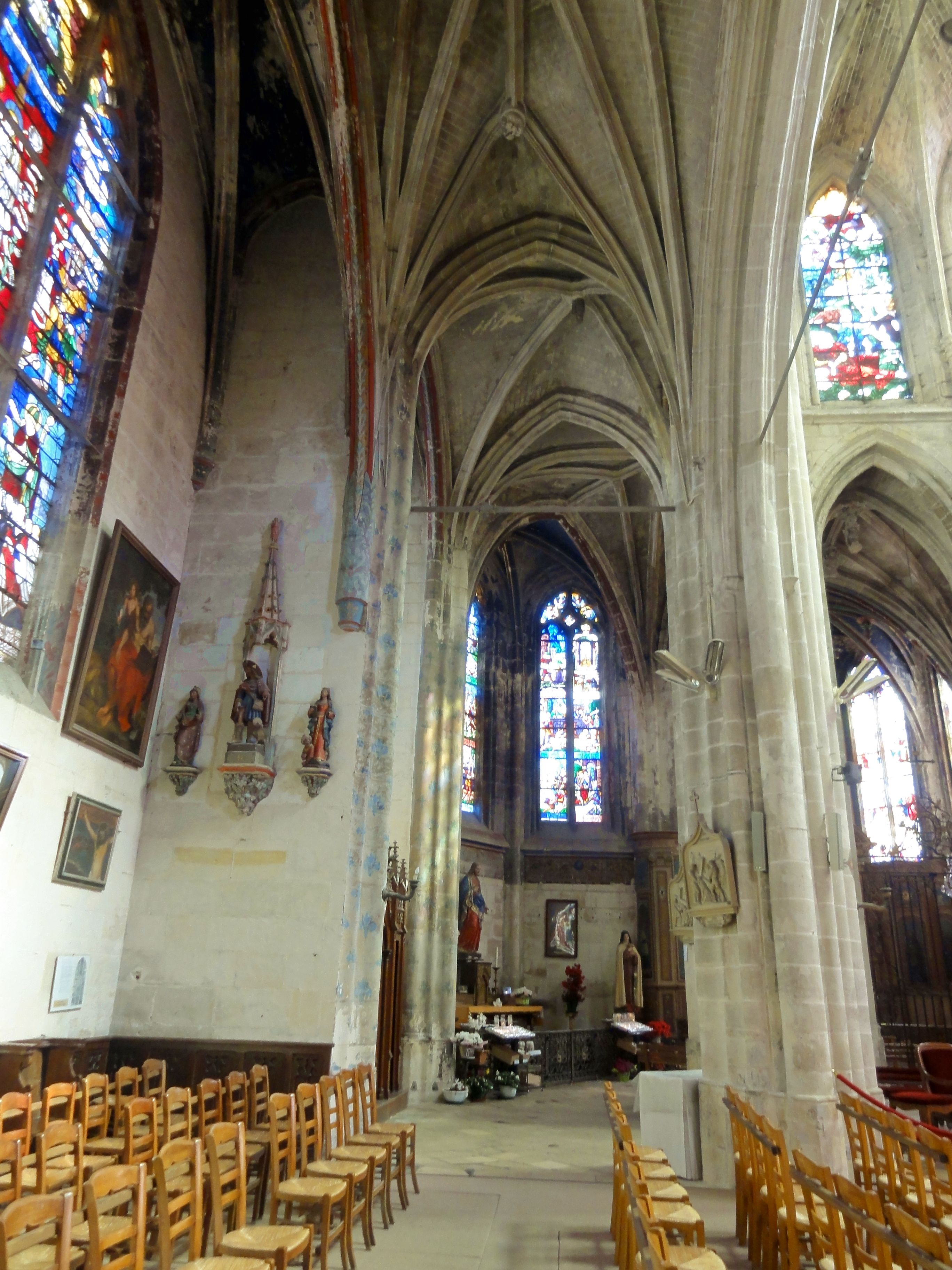
Chapelle St-Roch, vue vers l'est.
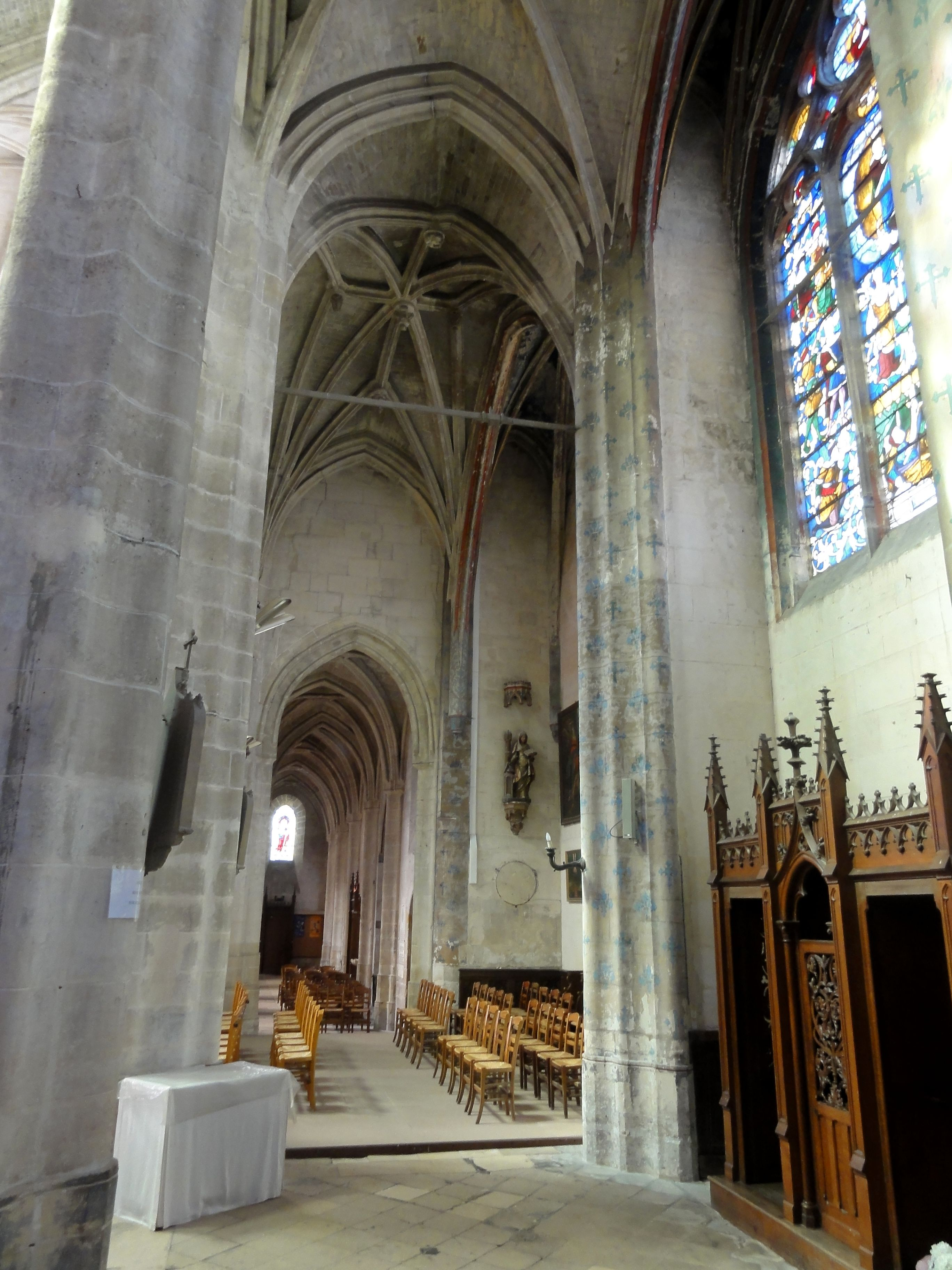
Chapelle Saint-Nicolas, vue vers l'ouest.
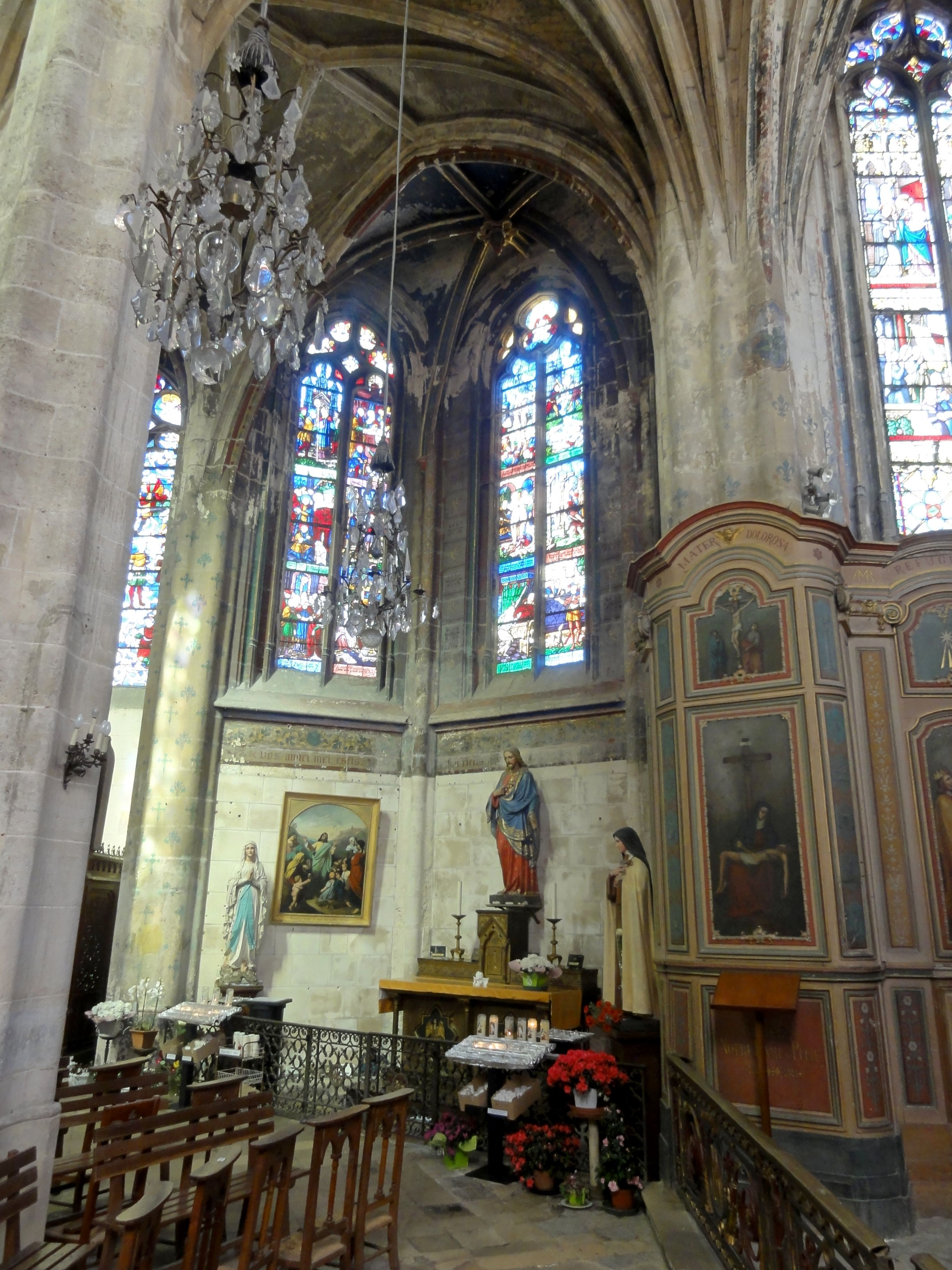
Chapelle du Sacré-Cœur.
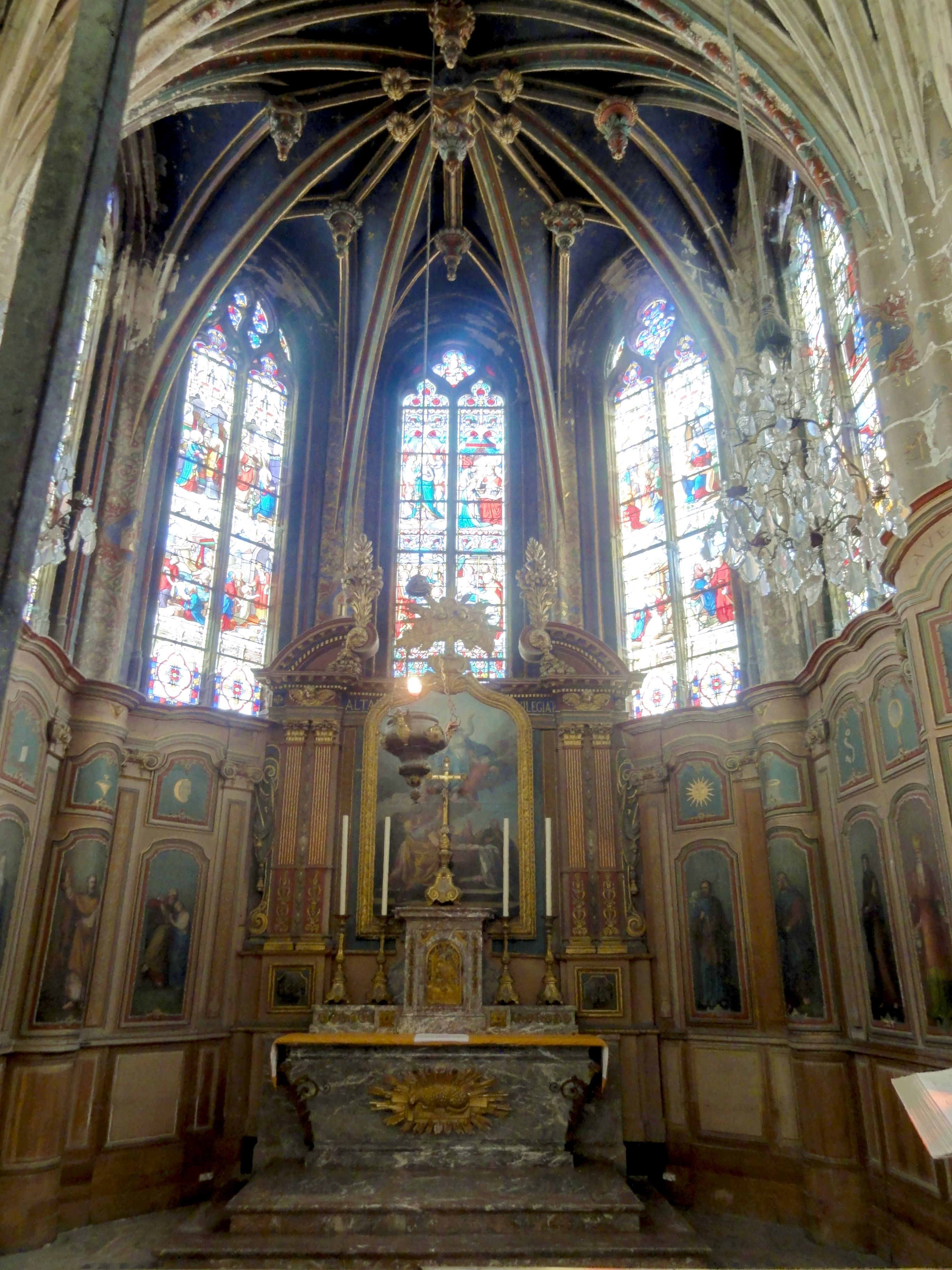
Chapelle de la Vierge.
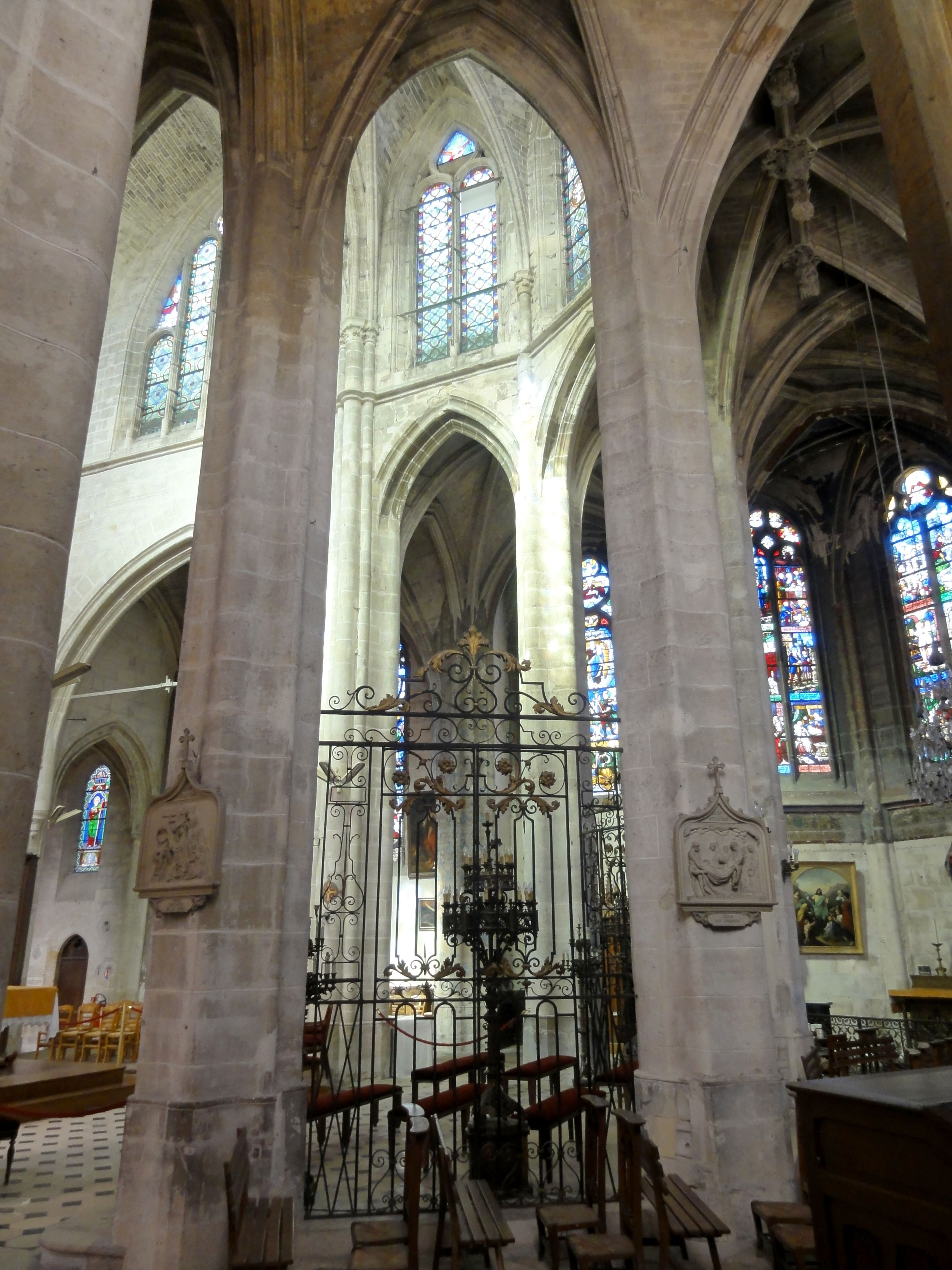
Déambulatoire sud-est, vue dans l'abside.
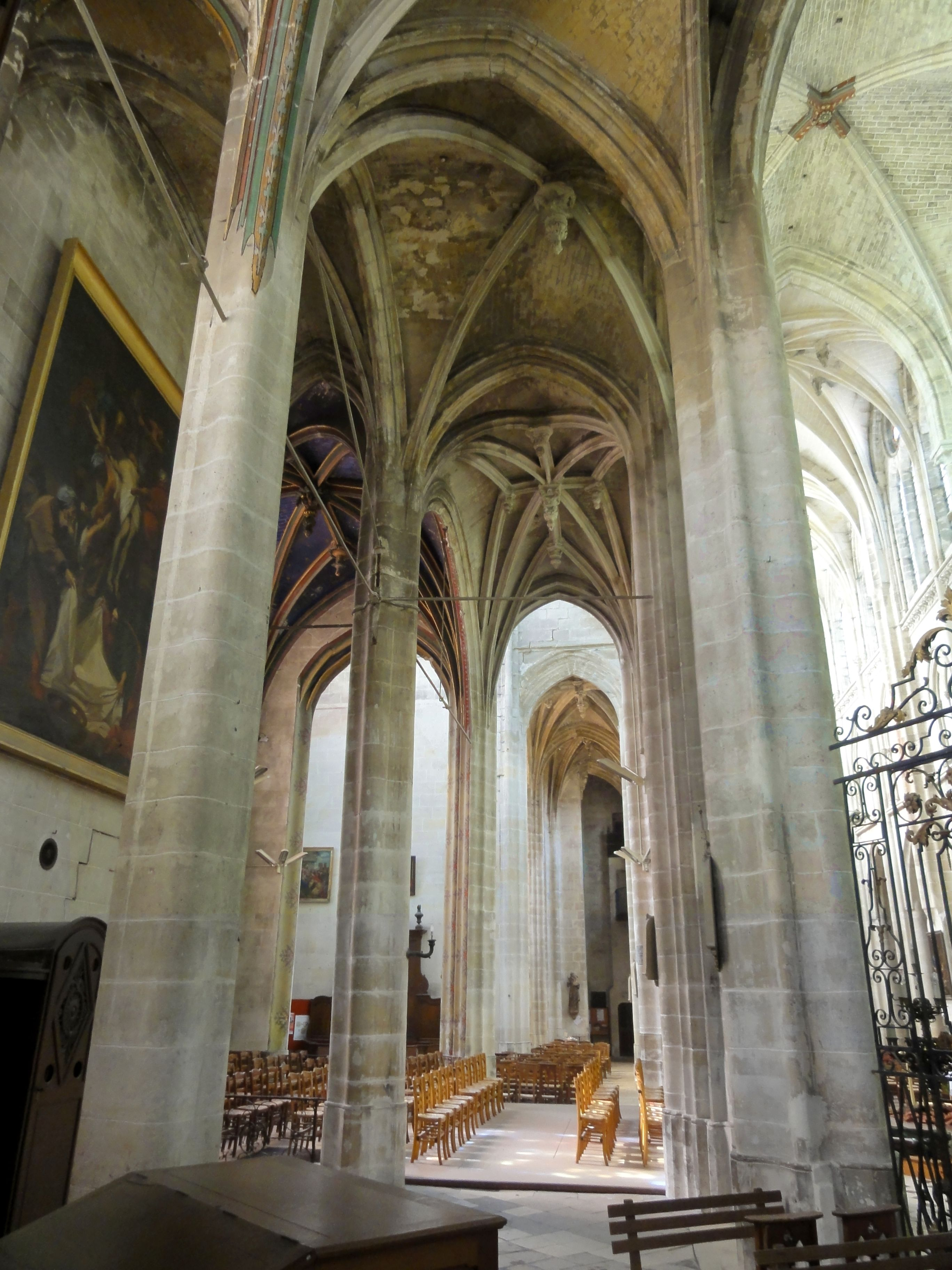
Déambulatoire sud, vue vers l'ouest.

## Mobilier
- Avant-nef : Le portail est flanqué de deux statues en bois grandeur nature, dont celle à droite représente saint Jacques le Majeur. Sur les battants intérieurs de la porte d'entrée, de gauche à droite, on peut voir Abel, Noé, Melchisedec, Abraham, Jacob et Moïse sont représentés en ronde-bosse. Ces sculptures sont l'œuvre de Adolphe Braun. Au-dessus, dans le tympan, un bas-relief montre Jésus-Christ bénissant l'assemblée des fidèles, et tenant l'évangile de l'autre main. À ses pieds, Saint-Samson et Saint Nicolas, les deux saint-patrons de la paroisse[a 6]. Au début de la nef, dans l'angle sud-ouest, la plaque funéraire pour Lucian de Ninville, premier vicaire de la paroisse, mort le mai 1632, est scellée dans le mur. Elle est en marbre noir et entièrement couvert d'une inscription, qui porte sur une fondation de messes, pour laquelle le prêtre laisse une petite maison près de la porte Nointel à la paroisse, ainsi que des ornements liturgiques.

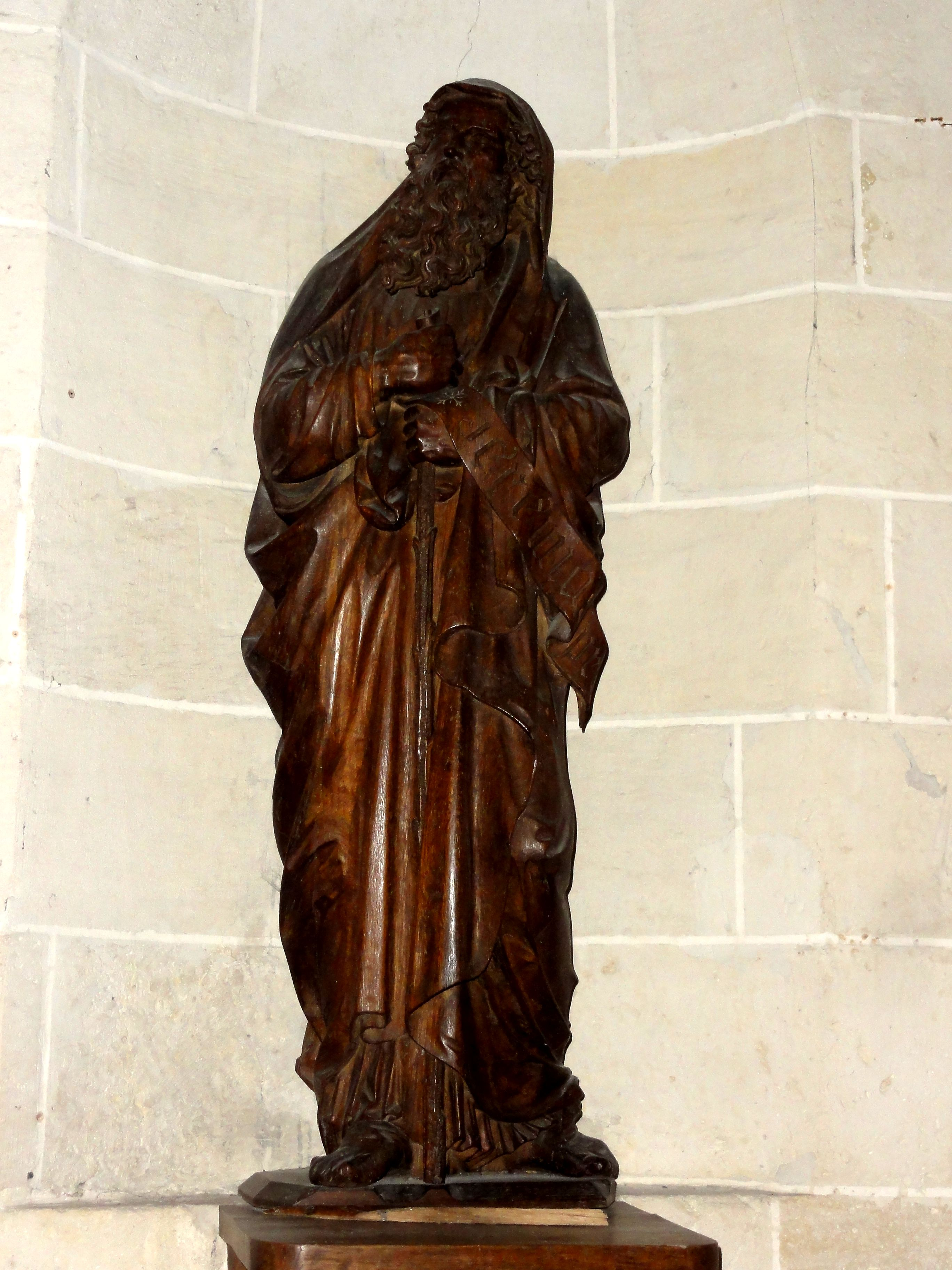
Statue de saint Jacques le Majeur.
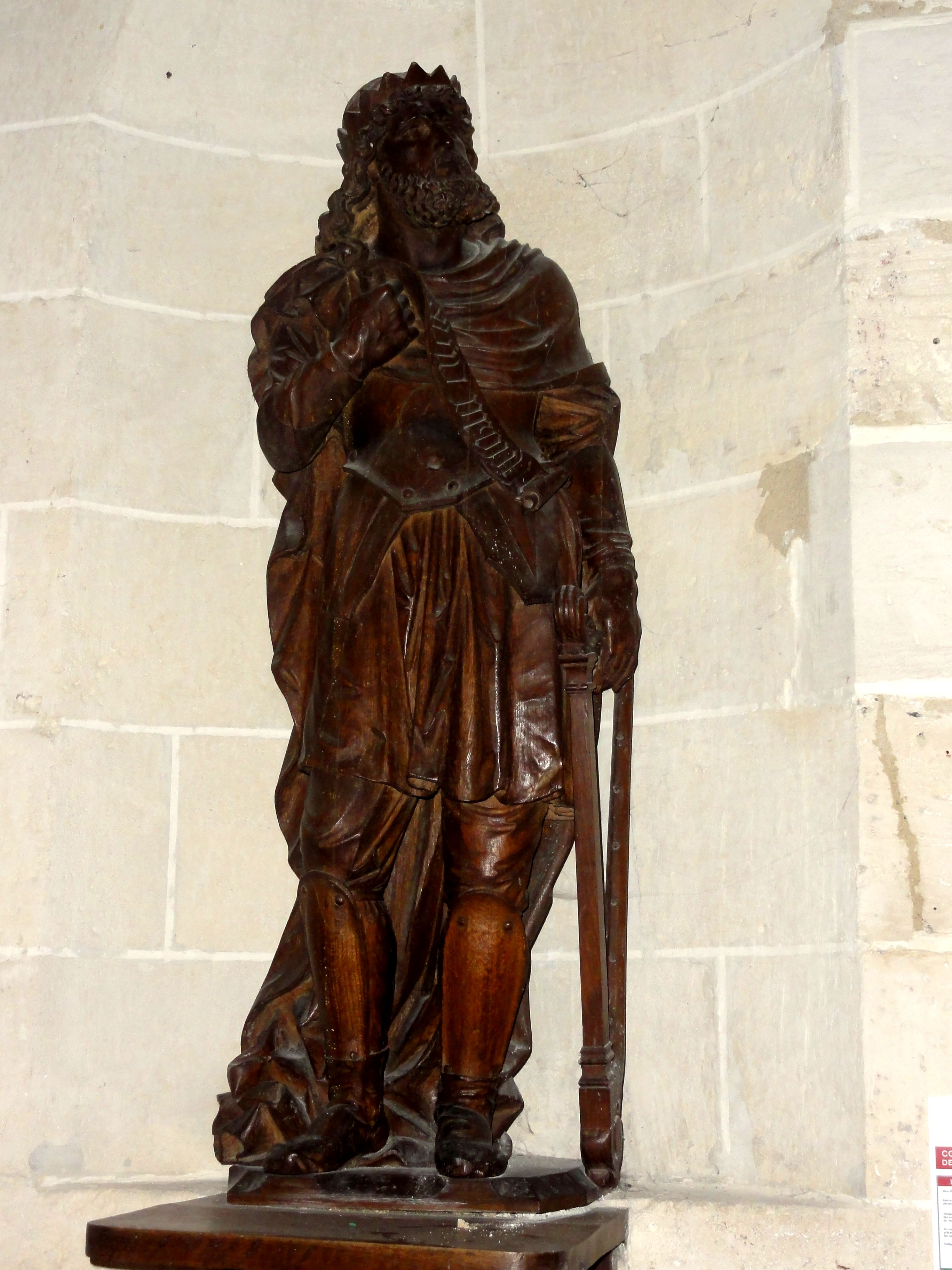
Statue à gauche en regardant le portail.
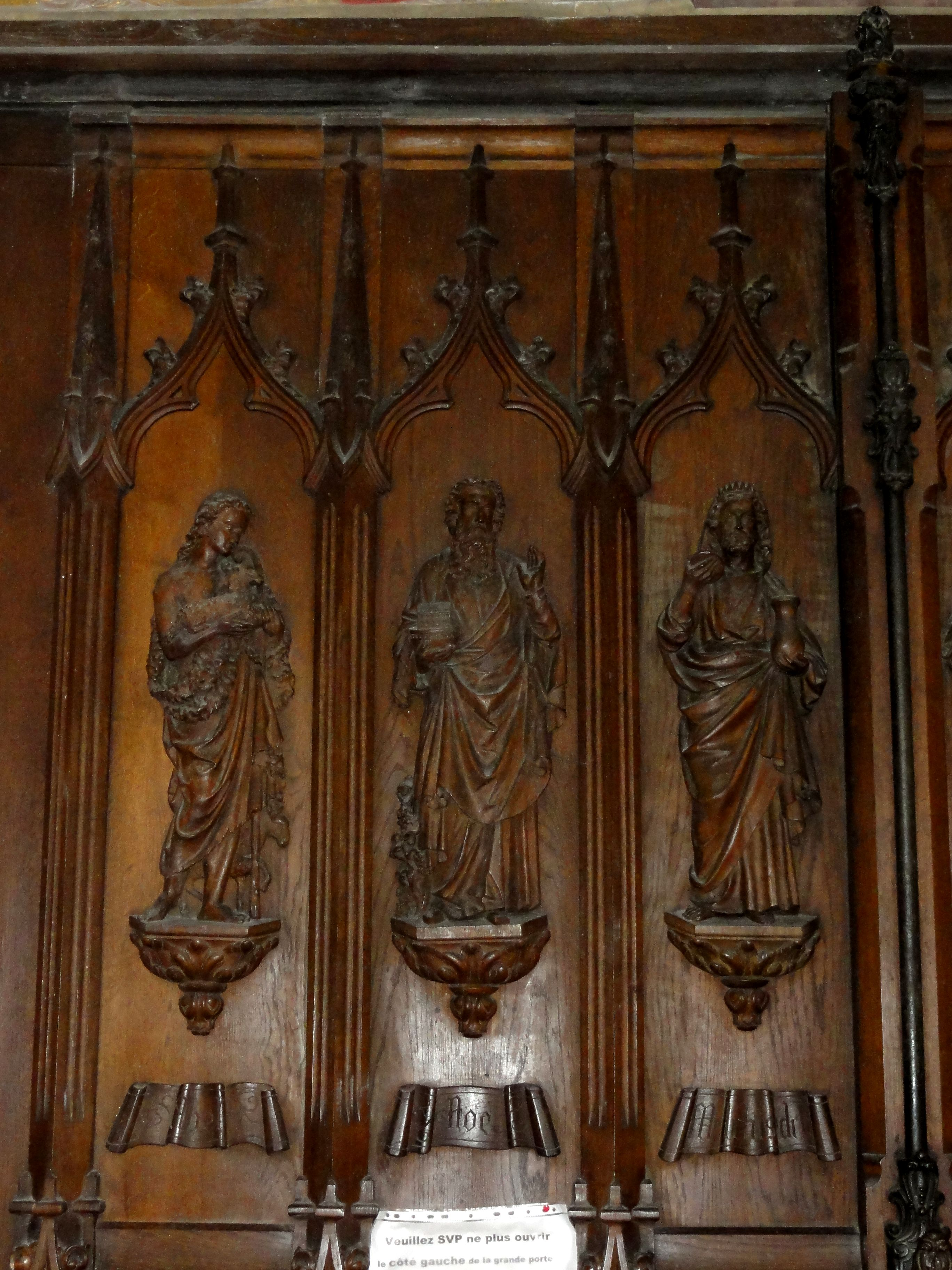
Abel, Noé, Melchisedec.
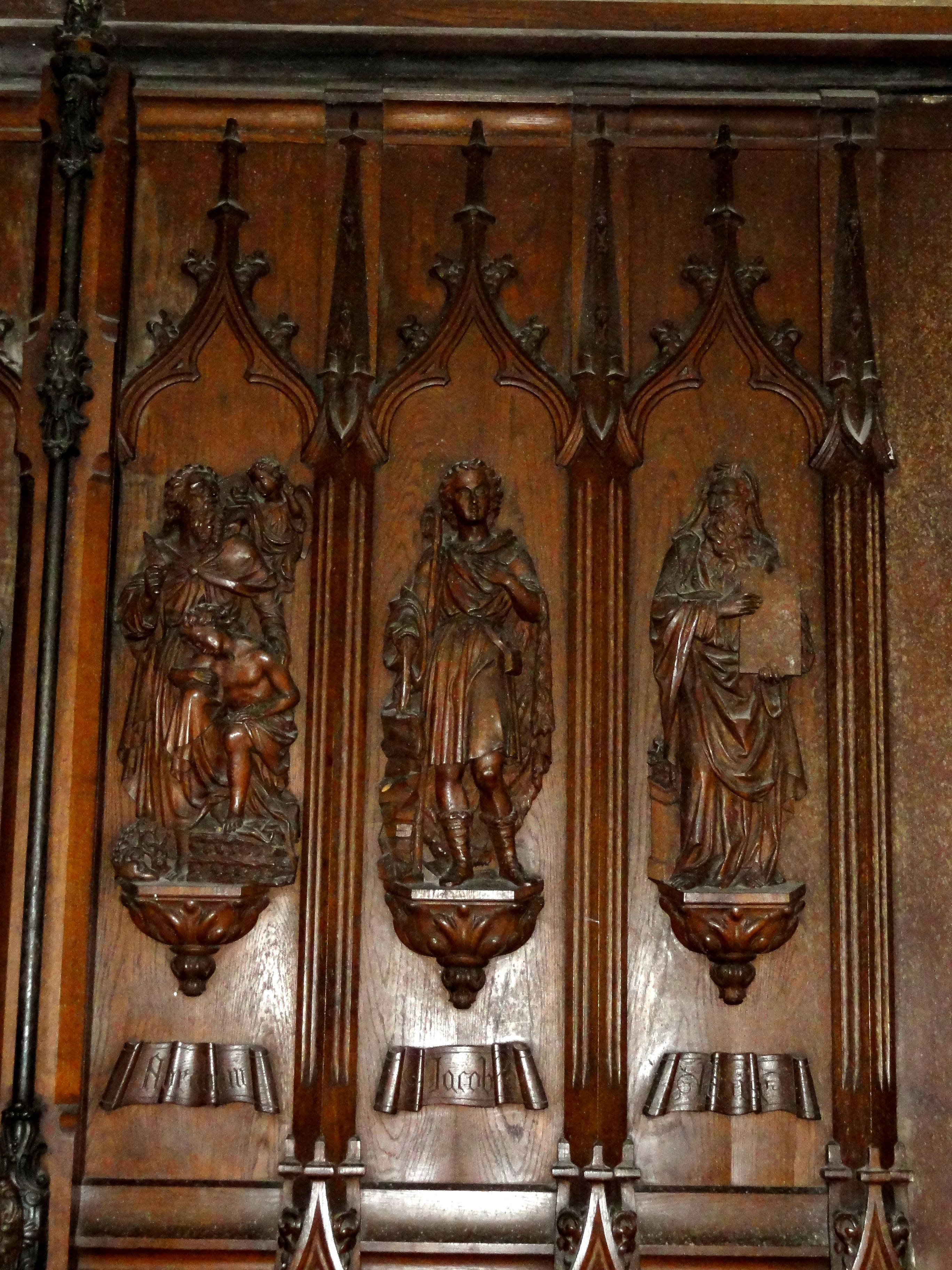
Abraham, Jacob et Moïse.
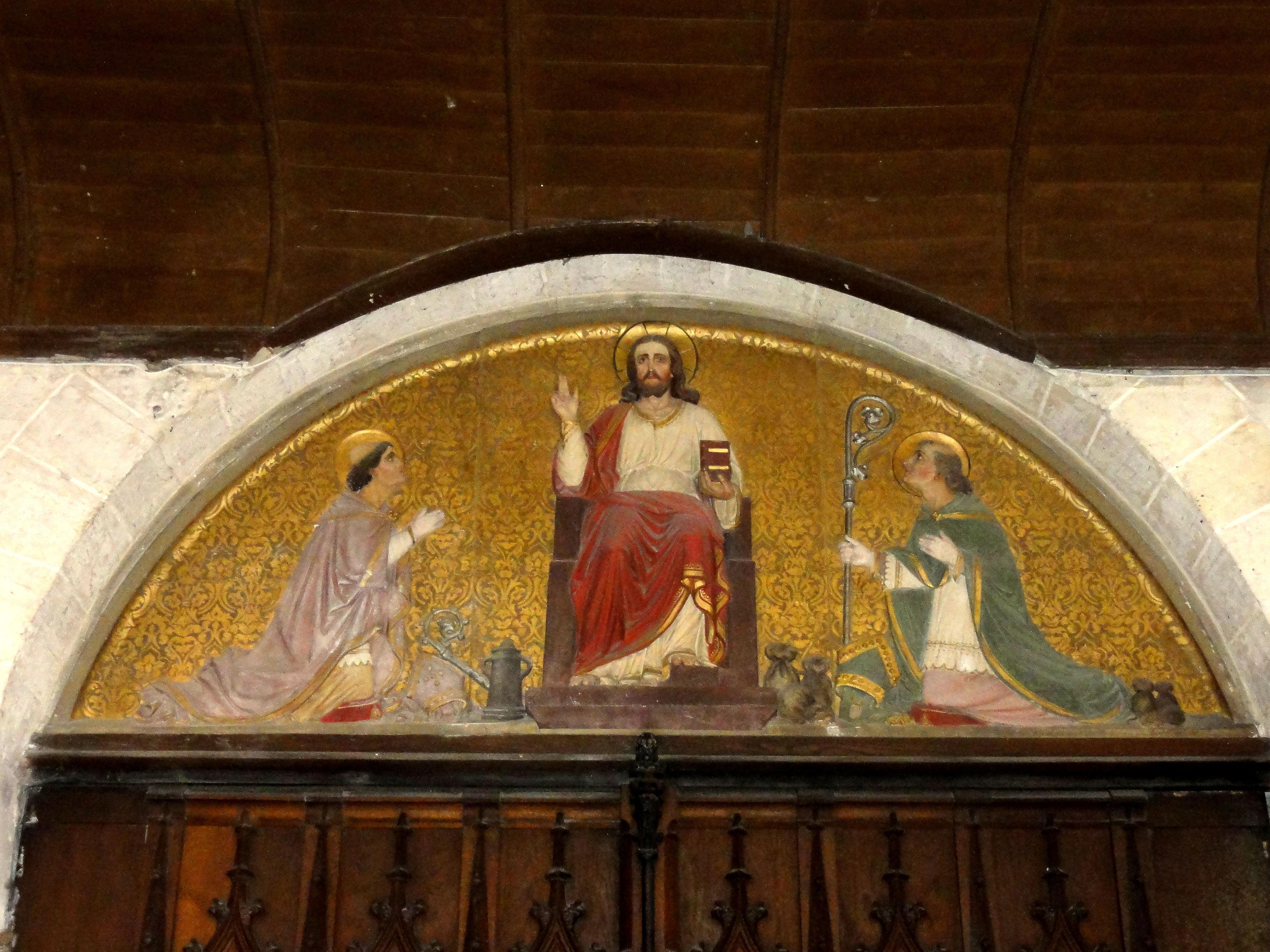
Tympan Christ bénissant.
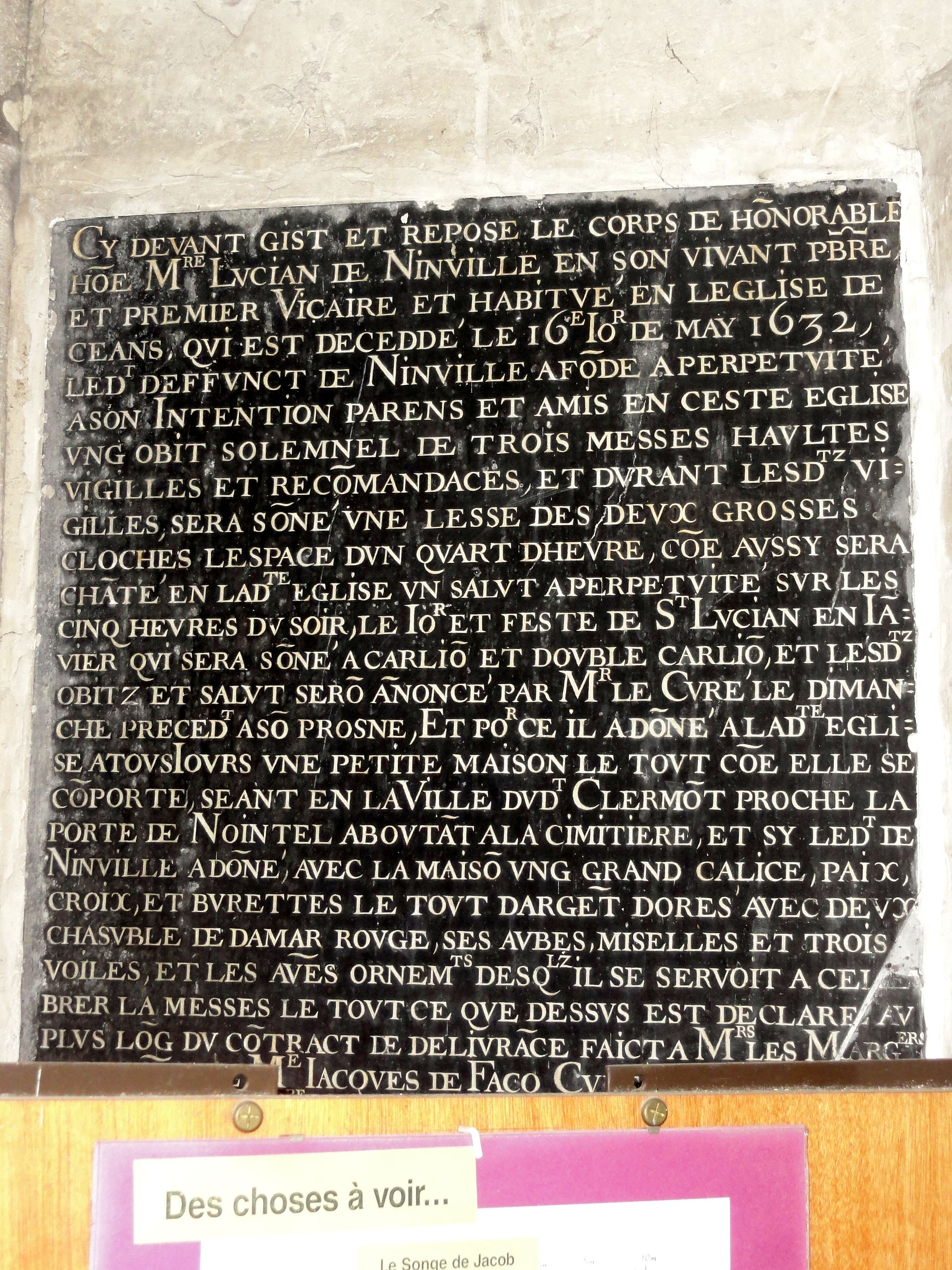
Plaque de fondation.

- Chapelle des fonts baptismaux : Les fonts baptismaux sont formés par un bénitier de style rocaille provenant de la cour du couvent de Saint-André (sous-préfecture actuelle). Le fût est décoré d'un blason avec têtes de sanglier. À gauche, l'on trouve une statue en bois du Christ qui lève l'index de sa main gauche en signe d'avertissement. Au fond, un vitrail représente le baptême du Christ. À la suite de cette chapelle, un vitrail évoque saint Philippe, dans sa partie inférieure, Sainte-Thérèse est représentée, apparaissant à la fille du donateur[a 8].
- Chapelle Saint-Joseph : Restaurée en 1870, son autel de pierre, dans le style du XIIIe siècle, est l'œuvre de M. Martin, marbrier à Clermont. La porte du tabernacle est en émail et représente le Christ bénissant. Au-dessus de l'autel, Le Repos en Égypte et Intérieur de Nazareth, vitrail à deux compartiments. Le dallage de cette chapelle est en carreaux d'Auneuil (maison Boulanger). Au-dessus de la porte nord, donnant sur la rue, Saint Pierre. Au-dessous, et sur le même vitrail, sainte Élisabeth et la donatrice[a 9].

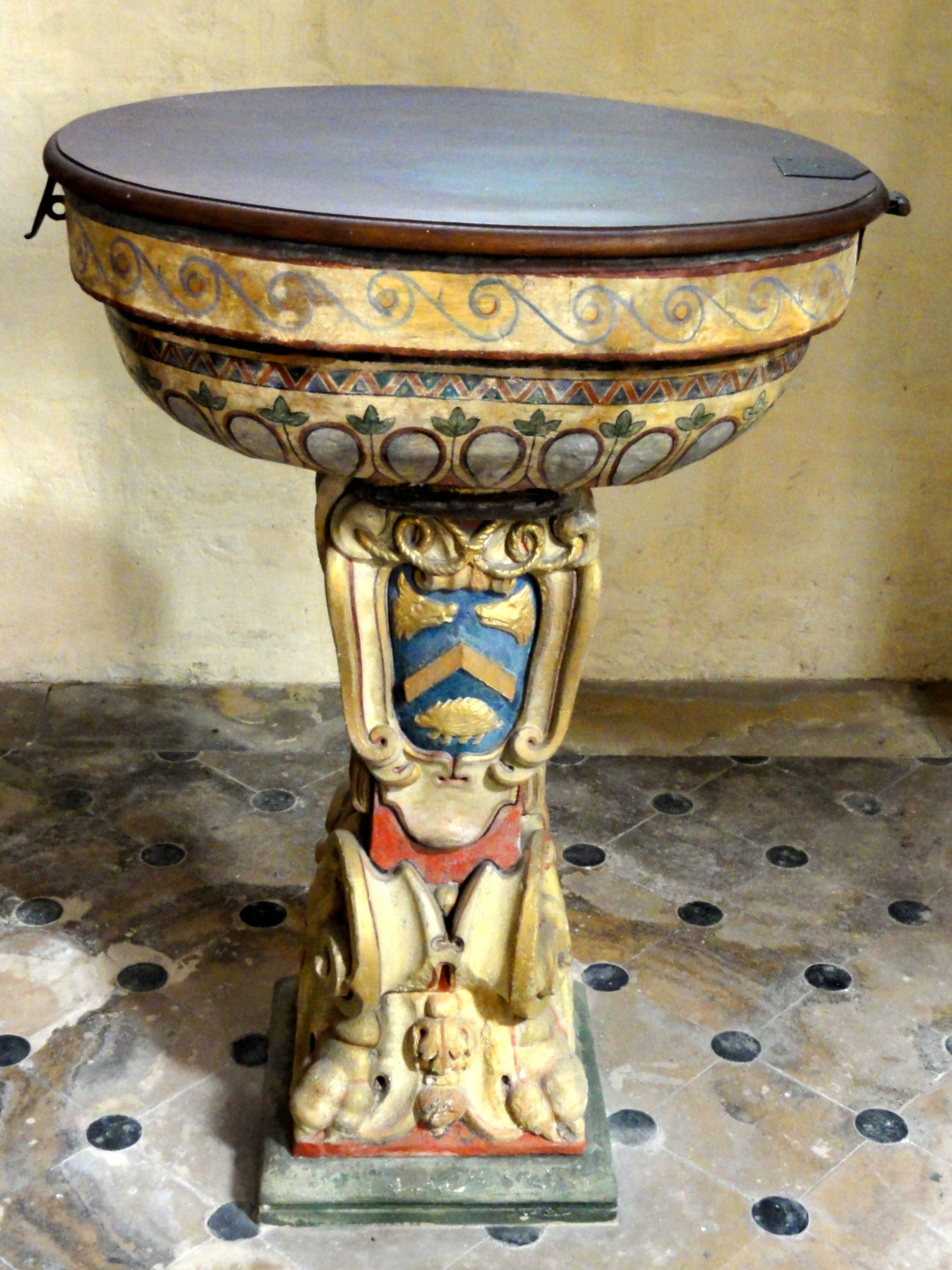
Fonts baptismaux.
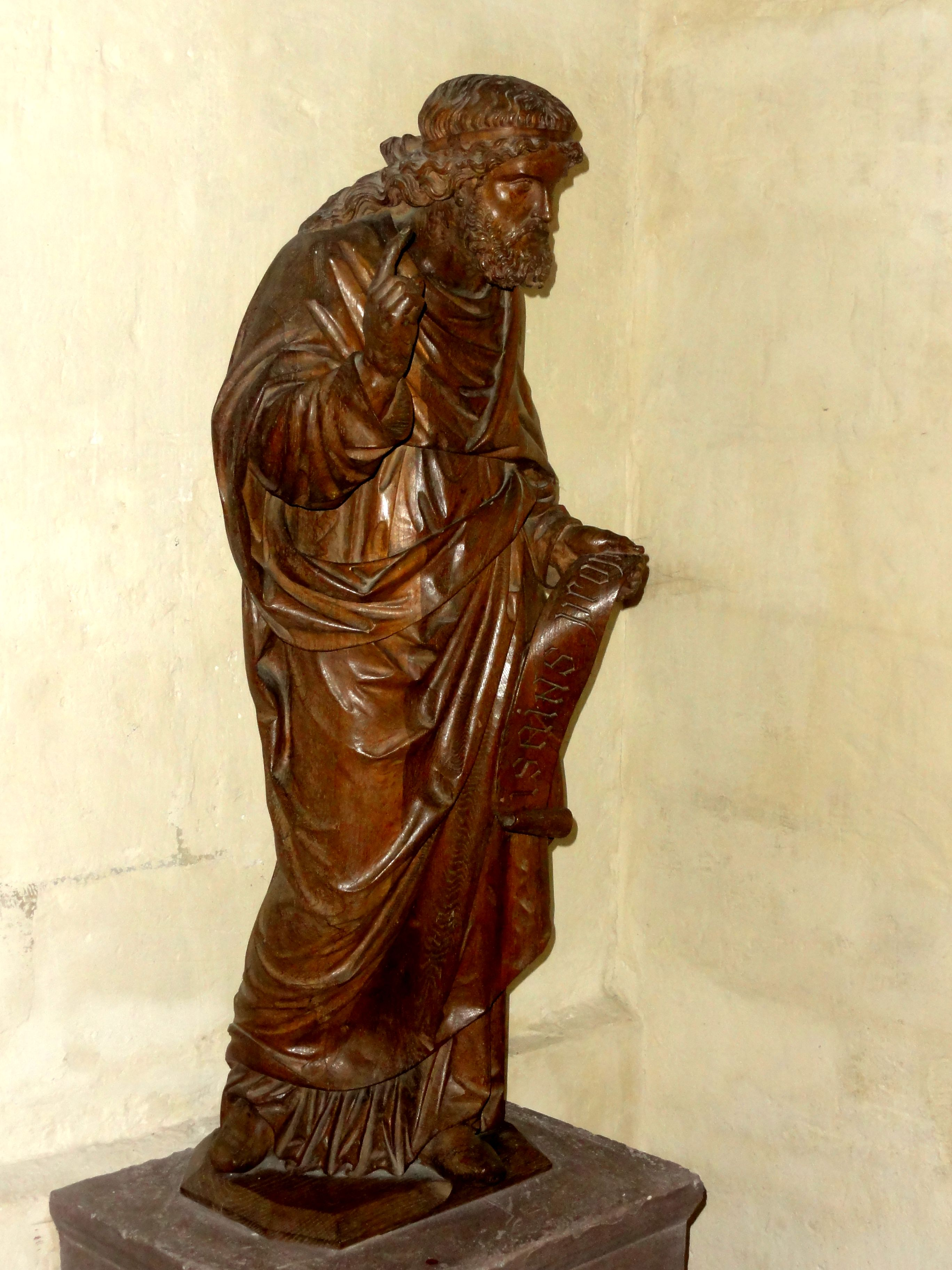
Statue du Christ.
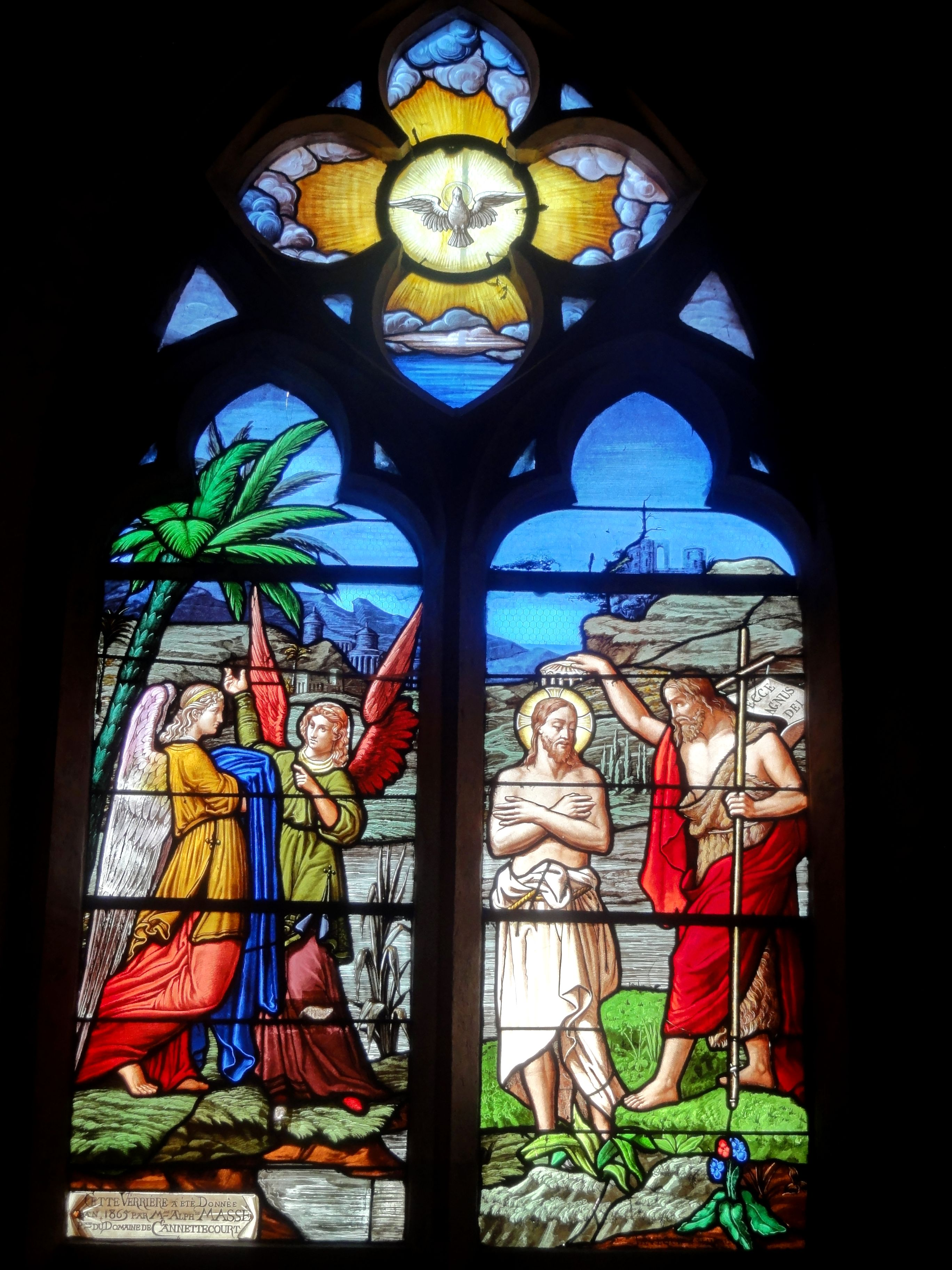
Vitrail - baptême du Christ.
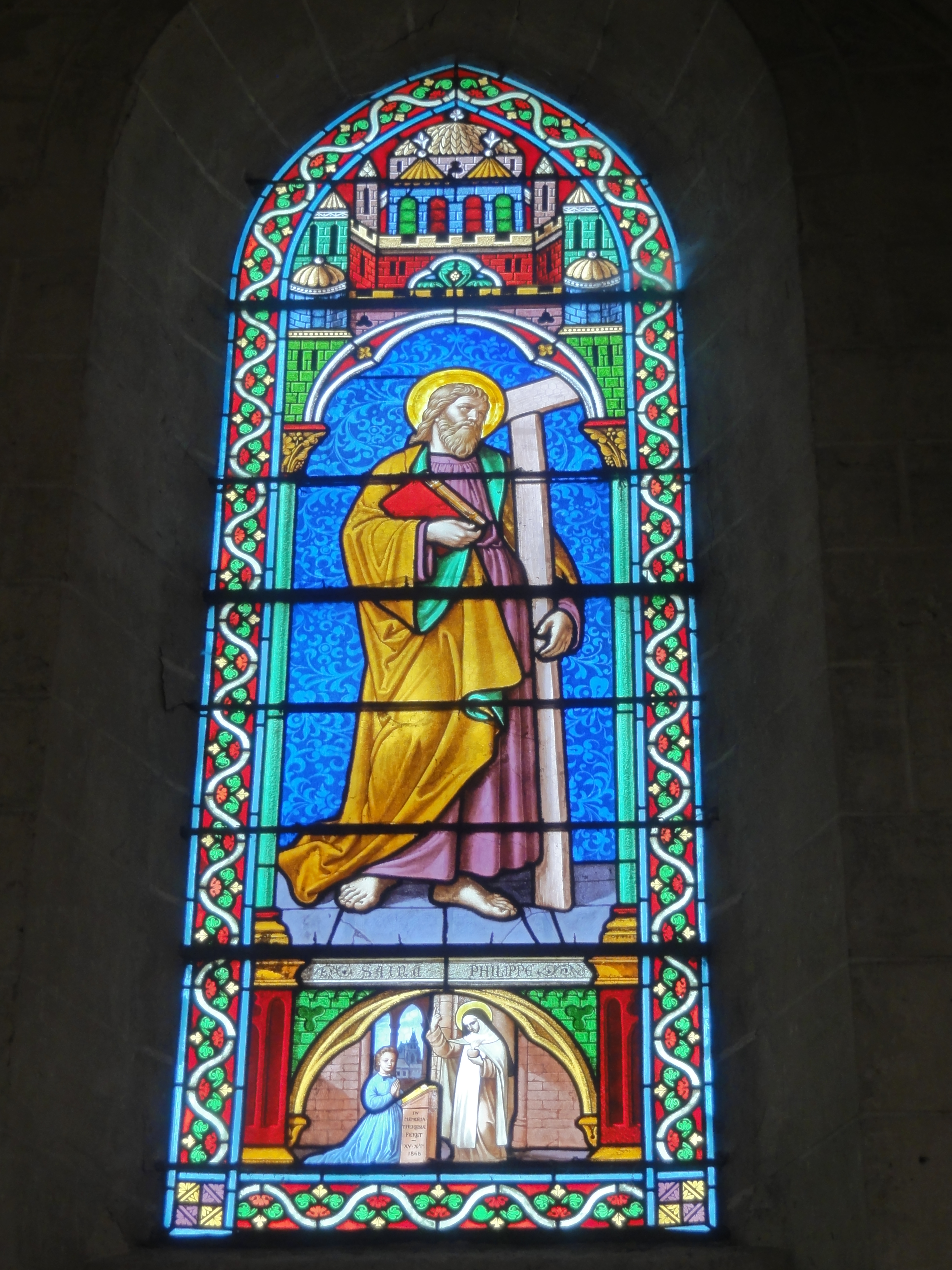
Vitrail - saint Philippe.
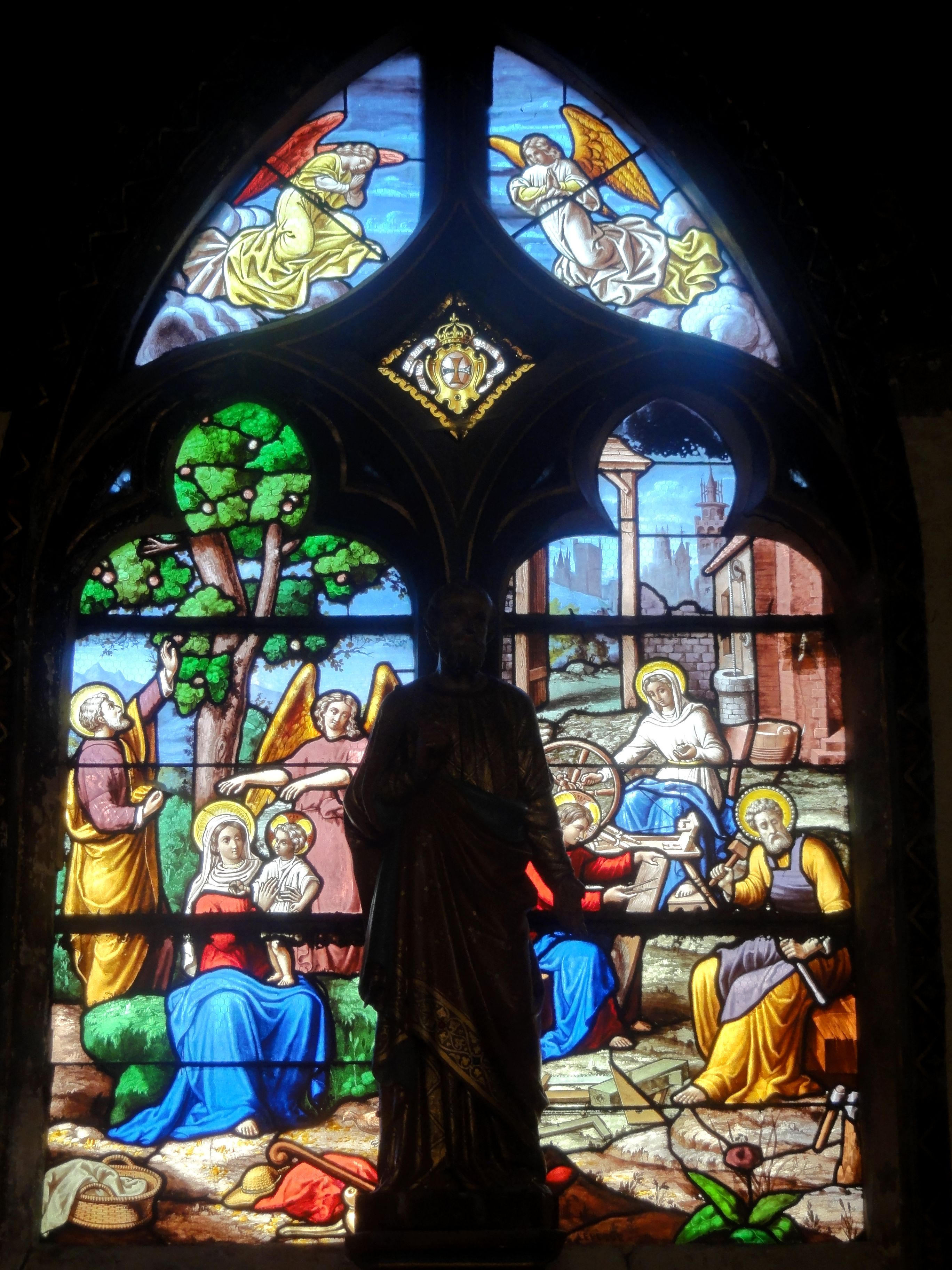
Vitrail - enfance du Christ.
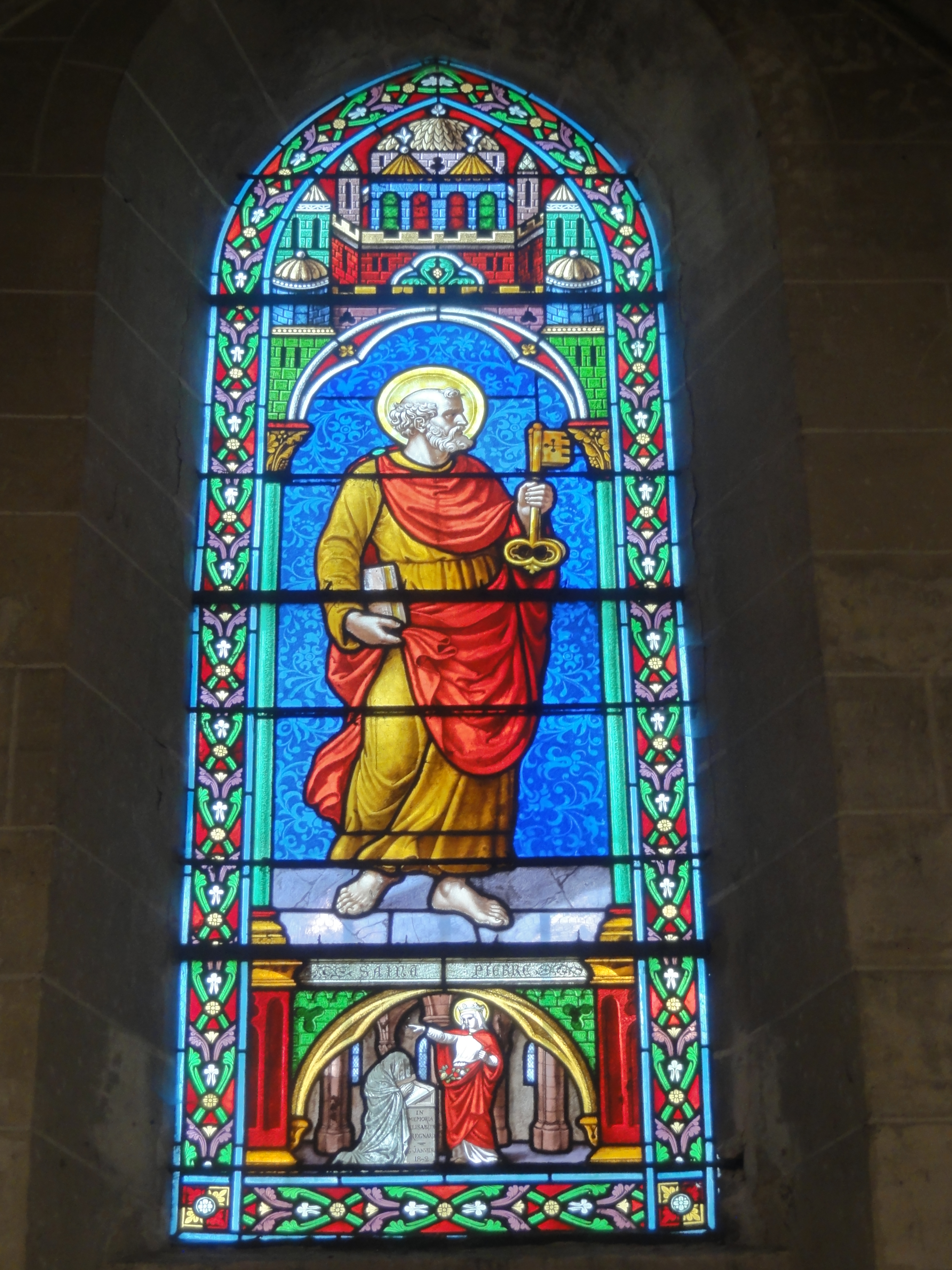
Vitrail - Saint Pierre.

- Chapelle Saint-Samson : Autel fixe avec table reposant sur trois colonnes. À droite, l'en voit une plaque commémorative en marbre, rappelant les fondations de messes faites en souvenir de plusieurs membres de la famille de Sessevalle depuis le XVIIIe siècle (œuvre de Boullez). Au-dessus, les reliques du saint, dans une châsse moderne, dans le style du XVIe siècle. Une statue de bois (fin XVIe siècle) représente Saint-Samson (premier évêque de Dol-de-Bretagne). La verrière de cette chapelle représente les saints patrons de la famille Duvivier, donatrice. Un tableau de sainte Agnès est accroché sur le mur de gauche. Dans le mur du bas-côté à droite de l'entrée de la chapelle, est scellée la plaque funéraire pour Louis Armand Havart de Sessevalle, écuyer, conseiller du Roi et maître des Eaux et forêts, mort le 22 février 1758 à l'âge de 57 ans, et de sa femme Marie Agnès Crotey de Bonval, morte le 14 septembre 1774 à l'âge de 67 ans[a 10]. À la suite, un vitrail représente Saint Paul et, dans la partie inférieure, Saint-Émile, patron du fils du donateur (Émile Souplet). Cette fenêtre et les deux précédentes ont été ouvertes en 1869, et leurs vitraux sont de la même facture.

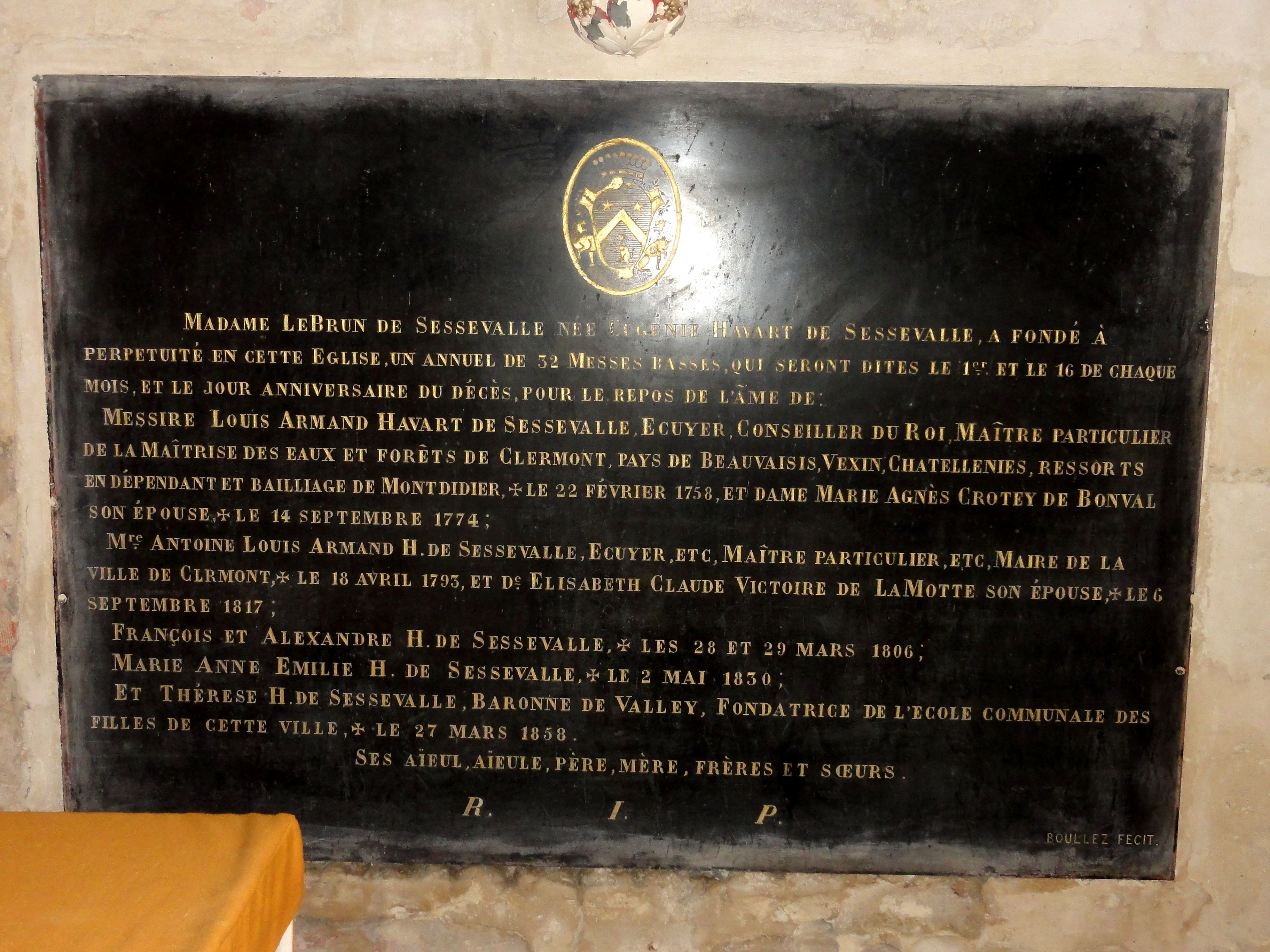
Plaque commémorative de la famille de Sessevalle.
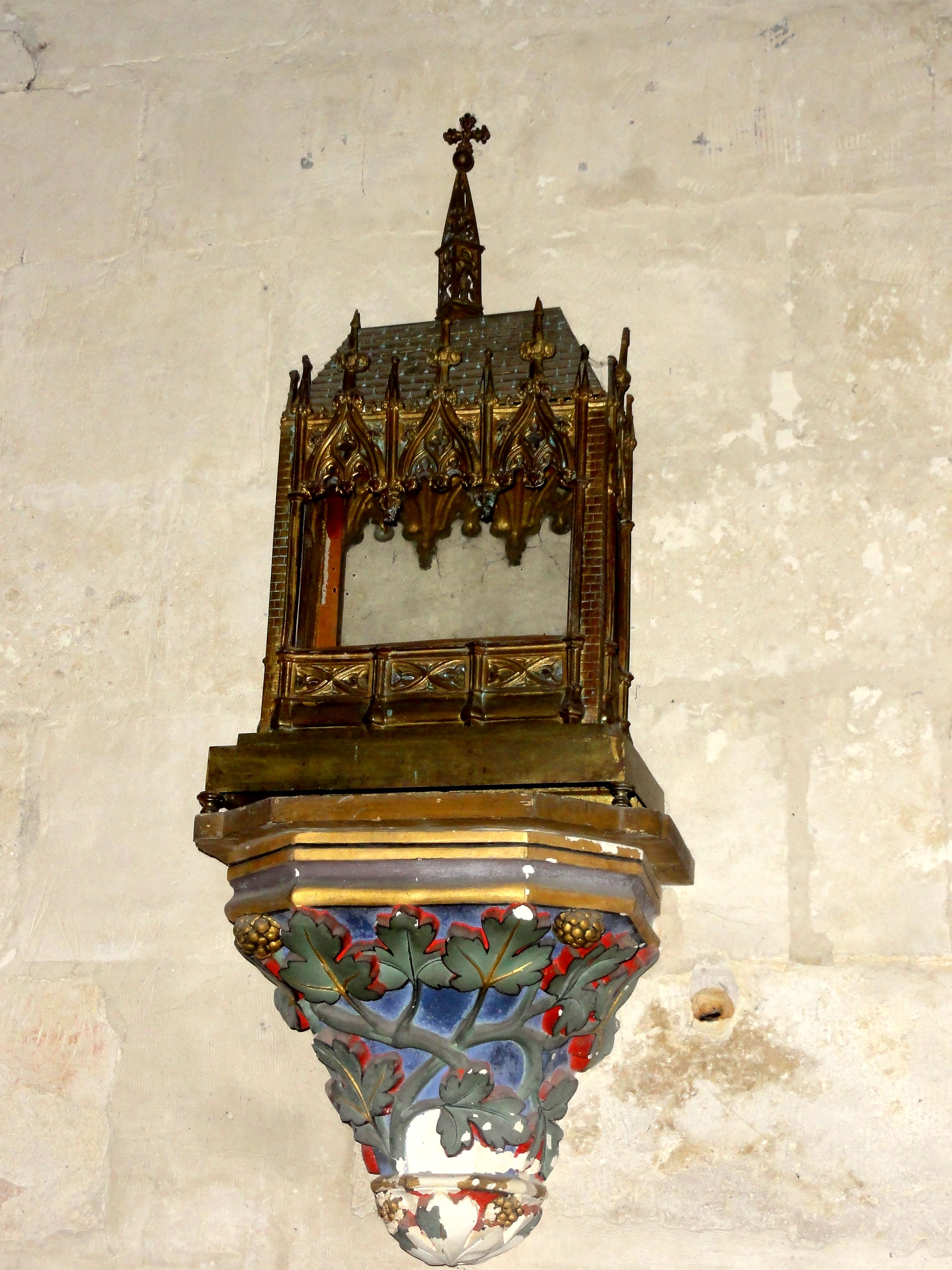
Châsse de saint Samson.
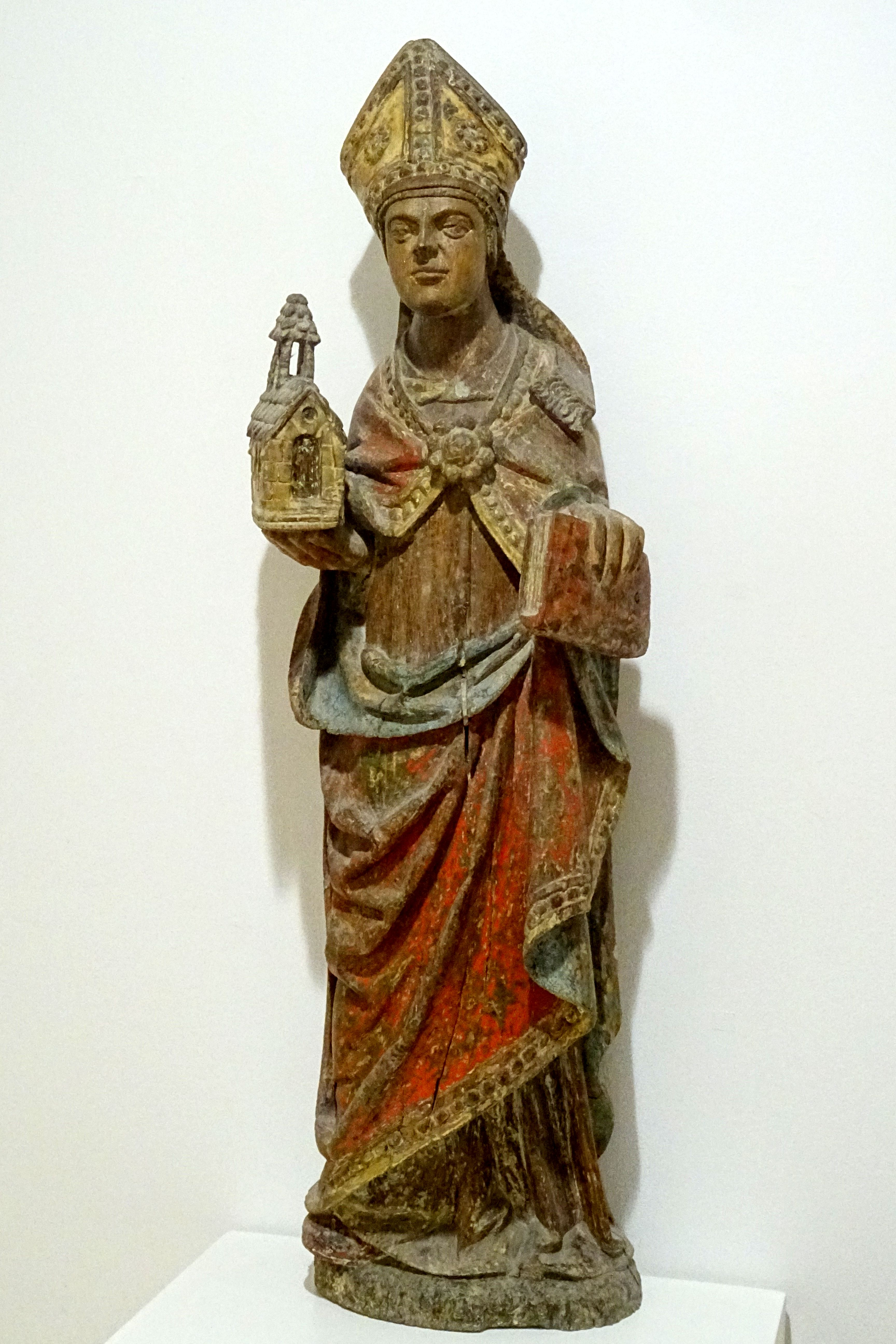
Statue de saint Samson.
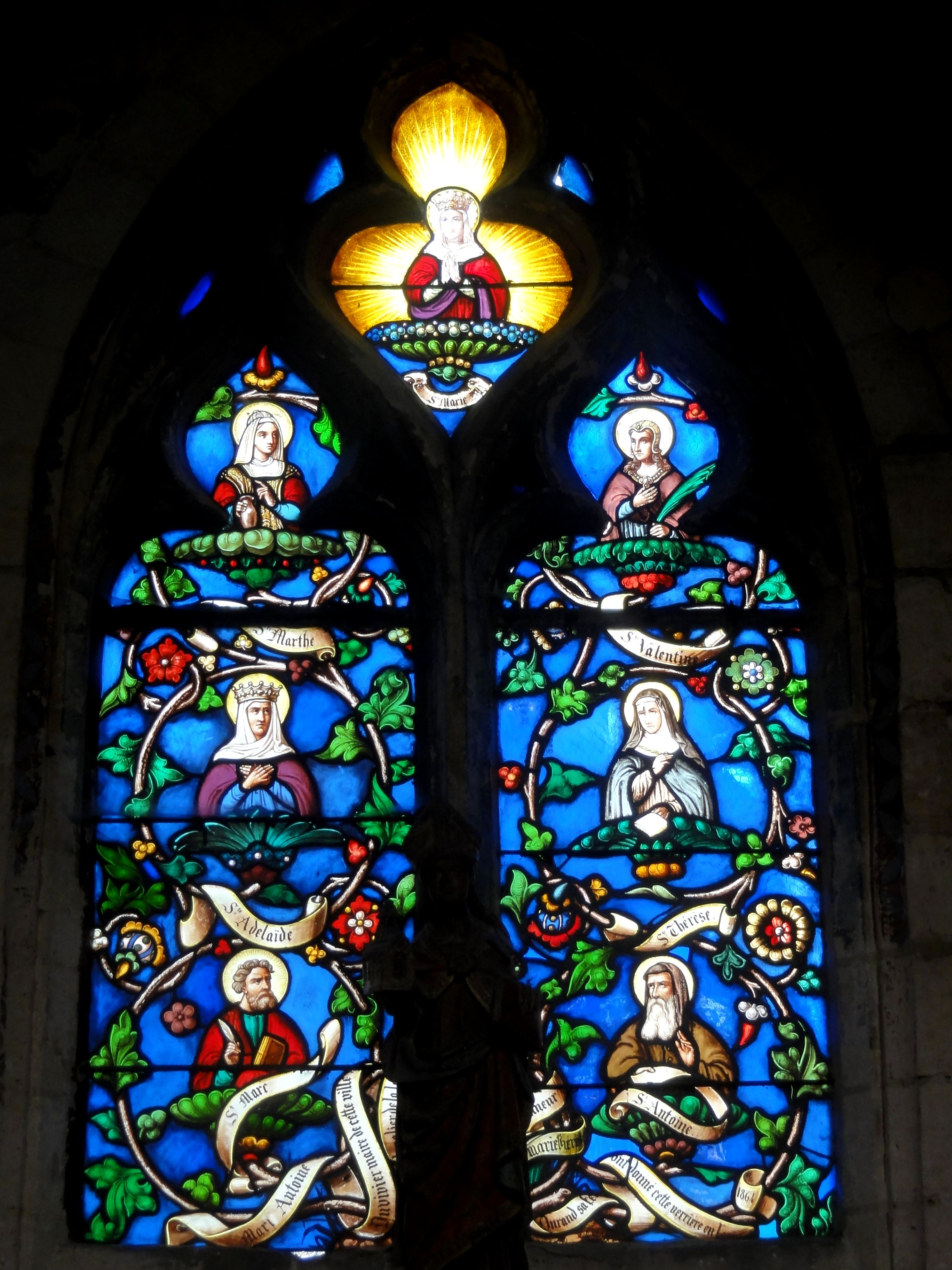
Vitrail - saints patrons de la famille Duvivier.
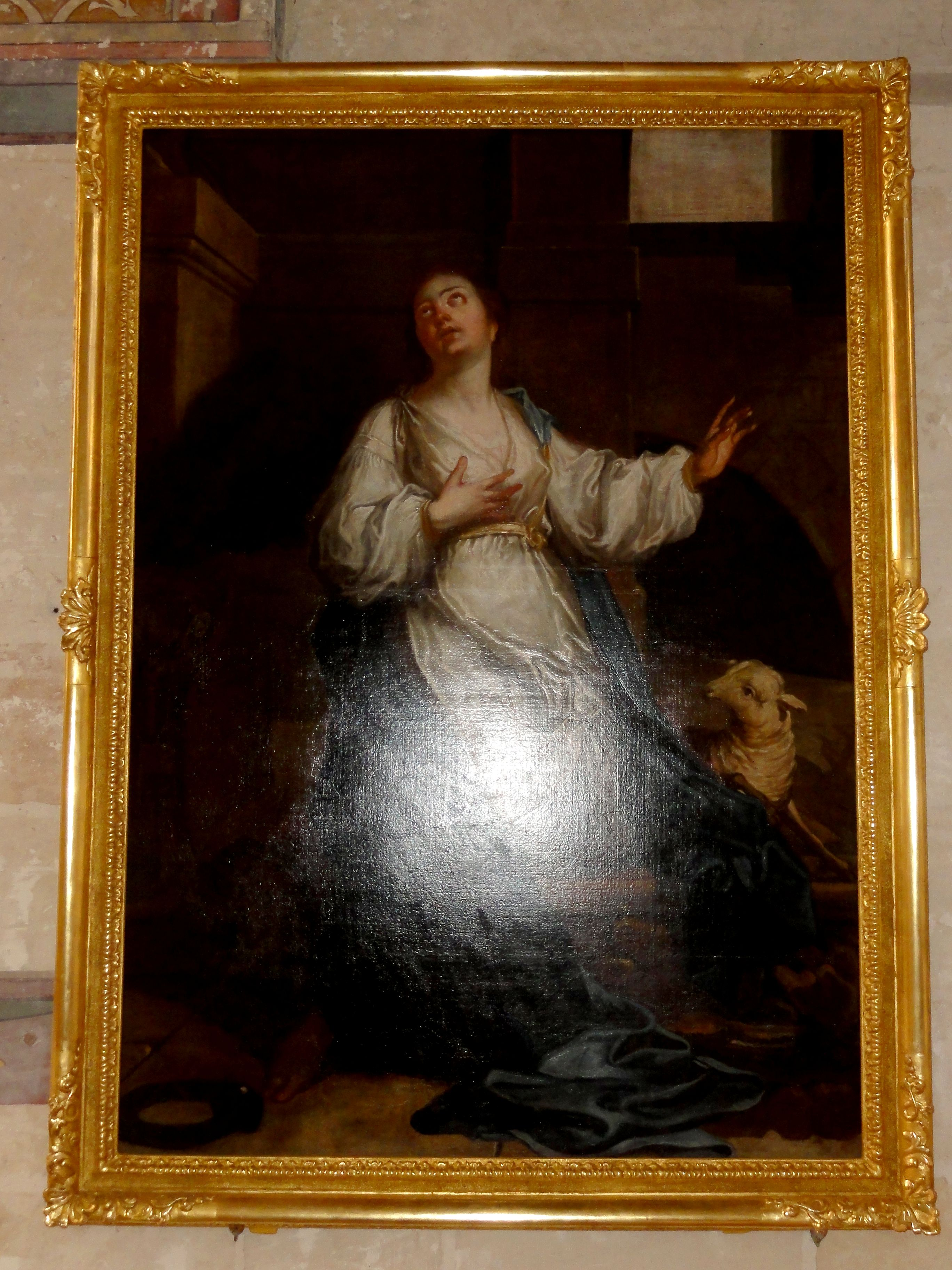
Tableau - sainte Agnès.
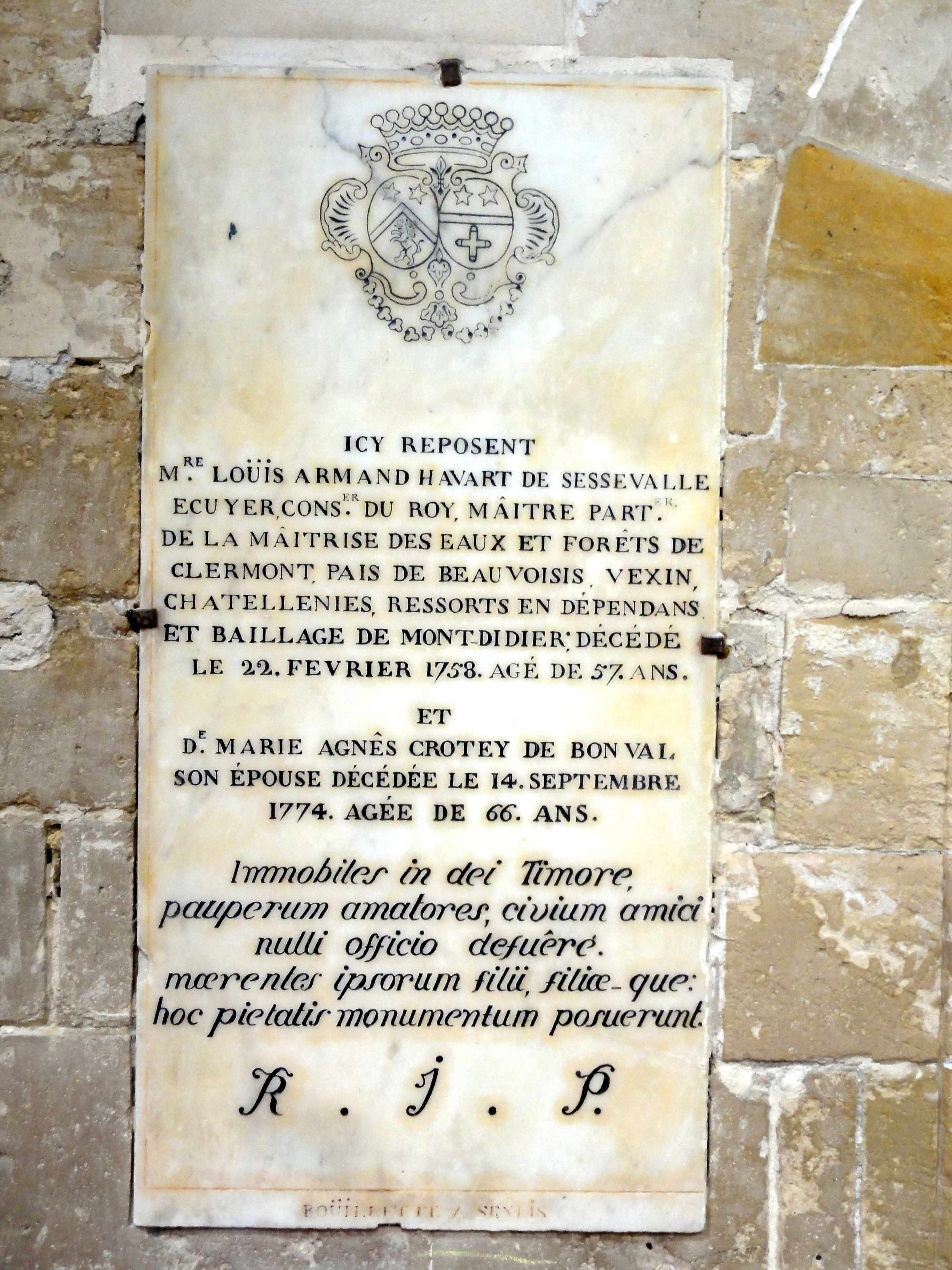
Dalle funéraire de Louis de Sessevalle et sa femme.

- Chapelle Saint-Roch : Dédiée à saint Roch en 1832, à l'occasion de l'épidémie de choléra qui s'abattit sur la ville, c'était précédemment la chapelle Sainte-Anne. Elle a été construite par Jean d'Argillière, lieutenant-général du bailliage à Clermont. La verrière date de la fin du XVe siècle et représente les litanies de la Vierge. Au bas du vitrail, la famille des donateurs est représentée (vraisemblablement des membres de la famille d'Argilière) ; à gauche les hommes par saint Claude, à droite les femmes, sous la protection de saint Nicolas[a 10]. On trouve plusieurs statues en bois, parmi lesquelles : une statue de bois peint du XVIIe siècle représente sainte Barbe (à l'ouest), une statue de bois doré du XVIe siècle, représente saint Roch, une statue de bois peint du XVIe siècle représentant sainte Geneviève, une statue de bois peint du XVIe siècle représente sainte Catherine (regroupés à l'est). La statuette de sainte Barbe fait l’objet d’un classement au titre objet des monuments historiques depuis le 9 juin 1925[24]. On peut y remarquer les peintures suivantes : Saint Jérôme étudiant les Saintes écritures, copie d'après un tableau d'Antoine van Dyck aujourd'hui conservé au musée de Rotterdam, L'Adoration des mages (don de la famille Greylier), toile de l'École française du XVIIe siècle, La Vierge terrassant le Démon, toile attribuable à Jacob de Backer ou à son entourage. Le tableau de Saint Jérome fait l’objet d’un classement au titre objet des monuments historiques depuis le 9 juin 1925[25].
- Chapelle Saint Nicolas : Elle a été fondée en 1421 et reprend peut-être le vocable d'une chapelle qui a existé avant la construction de l'église actuelle[26]. Vitrail figurant L'arbre de Jessé, du XVIe siècle, restauré en 1863. Jessé est représenté couché sur un lit, l'arbre de la généalogie divine sortant de sa poitrine. Sous le vitrail, La Cène, toile d'après Léonard de Vinci, École française du XVIIe siècle. Dans un angle, on peut voir les armes des seigneurs de Fitz-James. Elle a été fondée par Jean Lecaron, boucher, qui la dota d'une rente de 60 livres, le 3 août 1412. Quand l'église a été incendiée pendant la guerre de Cent Ans, on y célébra les offices jusqu'à la reconstruction du monument central. Saint Nicolas était considéré comme le second patron de l'église[a 11].

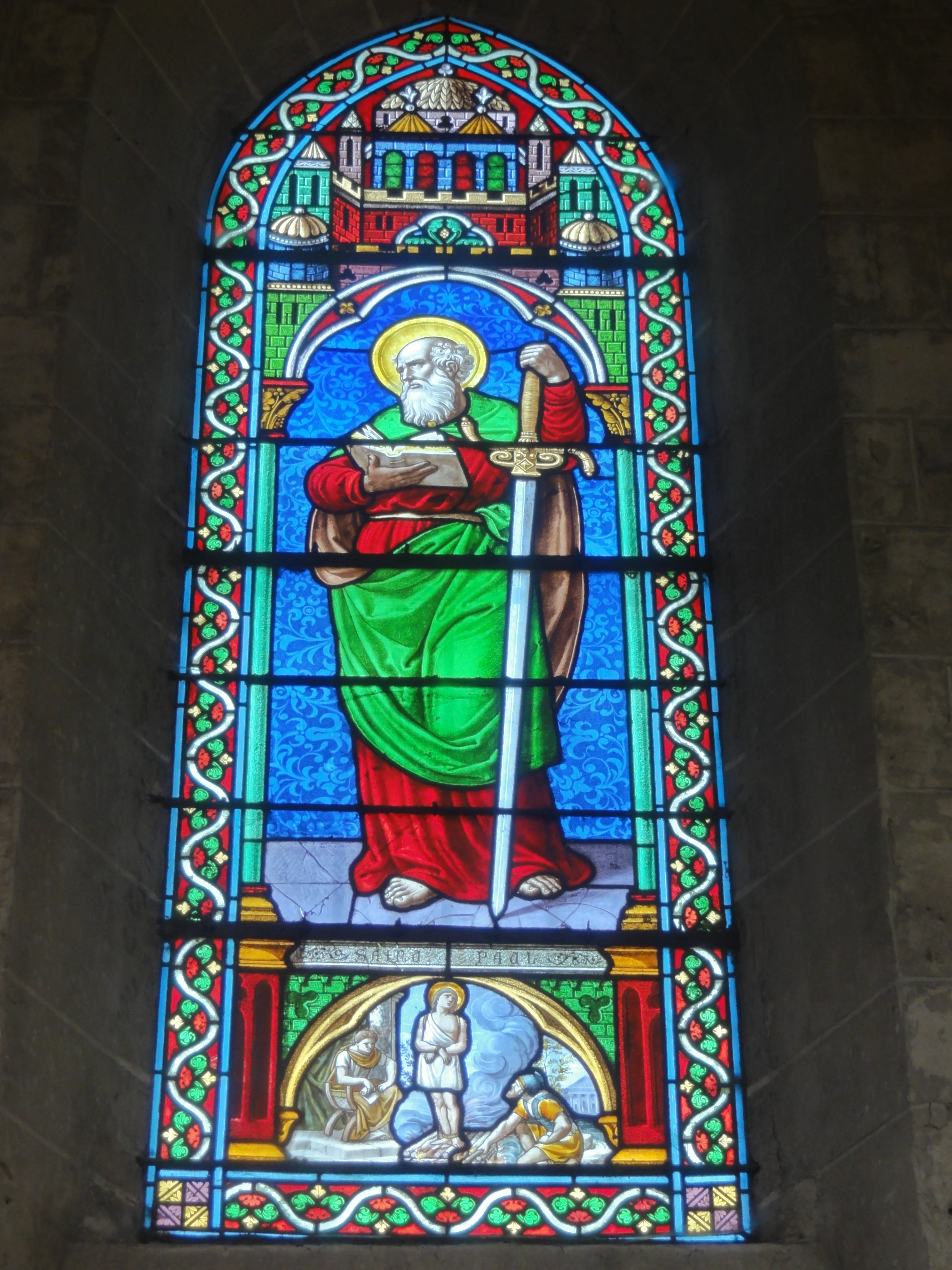
Vitrail - Saint Paul.
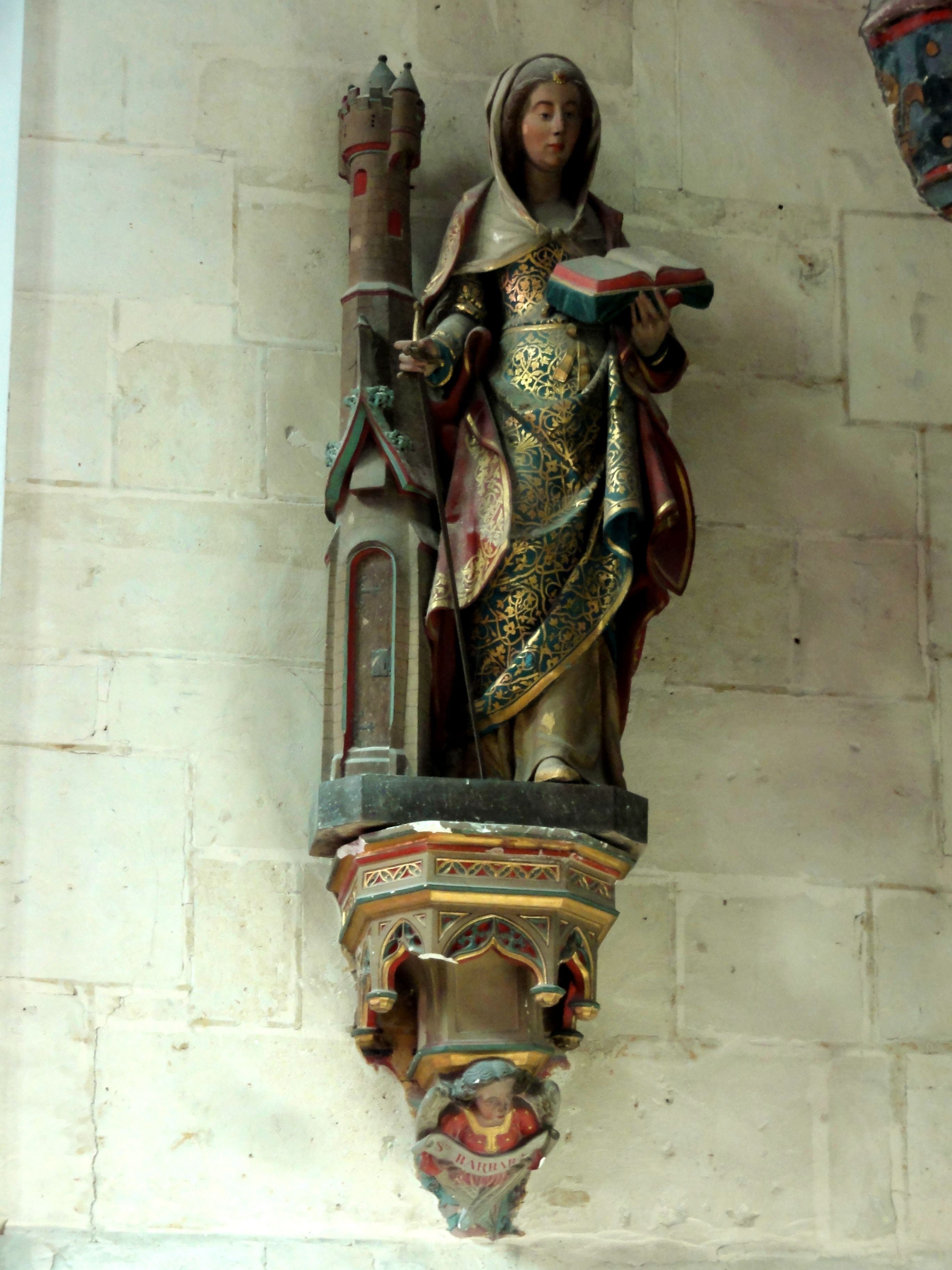
Statue de sainte Barbe.
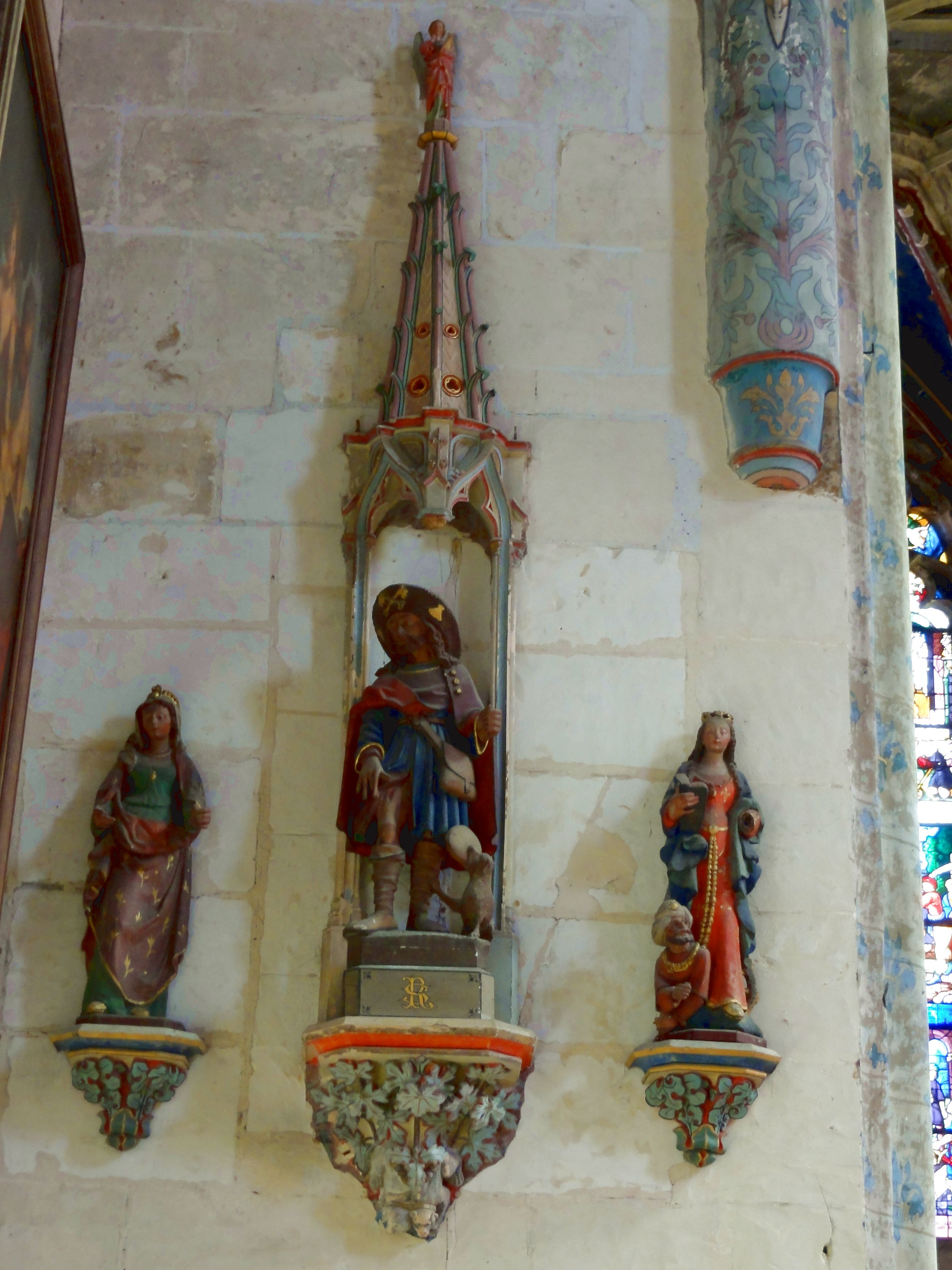
Statues de Ste Geneviève, St Roch et Ste Catherine.
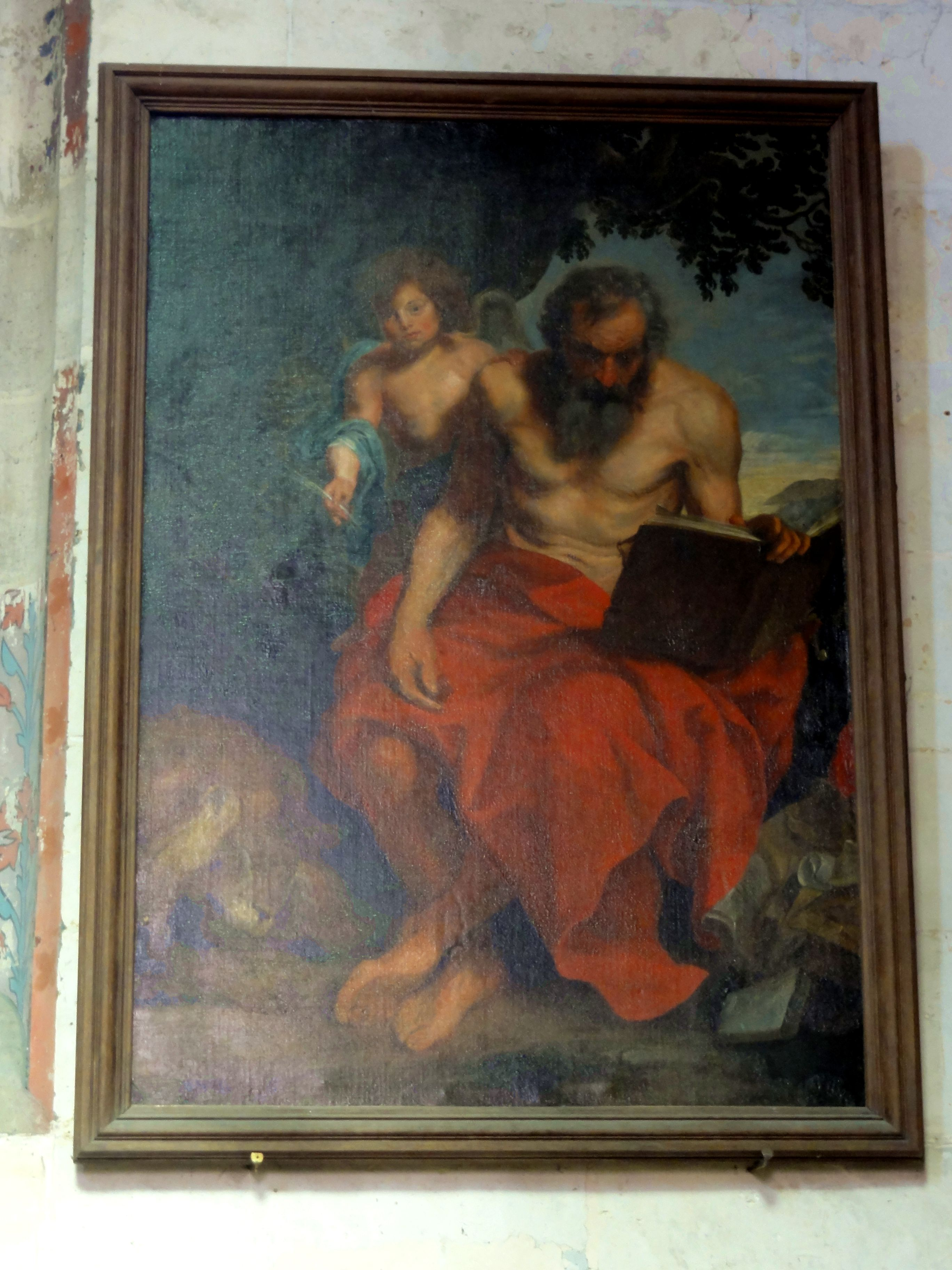
Saint Jérôme étudiant les Saintes écritures.
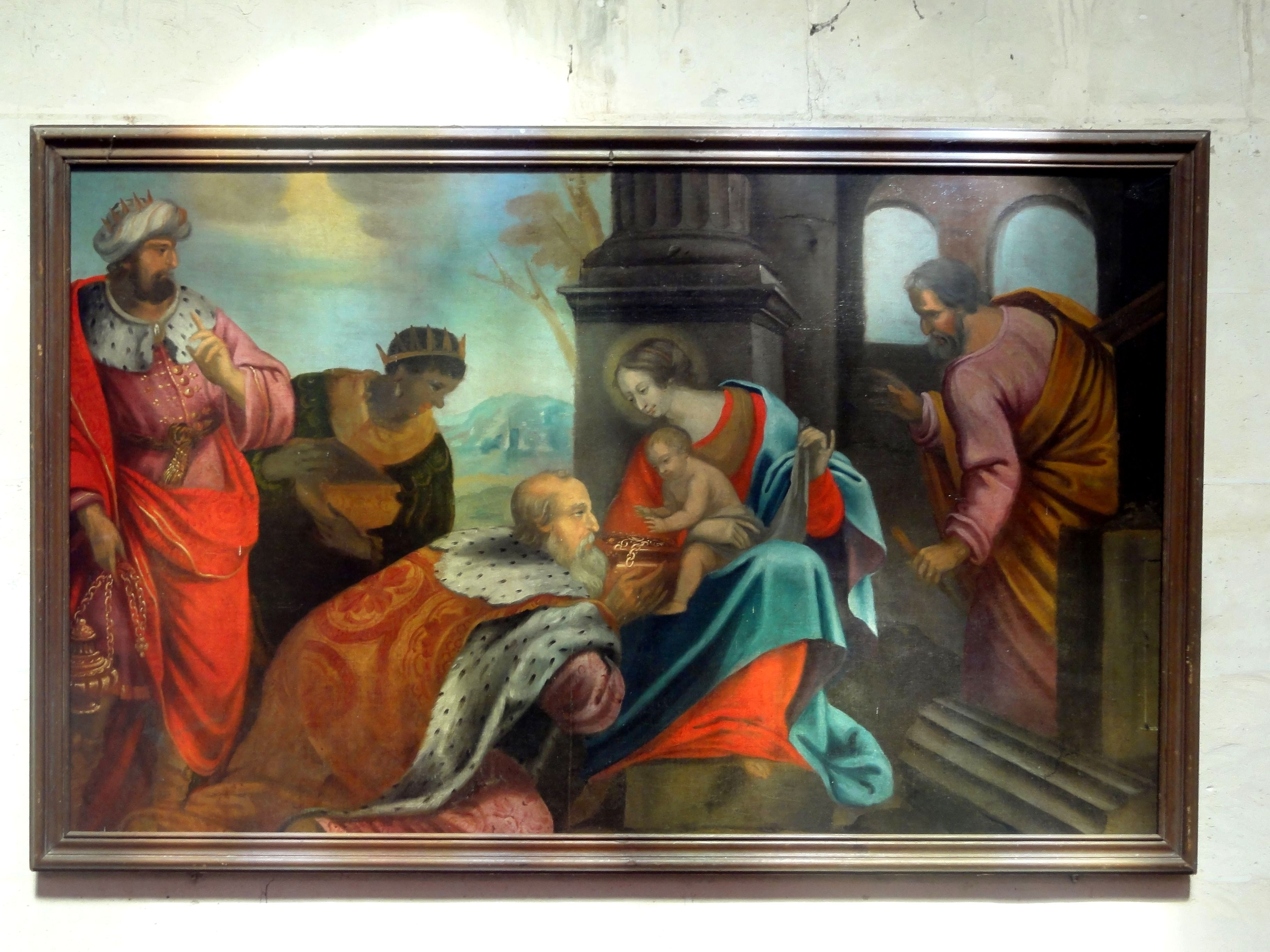
Adoration des Mages.
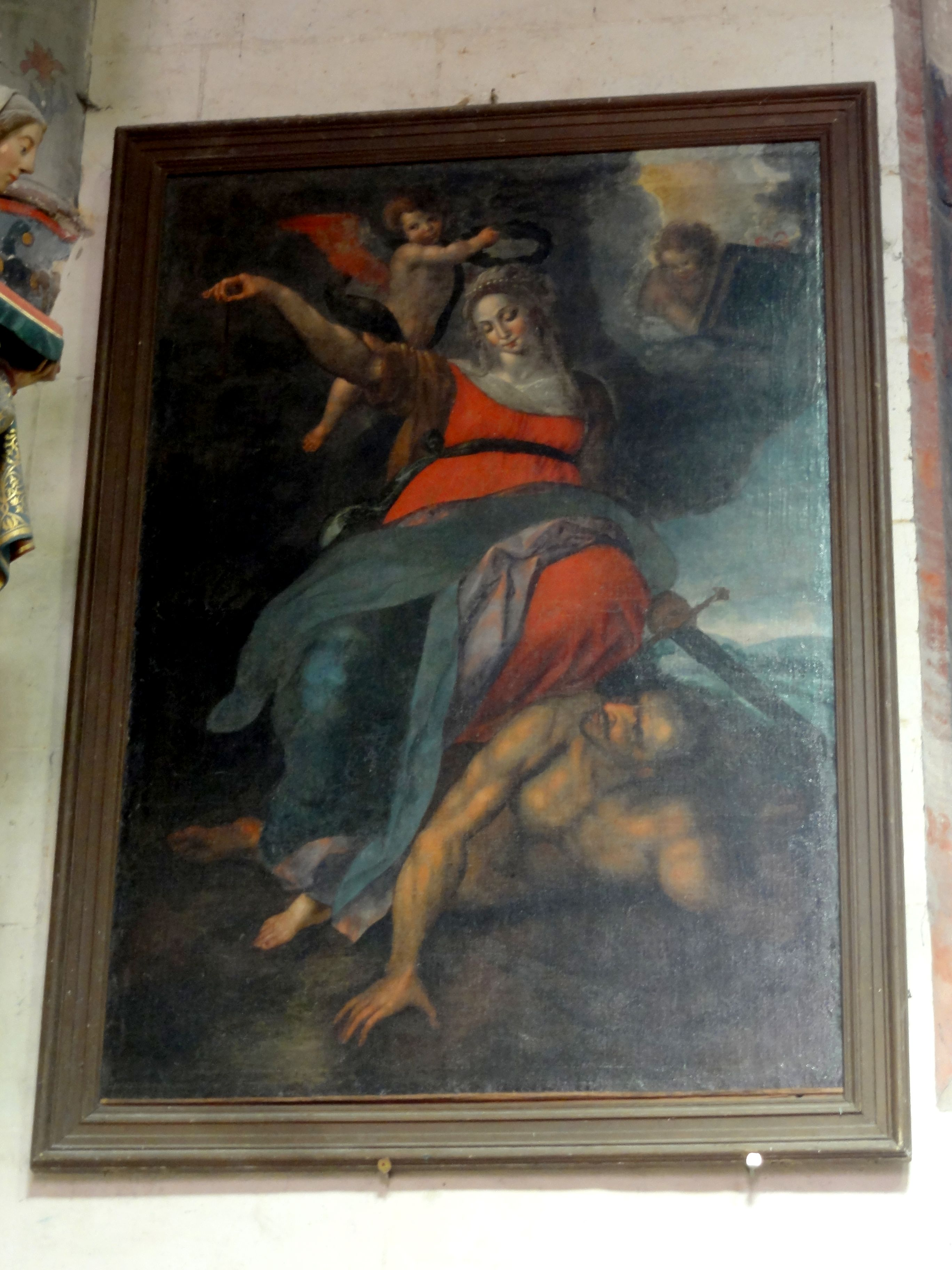
La Vierge terrassant le Démon.

- Chapelle du Sacré Cœur : Ancienne chapelle de Saint-Crépin et de Saint-Crépinien, elle appartenait à la confrérie des cordonniers, puis elle passa à celle du Rosaire. Les dignitaires de la confrérie du Rosaire y avaient leur siège, avant sa destination actuelle. Cette chapelle a été bâtie aux frais de Jean II de la Bretonnière, seigneur de Warty (Fitz-James). Les trois verrières sont consacrées à Saint-Crépin et à Saint-Crépinien (XVIe siècle) et retracent la vie des deux saints. Les vitraux ont été restaurés en 1863[a 11].
- Chapelle du chevet ou chapelle de la Sainte Vierge : La voûte de cette chapelle a été restaurée par Greber de Beauvais. Les verrières représentent les épisodes de la vie de la Vierge Marie (œuvre de Gsell, 1865). Le retable rocaille provient de l'ancienne collégiale du château. Les boiseries Louis XV ont été données à l'église par le prince de Condé, dernier propriétaire du château. Les panneaux peints par mademoiselle Blackburne, élève de l'académie de Londres, représentent les personnages de la famille de la Vierge[a 11].

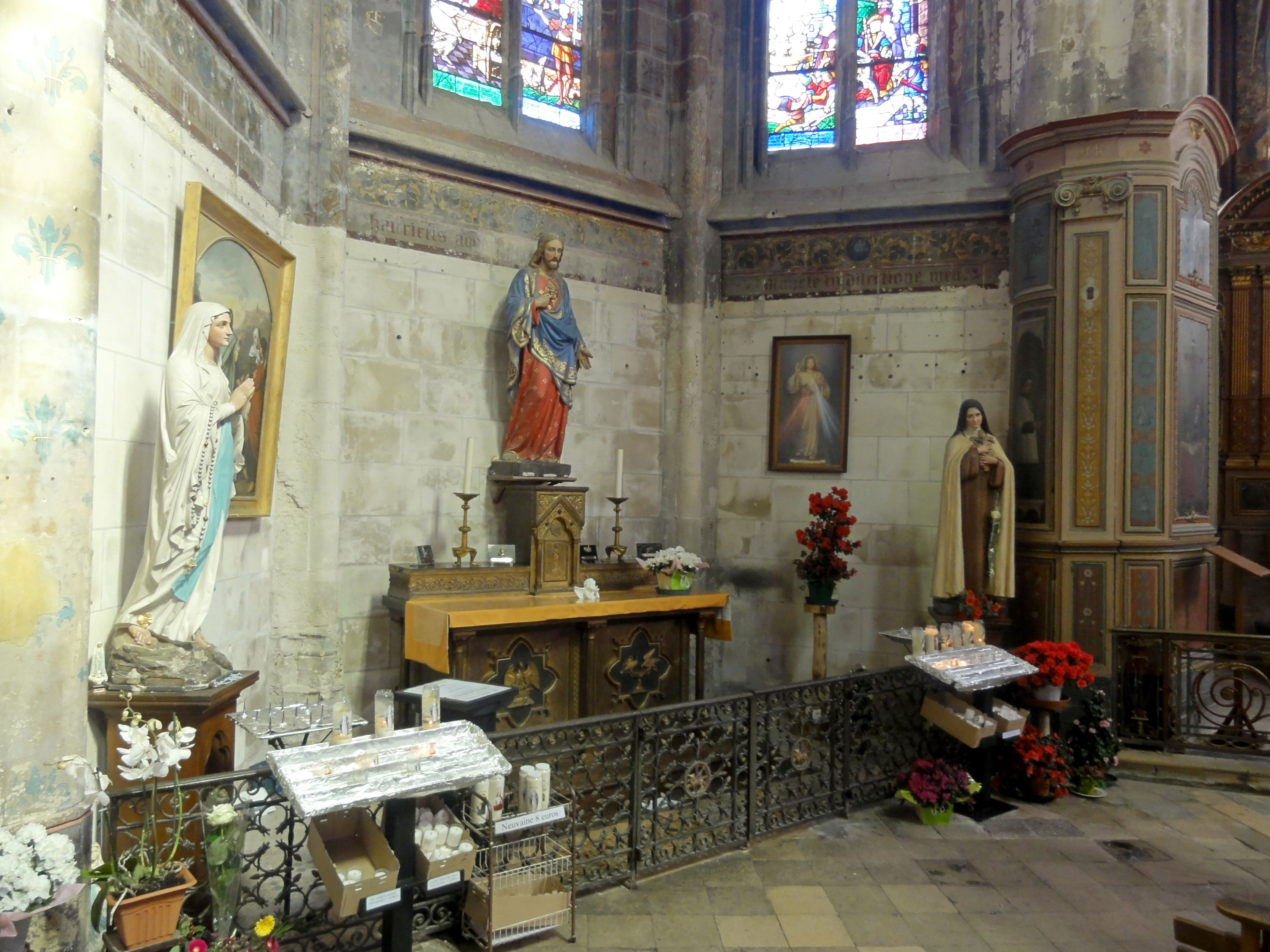
Mobilier de la chapelle du Sacré Cœur.
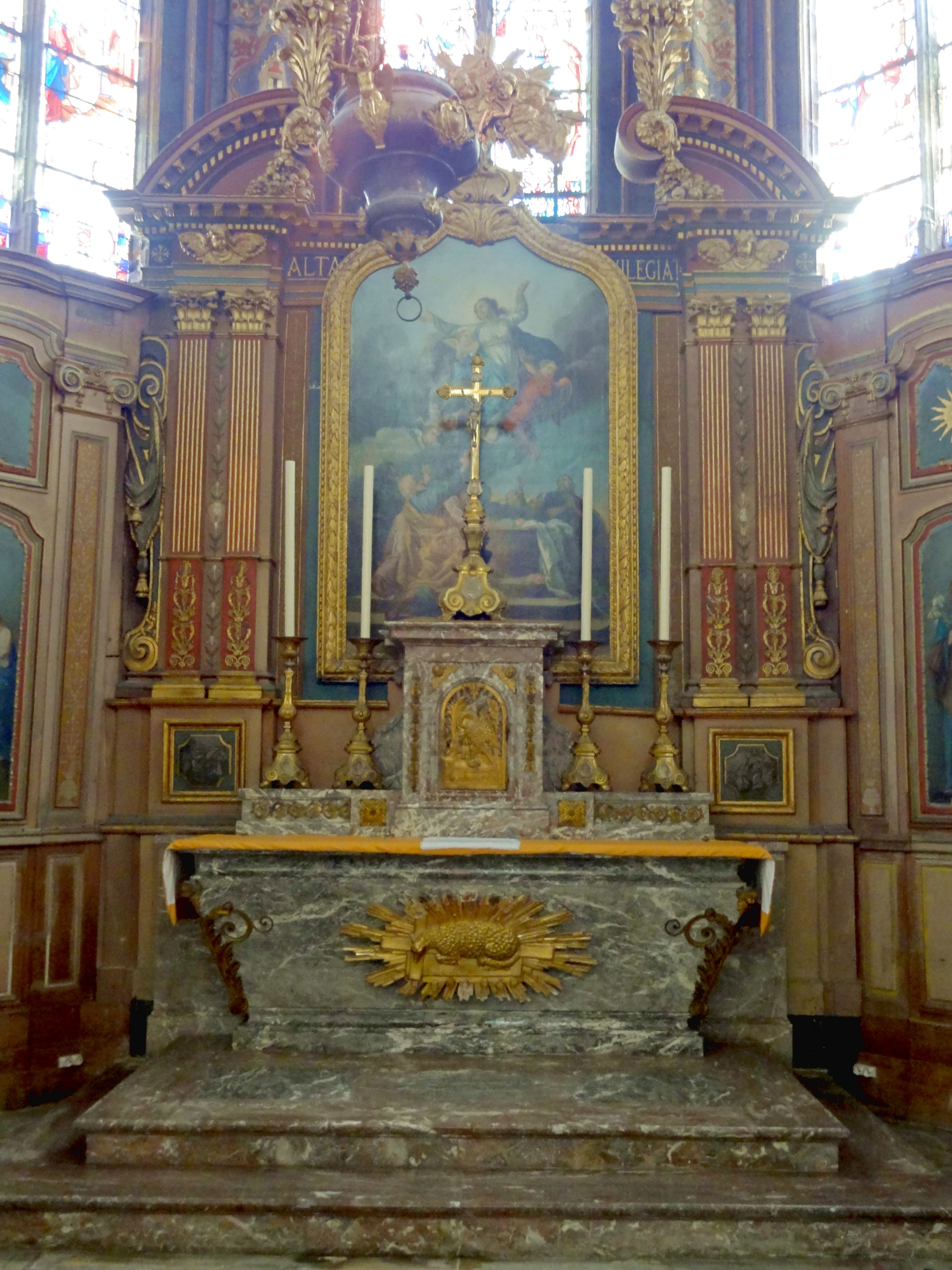
Chapelle de la Vierge, retable et autel.
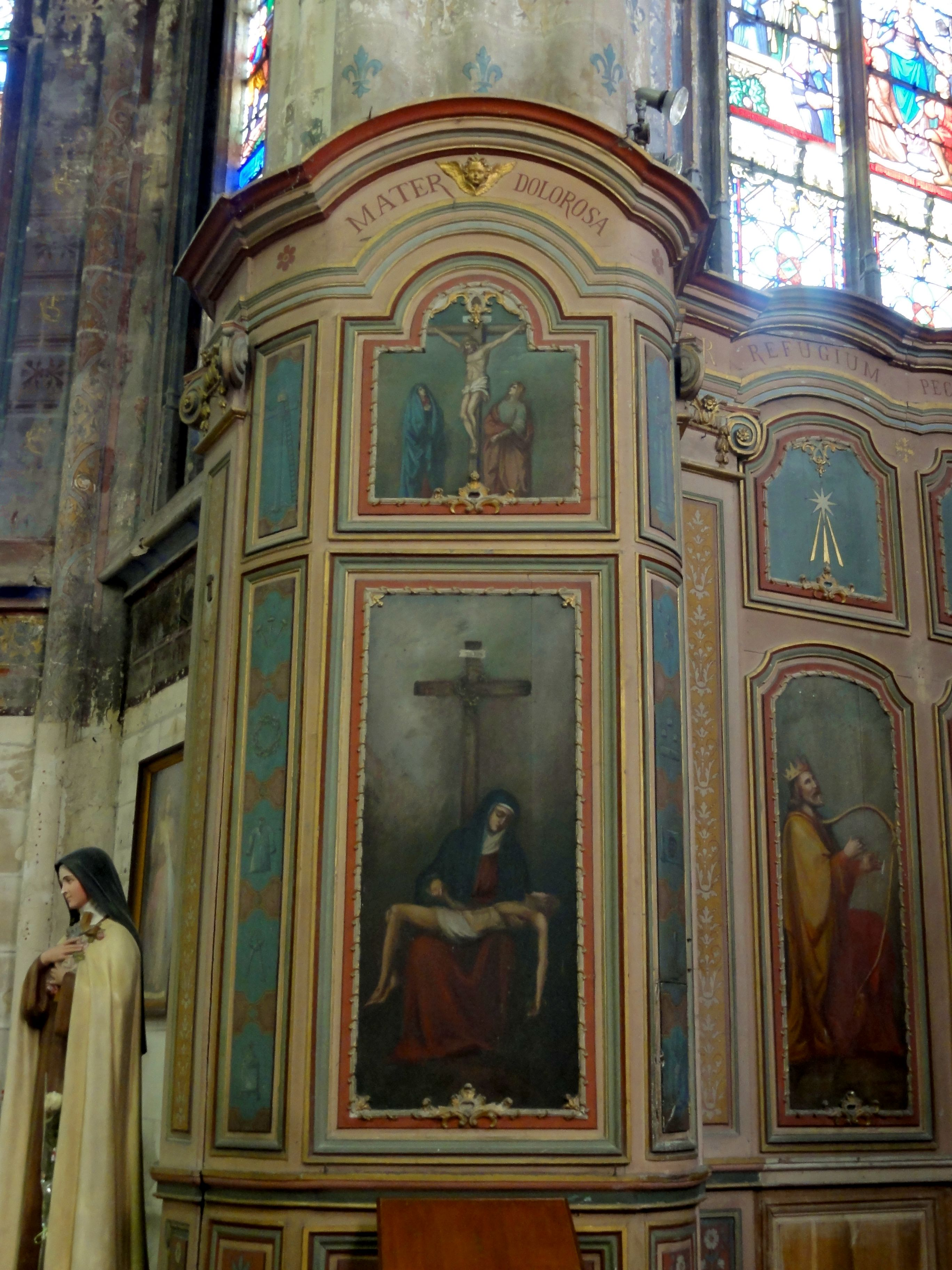
Chapelle de la Vierge, boiseries - Mater Dolorosa.
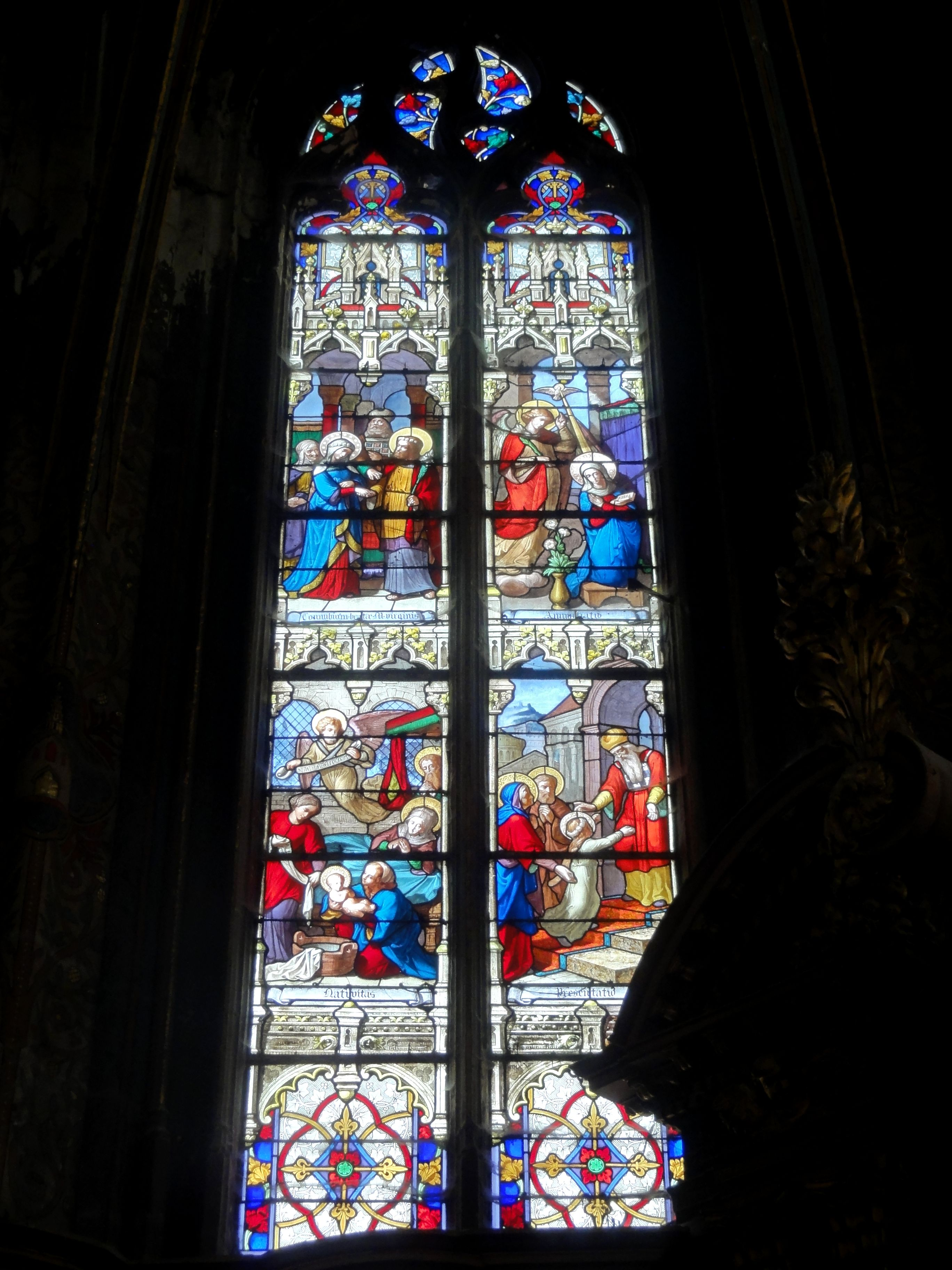
Vitrail - vie de la Vierge.
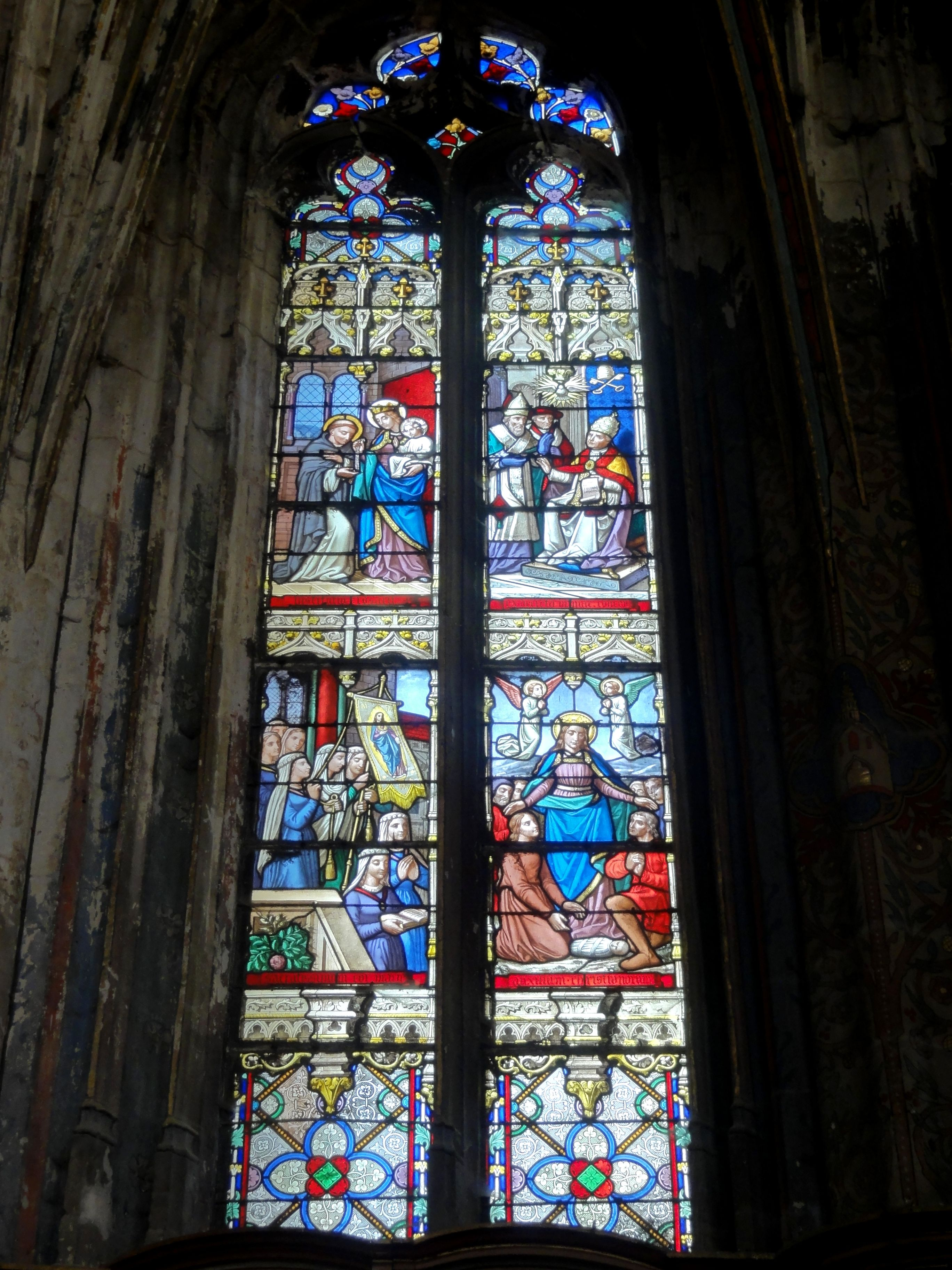
Vitrail - vie de la Vierge.
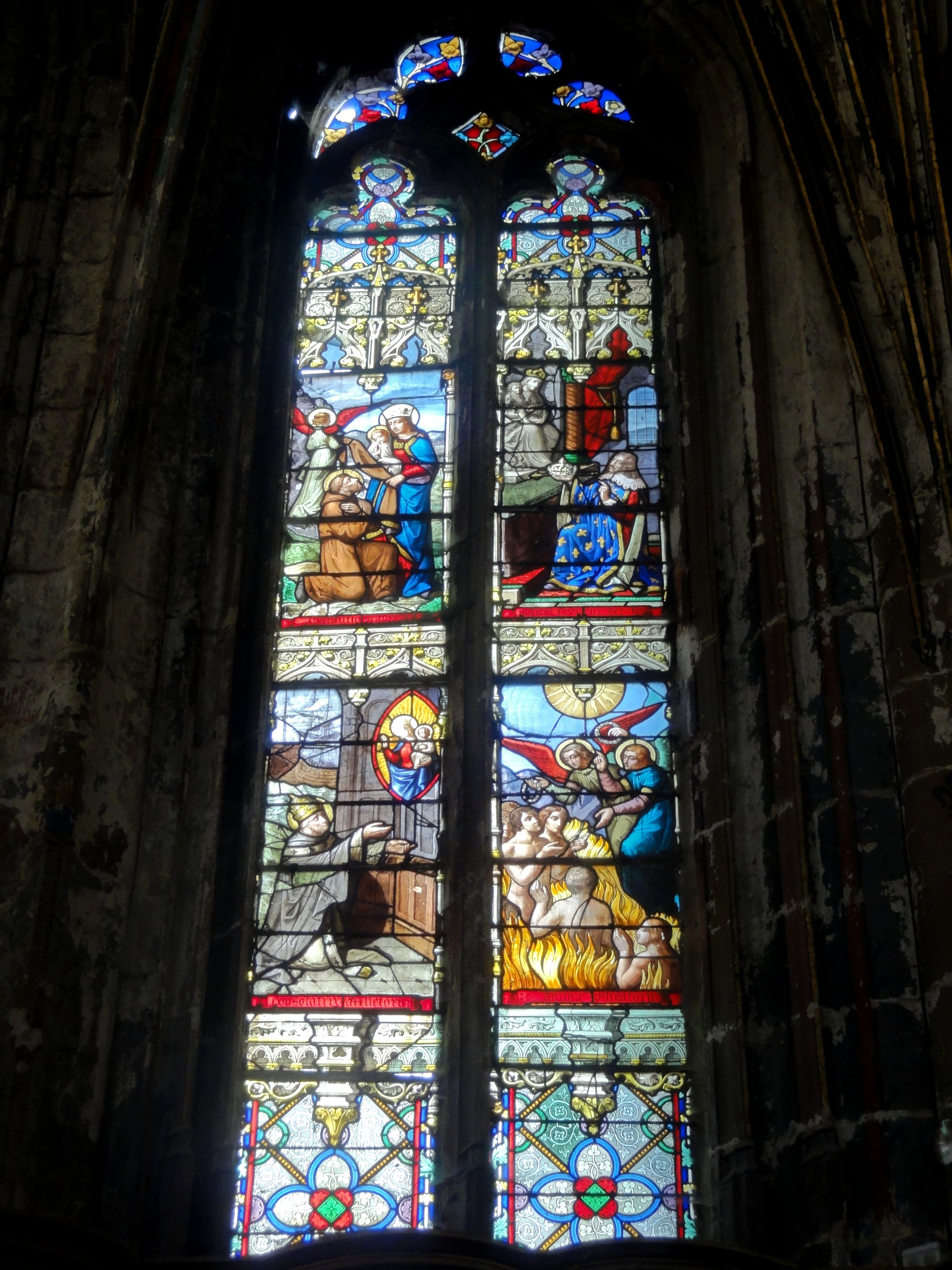
Vitrail - vie de la Vierge.

- Chapelle Saint-Gilles : Ancienne chapelle de la confrérie du Saint-Sacrement : à son extrémité, sur un pilier, une statue de bois (XVIIe siècle) représente le saint patron. En entrant à gauche, on remarque une petite piscine liturgique de style Renaissance, dont le sommet de la niche est formé par une coquille Saint-Jacques. La verrière centrale illustre des scènes de la vie de Saint-Zacharie, de Saint François d'Assise, de Saint Constantin et de Saint Charles. À gauche, des fragments de verrières racontent un épisode de la vie de Saint-Gilles où, alors qu'il s'était retiré dans le désert, une biche qu'il avait apprivoisé lui donnait du lait. La scène se passe au moment où l'animal blessé par des chaussures se réfugie près du saint[a 11]. Le mur du déambulatoire qui fait suite à la chapelle est dominé par un grand tableau représentant la Descente de croix, copie d'après le tableau de Jean Jouvenet aujourd'hui conservé au musée du Louvre.
- Chapelle Saint Éloi (ou chapelle du collège) : Le saint patron de la chapelle trône dans une niche devant le mur de gauche, sous un dais néogothique. Trois châsses à reliques reposent sur des consoles, en dessous de la statue et à droite. La verrière de cette chapelle représente les saints patrons de la ville. De gauche à droite, en haut : Saint Nicolas, Saint-Samson, Sainte Barbe; au-dessous : Sainte Ursule, Saint Gilles, Saint Arnoult, Saint André. Œuvre de Lévêque, donnée à l'église en 1865 pour M. Lebrun de Sessevalle, conseiller référendaire à la cour des comptes. Sur la droite de la chapelle, une grille de communion provient de l'ancienne collégiale[a 12].

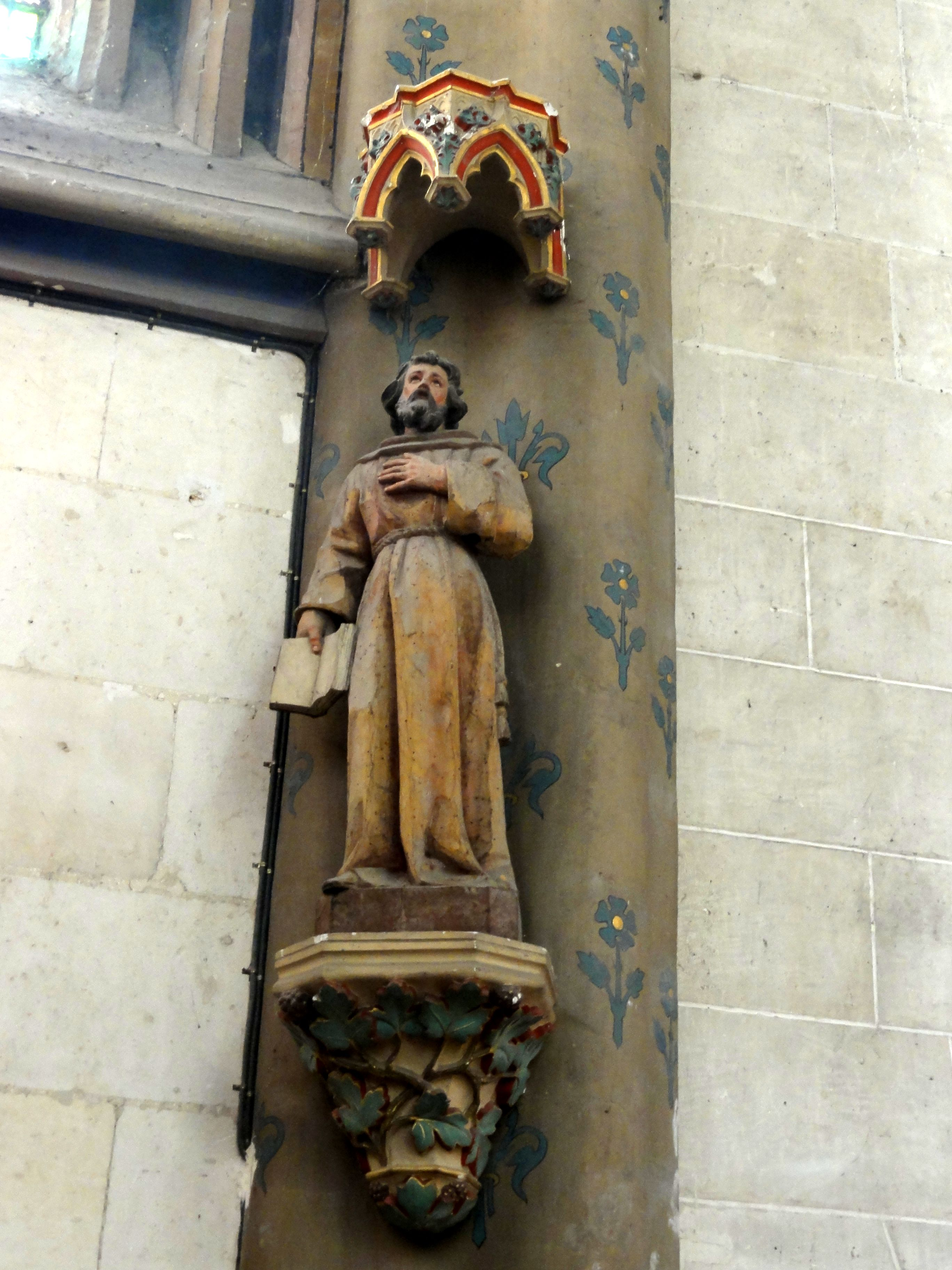
Statue de saint Gilles.
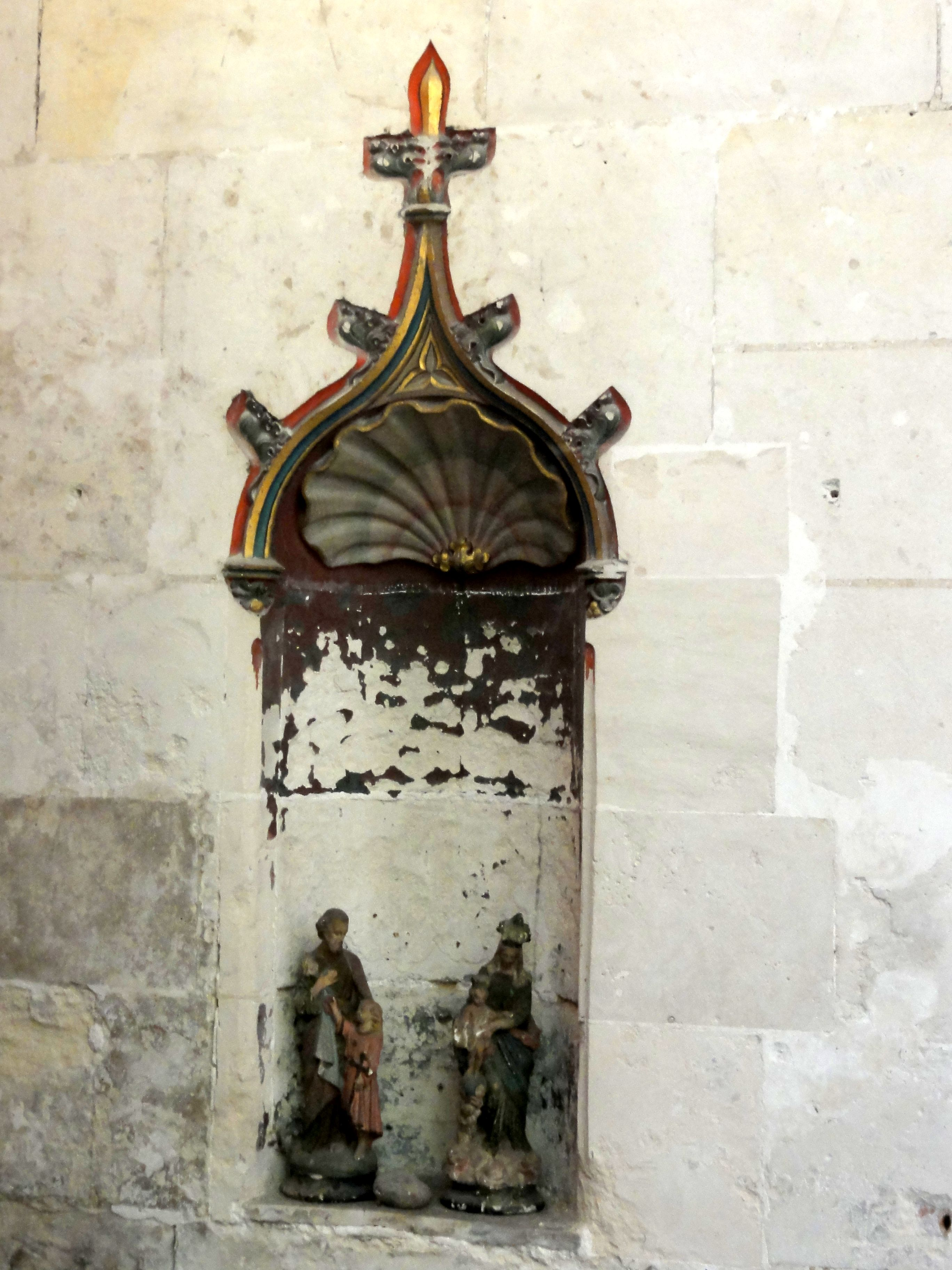
Chapelle St-Gilles, piscine.
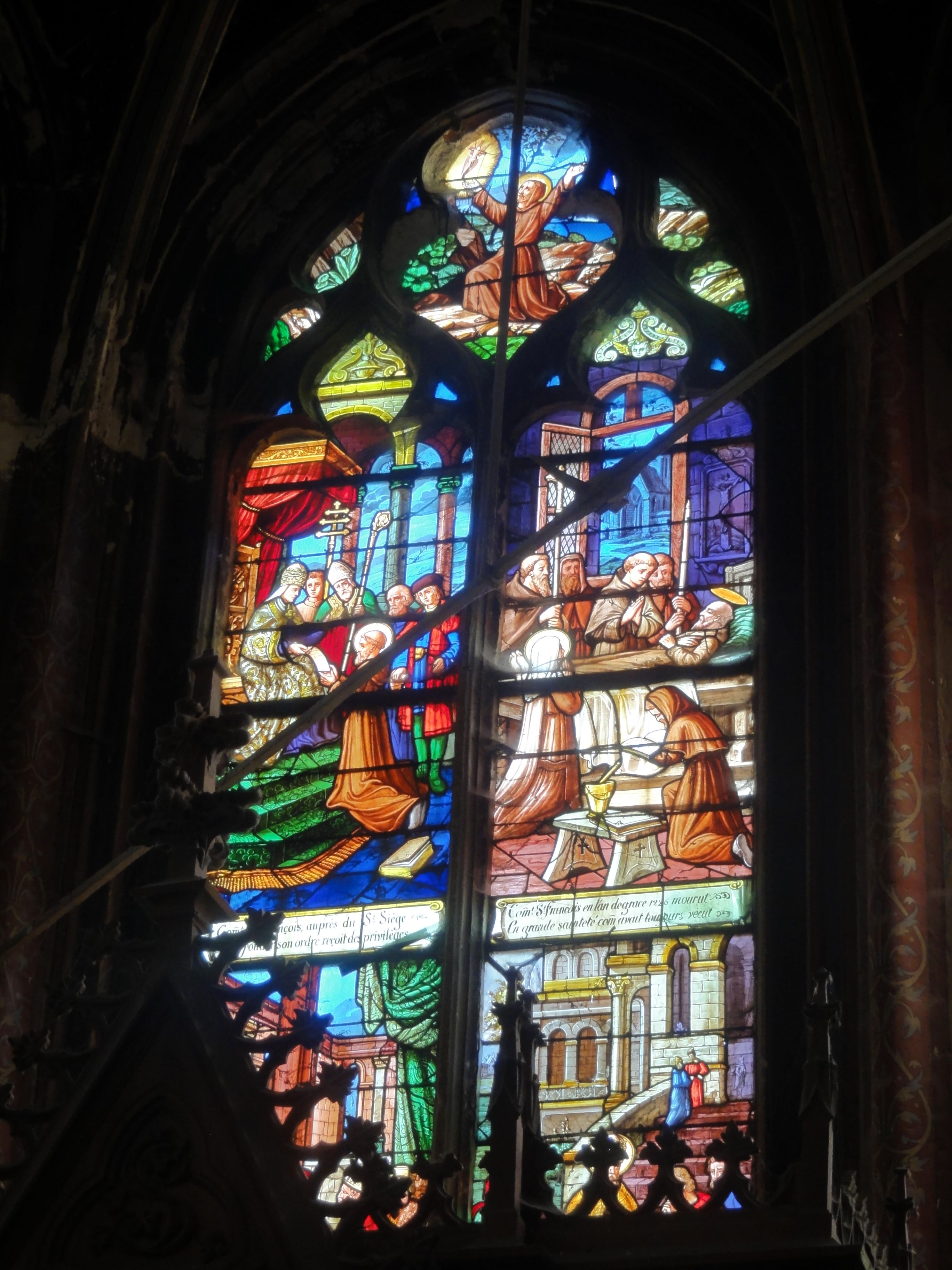
Vitrail - saint François d'Assise, saint Zacharie.
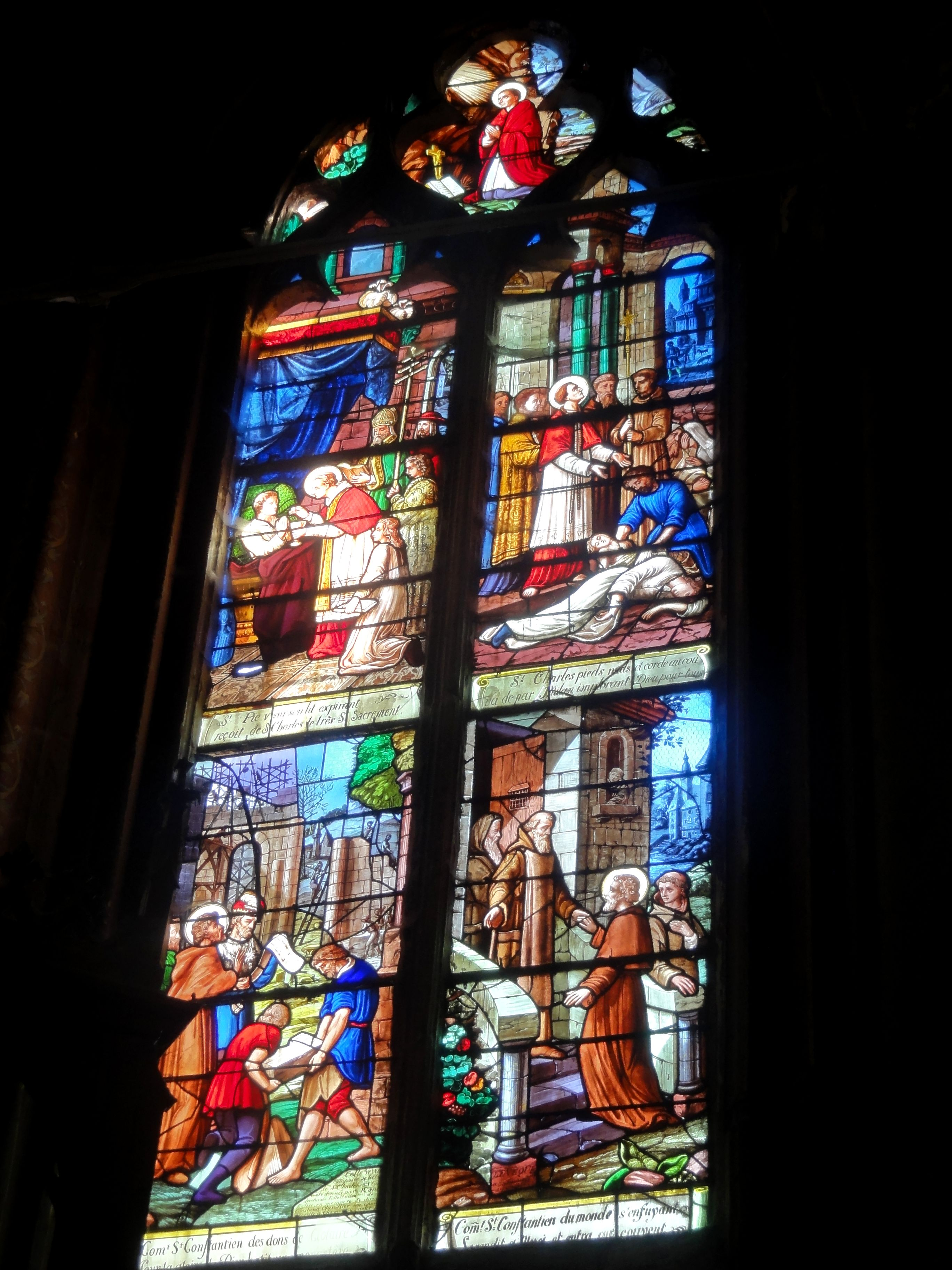
Vitrail - saint Charles, saint Constantin.
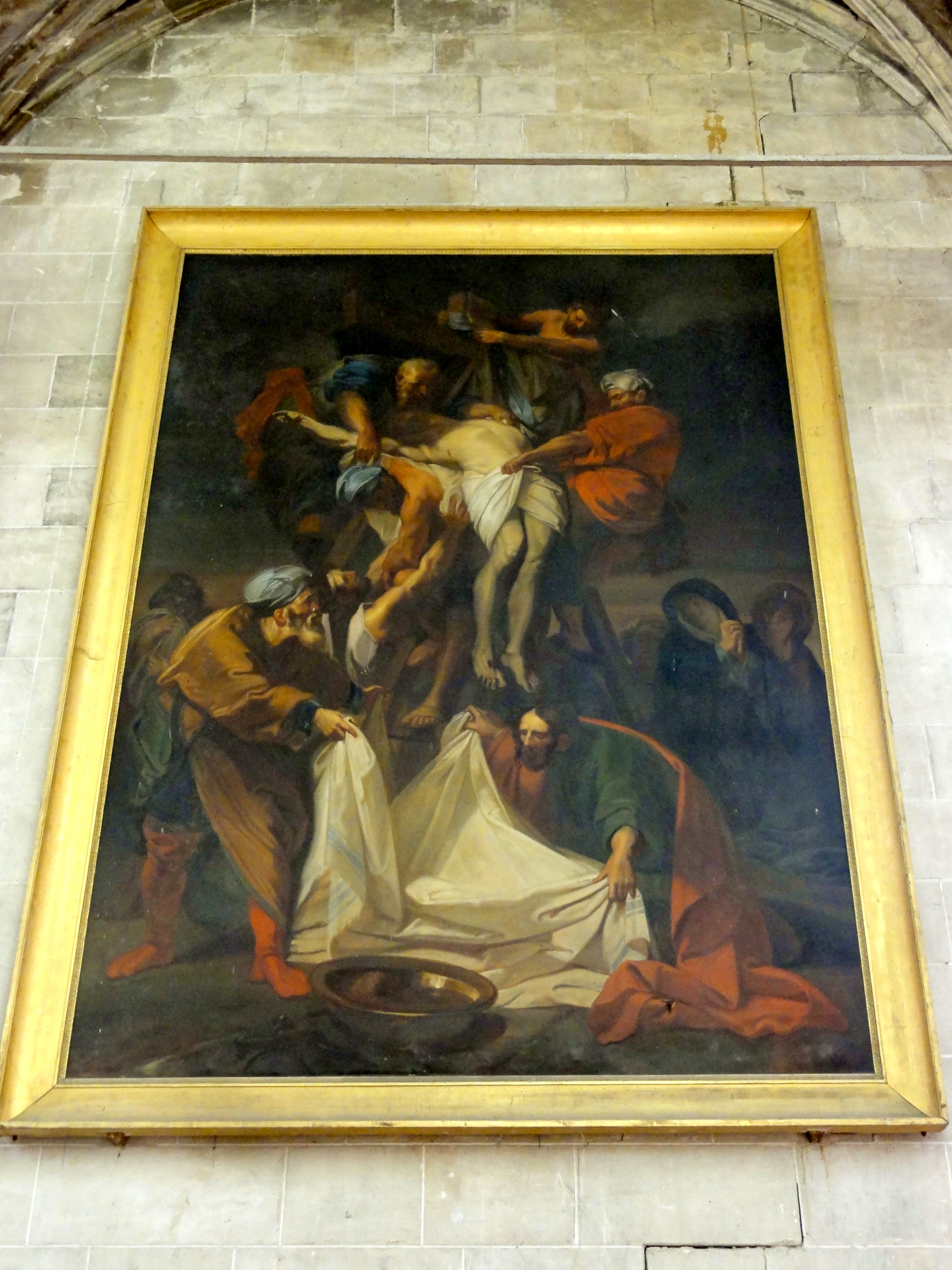
Tableau - Descente de croix.
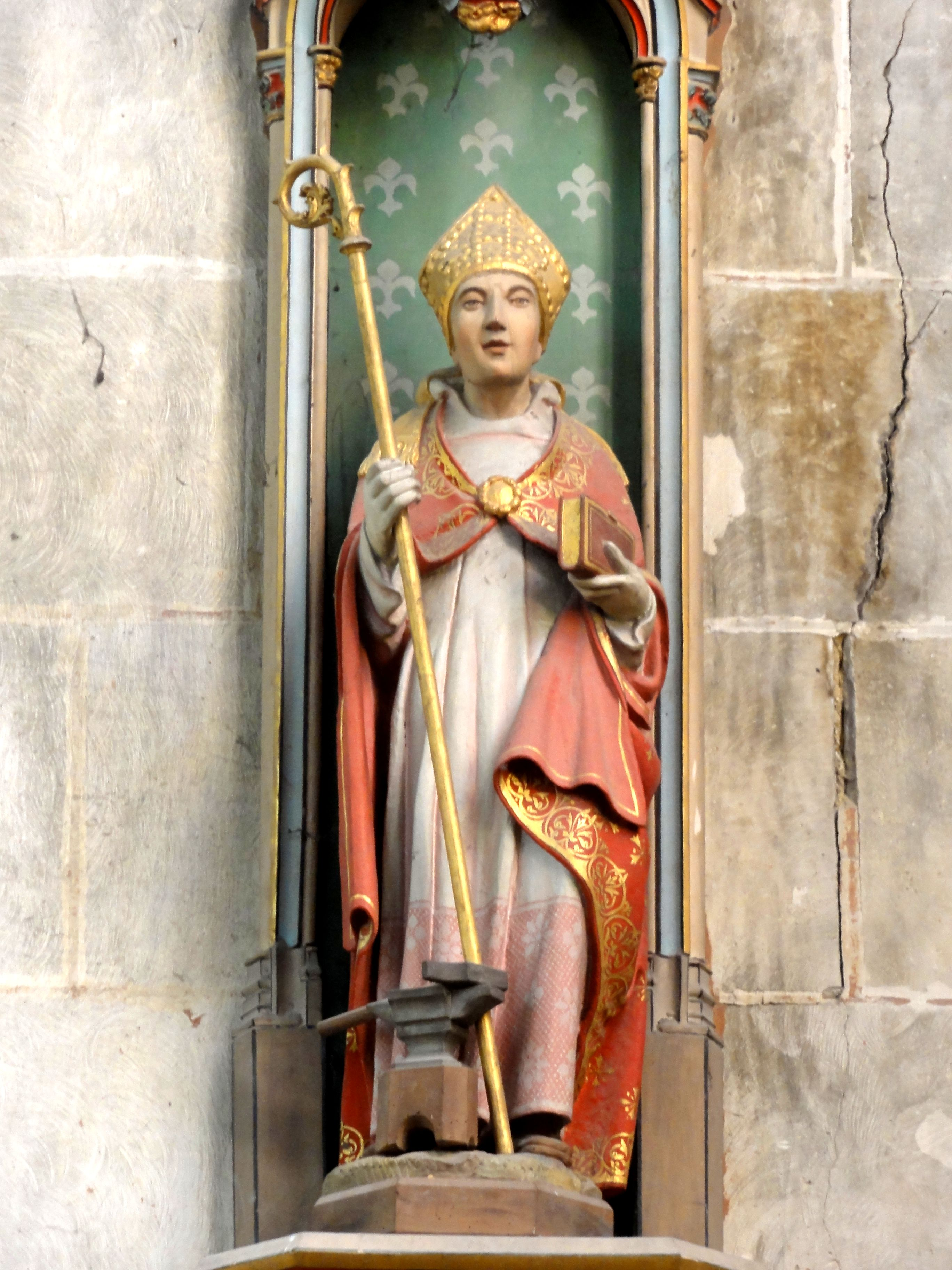
Statue de saint Éloi.

- Curieusement, sans doute à cause des fortifications du château, l'église ne possède qu'un bras de transept ou croisillon. À gauche, on peut voir une porte Renaissance bouchée, dont l'archivolte est décorée d'une frise de rinceaux, et le fronton surmontée de deux grosses volutes. Elle s'ouvrait sur l'ancien emplacement du Sépulcre, et a été condamnée au moment de l'agrandissement de la sacristie. Une plaque de fondation de messes en pierre calcaire blanche est scellée dans le mur du sud, à droite de la porte. Elle entretient le souvenir de l'ancien chanoine (jusqu'à la Révolution) Henry Rendu, mort le 7 juin 1813. Il a laissé à la paroisse plusieurs ornements liturgiques. Au-dessus du portail sud, vitrail Jérusalem après la mort de N.S Jésus-Christ, œuvre de L'évêque de Beauvais. Au-dessus, une grande verrière à deux étages, divisée en cinq compartiments, La Légende de Saint Samson au monastère de Saint-Heltut, au Pays-de-Galles. Son ordination. 2e, 3e et 4e compartiment : La Conversion de l'Armorique par Saint Samson. 5e compartiment : Le triomphe de la mission de Saint Samson. Dans la partie supérieure, à droite : L'apothéose ou la glorification de Saint Samson dans le ciel. À gauche : Son patronage à Clermont et la transition des reliques, en 1652. On remarquera l'ancienne ville avec la porte Nointel. Sur la face gauche (côté chœur), le petit médaillon central de la fenêtre haute représente Saint-Jean-de-Martha, fondateur de l'ordre des trinitaires de Saint-André. Le banc d'œuvre date du XVIIIe siècle, dans le style Louis XV. C'est dans ce même banc, placé dans le chœur au moment de la Révolution, que siégeait la commission municipale. On avait placé la mitre par un bonnet phrygien[a 12].

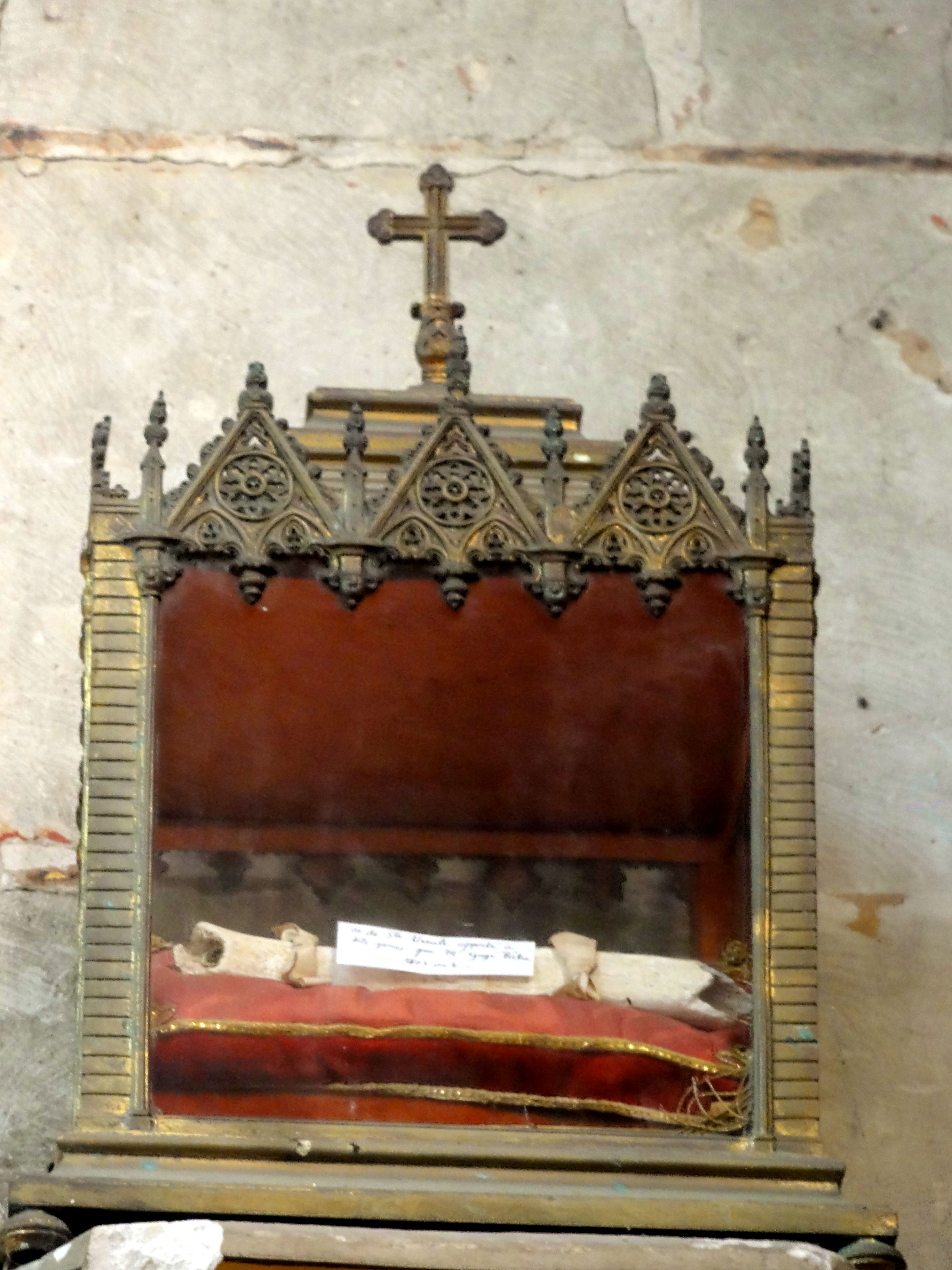
Chapelle St-Éloi, châsse.
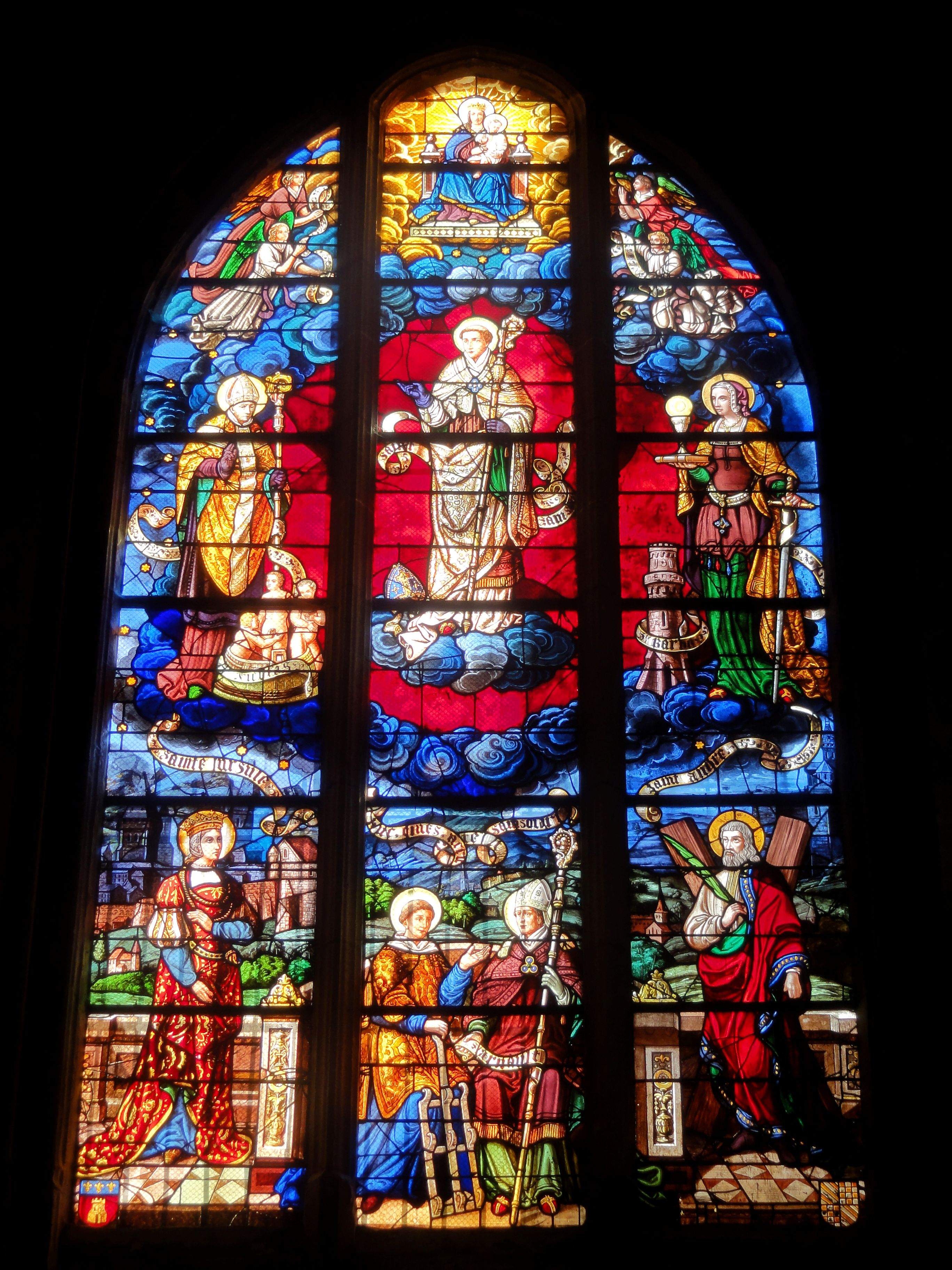
Les saints patrons de la ville.
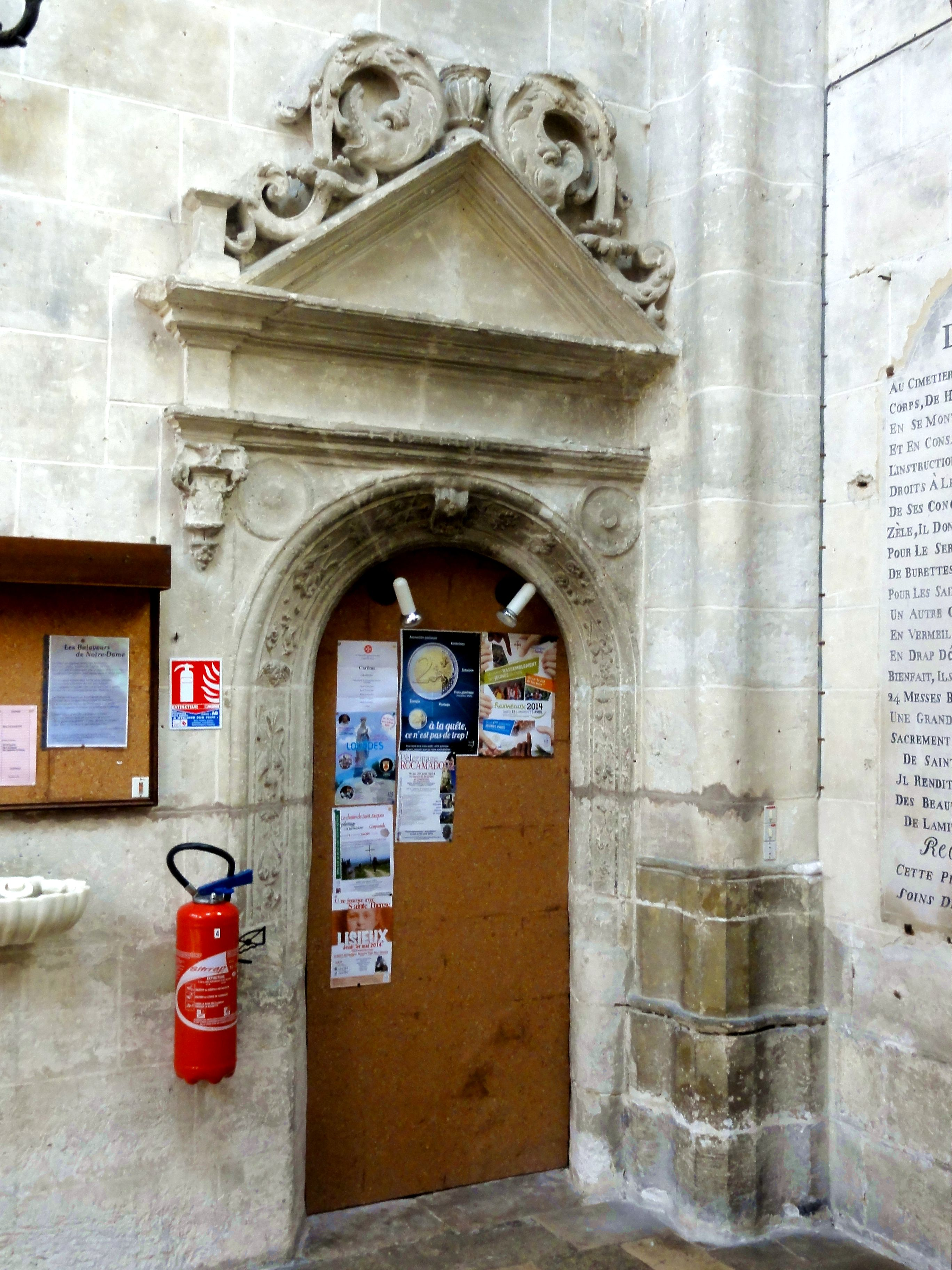
Ancienne porte Renaissance.
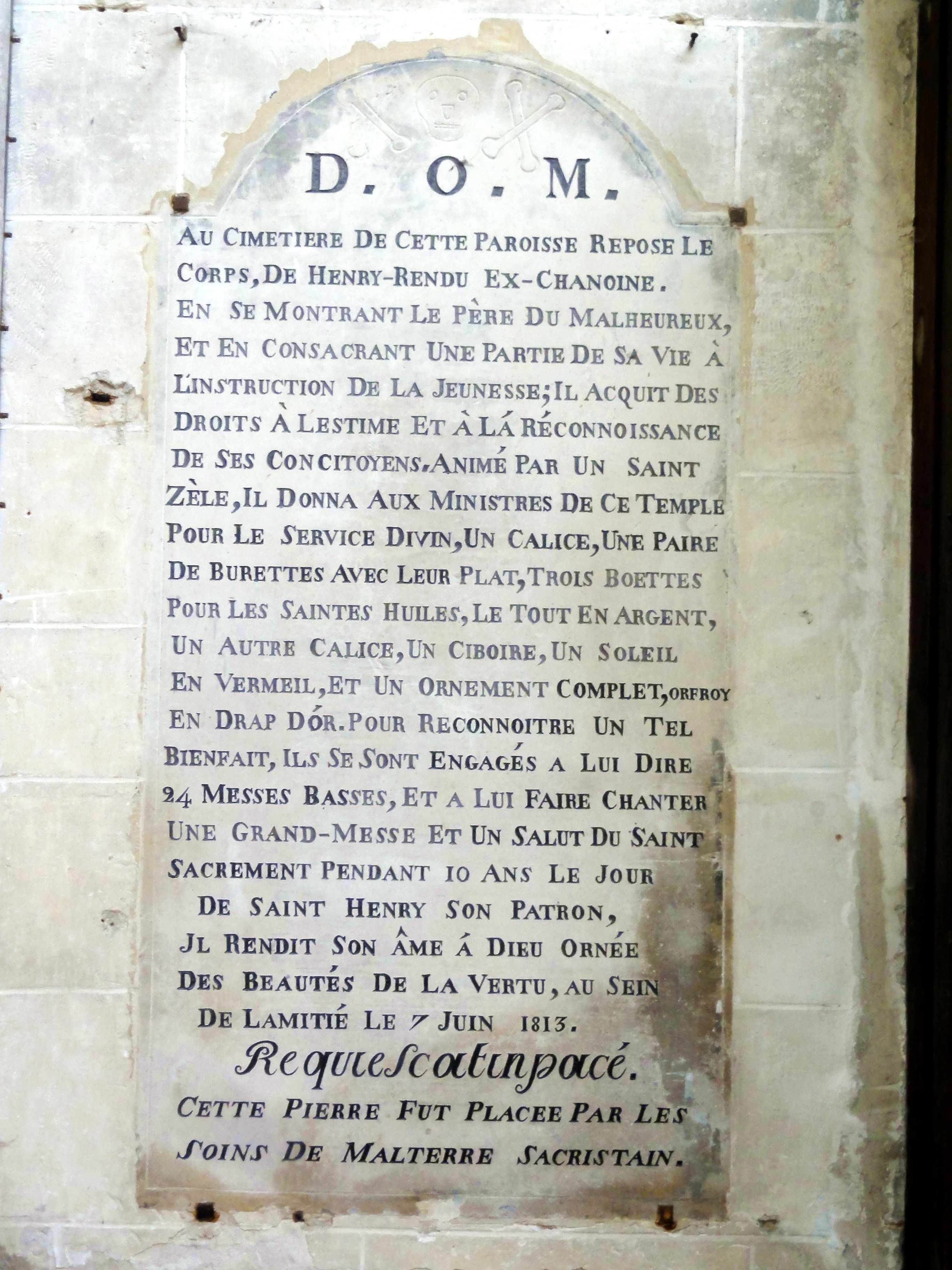
Plaque de fondation.
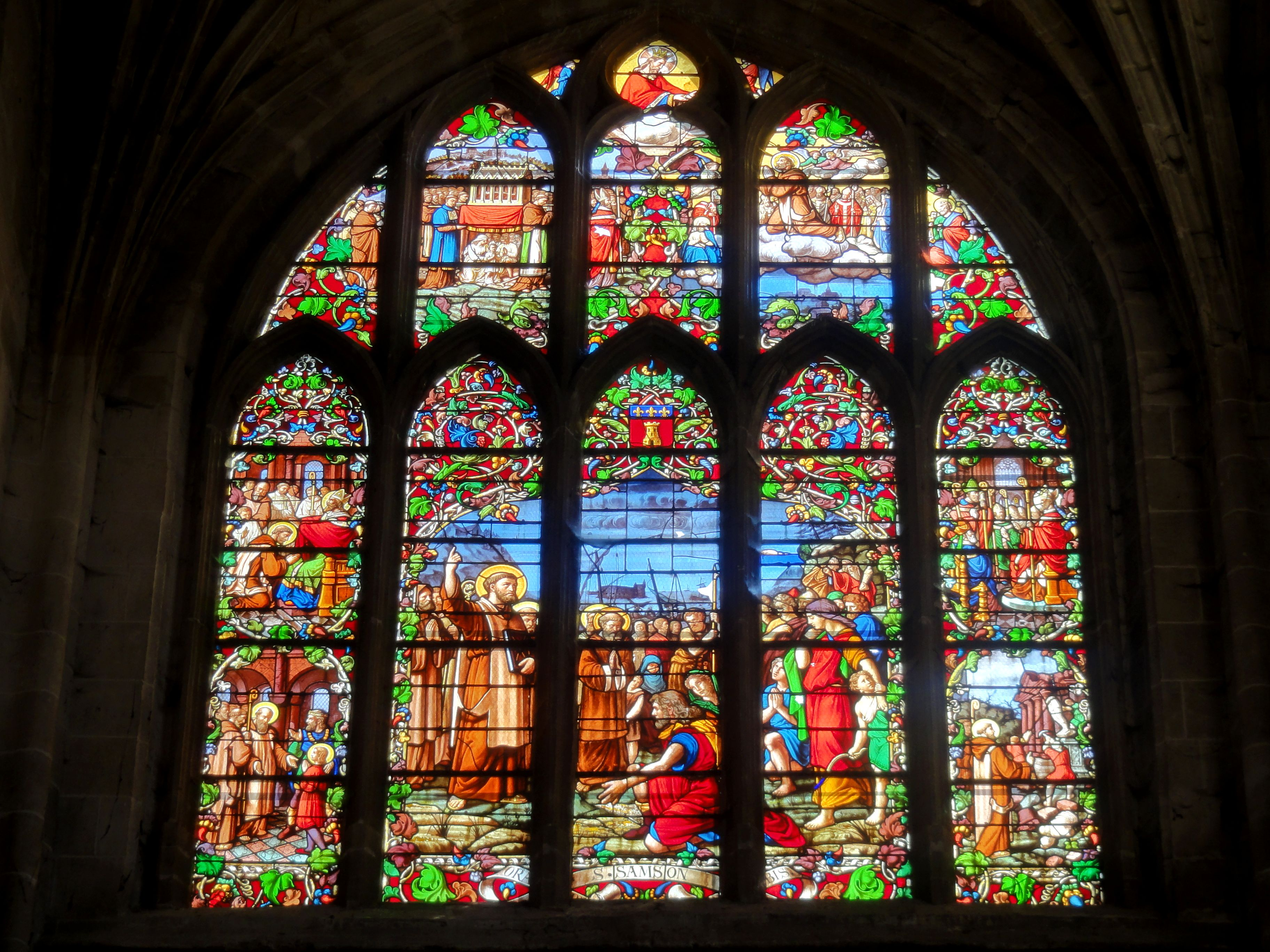
Saint Samson.
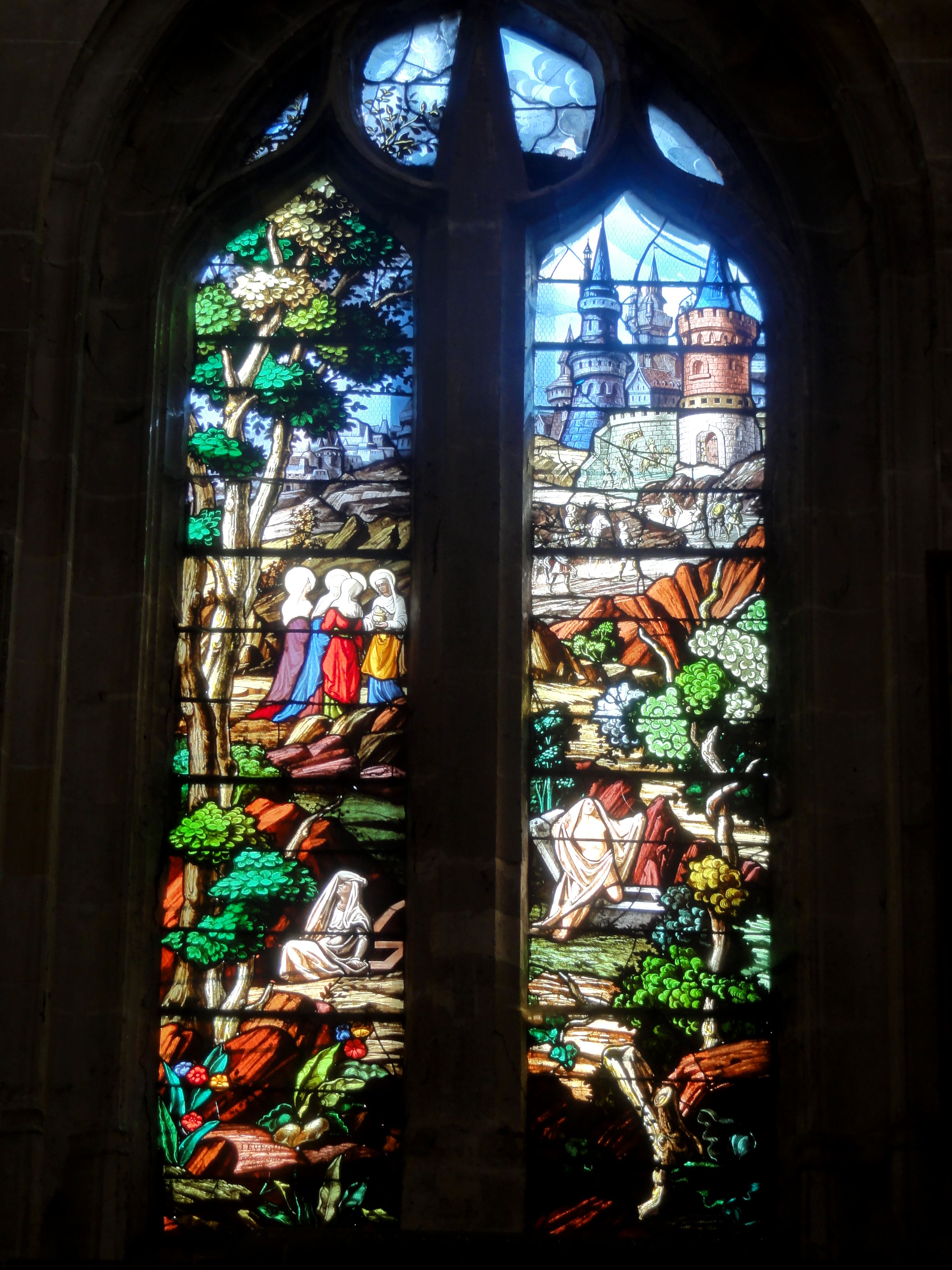
Jérusalem après la mort de N.S Jésus-Christ.

- Chapelle Saint Louis : Elle correspond, sur les bas-côtés, à deux travées de la nef. À gauche, un autel moderne de style Renaissance, en bois et en bronze. Au milieu de l'autel, Le Départ pour la croisade, toile marouflée d'Anastase Grellet, 1870. En face, La Translation de la sainte couronne d'épines, toile marouflée également Grellet. On remarque, derrière le dais sur la droite, à l'extrémité du tableau, une princesse couronnée ; le peintre lui a donné les traits de Mme Sellier Darcourt, mère de Mme Houette, donatrice des deux toiles. Les verrières représentent les scènes de la vie de Saint Louis. En haut, L'Entrée de Saint-Louis au ciel. En bas, à gauche, trois anciens curés de Clermont (les abbés Deblois, Griselle et Thierry). À droite, à la même hauteur, une vue sur le village de La Neuville-en-Hez et le castel de la reine blanche, aux Étangs de Commelles, près de Chantilly. Cette verrière est l'œuvre de Claudius Lavergne (1871). Deux plaques commémoratives sont scellées dans le mur au-dessus des fenêtres ; la première, près de l'autel, est à la mémoire de Louis Charondas Le Caron, lieutenant général du bailliage de Clermont, mort le 18 septembre 1613 à 79 ans. De l'autre côté, une plaque érigée en 1870 à la mémoire des 34 membres de la famille Bosquillon, inhumés jadis sous les dalles de l'église. Entre les deux fenêtres, un reliquaire moderne, en cuivre, renferme quelques reliques du saint, ainsi qu'une parcelle d'une des épines de la sainte couronne. La grille de la chapelle est en fer forgé du XVIIe siècle, le confessionnal du XVIIIe siècle[a 13].

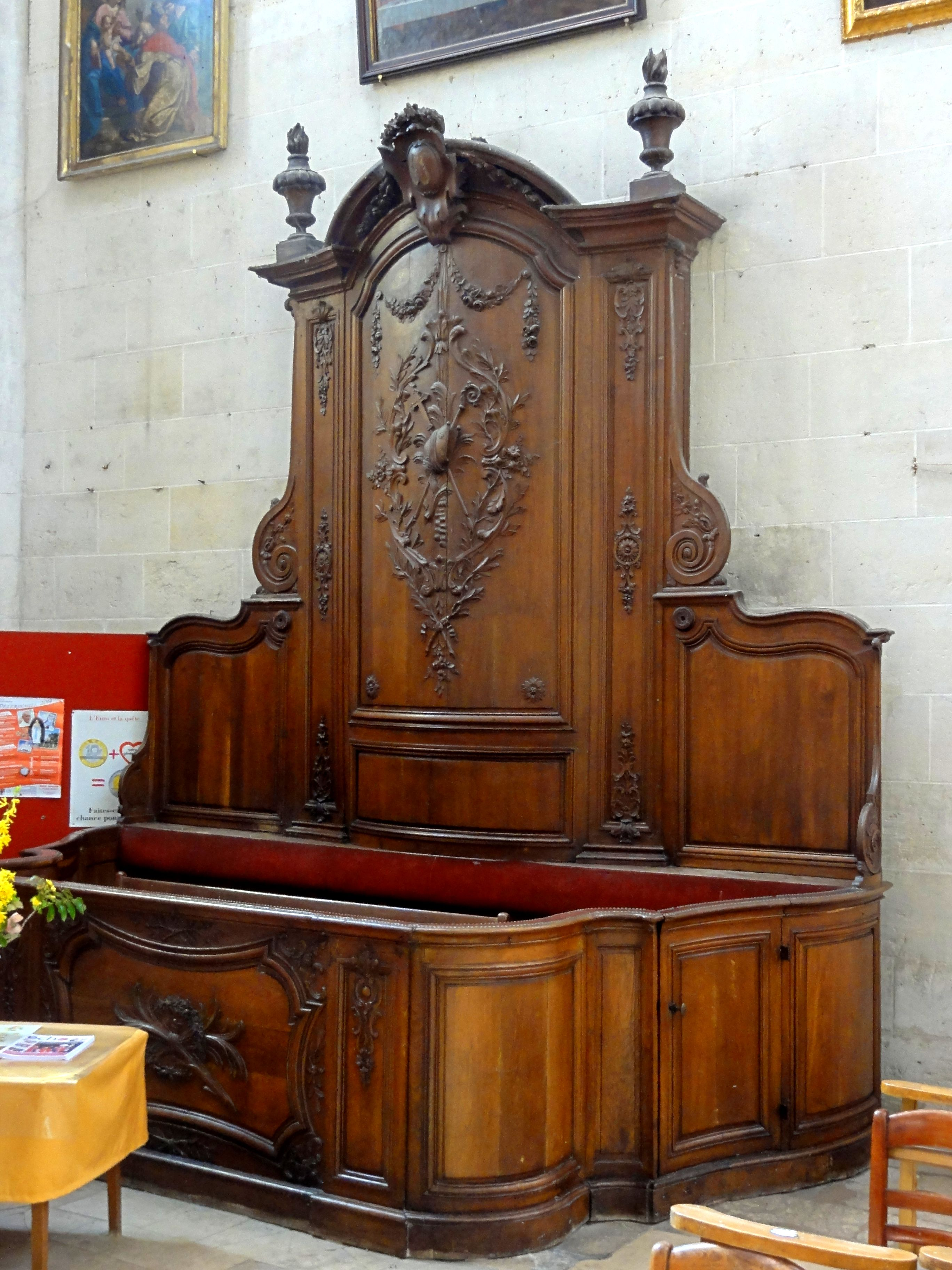
Banc d'œuvre.
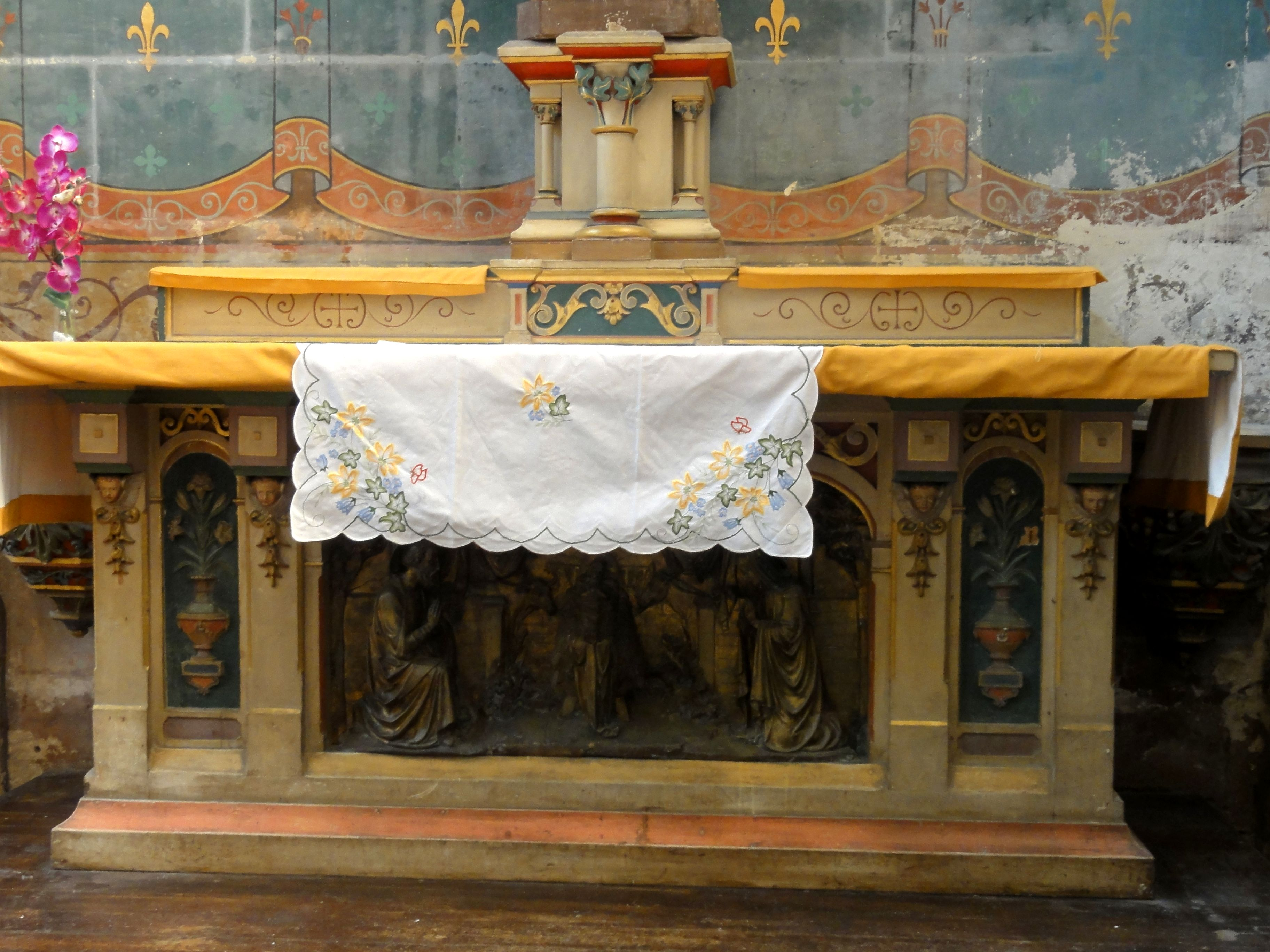
Chapelle St-Louis, autel.
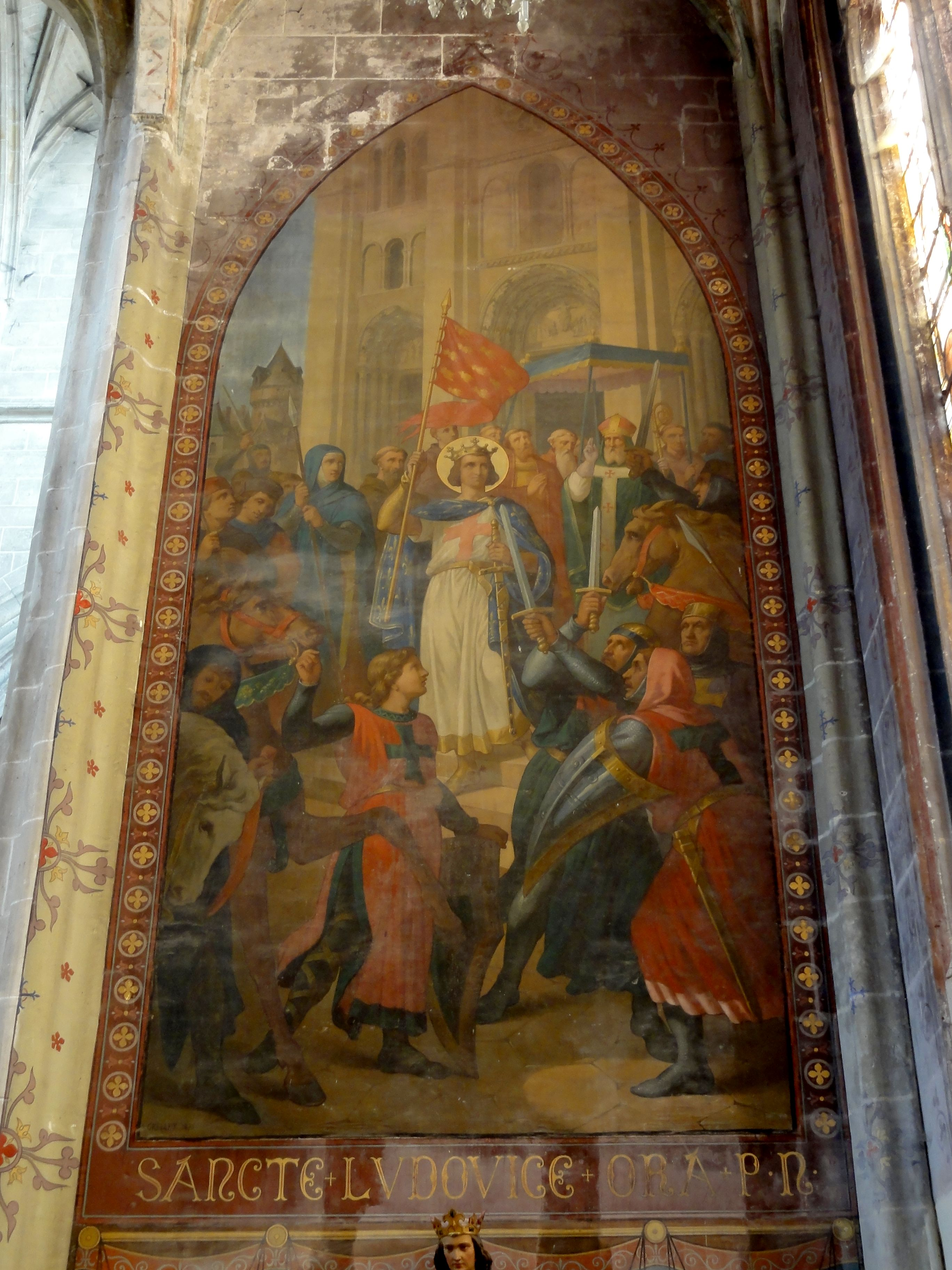
Tableau - Le Départ pour la croisade.
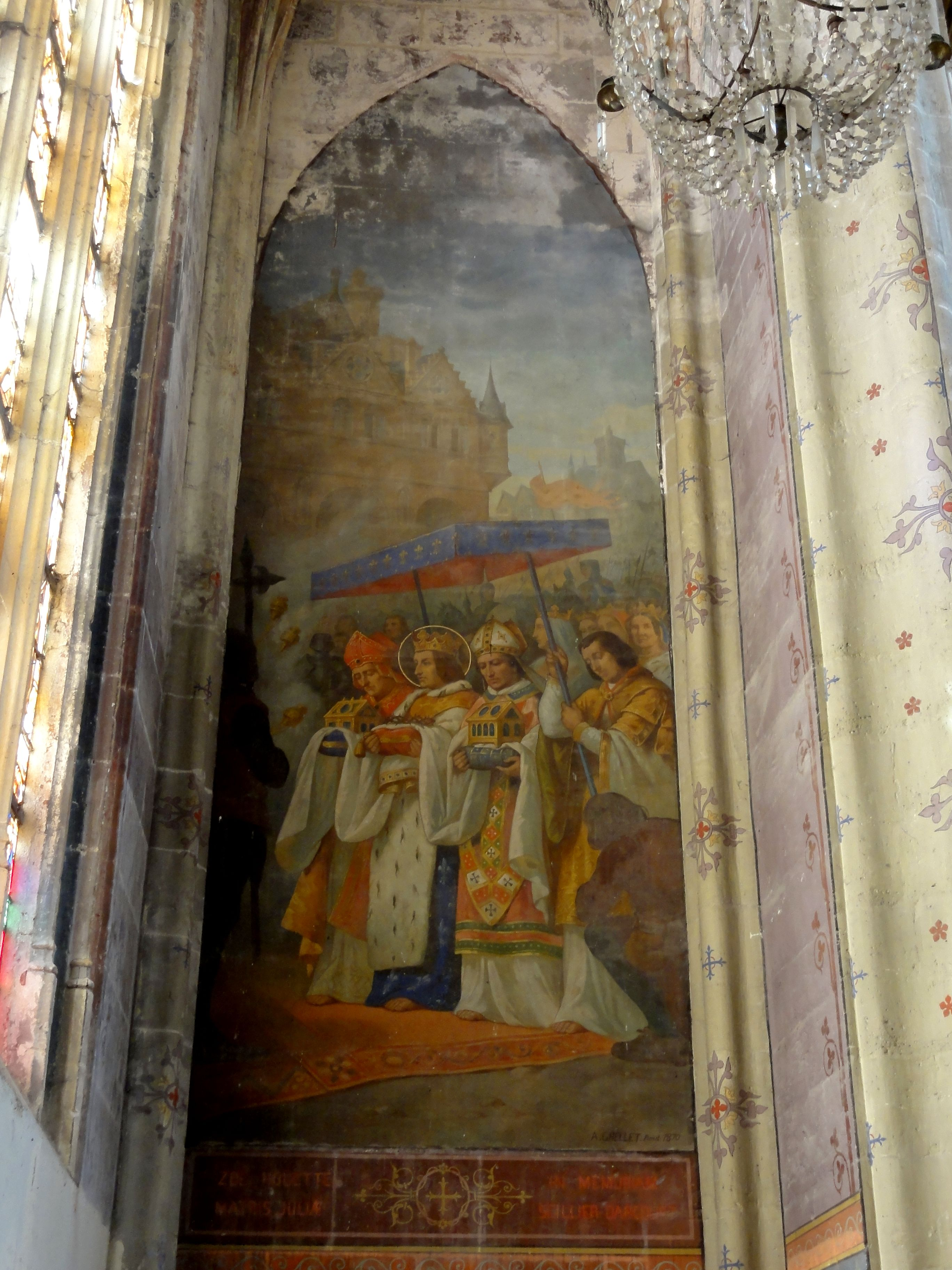
Tableau - La Translation de la sainte couronne d'épines.
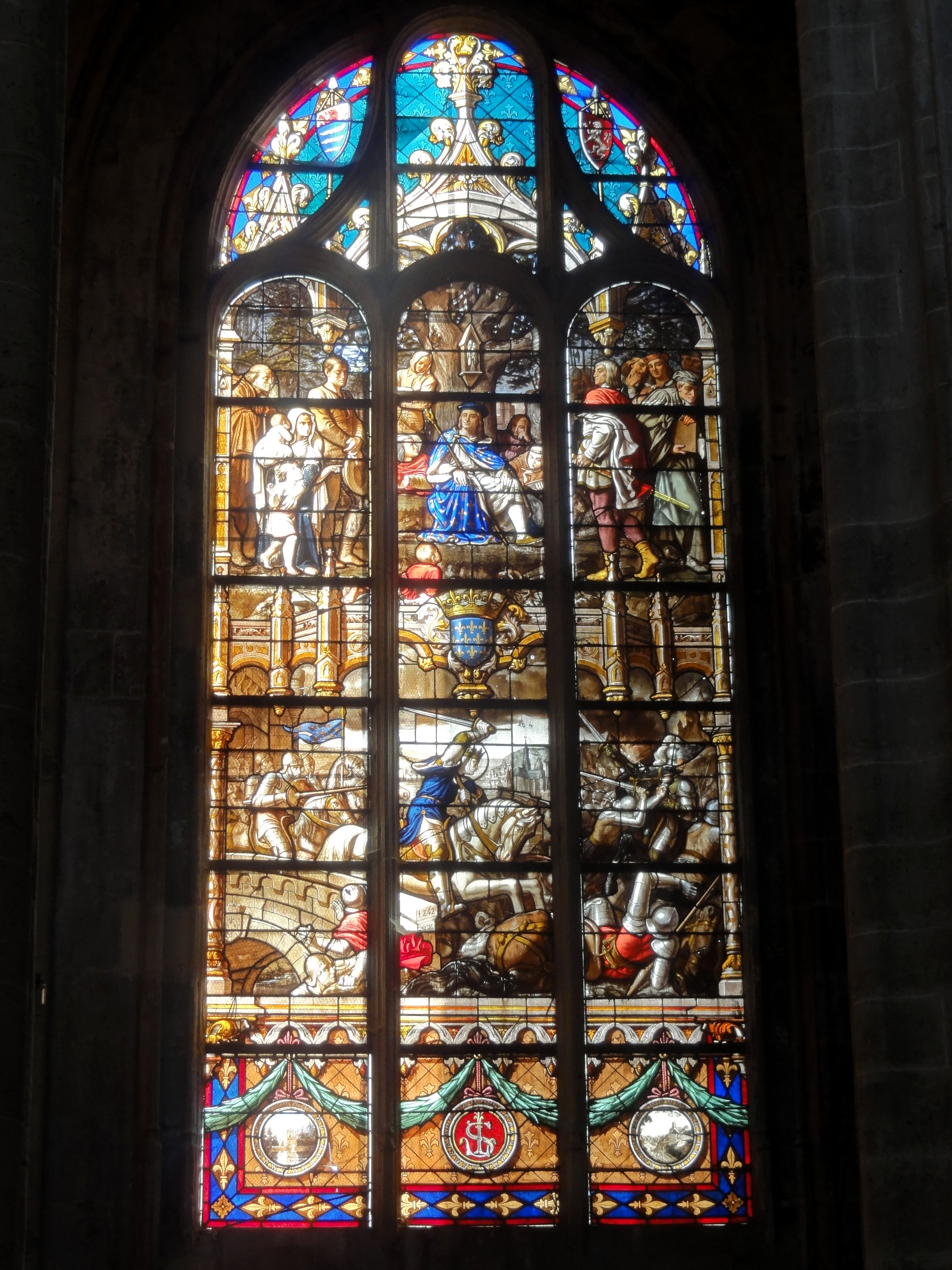
Scènes de la vie de saint Louis.
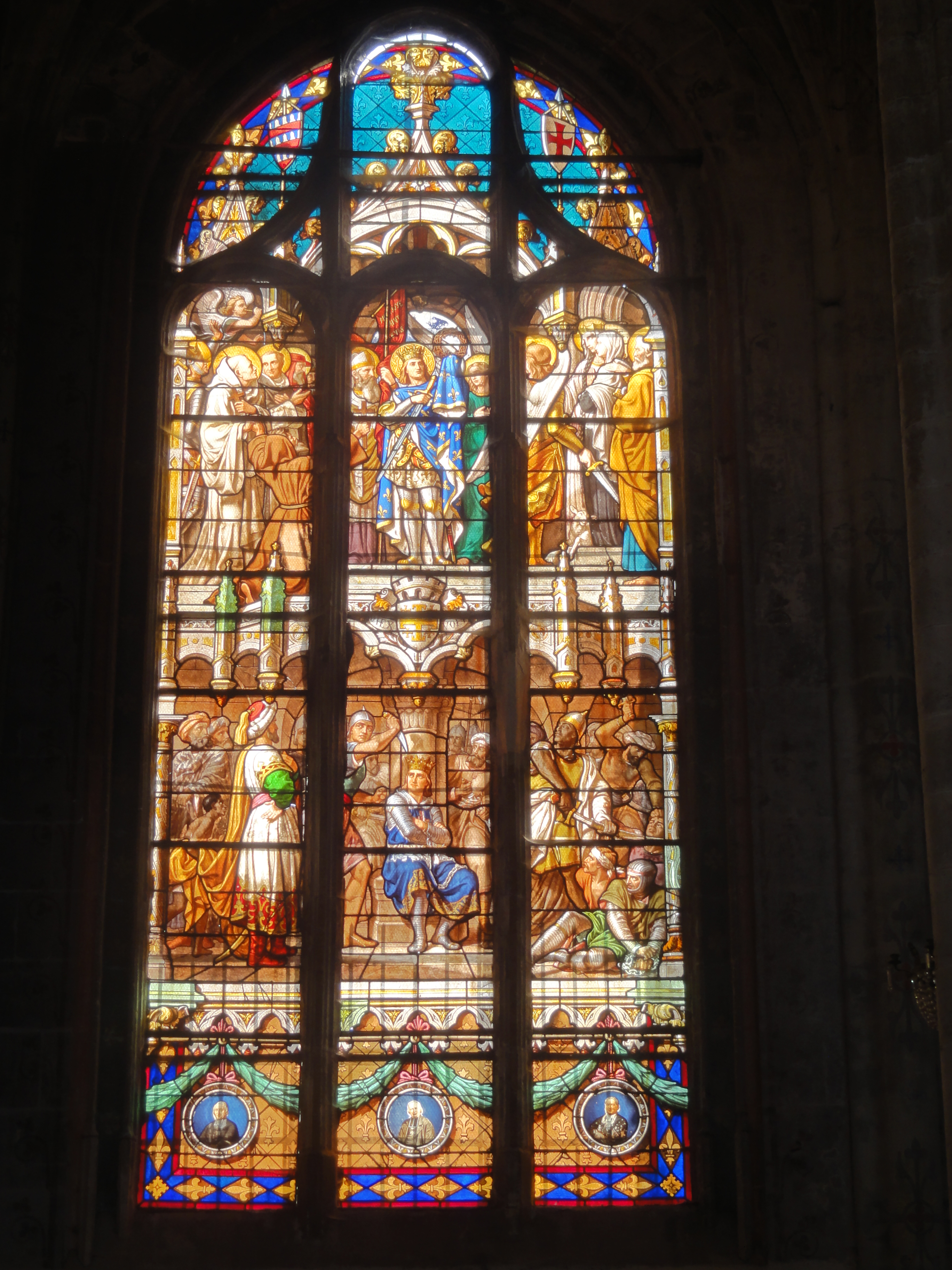
Scènes de la vie de saint Louis.

- Sur le mur du bas-côté près de la base du clocher, une pierre encastrée représente l'image d'un cadavre (transi), les pieds tournés vers le chœur, avec l'inscription latine suivante « QUISQUIS ADES, TU MORTE CADES; STA, RESPICE, PLORA ; SUM QUOD ERIS; MODICUM CINERIS. PRO ME PRECOR ORA ». Ce bas-relief fait l’objet d’un classement au titre objet des monuments historiques depuis le 10 décembre 1906[27].
- Chapelle du Saint-Sépulcre : Elle correspond à la base du clocher. Placée sous l'arcade prise dans la base du clocher, une sculpture du XVIe siècle représente le tombeau du Christ. Il fut restauré en 1867 par Greber, sculpteur à Beauvais, et par Mme Chacal-Froc, ainsi que M. Gelot, pour les peintures. Cet ensemble était anciennement situé près de l'actuelle sacristie. Le Christ est couché, dans une cuve oblongue, sur un suaire. À droite, Nicodème, et à gauche, Joseph d'Arimathie. À la tête du sauveur, Marie-Madeleine, tenant un vase de parfum. Au milieu, la Vierge, soutenue par Saint-Jean et, enfin, Marie-Salomé. Au-dessus du monument, une toile marouflée de Boichard représente le tombeau vide : « Non est hic »[a 14]. Cette mise au tombeau fait l’objet d’un classement au titre objet des monuments historiques depuis le 10 décembre 1906[28]. Un grand calvaire ou groupe de Crucifixion est accroché en haut du mur nord du clocher. Au pied du Christ en croix, se tiennent sa mère la Vierge Marie et saint Jean, les personnes que Jésus a le plus aimés.

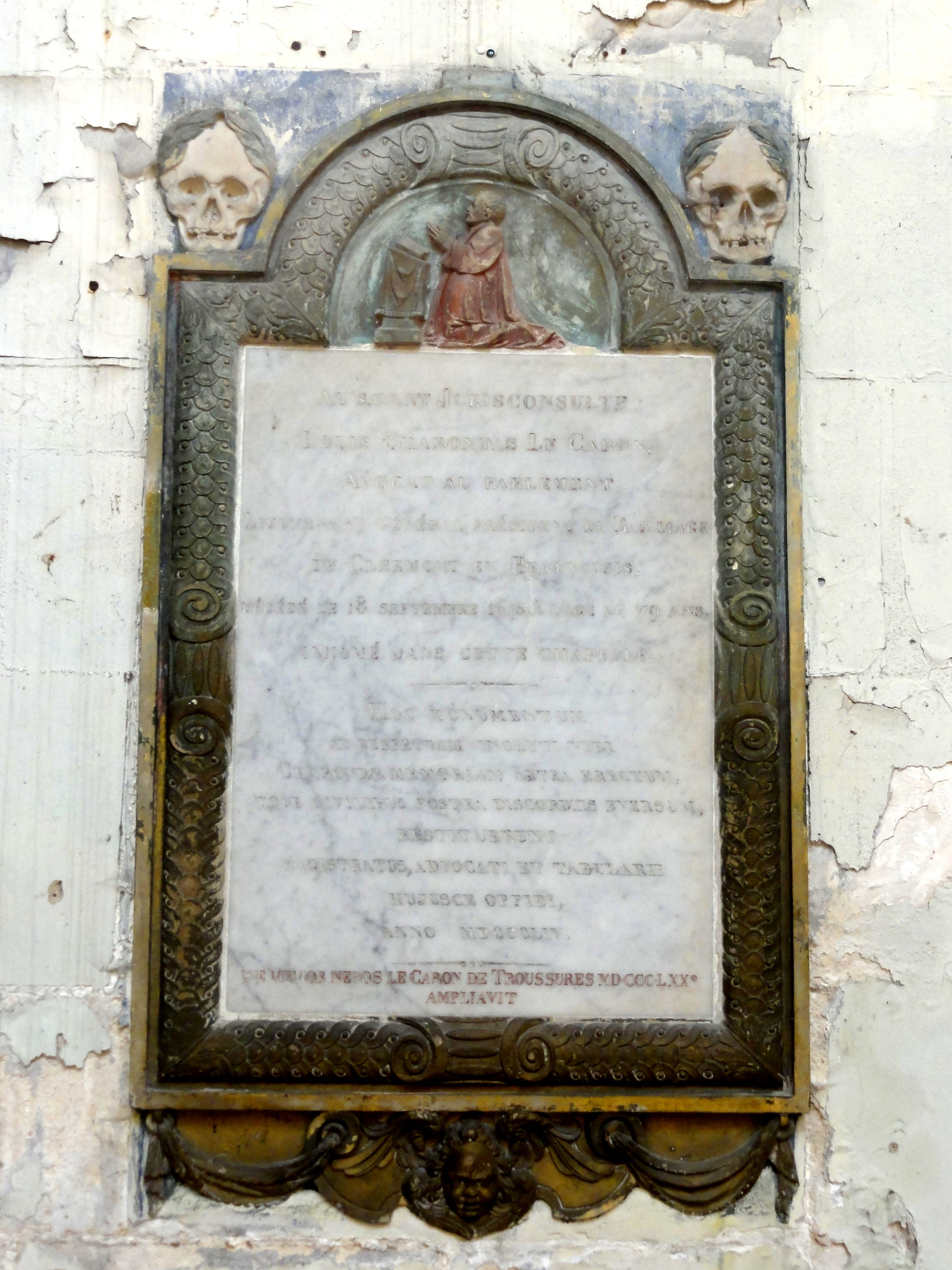
Plaque funéraire pour Louis Charonnas Le Caron.
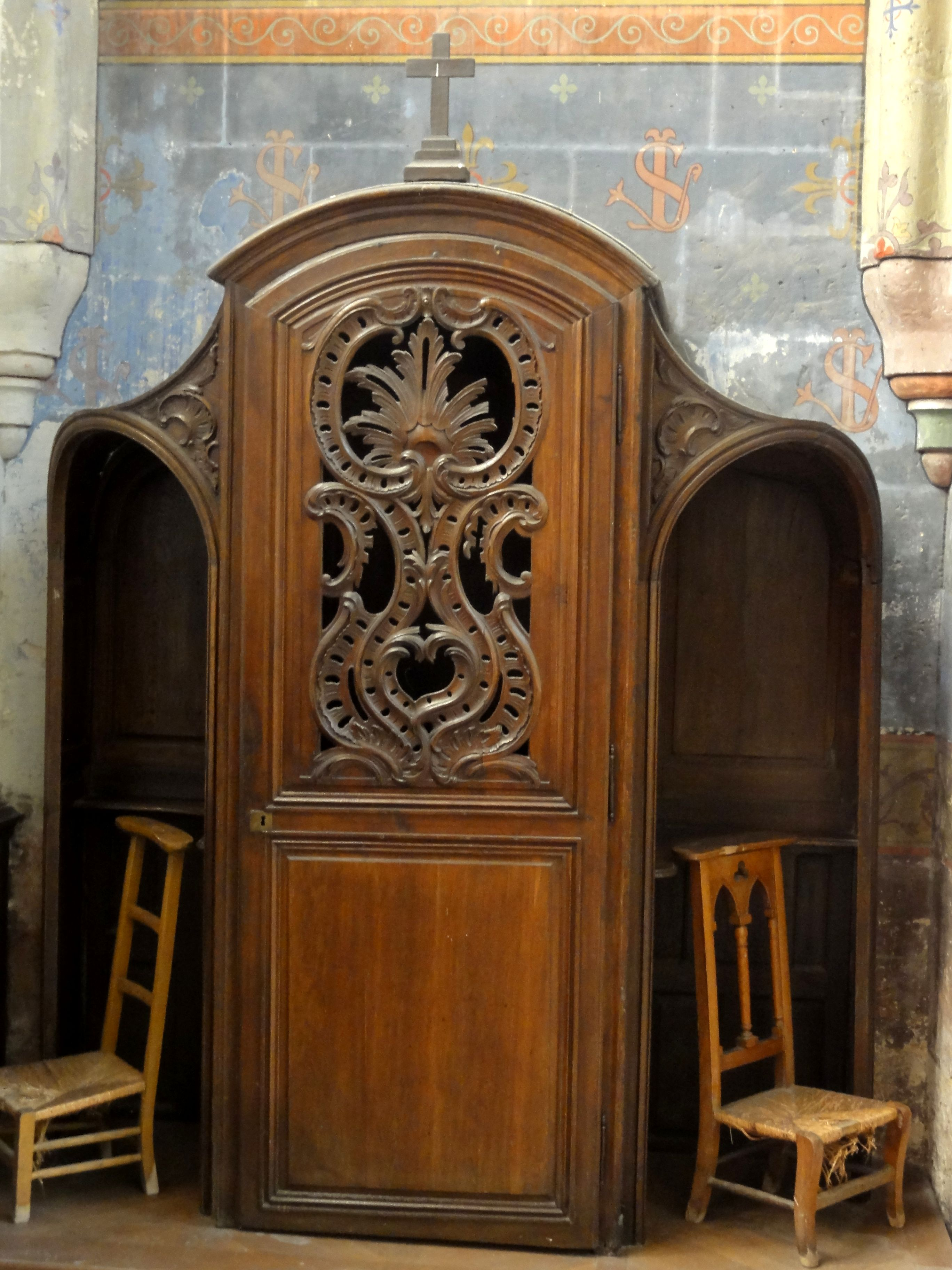
Chapelle St-Louis, confessionnal.
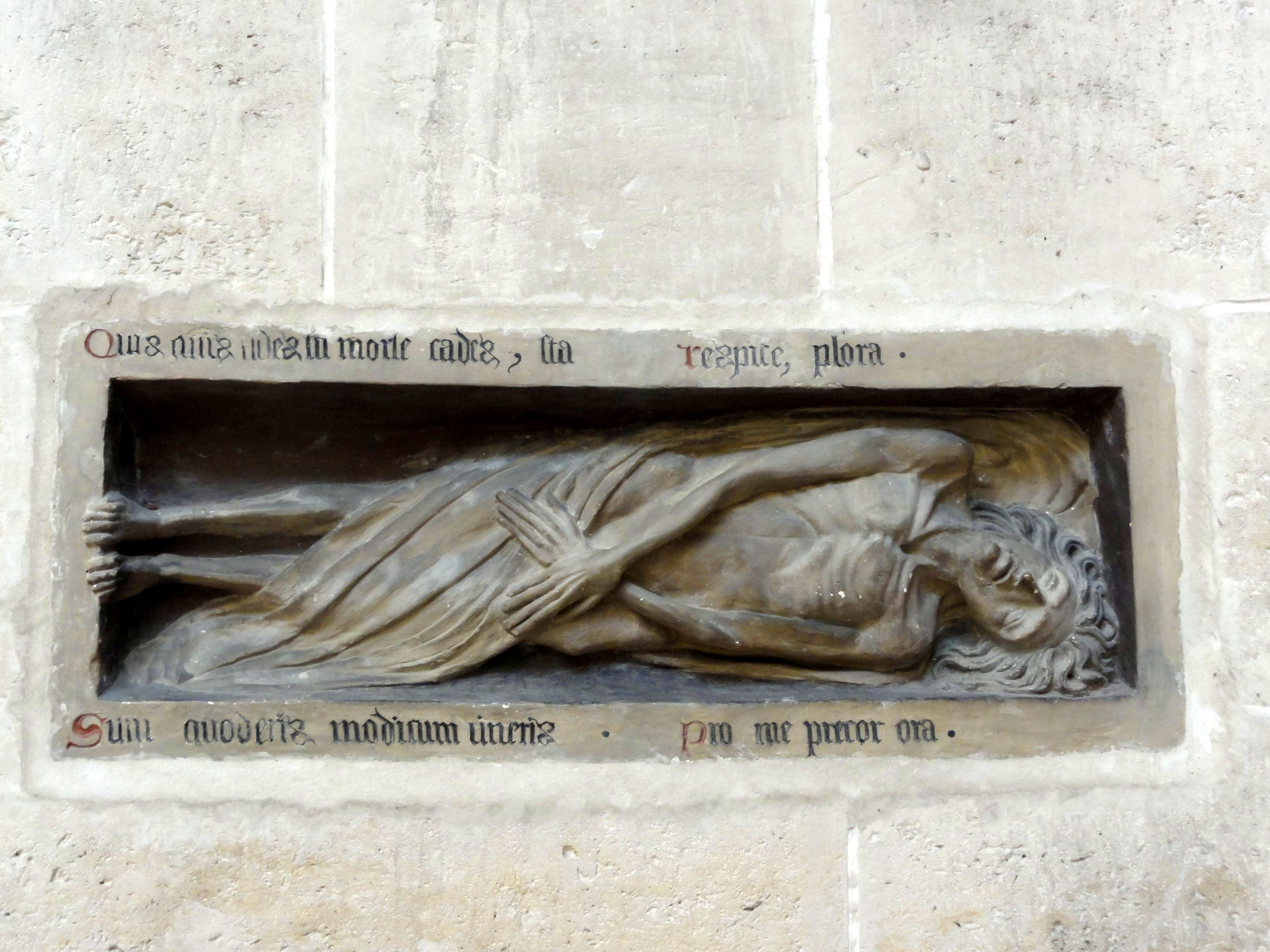
Transi.
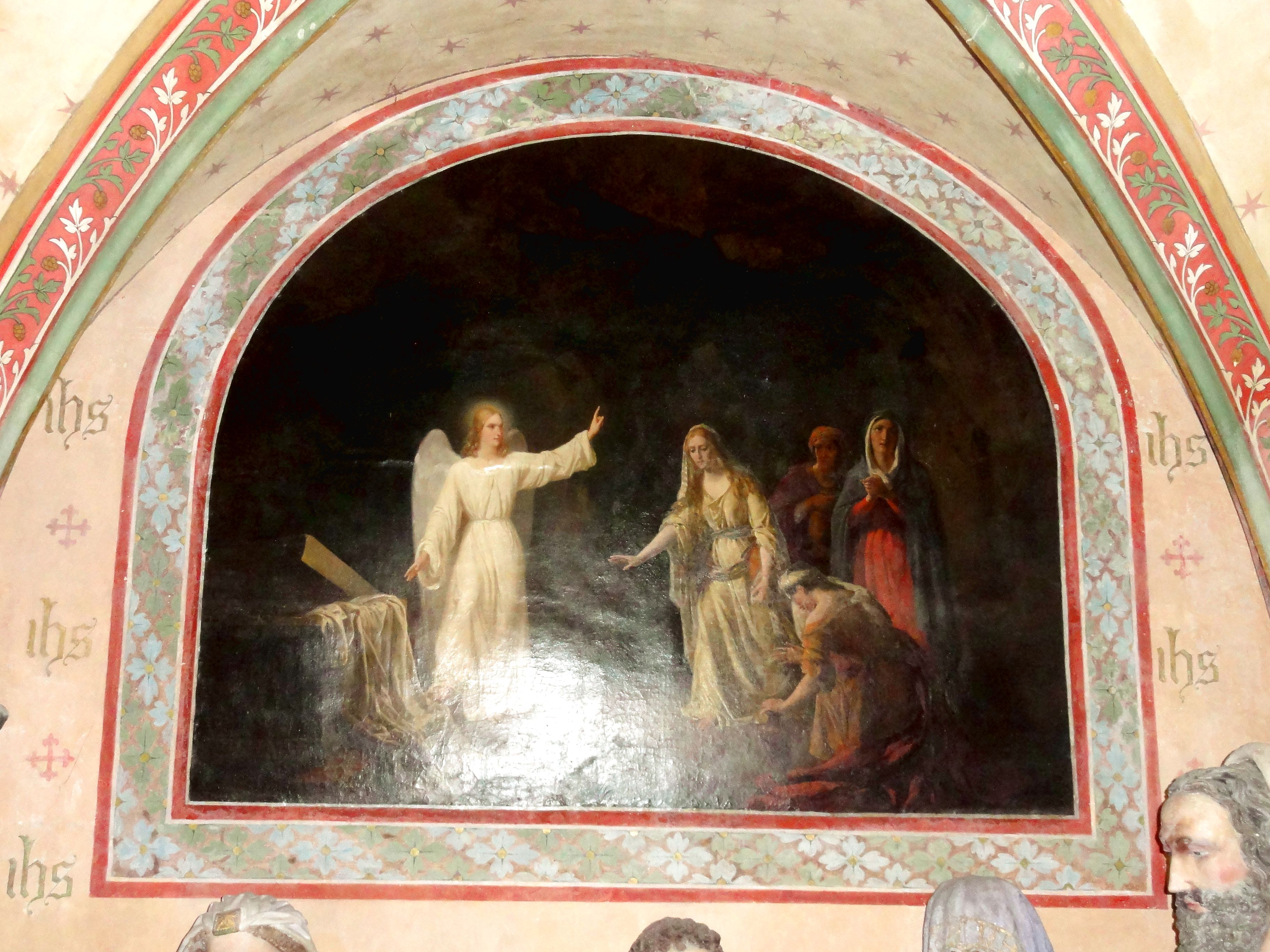
Tableau - Tombeau vide.
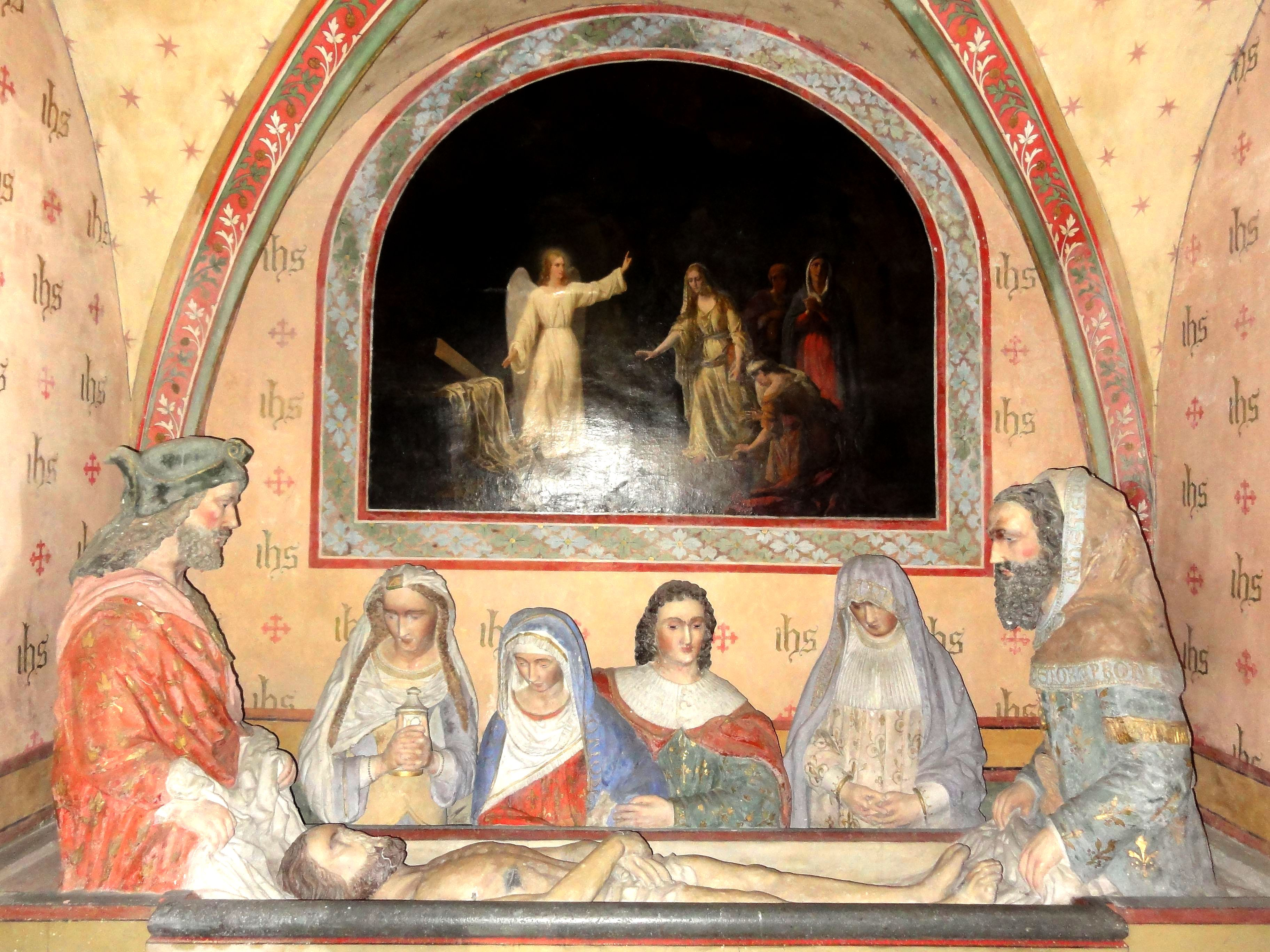
Mise au Tombeau.
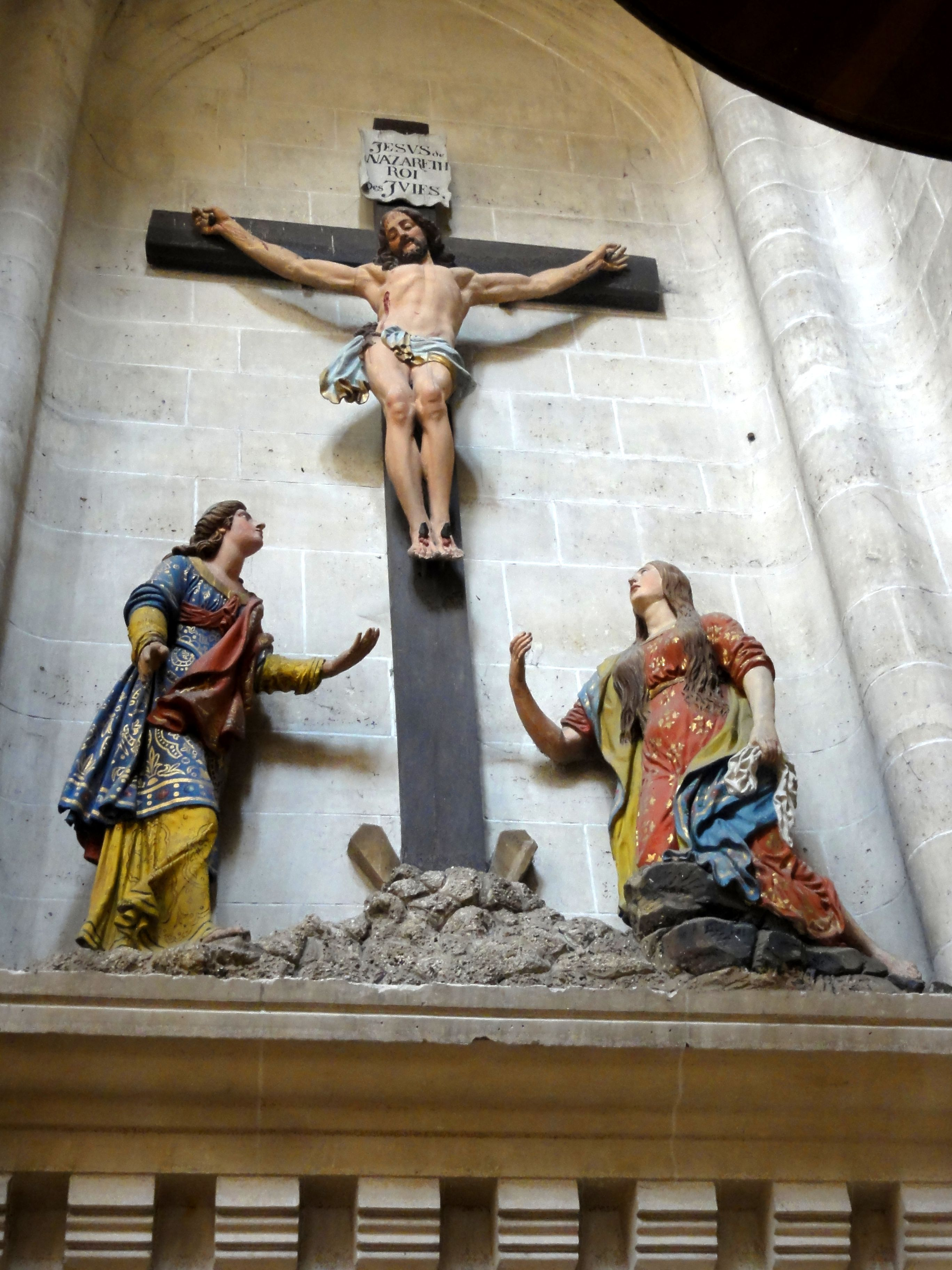
Crucifixion du Christ.

## Vitraux classés duXVIesiècle

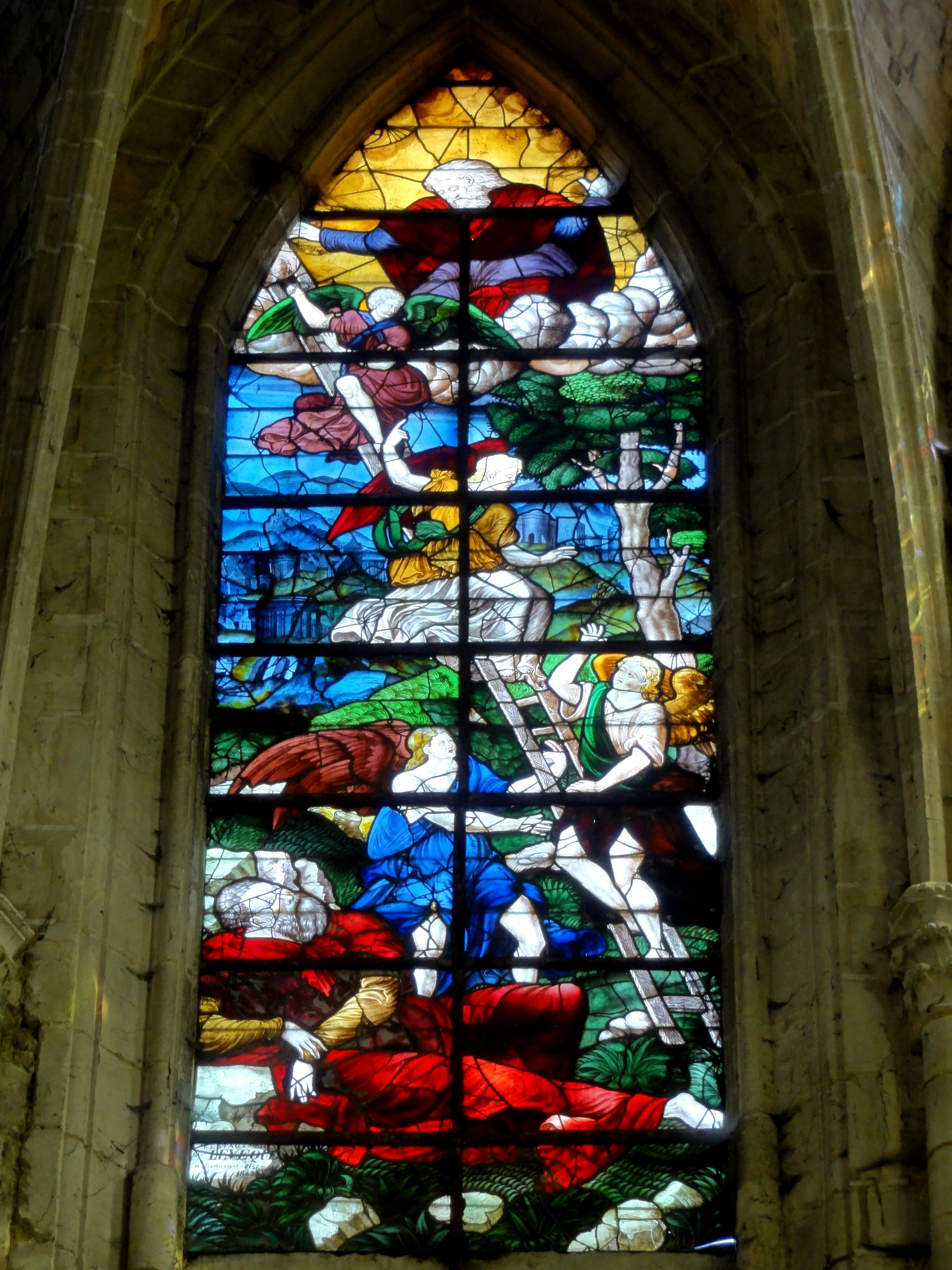
L'échelle de Jacob.

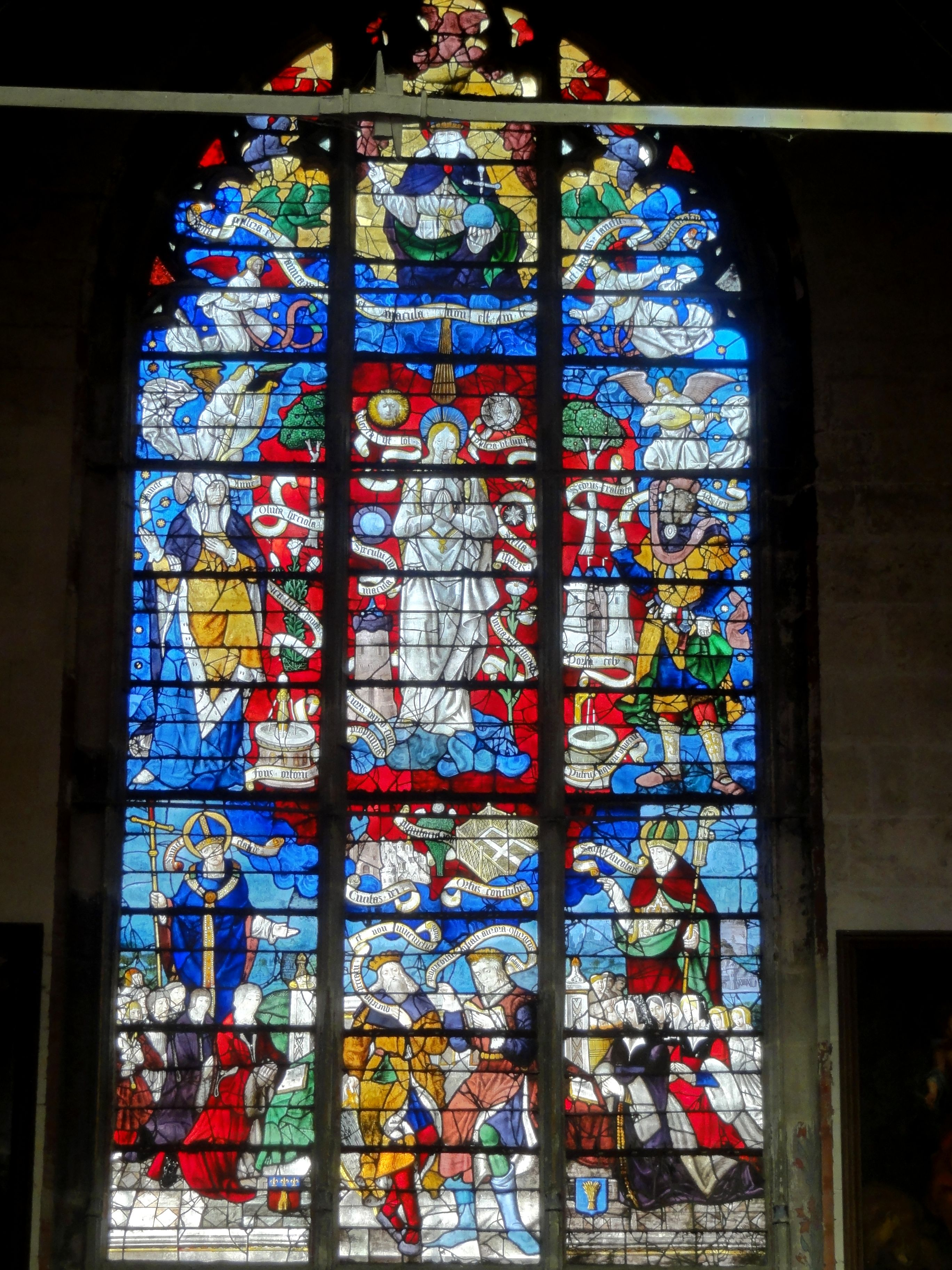
Les litanies de la Vierge.

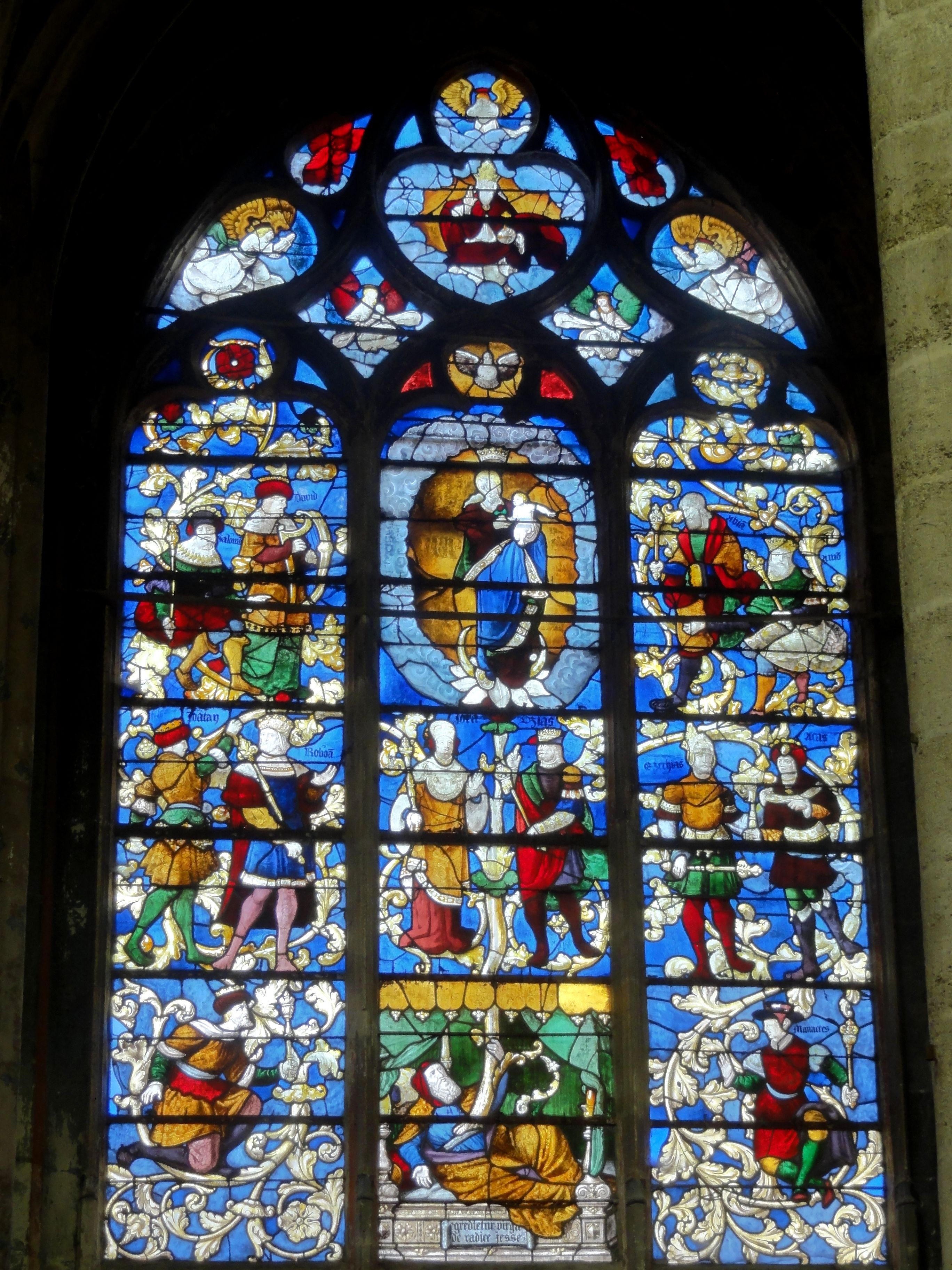
Arbre de Jessé.

### L'échelle de Jacob
Dans l'axe du haut du chœur, une verrière pleine de couleurs représente la vision de Jacob. Le patriarche, vêtu d'un manteau rouge et violet laissant passer des manches jaunes, est endormi à la base de la verrière, allongé et la tête appuyée sur un rocher, à gauche, conformément au texte biblique (Genèse 28, 11-16); quatre anges, aux ailes et aux vêtements multicolores, montent à une échelle qui, prenant appui dans l'angle inférieur droit, trace une longue diagonale pour atteindre la nue où Dieu apparaît, les bras écartés. L'échelle rappelle les escaliers des temples à étages mésopotamiens ou les textes égyptiens des pyramides. Elle assure le lien entre le ciel et la terre tout en respectant la transcendance de Dieu. Dieu dit à Jacob : « En toi, et en ta descendance seront bénies toutes les familles de la terre. Vois! Je suis avec toi, et je te garderais ou tu iras… » (Genèse chapitre 28, verset 14-15). La scène se situe dans un paysage de verdure avec un grand arbre à droite, qui laisse voir, à l'arrière plan, une ville peinte sur verre bleu. Ce n'est pas une scène nocturne comme le texte biblique, mais au contraire une scène en plein jour. La verrière est assez bien conservée. Elle fut restaurée par M. Lévêque, en 1862, signalée par une inscription en bas à droite. On peut lui attribuer la tête de Dieu, l'essentiel du registre inférieur (en particulier les feuillages verts) et la tête du deuxième ange à partir du bas. Les dégâts provoqués par les bombardements de 1918 n'ont touché que des éléments secondaires. Le style de ce vitrail, avec les anges aux têtes petites, quelque peu précieuses, des draps plus serrés d'un dessin  assez sec, des gestes animés, la ville et ses monuments à l'antique, la coloration qui oppose des tons soutenus à parties très claires, peintes sur verre blanc, indique le 3e quart du XVIe siècle, un moment où les apports de l'école de Fontainebleau commencent à se figer. Cette verrière est la seule de grande échelle, correspondant à une fenêtre haute; toutes les autres ressortent de fenêtres basses. Ce vitrail fait l’objet d’un classement au titre objet des monuments historiques depuis le 10 décembre 1906.

### Les Litanies de la Vierge
Le thème des litanies de la Vierge, où la mère de Dieu est assimilée  à l'Aimée du Cantique des Cantiques. Il a été souvent traité dans le vitrail dès le début du XVIe siècle à l'époque où l'idée de l'immaculée Conseption faisait l'objet d'un consensus unanime face à la montée des théories sur la réforme. Il est plus ou moins développé, occupant toute la partie d'une baie, et se trouve parfois associé à des scènes de la vie de la Vierge. L'originalité cette verrière réside dans l'association des parents de Marie, Anne et Joachim, à sa glorification. Techniquement, ce vitrail qui ne s'apparente pas à l'art des maîtres-verrier Le Prince, offre quelques particularités remarquables : la gravure du verre dans le nimbe de la Vierge, et dans celui de Dieu le Père, et sur le champ rouge qui entoure la Vierge pour compléter le détail du dessin (les filets d'eau tombant de la fontaine, les cordes du puits ou encore le sommet du château). Signalons les étoiles du fond montées en chef-d'œuvre ; la même prouesse a doté l'olivier, à gauche, de fruits bleus et le cèdre à droite, de fruits jaunes insérés dans leur feuillage vert. Si l'atelier n'a pu être identifié, le donateur serait selon une tradition ancienne rapportée par M.Mermet de la famille d'Argillière, dont un membre, Jean d'Argilière, était lieutenant général pour le comté de Clermont dans le premier quart du XVIe siècle. Mais aucun élément d'archive ne vient étayer cette hypothèse, en particulier par les blasons visibles au bas du vitrail qui sont dus au restaurateur Lévêque. Le vitrail fait l’objet d’un classement au titre objet des monuments historiques depuis le 10 décembre 1906.

### Arbre de Jessé
Cet Arbre de Jessé est développé sur trois lancettes. Au bas de la lancette centrale, Jessé (largement moderne) est étendu sur un baldaquin ; l'arbre qui sert alors de support à l'expression de la généalogie de la divine, s'échappe de sa poitrine (l'inscription tirée d'Isaïe est moderne). Dans la ramure traitée au jaune d'argent avec des réserves blanches, sur fond bleu, les rois sont debout en costume d'apparat, tous coiffés de chapeau couronne (sauf Ezéchias casqué d'or), leur nom inscrit la grisaille sur le verre bleu du fond. Ils entourent la Vierge, debout, tenant l'enfant, une couronne d'or suspendue au-dessus d'elle, qui apparait dans une nue bordée de bleu-gris. Les principales restaurations intéressent le registre inférieur qui se composait de débris vers 1850 selon les notes de Ledicte-Duflos, confirmées par les observations de F. de Guihermy, il a été recomposé en 1863 par M.Lévêque, qui a également fourni la tête de Roboam. Ce vitrail fait l’objet d’un classement au titre objet des monuments historiques depuis le 10 décembre 1906.

### Saint Crépin et saint Crépinien
Ce vitrail fait l’objet d’un classement au titre objet des monuments historiques depuis le 10 décembre 1906. Les trois verrières de la chapelle du même nom illustre la légende des saints Crépin et Crépinien, apôtres du diocèse de Soissons ; ces deux saints étaient en outre les patrons de la corporation des corroyeurs et des tanneurs, qui avaient une halle à Clermont inscrite dans le dénombrement de 1372. Sur les dix-huit scènes que l'on voit actuellement, il reste peu de l'ancien:dans la première verrière que l'on voit à gauche, au registre inférieur, une grande partie du mariage des parents des saints et; à droite, le panneau supérieur de la naissance des saints. Au registre suivant, à gauche, le "trépassement" du père et de la mère. Dans la verrière centrale, en bas à droite, une grande partie de la scène de martyre, et au dernier registre vers le haut, une partie de la pendaison et du miracle des corps jetés à l'eau qui flottent. Dans la verrière de droite, une seule scène est à signaler: les trois panneaux supérieurs de la lancette droite avec l'adoration de la châsse contenant les reliques des deux saints. Neuf scènes sont partiellement originales. En 1850, aux dires de Lecdicte-Duflos, il n'y en avait que cinq intactes et quelques autres à l'état lacunaire. La restauration est l'œuvre de Lévêque à Beauvais, en 1863.

### Saint Jacques
Cette verrière occupe la façade occidentale depuis 1863, époque à laquelle le peintre verrier Lévêque l'a retirée d'une des baies de la chapelle de Saint-Crépin. L'apôtre, avec le livre et les attributs du pèlerin (le bourdon et le chapiteau) se tient debout dans une niche à coquille violette, fermée par une tenture damassée verte, encadrée de grands candélabres Renaissance peints sur verre blanc, et surmontée d'un petit édicule en guise de couronnement.

### Saint Gilles

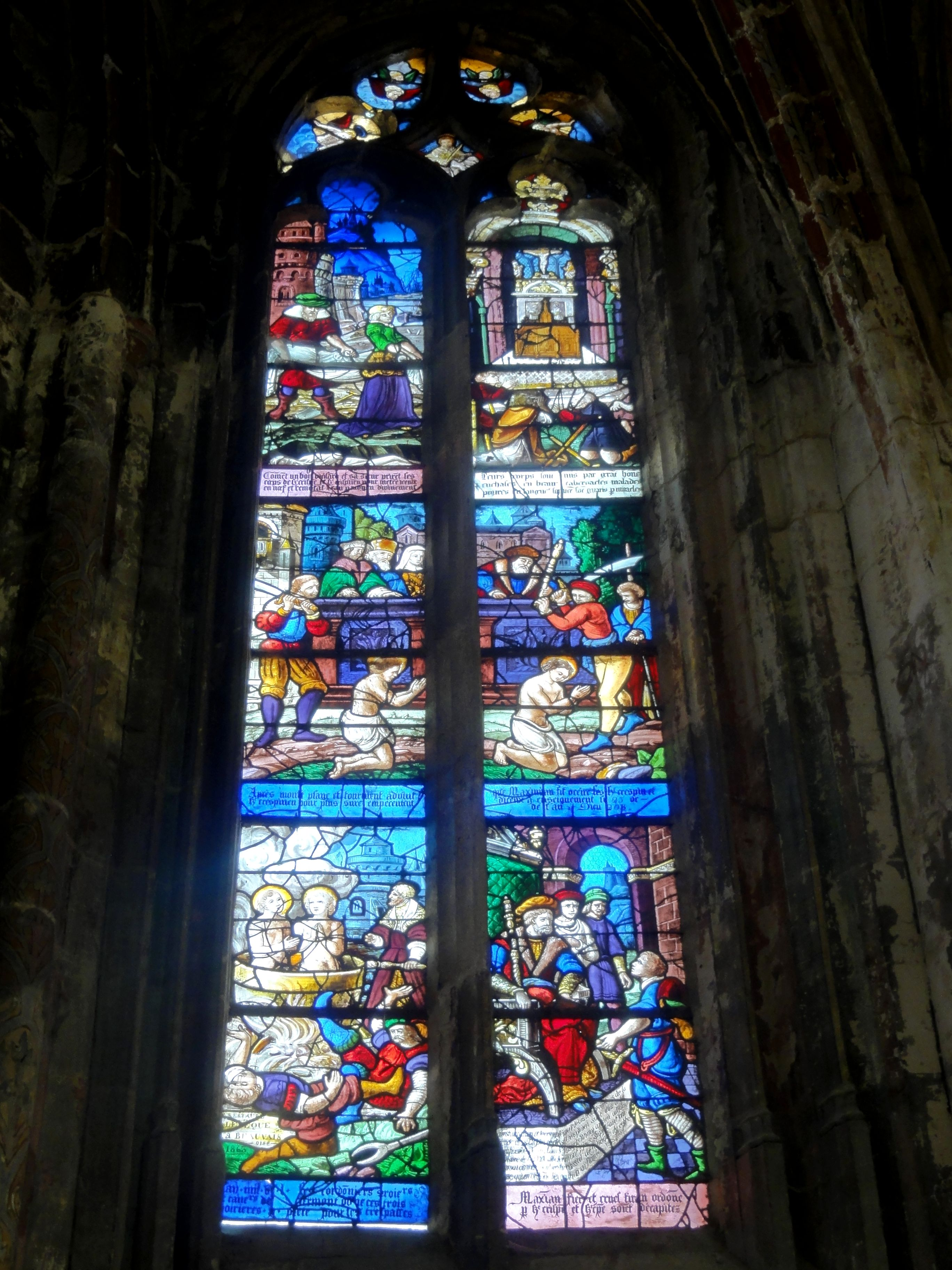
Légénde de St Crépin et St Crépinien (vitrail de droite).
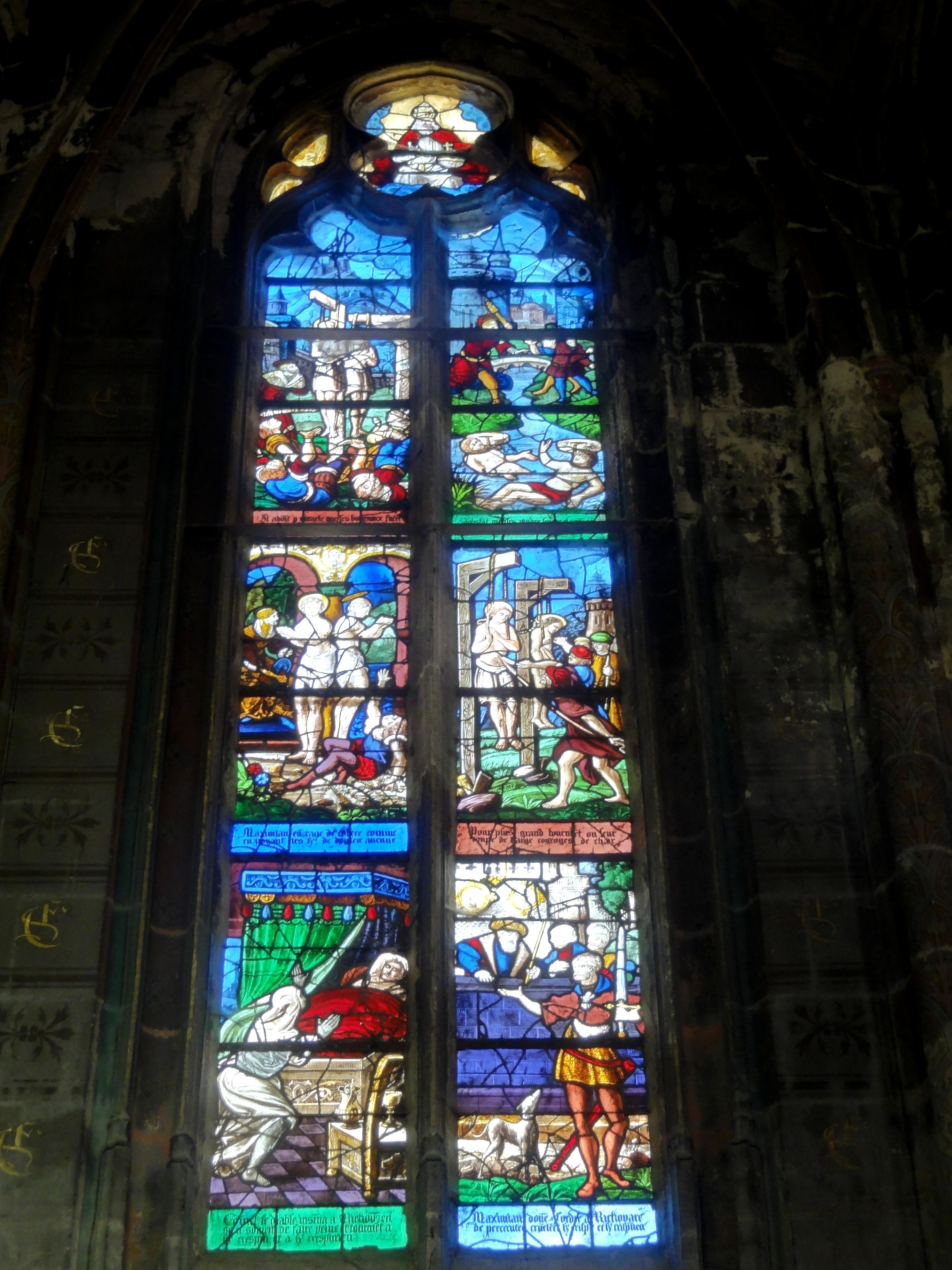
Légénde de St Crépin et St Crépinien (vitrail du milieu).
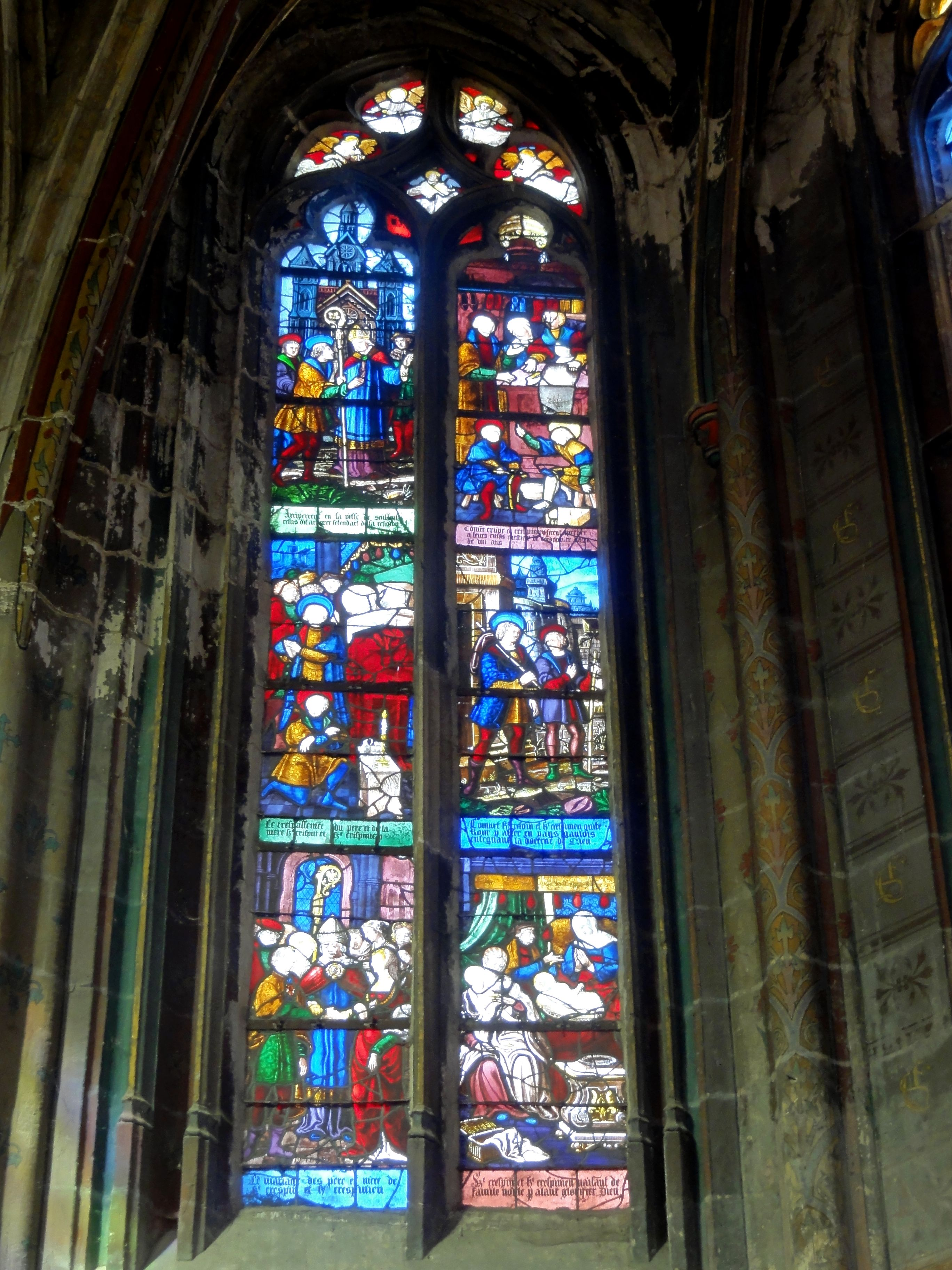
Légénde de St Crépin et St Crépinien (vitrail de gauche).
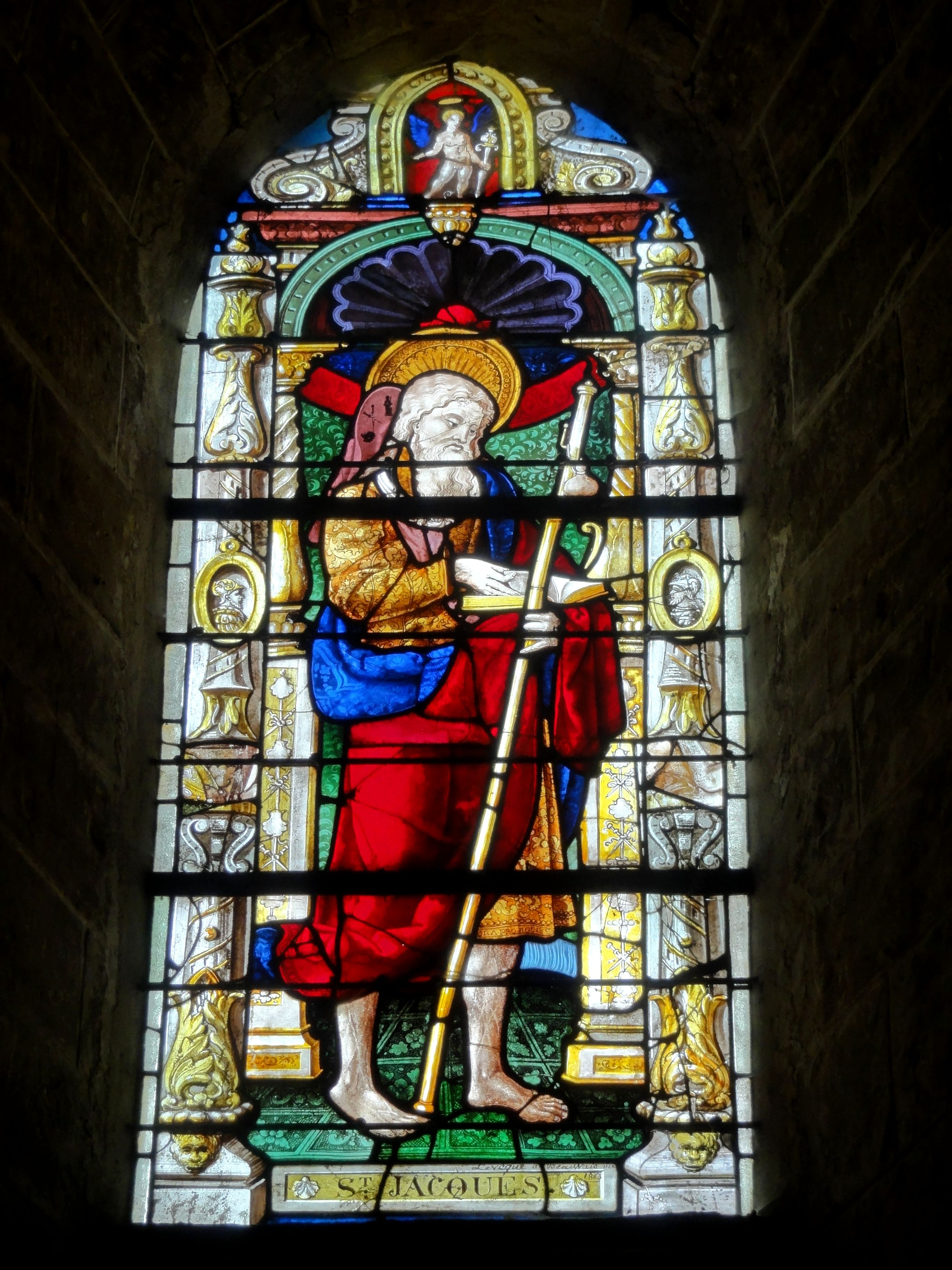
Saint Jacques le Majeur.
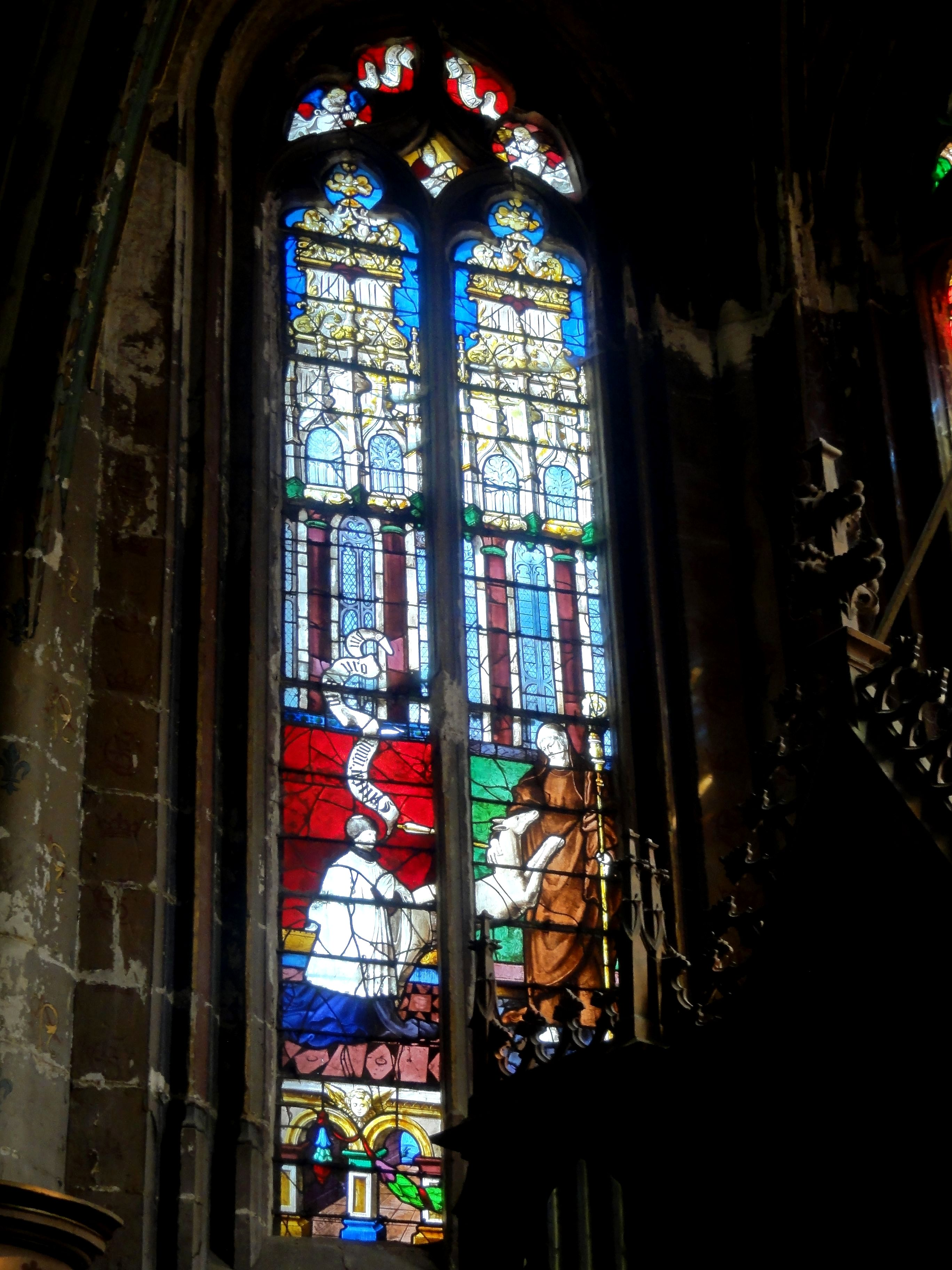
Saint Gilles.

## Les Orgues

### Grand-Orgue
Le premier instrument, dont il reste le buffet, a été construit en 1622 ; il est probablement l'œuvre de Jean Ourry auteur de l'orgue de Vernon (Eure). En 1850-53, l'orgue a été entièrement refait par le facteur Guillaume Bertrand de Montdidier qui a élargi le buffet jusqu'au murs de la nef. Un relevage fut effectué en 1967 par les Établissements Gutchenritter.
Le buffet primitif, proche de celui de Vernon, comporte trois tourelles ; la grande au centre possède 3 tuyaux, les deux autres, 5 tuyaux. Les deux plates-faces, surélevées, sont garnies de 10 tuyaux. Aux extrémités, deux plates-faces arrondies, de 5 tuyaux, dépassent la largeur du soubassement. Le buffet est orné de nombreuses sculptures dont certaines rappellent encore la Renaissance : aigles, harpies. Le meuble mesure 3,30 m de largeur, environ 6 mètres de hauteur sur les côtés et 1,45 m de profondeur, jusqu'au mur. Ce buffet originel est prolongé de chaque côté par des panneaux de bois.
L'orgue comprend deux claviers et un pédalier. Il est doté de 24 jeux. L'artiste a conservé, dans la mesure du possible, l'instrument d'origine. Les orgues ont subi de nouvelles transformations en 1873. La boiserie est restée identique, mais a été complétée par Froc-Robert en 1875. La tribune a été avancée. À l'origine les soufflets, au nombre de 2, étaient actionnés manuellement, à l'aide d'un levier en bois. En 1932, une soufflerie électrique remplaça l'ancien système.
Le buffet fait l’objet d’un classement au titre objet des monuments historiques depuis le 10 décembre 1906.
La tribune fait l’objet d’un classement au titre objet des monuments historiques depuis le 10 décembre 1906.
| I. Grand-Orgue, 54 notes Ut1-Fa5 | II. Récit, 42 notes Ut2-Fa5 | Pédalier (à l'allemande) 25 marches Ut1-Ut3                                               |
| --- | --- | ----------------------------------------------------------------------------------------- |
| Bourdon 16 (sans porcelaine) Bourdon 8 (sans porcelaine) Prestant 4 (sans porcelaine) Plein-Jeu Cornet Cromorne Montre 8 Salicional 8 Gambe 8 Doublette 2 Trompette 8 Clairon 4 | Bourdon 8 (porcelaine pas d'origine) Nazard 2 2/3(porcelaine pas d'origine) Voix céleste 8 Haubois 8 (Tacet) Flûte harmonique Gambe 8 Tierce 1 3/5 (porcelaine pas d'origine) | Court, touches : 43 cm/ feintes : 9 cm Flûte 16 Flûte 8 Bombarde 16 Clairon 4 Trompette 8 |

### Orgue du chœur
L'instrument, dû aux frères Stoltz, n'a pas été modifié depuis sa construction en 1892. Le buffet, est de style néo-gothique. Deux plates-faces de 5 tuyaux encadrent deux petites plates-faces de 9 tuyaux. Le buffet mesure 3,31 m de largeur, 4,5 m de hauteur et 1,20 m de profondeur.
| I. Grand-Orgue, 56 notes Ut1-Sol5        | II. Récit, 56 notes Ut1-Sol5                          | Pédalier (à l'allemande) 27 marches Ut1-Ré3 |
| ---------------------------------------- | ----------------------------------------------------- | ------------------------------------------- |
| Montre 8 Bourdon 16 Prestant 4 Bourdon 8 | Gambe 8 Flûte harmonique 8 Voix céleste 8 Trompette 8 |                                             |

## Quelques chiffres
Dimensions de l'église (d'après l'abbé Boufflet).
- Longueur totale : 53 m
- Longueur de la Nef : 27 m
- Longueur du chœur : 17 m
- Longueur de l'abside : 9 m
- Largeur totale : 24,50 m
- Élévation (sous voûte) : 19 m à la croisée du transept, relevé au laser dans le cadre d'observations archéologiques

La nef centrale a 9 m de largeur et mesure 19 m d'élévation sous voûte.